# الوطن العربي
الوَطَن العَرَبي (ويُعرف كذلك باسم الوطن العربي الكبير والعالم العربي أو البلدان العربية أو البلاد العربية) مصطلح لرابطة ثقافية وحضارية تجمع 22 دولة تتشارك في القومية واللغة العربية والتاريخ المشترك، حيث يتفاعل أبناؤه على مستوى القيم والتقاليد، ويعكسون وحدة الشعوب العربية في التوجهات والتحديات. يُمتدُّ الوطن العربي جغرافيًا من المحيط الأطلسي غربًا إلى بحر العرب والخليج العربي شرقًا، متوحد سياسيًا في جامعة الدول العربية. جغرافيًا، يضمُّ الوطن العربي أراضٍ احتلت أو أصبحت ضمن بلدان مجاورة مثل فلسطين وهضبة الجولان، ولواء إسكندرون والأقاليم السورية الشمالية التي سلمتها فرنسا إلى تركيا، وجزر الكناري وسبتة ومليلية وصخرة الحسيمة (تحت الاستعمار الإسباني) وعربستان (الأحواز) والجزر الإماراتية (طنب الكبرى وطنب الصغرى وأبو موسى) المحتلة من إيران. جغرافية الوطن العربي اليوم تشبه إلى حدٍ ما الأراضي التي كانت تحت سيطرة الدولة الأموية (باستثناء الأندلس وإيران وأفغانستان ومناطق جنوب شرق الأناضول).
بينما يستعمل معظم العرب مصطلح الوطن العربي، تستعمل أطراف أجنبية وغربية أو متأثرة بالغرب مصطلح العالم العربي أو حتى الشرق الأوسط وشمال أفريقيا مثل وزارة الخارجية الأمريكية التي تسقط صفة العروبة عن تسمية المنطقة، بهدف دمج إسرائيل في المنطقة. مصطلح الشرق الأوسط ربما يكون قد نشأ في 1850 في مكتب الهند البريطاني. ولكنه أصبح معروفًا على نطاق واسع عندما استخدمته البحرية الأمريكية من قبل ألفريد ثاير ماهان في عام 1902  للإشارة إلى المنطقة الواقعة بين السعودية والهند.
بعد زوال الدولة العثمانية، عانى الوطن العربي من الاستعمار الغربي على معظم أراضيه بدءًا من القرن التاسع عشر مرورًا بالقرن العشرين الذي عرف إقامة إسرائيل وانتشار خلافات بين أنظمة الحكم العربية وصلت حد النزاع المسلح وأدت إلى إضعاف العرب. في القرن الحادي والعشرين، ازدادت حالة عدم الاستقرار نتيجة القمع وكبت الحريات والتدخل الأجنبي. كل هذه العوامل أدت إلى حالة من اليأس لدى المواطن العربي وموجات من الهجرة الجماعية إلى أوروبا وأماكن أخرى أكثر أمنًا. إضافة إلى ذلك، تتسم علاقات بعض الدول العربية ببعض جيرانها مثل إيران وإثيوبيا وتركيا ببعض التوتر من فترة إلى أخرى نتيجة خلافات حدودية وسياسية أدت إلى نشوب بعض الحروب.
في عام 1909 أشار رجل من أهل البصرة إلى "العالم العربي" حين كان يعدد العلماء في كل من مصر وسوريا

## الدول الأعضاء
- شبه الجزيرة العربية:  الإمارات العربية المتحدة،  البحرين،  الكويت،  السعودية،  اليمن،  قطر،  عُمان.
- الهلال الخصيب:  الأردن،  سوريا،  لبنان،  فلسطين،  العراق.
- شمال أفريقيا: السودان،  مصر،  ليبيا،  تونس،  الجزائر،  المغرب،  موريتانيا.
- شرق أفريقيا:  الصومال،  جيبوتي،  جزر القمر.

## التاريخ
يعود أصل العرب إلى مجموعة سامية في شبة الجزيرة العربية. انتشر العرب في الوطن العربي بحدوده الطبيعية الحالية خلال هجرات متلاحقة من شبه الجزيرة العربية بدأت في عصور سحيقة ووصلت أوجها مع الفتح الإسلامي. فتحت مصر عام 639م، وبدأ انتشار الإسلام في المغرب العربي على يد عقبة بن نافع ومن بعده القائد المسلم موسى بن نصير، وبقدوم عام 92 هجريًا بدأ المسلمون تحت قيادة طارق بن زياد في فتح الأندلس بعد تمام فتح المغرب العربي، وتم الفتح عام 95 هجريًا. دخل الإسلام السودان من مصر خلال القرن الثامن إلى الحادي عشر. فتح الانتصار للعثمانيين في معركة مرج دابق الباب لدخول دمشق فدخلها سليم الأول بسهولة. وبدأ بالتجهيز لفتح مصر والقضاء على الدولة المملوكية بعد أن أحكم سيطرته على الشام. مع ضعف الدولة العثمانية والحرب العالمية الأولي، وقيام الثورة العربية الكبرى انهارت الدولة العثمانية وتفككت أملاكها في الأراضي العربية بين فرنسا وبريطانيا اللّتين قسمتا البلاد العربية إلى دويلات. 

### التاريخ المبكر

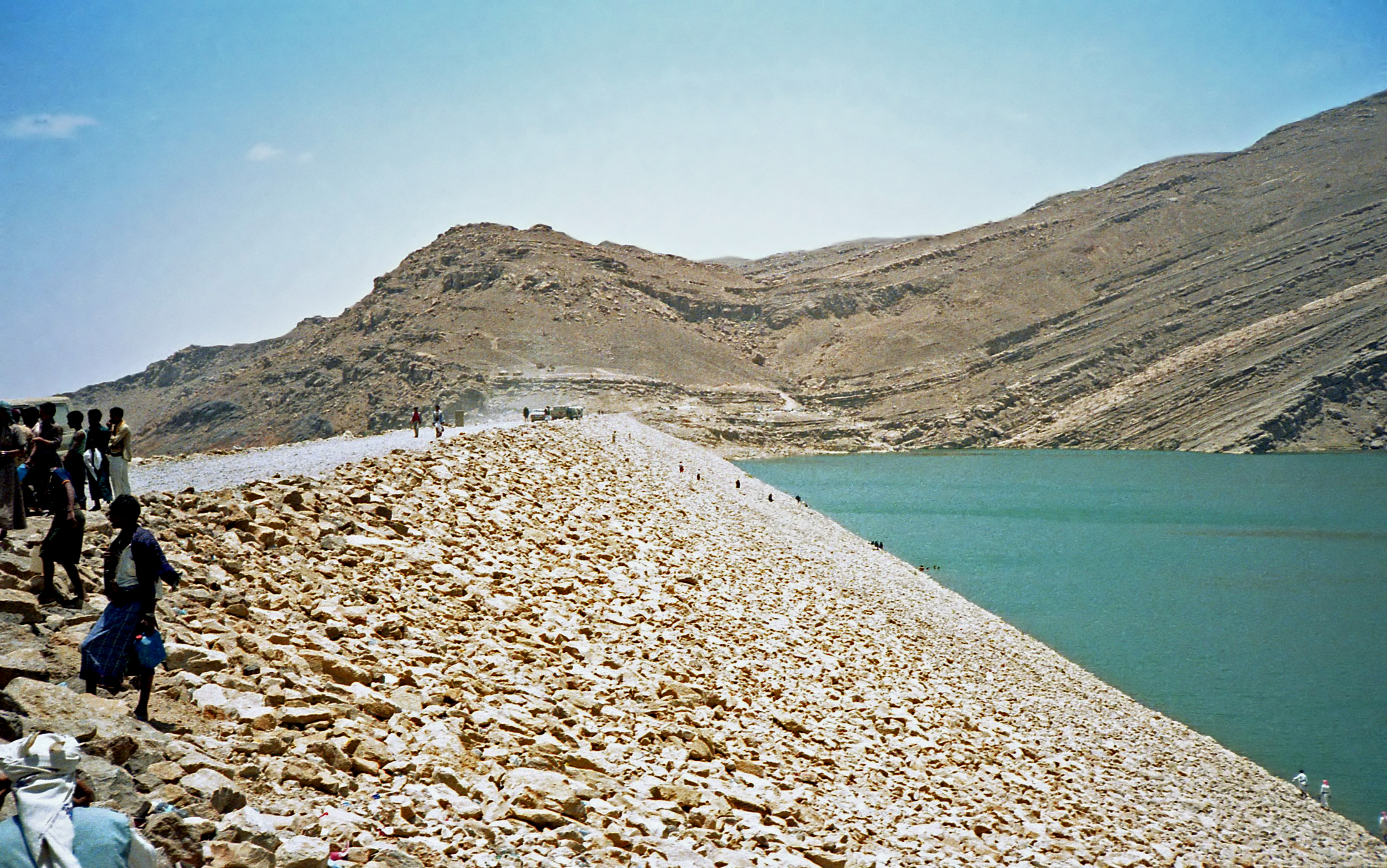
سد مأرب هو سد مائي قديم يعود تاريخه إلى بدايات الألفية الأولى ق.م في مملكة سبأ ولكنه ليس الوحيد الذي بناه السبئيون وليس الأقدم إذ أظهرت الآثار أن السبئيين حاولوا حصر المياه والاستفادة من الأمطار منذ الألفية الرابعة ق.م ويعد معجزة هندسية لتاريخ شبه الجزيرة العربية إلا أن السد الشهير نفسه يعود إلى القرن الثامن ق.م في القرن الثامن، وردت نصوص لمكاربة تشير إلى تعلية وإصلاحات على السد فبلغ طوله 577 مترًا وعرضه 915 متر وهو ضعف سد هوفر الأمريكي

يرى بعض الباحثين أن العرب والساميين عمومًا من الشعوب التي خرجت من شرق شبه الجزيرة العربية وتحديدًا من منطقة حوض الترسيب العربي الكبير قبل أن يصبح خليجًا. بينما تقول دراسات حديثة أخرى أن الساميين نشؤوا في منطقة شرق البحر الأبيض المتوسط حوالي 4,000 ق.م. ومن ثم نزحوا إلى الجزيرة العربية وإثيوبيا لاحقًا.
يبدأ تاريخ العرب كمجموعة عرقيّة، منذ انشقاقهم عن باقي الشعوب الساميّة ونزوحهم إلى شمال شبه الجزيرة العربية ثم إلى جنوبها حيث أسس بعضهم ممالك بارزة مثل معين وسبأ والحيرة والغساسنة، وغيرها، وعاش بعضهم الآخر حياة البداوة والترحال. ويُطلق القرآن على الزمن الذي سبق ظهور الإسلام اسم «الجاهلية»، واللفظة على الأرجح مشتقة من الجهل الذي هو ضد العلم.
انتشر العرب في الحجاز واليمن بشكل رئيسي وفي جنوب الهلال الخصيب وأسسوا عددًا من الممالك يُقسمها المؤرخون إلى ممالك شمالية وممالك جنوبية، أما قلب شبه جزيرة العرب فلم يعرف قيام حكومة موحدة، وكانت القبيلة هي التنظيم السياسي السائد. تميزت ممالك الجنوب بوجود مساحات واسعة من الأراضي الخصبة وقدر وافٍ ومنتظمٍ من الأمطار الموسمية ومساحات شاسعة من الغابات الطبيعية والنباتات التي تنتج الطيوب والتوابل، وهي سلعة لا غنى عنها للعالم القديم، الأمر الذي زاد من استقرار المورد الاقتصادي.

#### ممالك الجنوب
كان القسم الجنوبي من شبه الجزيرة العربية، وبخاصة اليمن، أكثر بلاد العرب تحضرًا في عصر ما قبل الإسلام، فقامت فيه دول وممالك كانت على مستوى متقدم من الرقي والتمدن، وذلك على ثلاثة أسس: زراعية وتجارية وتوسعية. تُعد مملكة معين أقدم الدول العربية، وقد وصلت أخبارها إلى المؤرخين عبر الكتابات المدونة بالمسند والكتب الكلاسيكية اليونانية والرومانية، ولم يرد لها ذكر في المصادر العربية. قامت هذه الدولة في الجوف شرقي صنعاء بين نجران وحضرموت، وعاصمتها مدينة قرنا أو «قرنو»، وهي معين. اندثرت هذه المملكة بعد أن قضى عليها السبئيون.
قامت مملكة حضرموت التي يرجع اسمها إما إلى اسم شخص هو حضرموت بن قحطان، الذي نزل في هذا المكان فسُمي باسمه، أو أنه لُقّب بهذا الاسم لأنه كان إذا حضر حربًا أكثر فيها من القتل، وإما إلى معناها اللغوي «دار الموت» أو «وادي الموت» المأخوذ من اللغة العبرية. في جنوبي شبه الجزيرة العربية إلى الشرق من اليمن على ساحل بحر العرب، في منطقة واسعة تحيط بها رمال كثيفة تُعرف بالأحقاف، واشتهرت بوجود مدينتيّ تريم وشبوة، حيث أقيمت حولهما قرى وقلاع عديدة. خضعت مملكة حضرموت للسبئيين، وقضى الحميريون عليها في منتصف القرن الرابع الميلادي. قامت مملكة قتبان في الأقسام الجنوبية الغربية من شبه الجزيرة العربية، في النواحي الغربية من اليمن في حوالي القرن الحادي عشر قبل الميلاد. امتدت أراضيها من تخوم حضرموت حتى بلغت باب المندب، وحجبتها عن البحر مملكة أوسان الصغيرة. عاصمتها مدينة منع أو «تمنا»، وهي كحلان الحالية في وادي بيجان، التي اشتهرت قديمًا بخصوبتها وكثرة مياهها وبساتينها، ولا تزال آثار الري القديمة ظاهرة فيها إلى اليوم. تعرّضت المملكة لغزو شعب غير معروف، قبل الميلاد بقليل، فأحرق عاصمتها تمنع، وأنهى وجودها.
تُنسب مملكة سبأ إلى مؤسسها عبد شمس بن يشجب الذي يرتقي بنسبه إلى قحطان، أحد أجداد العرب، ولُقّب بسبأ نظرًا لكثرة حروبه وغزواته، وهو أوّل من سبى من العرب، وغلب الاسم على المملكة والشعب. كانت هذه المملكة متقدمة حضارية حيث نجحو ببناء سد مأرب في مملكتهم، لحفظ مياه الأمطار. كما كانت مملكة غنية لعملها بالتجارة وبالذات تجارة الذهب والاحجار الكريمة، وأن بلقيس ملكة سبأ زارت النبي سليمان ملك بني إسرائيل في القدس وحملت إليه الطيب والذهب الكثير والأحجار الكريمة: تسجّل الأيام الأخيرة من حياة الدولة السبئية قيام نزاع خطير حول العرش السبئي كان له أثر سيئ فيما أصاب البلاد من خراب ودمار وتحوّل كثير من الأراضي الزراعية إلى أراضي جرداء قاحلة. وفي غمرة هذا الصراع احتل الريدانيون والحميريون البلاد وأسسوا أسرة ملكية جديدة.
شهد اليمن عهدًا جديدًا، بدءًا من عام 30 ق.م، تمثّل بخلع ملوك سبأ لقبهم القديم، واستبدلوا به لقبًا آخر هو «ملك سبأ وذي ريدان»، إشارة إلى ضم ريدان، موطن الحميريون، إلى مُلك سبأ، وعرف هذا العهد عند بعض المؤرخين باسم مملكة الحِميريين. حملت هذه الفترة في طياتها عدم الاستقرار، وقد أضعفت الحروب البلاد ومزقتها، وأتاحت للرومان والأحباش التدخّل في شؤونها. وفعلًا تعرضت بلاد العرب لحملة رومانية بهدف السيطرة على طرق التجارة الشرقية وانتزاع بعض الموانئ العربية الجنوبية، لكن هذه الحملة كان مصيرها الفشل التام بفعل شدّة الحرارة ووعورة الطريق وقلة الماء، هاجمت الحبشة الحميريين في اليمن واستولوا على البلاد، وبذلك انتهت المملكة الحميرية. 

#### ممالك الشمال

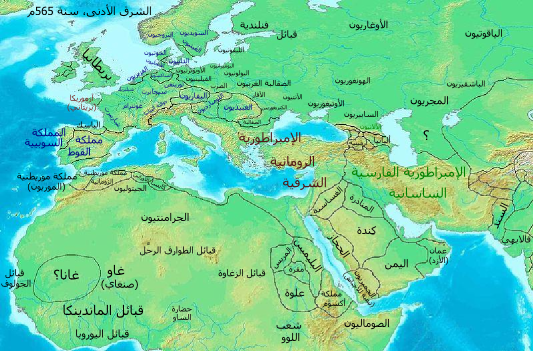
خريطة الشرق الأوسط في سنة 565م، تظهر فيها مواقع ممالك الشمال العربية وما جاورها من دول وإمبراطوريات.

كان أقصى حد وصل إليه العرب شمالًا هو شمال الجزيرة الفراتية عند سفوح جبال طوروس، حيث بدأ وصول العرب إليها منذ عدة قرون قبل الإسلام. كان من أوائل دول العرب في الجزيرة الفراتية العليا إمارة الحضر التي حكمتها سلالة عربية مدة ثلاثة قرون، وكان أول حكامها أمير عربي اسمه سنطروق، ورد ذكره في نقوش اكتشفت هناك، نصت على أن أباه يدعى نصراً وأن لقبه «ملك العرب»، واستناداً إلى الطبري فإن حكام هذه الدولة كانوا من قبائل قضاعة. ويروي ياقوت الحموي:
عاش قسم آخر من العرب في وسط شبه الجزيرة العربية حياة البداوة والترحال، وأسسوا مجتمعات مصغرة عُرفت باسم العشائر، وكل مجموعة منها أسست قبيلة. تُعرف قبيلة كندة القحطانية بكندة الملوك لأن ملوكها حكموا بادية الحجاز من بني عدنان. نزح الكنديّون من اليمن إلى وسط شبه الجزيرة العربية حيث سطّروا تاريخهم الفعلي. احتفظت كندة بعاداتها ونظمها القبلية، كما لم تكن لهم حواضر ثابتة وإنما كانوا في تنقل دائم بين الشمال والجنوب. اعتنق أغلب الكنديين الوثنية، وبعضهم اعتنق اليهودية، وبعضهم الآخر اعتنق المسيحية. مملكة لحيان هي مملكة عربية قديمة، قامت في مدينة الحجر وتيماء والعلا وديدان شمال غرب السعودية، وينسب اللحيانيون إلى النبي إسماعيل، وكانت مملكتهم تسمى في أولى مراحلها مملكة ديدان، نسبة للمدينة ديدان. دامت مملكة لحيان في مرحلتها الأولى في الفترة الممتدة من سنة 900 ق.م إلى سنة 200 ق.م، ثم مرحلتها الثانية بعد الاستقلال عن مملكة الأنباط في الفترة الممتدة بين سنة 107م و150م. غزا الأنباط (النبط) الحجر عاصمة اللحيانيين واتخذوا من بيوت اللحيانيين مقابر ومعابد، ولم يتمكن اللحيانيون من استرجاع ملكهم إلا بعد سقوط البتراء على أيدي الرومان سنة 106م، الذين كانوا قد مدوا نفوذهم إلى منطقة تبعد عشرة كيلو مترات إلى الشمال من ديدان. ذكر الأنباط أو النبط (وهم قبائل عربية بدوية) في النصوص الآشورية والكتب العربية القديمة. نزحوا من شبه الجزيرة العربية باتجاه الشمال منذ القرن السادس قبل الميلاد، وانتشروا في جنوب الشام وشمالي الحجاز، ونزلوا في المناطق التي كانت تحت سيطرة الكنعانيين والآراميين. كانت نهاية مملكة الأنباط عندما قام الإمبراطور الروماني تراجان سنة 106 بمهاجمتها وتحويل خط سير الطريق التجاري المار من عاصمتهم البتراء إلى مدينة بصرى، فانهار اقتصادها وتضعضع كيانها حتى سقطت. قامت في الحيرة، في العراق، خلال القرن الثاني الميلادي، إمارة المناذرة، أو بنو لخم. والمناذرة أسرة عربية قدمت من اليمن أساسًا واستقرت في العراق وحكمت جنوبه بتشجيع ودعم من الفرس.

ديار ربيعة شمال غرب العراق، وقاد قبيلة تغلب لسكناها سيدهم علقمة بن سيف التغلبي

انتشار القبائل العربية وصل شمالا إلى أعالي الجيرة الفراتية حتى جبال طوروس

#### الإسلام

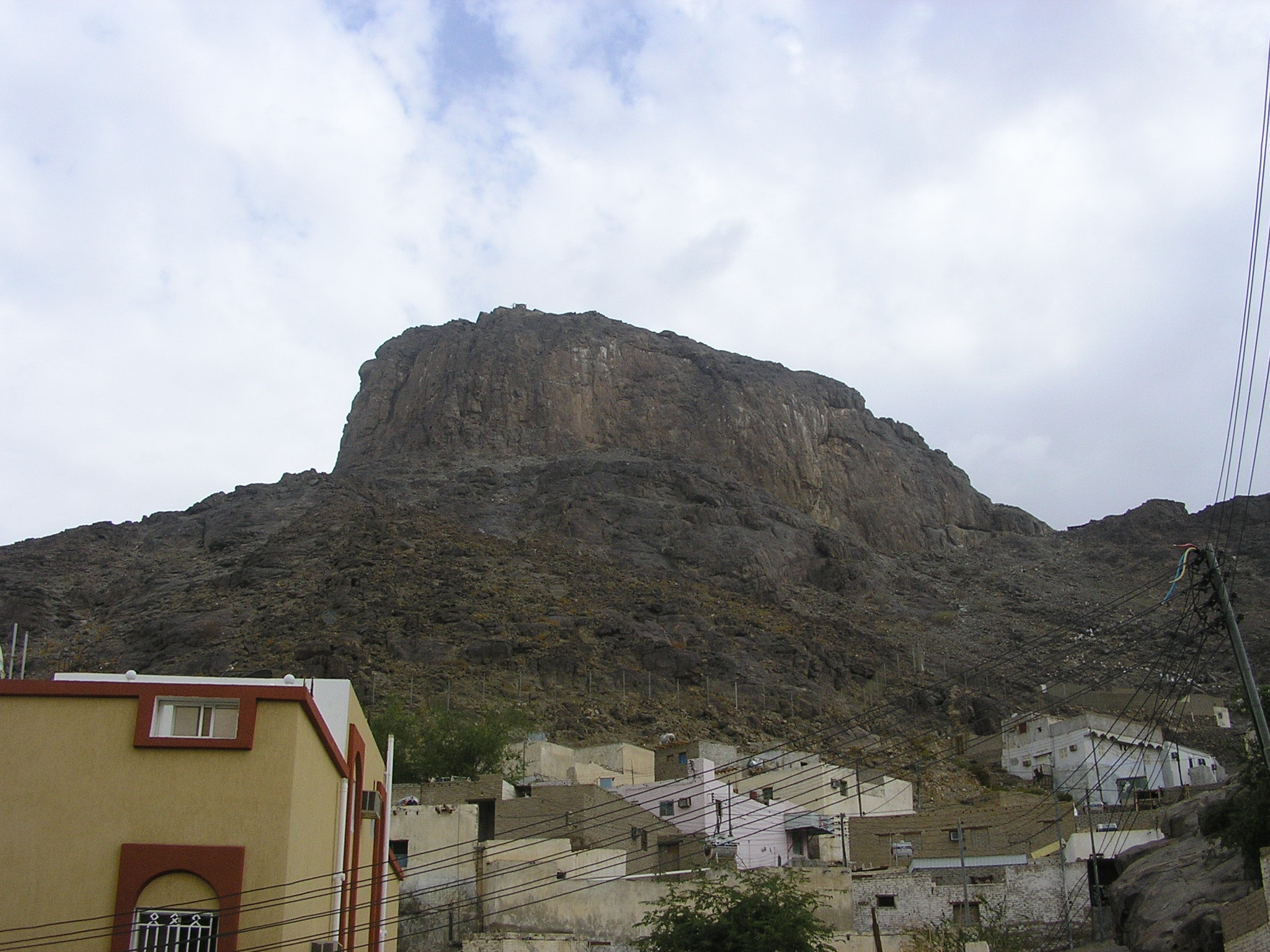
جبل النور في مكة حيث يقع غار حراء الذي كان محمدًا يقصده للتأمل في حال قومه، وحيث نزل عليه الوحي وفق المعتقد الإسلامي.

خلال الفترة الممتدة بين عاميّ 568 و569 للميلاد، خرج أبرهة الأشرم الحبشي، حاكم اليمن من قبل مملكة أكسوم الحبشية، إلى الحجاز قاصدًا مدينة مكة بهدف تدمير الكعبة، ليجبر العرب، وعلى رأسهم قبيلة قريش، على الذهاب إلى كنيسة القليس التي بناها وزينها في اليمن، ورغب أن يجعل الناس يحجون إليها، لكنها لم تلقى أي اهتمام من العرب واستمرو بحجهم للكعبة. فغضب أبرهة الأشرم الحبشي الذي حلف على أن يزيل الكعبة فسار على رأس جيش عرمرم تتقدمه بضعة أفيال مدربة على هدم الأبنية، ولمّا بلغ خبر حجم الجيش أهل مكة، هربوا واحتموا بالجبال المحيطة بها، ووفقًا للمعتقد الإسلامي، فإن الجيش الحبشي لمّا وصل بالقرب من الكعبة، رفضت الأفيال السير والتقدم وتسمّرت في أرضها على الرغم من تعرضها للضرب والنحر، وعندها ظهرت اسراب طيور كبيرة في السماء تحمل في مناقيرها حجارة من نار ملتهبة وراحت تلقي هذه الحجارة على جيش أبرهة حتى مات كل جنوده واستحالوا كطعام أكلته البهائم ثم أخرجته وجففته الشمس. عُرف هذا العام باسم «عام الفيل» في التاريخ العربي، وفيه كانت ولادة محمد بن عبد الله بن عبد المطلب آل هاشم، نبي الإسلام، قرابة عام 570.
نشأ الدين الإسلامي على يد محمّد بن عبد الله بن عبد المطلب من بني هاشم، أحد فروع قبيلة قريش العربية العريقة. كان محمد، وفقًا للمصادر الإسلامية، حنيفيًا قبل الإسلام يعبد الله على ملة إبراهيم ويرفض عبادة الأوثان والممارسات الوثنية. وكان يذهب إلى غار حراء في جبل النور على بعد نحو ميلين من مكة فيأخذ معه السويق والماء فيقيم فيه شهر رمضان، وكان يختلي فيه ويقضي وقته في التفكر والتأمل.
أعلن نبي الإسلام محمد رسالته إلى أسرته سرًا، فكان ممن سبق إلى الإسلام زوجته خديجة بنت خويلد، وابن عمه علي بن أبي طالب، وصديقه المقرّب أبو بكر، وأخذ النبي يدعو إلى ترك عبادة الأصنام وعبادة إله واحد لا شريك له والإيمان بالآخرة، ولكنه ما كاد يجهر بالدعوة حتى سخرت منه قبيلته قريش، وآذته أشد الإيذاء، وعذّبت أتباعه من المستضعفين، فأخبرهم محمد أن الله أذن لهم بالهجرة إلى الحبشة، فخرج قرابة 80 منهم وضموا عثمان بن عفان ومعه زوجته رقية بنت محمد، وحاطب بن أبي بلتعة اللخمي وجعفر بن أبي طالب. فأمّن نجاشي الحبشة «أصحمة بن أبحر النجاشي» المسلمين على أرواحهم وأعطاهم حرية البقاء في بلاده. 

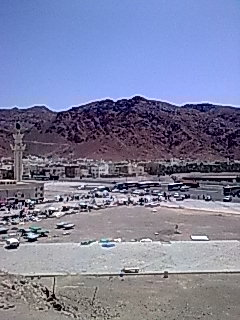
جانب من جبل أحد من فوق جبل الرماة.

هاجر من تبقى من المسلمين في مكة سرًا إلى مدينة يثرب، وما لبث محمد أن لحق بأتباعه إلى يثرب يرافقه أبو بكر، وعندما وصلها قابله أهلها بتحية النبوّة وسُميت «المدينة المنورة». وأخذ عدد المسلمين يتكاثر شيئًا فشيئًا، إلى أن استطاعوا أن يواجهوا أهل مكة في ساحات المعارك، فكانت غزوة بدر بتاريخ 17 مارس سنة 624م، الموافق في 17 رمضان سنة اثنتين للهجرة. وانتصر جيش المسلمين. أثارت الهزيمة أهل مكة فجمعوا جموعهم في العام التالي، والتقوا بالمسلمين عند جبل أحد وكرّوا عليهم وهزموهم. وبعد معركة أحد أقدم أبو سفيان على حشد جيش كبير، وتوجه به نحو المدينة المنورة قاصدًا احتلالها. أعد محمد كذلك جيشًا كبيرًا لمواجهة الغزو، واستخدم أسلوبًا جديدًا لم يكن معروفًا في شبه جزيرة العرب في ذلك الحين، حيث أخذ بمشورة سلمان الفارسي وقام بحفر خندق حول المدينة وأضرم فيه النيران. حينما وصل تحالف العرب إلى المدينة يوم 31 مارس سنة 627م فوجئوا بالخندق فقرروا محاصرة المدينة. استمر الحصار لمدة أسبوعين، بعدها قرر المحاصرون العودة إلى ديارهم. وفي العام التالي أبرم محمد معاهدة سلام مع المكيين عُرفت بصلح الحديبية، واتفقوا أن تسري مفاعيلها طيلة عشر سنوات. استفاد المسلمون من صلح الحديبية وحاربوا يهود خيبر وانتصروا عليهم. بعث النبي في مطلع ربيع الأول من العام السابع الهجري، برسائل إلى العديد من حكام الدول المجاورة، داعيًا إياهم إلى اعتناق الإسلام. فأرسل رسله إلى هرقل إمبراطور الإمبراطورية البيزنطية، وكسرى شاه فارس، والمقوقس عامل الروم في مصر، وبعض البلدان الأخرى.

### الخلافة الإسلامية
توفي الرسول مُحمَّد ضُحى يوم الإثنين 12 ربيع الأوَّل 11هـ، المُوافق فيه 7 حُزيران (يونيو) 632م، وبعد وفاته بُويع أبو بكر الصدِّيق بالخِلافة ليتولّى شؤون المُجتمع الإسلامي الجديد الذي كوَّنهُ الرسول خِلال حياته، فكانت خِلافته قصيرة لم تزد عن سنتين وثلاثة أشهر وعشرة أيَّام. لكن رُغم ذلك، وقع خلال تلك الفترة حدثان بارزان يُعدَّان من أبرز أحداث التاريخ الإسلامي على الإطلاق، هُما الرِّدَّة وانطلاق الفُتوح الإسلاميَّة خارج نِطاق شبه الجزيرة العربيَّة، وكان لكُلٍّ منهما تأثيره الخاص على مُستقبل الدعوة الإسلاميَّة والعرب. اتسعت الدولة الإسلامية في زمن الخلفاء الراشدين، بداية من أبو بكر الصديق إلى علي بن أبي طالب حيث امتد نفوذها على آسيا العربية. تواصل اتساع الدولة الإسلامية (وبالتالي هجرة القبائل العربية إلى الأراضي الجديدة) خلال عهد الخلافة الأموية حيث وصل العرب إلى الأندلس وإلى أواسط آسيا وجنوبها. انتهى نظام الخلافة العربية بنهاية الدولة العباسية على يد المغول. وكانت آخر الخلافات الإسلامية مُمثلة بالدولة العثمانية. بالإضافة إلى الخلافة الفاطمية التي بدأت وانتهت في زمن الخلافة العباسية (أي أن الخلافة العباسية بدأت قبل الخلافة الفاطمية وانتهت بعد الخلافة الفاطمية) فلم يعترف بالخلافة الفاطمية إلا الشيعة ويسمي البعض هذه الفترة -أي الفاطمية- بالعبيدية نسبة إلى نسب الخلفاء الفاطميين إلى الفاطمية العبيديين  كما دون ذلك بعض المؤرخين من المتقدمين والمتأخرين. وأما بالنسبة إلى الخلافة الأموية بالأندلس فقد بدأت الدولة الأموية بحاكم يعتبر والي وتم تنصيب خليفة أموي عليها بعد إسقاط الخلافة الأموية من قبل الخلفاء العباسيين. وفي أثناء الخلافة العباسية قامت عدة دول أخرى تحت ظل العباسيين من ضمنها السلاجقة والدولة الطولونية ودولة القرامطة وعدة دول أخرى في عدة مناطق من العالم الإسلامي.

#### الخلافة الراشدة

منطقة الخلافة الإسلامية
توسع الدولة الإسلامية في عهد النبي محمد، 1هـ-11هـ/622-632
توسع الدولة الإسلامية في عهد الخلفاء الراشدين، 11هـ-40هـ/632-661
توسع الدولة الإسلامية في عهد الخلفاء الأمويين، 41هـ-132هـ/661-750

رسم تخيُّلي لِما كان عليه لِباس الجُنود المُسلمين زمن الخُلفاء الراشدين.

قبعت الشَّام تحت ظل الحُكم الروماني ومن ثُمَّ البيزنطي ما يقرب من سبعة قُرون قبل أن تسقط بين المُسلمين، وقد تخلل ذلك فترة قصيرة سقطت خِلالها في يد الفُرس الساسانيين، قبل أن يستعيدُها البيزنطيّون بِقيادة الإمبراطور هرقل. كان الفرس يسيطرون على مناطق واسعة تبدأ من بادية الشام في الغرب، وشمال جزيرة العرب من الجنوب، وتتوسع منطقتهم في الغرب وتتناقص حسب انتصارهم على الروم، أو هزيمتهم أمامهم، فتارة يتوسعون وقد وصلوا إلى سواحل البوسفور ثم ارتدوا حتى حدود الفرات. في العقود التي سبقت الفتح الإسلامي، استطاع البيزنطيون الانتصار على الساسانيين في الحرب التي دارت بينهما بين سنتي 572 و591 م التي تحالفوا فيها مع الأمير الساساني المنفي كسرى الثاني، ومكّنوه من استعادة عرشه من يد بهرام جوبين، واستولوا على مناطق من شمال شرق بلاد الرافدين ومعظم أرمينيا الفارسية ومناطق من القوقاز. دام الاحتلال الفارسيّ للشَّام حوالي 17 سنة، وقد حاصر الفُرس القُسطنطينيَّة في سنة 626م لكن لم يستطيعوا احتلالها. شرع هرقل في خريف سنة 627م بالزحف نحو الأراضي الفارسيَّة، وظهر أمام نينوى. وهُناك أحرز هرقل نصرًا واضحًا، وحلَّت بالجيش الفارسي هزيمة ساحقة، ثُمَّ واصل زحفه باتجاه المدائن فاستولى عليها في سنة 628م، وكان كسرى الثاني قد هرب منها عند اقتراب الجيش البيزنطي. بعد ذلك قتل كسرى وخلفه أبنه قباذ الثاني شيرويه وتم عقد صلح بين الطرفين استردَّت بيزنطية بِمُوجبها ما كان لها من أملاكٍ في أرمينية والجزيرة الفُراتيَّة والشَّام. في هذه الأثناء أخذت القُوَّة الإسلاميَّة بالتنامي شعرت القبائل العربيَّة المُوالية لِبيزنطية في جنوبي الشَّام بِحُدوث تغيُّرٍ دينيٍّ وسياسيٍّ في الحجاز، على مقربةٍ منها، تمخَّض عن قيام حُكومةٍ مركزيَّةٍ قويَّةٍ في المدينة المُنوَّرة، ودخلت في طاعتها مُعظم قبائل شبه الجزيرة العربيَّة، وراحت تتطلَّع نحو الشمال.
اتَّخذت الشَّامُ مُنذُ السنة السَّادسة للهِجرة حيِّزًا بارزًا في سياسة الرسول مُحمَّد الخارجيَّة، بعد أن حسم الوضع السياسي الدَّاخلي في الحجاز لِصالح المُسلمين إثر صُلح الحُديبية، وكان اهتمامهُ بِتلك البِلاد كهدفٍ حيويٍّ بوصفها أرضًا عربيَّة كالحجاز أو ذات وجودٍ عربيِّ ملحوظ، ولِفك تحالُفها مع الإمبراطوريَّة البيزنطيَّة، ولِلسيطرة على طريق التجارة، إذ أنَّ مضاربها تُعدُّ بِمثابة معابر هامَّة لِلتجارة بين الشَّام وأنحاء شبه الجزيرة العربيَّة في الوقت الذي وصلت فيه تجارة القوافل إلى ذُروة النشاط والاستقرار. أرسل النبيّ مع دحية الكلبي كتابه إلى هرقل وكتابًا آخر إلى الحارث بن أبي شُمَّر الغسَّاني ملك تُخوم الشَّام. واعتُرض مبعوث النبيّ الحارث بن عُمير الأزدي إلى ملك الغساسنة من قِبل شرحبيل بن عمرو الغسَّاني، وقتلهُ عند طريق مؤتة؛ الأمر الذي فجَّر الوضع العسكريّ بعد أن بلغ التوتُّر ذروتهُ بين الطرفين، فأعدَّ الرسول حملةً من ثلاثة آلاف وكان النبيُّ مدرًكا لمدى الخطر الذي يُهدِّدُ الحملة أمام القُوَّات البيزنطيَّة وحُلفائها، فسمّى ثلاثة قادة يخلف الواحد منهم الآخر في حال سُقوطه في أرض المعركة، وهُم: زيد بن حارثة وجعفر بن أبي طالب وعبدُ الله بن رواحة. حشد هرقل قُوَّةَ عسكريَّةً بيزنطيَّة بِقيادة أخيه تذارق (ثُيودور) زحفت باتجاه الجنوب وعسكرت في مؤاب من أرض البلقاء، وانضمَّت إليها في هذا المكان قُوَّاتٌ عربيَّة مُوالية من بهراء وبكر بن وائل ولخم وجُذام تُقدَّر بِمائة ألف مُقاتل.
وهناك في مؤتة التقى الفريقان، وبدأ القتال، ثلاثة آلاف رجل يواجهون هجمات مائتي ألف مقاتل. أخذ الراية زيد بن حارثة وظل يقاتل حتى شاط في رماح القوم، وخر صريعًا. وحينئذ أخذ الراية جعفر بن أبي طالب، وطفق يقاتل حتى إذا أرهقه القتال اقتحم عن فرسه الشقراء فعقرها، ثم قاتل حتى قطعت يمينه، فأخذ الراية بشماله، ولم يزل بها حتى قطعت شماله، فاحتضنها بعضديه، فلم يزل رافعًا إياها حتى قتل. 
أخذ الراية عبد الله بن رواحة، وتقدم بها وهو على فرسه فقاتل حتى قُتل. فأخذ خالد بن الوليد وانسحب بجيش المسلمين. أعاد النبيّ إرسال حملة أُخرى إلى الشَّام بِقيادة عمرو بن العاص بعد نحو شهر، وبعد عدَّة اصطدامات مع جماعات قبليَّة عادت الحملة إلى المدينة المُنوَّرة. جهَّز النبيُّ، بعد عودته إلى المدينة المُنوَّرة من غزوة تبوك، حملة أُخرى بِقيادة أُسامة بن زيد لِإرسالها إلى التُخوم الشماليَّة. والواضح أنَّهُ لم يستهدف فتح الشَّام أو الدُخول في معركةٍ سافرةٍ مع الروم بِدليل أنَّها تألَّفت من ثلاثمائة مُقاتل فقط، وإنَّما هدف أن تكون أشبه بِمُناورةٍ عسكريَّةٍ، وإظهار قُوَّة المُسلمين أمام القبائل التي ما تزال تُساند البيزنطيين، لكنَّ النبي توفي قبل أن تنطلق الحملة.
بعد وفاة الرسول، بُويع أبو بكر الصدِّيق بالخِلافة ليتولّى شؤون المُجتمع الإسلامي الجديد الذي كوَّنهُ الرسول خِلال حياته، وكان أوَّل عمل قام به أبو بكر بعد مُبايعته هو التصدّي للمرتدين. قررت القيادة الإِسلامية في المدينة المنورة بعد أن انتهت من حروب الردة مواجهة الدولتين العظيمتين آنذاك، كانت الخطة الموضوعة أن تفتح المعركة بكل ثقلها على جبهة، وتقوم بدور الدفاع على الجبهة الثانية، وتعتمد على سرعة الحركة بالانتقال من جبهة إلى أخرى حيث تبقى الدولتان فارس والروم في ذعر شديد وضعف معنوي كبير يحول دون التفاهم بينهما، إذ تستمر المعركة قائمة على الجبهتين معًا حيث تخاف كل دولة على وجودها فلا تحرص أن تتفق الواحدة مع الأخرى وإزالة ما كان بينهما من آثار الحرب. ومع انتهاء حروب الردة كانت الدولة الفارسية هي التي تشكل الخطر الأكبر بالنسبة إلى المسلمين إذ كان الفرس يدعمون المرتدين، لذا وافقت قيادة المدينة المنورة على طلب المثنى بن حارثة الشيباني بالتحرش بالفرس ومنازلتهم. وعندما انتهى خالد بن الوليد من حروب الردة طلبت منه القيادة التوجه إلى العراق لدعم المثنى بن حارثة، كما طلبت ذلك من عياض بن غنم، وأعطته قوة يتحرك بها نحو شمالي العراق. أستطاع خالد بن الوليد أن ينتصر على الفرس، وأن تجوس خيله منطقة السواد وجزءًا من أرض الجزيرة، هذا بالإضافة إلى مناطق غربي الفرات وبادية الشام، وهذا ما جعل الفرس يشعرون بقوة الجيش الإِسلامي وإمكاناته القتالية والتعبوية - على عكس ما كانوا يظنون - الأمر الذي جعلهم يستعدون الاستعداد الكبير للمعركة الحاسمة المقبلة، وحشد الجنود لذلك. وفي هذا الوقت كانت القوة الإِسلامية على الجبهة الرومية تقوم بالدفاع فقط حيث كان خالد بن سعيد بن العاص يرابط بقواته قرب مناطق سيطرة الروم والقبائل العربية المتنصّرة المتحالفة مع الروم.
قرر أبو بكر تلبية رغبة النبيّ مُحمَّد قبل وفاته، وهي إرسال سريَّة أسامة بن زيد إلى مشارف الشَّام وتمَّت خطَّة التحرُّك نحو الشَّام في السنة الثانية عشرة للهجرة، بعد مُشاوراتٍ أجراها أبو بكر مع كِبار الصحابة من أهل الحل والعقد، ثُمَّ قام بِتعبئة المُسلمين لِغزو هذه البِلاد. بعد أن استُكمِلت التجهيزات وتمَّت الاستعدادات بخمسة جيوش، عيَّن أبو بكر قادة الجُيوش التي قرَّر أن يُرسلها إلى الشَّام. انطلقت الجُيوش الإسلاميَّة من قاعدتها في المدينة المُنوَّرة باتجاه أهدافها المُحددة، فكتب القبائل العربيَّة المسيحيَّة المُتحالفة مع بيزنطية إلى الإمبراطور البيزنطي هرقل يُعلمونه بالأوضاع المُستجدَّة ويطلبون منهُ مُساعدة عاجلة لِصد الزحف الإسلامي. فدعا هرقل إلى عقد اجتماع مع مُستشاريه وأركان حربه للتشاور. كان للبيزنطيين في الشَّام جيشان كبيران، يتمركز الأوَّل في فلسطين ويبلُغ عديده سبعين ألف مُقاتل، ويتمركز الثاني في أنطاكية ويبلغ عديده مائتي ألف مُقاتل مُعظمهم من الأرمن والروم. كانت مؤاب أوَّل مدينة بيزنطيَّة في الشَّام تسقط في أيدي المُسلمين، وقد أمَّن لهم فتحها السيطرة العسكريَّة على المنطقة الواقعة جنوبي وادي المُوجب أو نهر أرنون. بعد ذلك جرت معركة داثن التي انتصر فيها المسلمون بقيادة يزيد الذي تابع زحفهُ بعد انتصاره، فاجتاز حوران وغوطة دمشق حتَّى وصل إلى أبواب مدينة دمشق، وتمركز حولها، ومنع حاميتها من الاتصال بالقيادة المركزيَّة في أنطاكية، ثُمَّ اتصل ببقيَّة الجُيوش الإسلاميَّة. وضع هرقل خطَّة عسكريَّة لِمُواجهة المُسلمين على أثر انتشارهم في أجزاءٍ من الشَّام، تقوم على عددٍ من الأُسس، وهي تتمحور حول ضرب الجُيوش الإسلاميَّة مُنفردة، لذا فقد جمع الروم أعدادًا كبيرة وبعثوها باتجاه الجيوش الإِسلامية الأربعة، كما نقل هرقل مقر قيادته إلى حمص لتكون على مقربة من ساحة المعركة، ولما رأى القادة المسلمون في الشَّام ذلك وقفو على هذه التعبئة البيزنطيَّة، فتشاوروا فيما بينهم واستقرَّ الرأي على اقتراحٍ قدَّمهُ عمرو بن العاص ويقضي باجتماع الجُيوش الإسلاميَّة في مكانٍ واحد، وقضت الخِطَّة بالجلاء بِأقصى سُرعةٍ مُمكنة عن المناطق التي فتحوها في الدَّاخل. كما طلبوا الدعم والمدد من المدينة. في هذه الأثناء كانت الفتوحات الإسلامية في العراق قد بدأت منذ فترة بِغزو المُسلمين العِراق، المركز السياسي والاقتصادي للإمبراطوريَّة، سنة 11هـ المُوافقة لِسنة 633م بِقيادة خالد بن الوليد الذي فتح العراق بالكامل. فكان على القيادة الإِسلامية أن تنقل المعركة الرئيسية من العراق إلى الشام إذ كان الفرس في حالة من الضعف بعد الهزيمة التي منوا بها، وهم بحاجةٍ إلى مدة للاستعداد والتفاهم على الحكم بعد الخلاف الواقع بينهم، لذا كتب أبو بكر إلى خالد بن الوليد بالعراق يأمُرهُ بالمسير إلى الشَّام في نصف الجيش، وكان خالد آنذاك في الحيرة وقد أنشأ لِنفسه موقعًا ثابتًا مُوطد الأركان نسبيًا، في غربي الفُرات. اصطحب خالد معهُ إلى الشَّام تسعة آلاف مُقاتل، وهم الذين قدموا معه يوم جاء إلى العراق، وترك ثمانية آلاف بِقيادة المُثنّى بن حارثة الشيبانيّ وهم الذين كانوا معهُ في العراق.
خرج خالد بن الوليد من الحيرة في 8 صفر 13هـ المُوافق فيه 14 نيسان (أبريل) 634م. ضرب خالد حصار حول تدمر. فمال أهلها إلى طلب الصُلح وفتحوا أبواب مدينتهم للمُسلمين. اجتاز المُسلمون الغوطة من الشمال إلى الجنوب حتَّى وصلوا إلى قناة بُصرى، وكانت لا تزال بِأيدي الروم وعليها أبو عُبيدة وشُرحبيل ويزيد، فاجتمعت الجُيوشُ الإسلاميَّة الأربعة أمامها. وحاصروها حتى فتحوها صلحًا، وانتصروا في أجنادين بعدها.
توجَّه المُسلمون إلى دمشق بعد أن فرغوا من أجنادين، عبر الجولان، ولمَّا وصلوا إليها ضربوا حولها حصارًا مُركزًا،  لكنهم ذهبوا إلى مرج الصَّفر لاعتراض قوة بيزنطية قبل عودتهم لحصار دمشق مجددا. مات أبو بكر والت الخلافة لعمر الذي أقصى خالد بن الوليد عن إمارة جُيوش الشَّام وعين أبي عُبيدة بدلًا منه. لكن هذا الأخير أخَّر إعلان خبر العزل لِأنَّ المُسلمين كانوا في صدد تحضير فتح دمشق التي تم فتحها في النهاية. أمضى المُسلمون فصل الشتاء في دمشق. وكانت الخطوة التالية فتح حِمص. فقد كان هرقل مُقيمًا فيها أثناء حِصار دمشق، فلمَّا رأى أنَّ قُوَّاته لا تستطيع الوصول إلى عاصمة الشَّام للدفاع عنها جلا عن حِمص إلى أنطاكية. حاصر المسلمون حمص ودخلوها صلحًا، وكتب أبو عُبيدة إلى عُمر في المدينة المُنوَّرة يُخبره بما حصل، ويُعمله بأنَّ الجيش الإسلامي سيتوجَّه نحو الشِمال لِمُطاردة هرقل.
حشد هرقل جيشًا ضخمًا يضُمُّ مائة وعشرين ألفًا من الجُنود من مُختلف الولايات البيزنطيَّة، منهم فرقة من العرب المسيحيّين تُقدَّر باثني عشر ألفًا من الغساسنة ولخم وجُذام بِقيادة جُبلة بن الأيهم، وفرقة من أرمينية تضُمُّ أيضًا اثني عشر ألفًا بِقيادة جُرجة بن توذار،  وبلغت قُوَّة المُسلمين ما بين ستة وثلاثين ألفًا إلى أربعين ألفًا، وقيل ستةٍ وأربعين ألفًا،  وحدثت معركة اليرموك التي كانت من المعارك الحاسمة في الصراع الإسلامي - البيزنطي، إذ أنَّها فتحت أمام المُسلمين باب الانتصارات المُتتالية في هذه البلاد، ووضعت حدًا لِآمال هرقل في إنقاذها بعد أن قضى المُسلمون على آخر ما تبقّى لديه من جُيوشٍ وقُوَّاتٍ جمعها بِصُعوبةٍ بالغة. ثم فتح المسلمون بيت المقدس وتسلم عمر بنفسه مفاتيحها من بطريرك المدينة العجوز صفرونيوس.

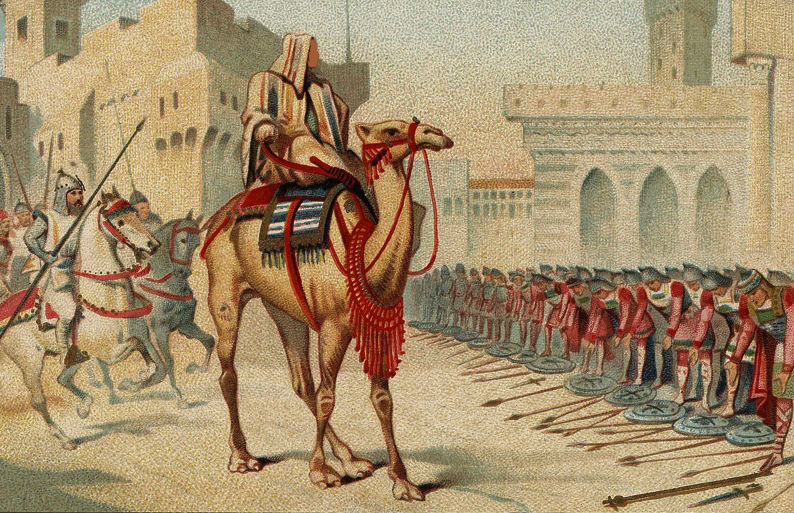
رسم تخيُلي لِعُمر بن الخطَّاب وهو يدخل بيت المقدس، وقد مُحي وجهه احترامًا.

عندما نقل المسلمون المعركة الرئيسية من العراق إلى الشام كما ذكر سابقًا، تعرَّض المُسلمون في العراق لِهُجومٍ مُضادٍ من قِبل الفُرس مما أفقدهم ما فتحوه مع خالد بن الوليد. فبدأت الموجة الثانية من الفُتوحات تحت قيادة سعد بن أبي وقَّاص سنة 14هـ المُوافقة لِسنة 636م، فكان النصر الحاسم في معركة القادسيَّة التي أنهت سيطرة الساسانيين على الجبهة الغربيَّة لِفارس. فانتقلت الحُدود الطبيعيَّة ما بين الدولة الإسلاميَّة الفتية والفُرس من العراق إلى جِبال زاجرُوس. ولكن وبسبب الغارات المُستمرَّة للفُرس على العِراق، فقد أمر الخليفة عُمر بن الخطَّاب بتجريد الجُيوش لِفتح سائر بِلاد فارس سنة 21هـ المُوافقة لِسنة 642م، ولم تمضي سنة 23هـ المُوافقة لِسنة 644م حتى استُكمل القضاء على تلك الإمبراطوريَّة وفتح فارس الذي أدى إلى دُخول مُعظم أهل العراق في الإسلام، ومردُّ ذلك هو امتدادُ القبائل العربيَّة فيه قبل الإسلام، أمَّا فارس فقد أبى أغلب أهلها الإسلام في بداية الأمر، وبقوا على المجوسيَّة، دينُ آبائهم وأجدادهم، فتحوَّلوا إلى أهل ذمَّة يُصالحون ويدفعون الجزية لِبيت المال، وحافظوا على قوميَّتهم الفارسيَّة، لكنَّهم ما لبثوا أن دخلوا الإسلام بِمرور الوقت، حتَّى تراجعت المجوسيَّة تراجُعًا حادًا، وأصبح الإسلامُ هو دينُ أغلبيَّة الفُرس. كما اقتبس الفُرس الحروف العربيَّة واستحالت أبجديَّتهم عربيَّة الكتابة والحرف.
استأذن عمرو بن العاص الخليفة عمر بن الخطاب بعد فروغه من الشام وأتم ضم فلسطين وبعد أن حقق انتصارًا على الرومان في معركة أجنادين في فتح مصر، 
كان الخليفة عمر بن الخطاب يخشى على الجيوش الإسلامية من الدخول لإفريقيا ووصفها بأنها مفرقة، فرفض طلب عمرو بن العاص في البداية لكن ما لبث أن وافق عمرو بن العاص وأرسل له الإمدادات وتوجه عمرو بن العاص بجيشه صوب مصر عبر الطريق الحربي البري مجتازًا سيناء مارًّا بالعريش والفرما ثم توجه الي بلبيس والتي كانت حصينة وشهدت معارك عنيفة حتى سقطت.

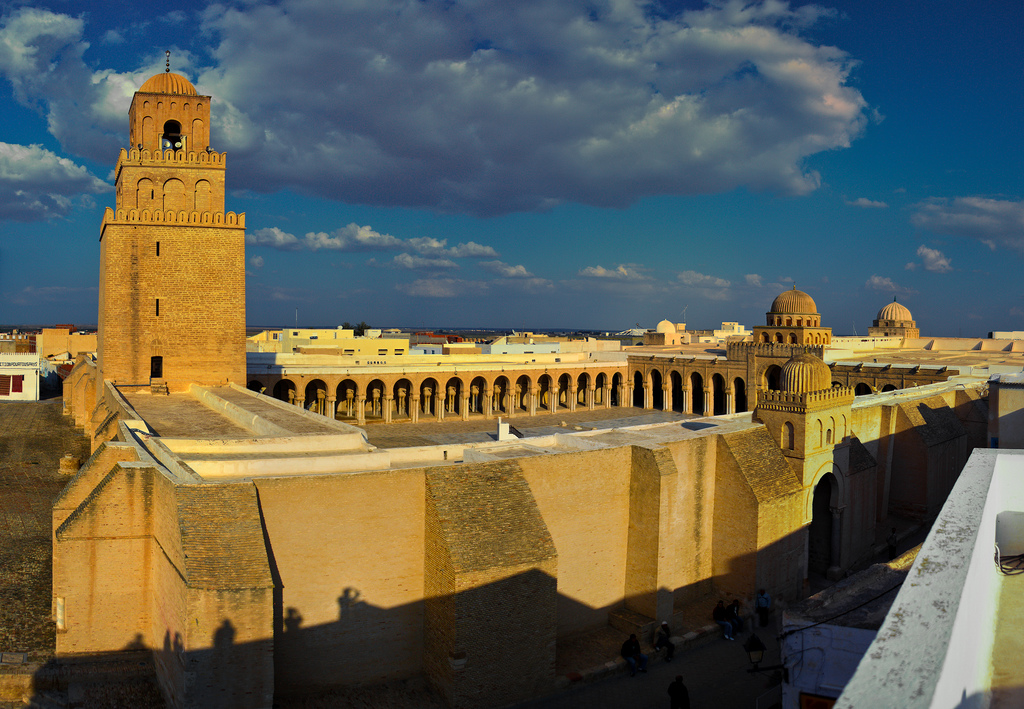
جامع القيروان الكبير ويسمى أيضًا (جامع عقبة بن نافع)، والذي أسسه عقبة بن نافع عام 670م، وهو أقدم وأعرق مسجد في المغرب العربي في مدينة القيروان في تونس.

ثم حاصر حصن بابليون الذي كان أقوى الحصون الرومانية في مصر، وما أن سقط حتى تهاوت باقي الحصون في الدلتا والصعيد أمام الجيوش الإسلامية  وقد تم لعمرو بن العاص الاستيلاء على مصر بسقوط عاصمة البلاد الإسكندرية في يده عام 21 هـ فعقد مع الرومان معاهدة انسحبوا على أثرها من البلاد إيذانًا بانتهاء الحكم الروماني لمصر. بدأ الحكم الإسلامي بعصر الولاة الذين كان عمرو بن العاص أولهم، ووليها عبد الله بن سعد بن أبي السرح من بعده.
قتل عمر بن الخطاب على يد أبو لؤلؤة فيروز الفارسي. وفي عهده بلغ الإسلام مبلغًا عظيمًا، وتوسع نطاق الدولة الإسلامية حتى شمل كامل العراق ومصر وليبيا والشام وفارس وخراسان وشرق الأناضول وجنوب أرمينية وسجستان، وهو الذي أدخل القدس تحت حكم المسلمين لأول مرة وهي ثالث أقدس المدن في الإسلام، وبهذا استوعبت الدولة الإسلامية كامل أراضي الإمبراطورية الفارسية الساسانية وحوالي ثلثيّ أراضي الامبراطورية البيزنطية.
بويع عثمان بالخلافة بعد الشورى التي تمت بعد وفاة عمر بن الخطاب سنة 23 هـ (644 م)، وقد استمرت خلافته نحو اثني عشر عامًا. تم في عهده جمع القرآن وعمل توسعة للمسجد الحرام وكذلك المسجد النبوي، وفتحت في عهده عدد من البلدان وتوسعت الدولة الإسلامية، فمن البلدان التي فتحت في أيام خلافته أرمينية وخراسان وكرمان وسجستان وإفريقية وقبرص. وقد أنشأ أول أسطول بحري إسلامي لحماية الشواطئ الإسلامية من هجمات البيزنطيين.
بويع علي بن أبي طالب بالخلافة سنة 35 هـ (656 م) بالمدينة المنورة، وحكم خمس سنوات وثلاث أشهر وصفت بعدم الاستقرار السياسي، لكنها تميزت بتقدم حضاري ملموس خاصة في عاصمة الخلافة الجديدة الكوفة. ويروي ابن خلدون والطبري أنه ارتضى تولي الخلافة خشية حدوث شقاق بين المسلمين. وقعت الكثير من المعارك بسبب الفتن التي تعد امتدادًا لفتنة مقتل عثمان، مما أدى لتشتت صف المسلمين وانقسامهم لشيعة علي الخليفة الشرعي، وشيعة عثمان المطالبين بدمه على رأسهم معاوية بن أبي سفيان الذي قاتله في صفين، وعائشة بنت أبي بكر ومعها طلحة بن عبيد الله والزبير بن العوام الذين قاتلوه في يوم الجمل بفعل فتنة أحدثها البعض حتى يتحاربوا؛  فساروا من مكة إلى البصرة بعشرة آلاف مقاتل وتحرك إليهم علي ولقيهم على مشارف البصرة، ويذكر ابن كثير كما خرج على علي جماعة عرفوا بالخوارج وهزمهم في النهروان، وظهرت جماعات تعاديه وتتبرأ من حكمه وسياسته سموا بالنواصب ولعل أبرزهم الخوارج.
قام علي بعد معركة الجمل بنقل عاصمة الخلافة من المدينة إلى الكوفة نظرا لموقعها الاستراتيجي الذي يتوسط أراضي الدولة الإسلامية أنذاك، ولكثرة مؤيديه هناك.

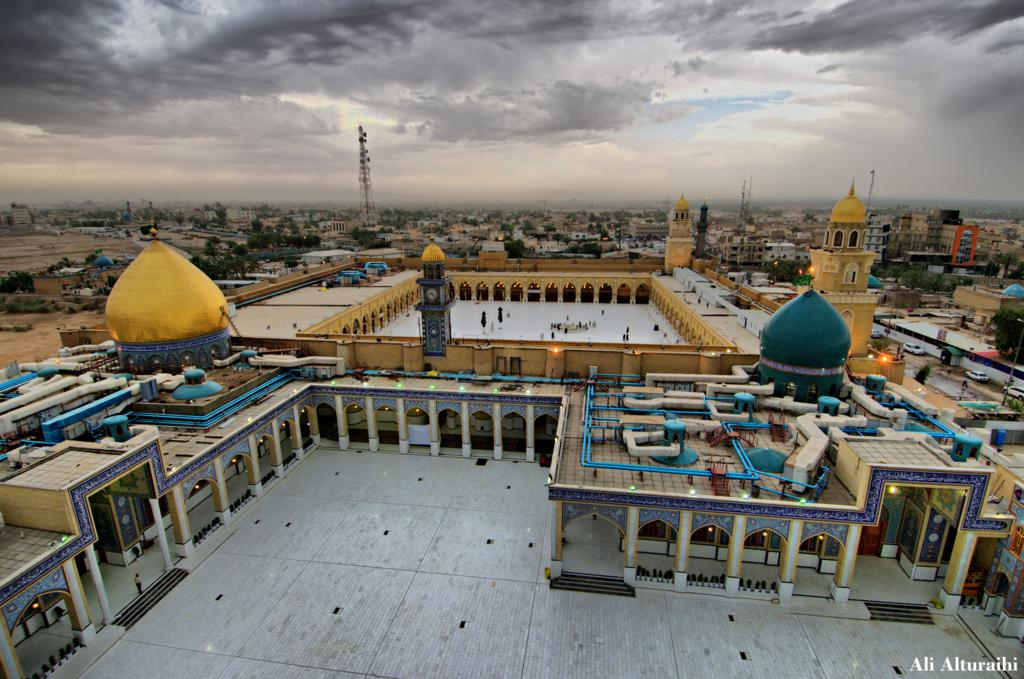
مسجد الكوفة حيث كان مقر خلافة الإمام علي وتظهر في الصورة (إلى اليسار) مرقد ابن أخيه مسلم بن عقيل.

دولة الخِلافة الراشدة بعد التحكيم بين عليّ ومُعاوية:
الأقاليم الخاضعة لعليّ
الأقاليم الخاضعة لمُعاوية
الأقاليم الخاضعة لعمرو بن العاص

 كان معاوية بن أبي سفيان -والي الشام في عهد عثمان- قد أعلن رفضه تنفيذ قرار العزل، كما امتنع عن تقديم البيعة لعلي، وطالب بالثأر لابن عمه عثمان. اختار معاوية عمرو بن العاص حكمًا من طرفه وكان الحكم من طرف علي هو أبو موسى الأشعري، واجتمع الحكمان لإيجاد حل للنزاع، فدار بينهما جدال طويل، واتفقا في النهاية على خلع معاوية وعلي وترك الأمر للمسلمين لاختيار خليفة غيرهما، فخرج الحكمان للناس لإعلان النتيجة التي توصلا إليها، فأعلن أبو موسى الأشعري خلع علي ومعاوية، فقام عمرو بن العاص وقال: «إن هذا قد قال ما سمعتم وخلع صاحبه، وأنا أخلع صاحبه كما خلعه. وأثبت صاحبي معاوية» فقال له أبو موسى الأشعري: «غدرت وفجرت» ودار عِراك بينهما. بعد حادثة التحكيم عاد القتال من جديد واستطاع معاوية أن يحقق بعض الانتصارات وضم عمرو بن العاص مصر بالإضافة إلى الشام وقتل واليها محمد بن أبي بكر. وأخيرًا قاتل علي الخوارج وهزمهم في معركة النهروان (39 هـ / 659م)، حيث انسحبوا من جيشه ثم قاموا يقطعون الطرق ويسألون الناس حول آرائهم في الخلفاء الأربعة فيقتلون من يخالفهم الرأي بشكل بشع. قتل الخوارج عليًا بيد عبد الرحمن بن ملجم في رمضان سنة 40 هـ 66ا1م. وتقول الروايات أن علي بن أبي طالب كان في محراب الصلاة يصلي صلاة الصبح حين ضربه ابن ملجم.

#### الخلافة الأموية
رحل علي تاركًا خلفه الفتنة مشتعلة بين المسلمين، وبايع أهل العراق ابنه الحسن على الخلافة، فيما بايع أهل الشام بدورهم معاوية بن أبي سفيان. وهُنا حشد معاوية جيوشه وسار إلى الحسن، غير أن الحسن رفضَ القتال، وراسل معاوية للصُّلح، فسر هذا سرورًا كبيرًا بالعرض ووافق عليه، وعُقد الصلح في شهر ربيع الثاني سنة 41 هـ (أغسطس سنة 661 م)، وهكذا تنازل الحسن عن الخلافة لمعاوية، وسُمّي ذلك العام بعام الجماعة لأن المسلمين اتفقوا فيه على خليفة لهم بعد خلاف طويل دام سنوات.
جرت أكبر الفتوحات الأموية في عهد الوليد بن عبد الملك، وكان من أبرز الإنجازات في عهده بناء مسجد قبة الصخرة في القدس بجوار المسجد الأقصى سنة 691 م، كما أنه عرَّب الكثير من الدواوين وعرب سكَّ النقود للمرة الأولى في تاريخ الدولة. وقد توفيَّ عبد الملك بن مروان بن الحكم في شهر شوال سنة 86 هـ (أكتوبر سنة 705م)، تاركًا الحكم لابنه الوليد، وقد جرت في عهده فتوحات عظيمة، وبلغت فيه الفتوحات الأموية ذروتها، حيث أنها يُمكن أن تعد الذروة الثانية للفتوحات الإسلامية بعدَ أيام عمر بن الخطاب وعثمان بن عفان.

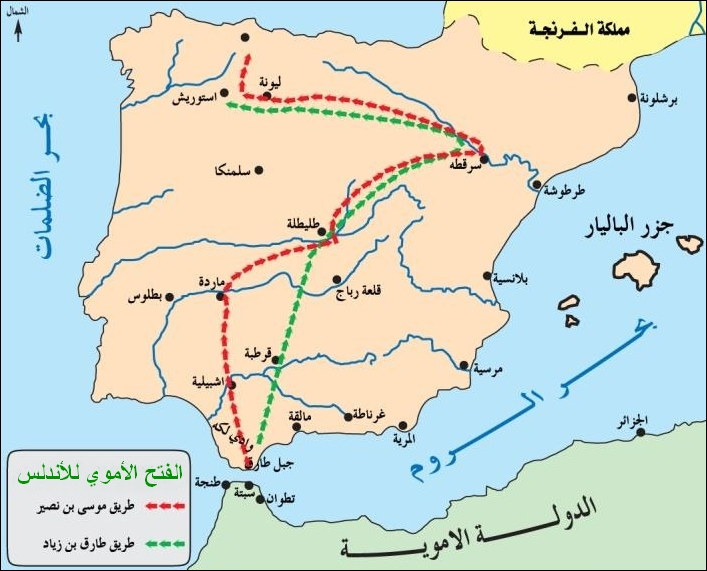
فتح الأندلس على يدي موسى بن نصير وطارق بن زياد في عهد الوليد بن عبد الملك.

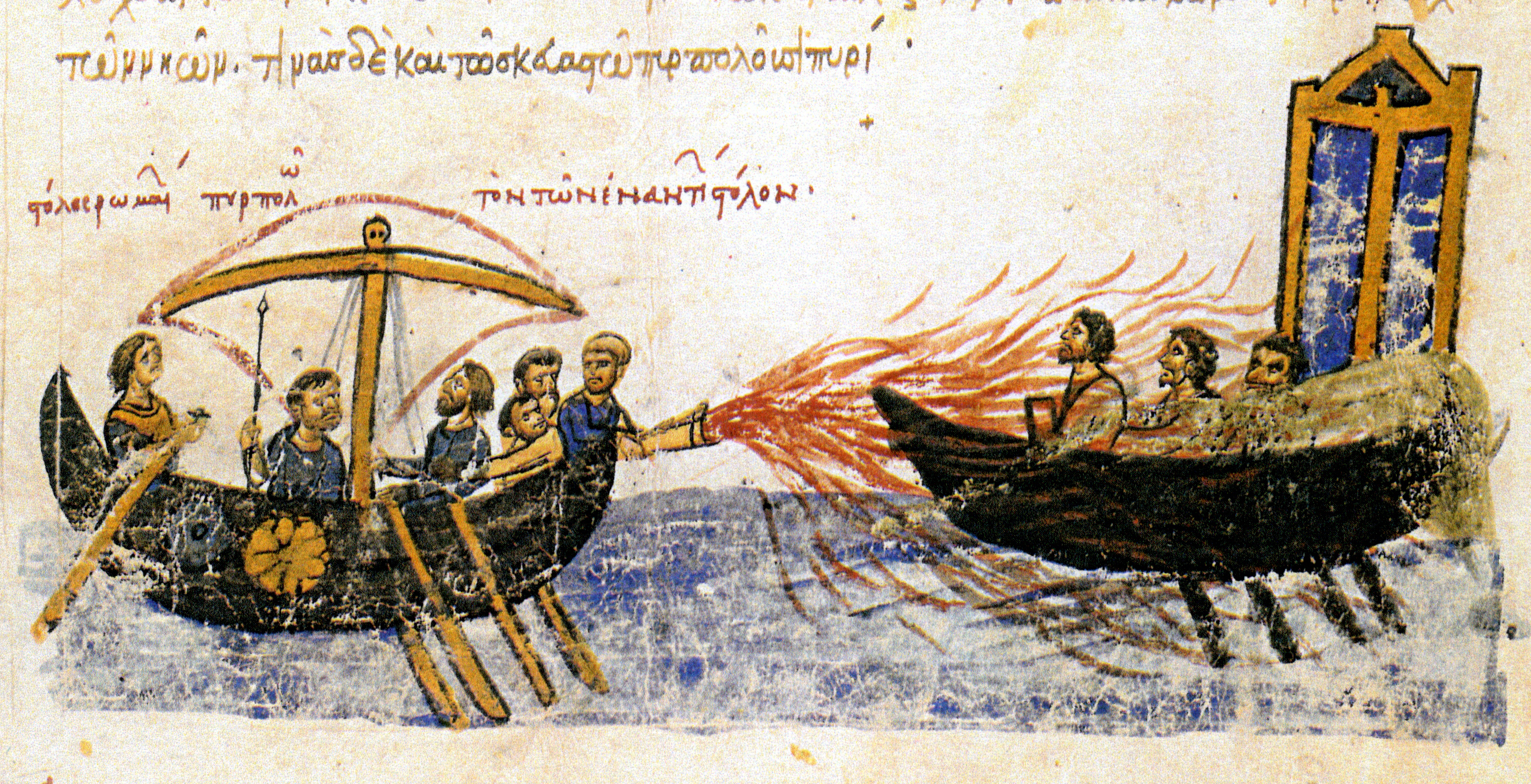
سفن بيزنطية تستخدم سلاح النار الإغريقية الذي صعَّب كثيرًا على المسلمين فتح القسطنطينية في حصارها سنة 98 هـ، وهو الحصار الذي توفيَّ الخليفة الأموي السابع سليمان بن عبد الملك عندما كان يُديره.

خلفه سليمان بن عبد الملك الذي أستكمل حصار القسطنطينية سنة 98 هـ، وهو حصار أداره بنفسه مع أخيه مسلمة بن عبد الملك من أرض دابق، وظلَّ هناك سنة كاملة، حتى توفيَّ وهو لا يزال في دابق في شهر صفر سنة [99 هـ (سبتمبر سنة 717 م)، وقد امتُدحت خلافته وقيل عنه أنه أحسن إلى الناس ومعاملتهم بعد أن كان قد شدَّ عليهم الحجاج في أيام عبد الملك والوليد، كما امتُدحَ أيضًا لاختياره ابن عمه عمر بن عبد العزيز خليفة من بعده. اشتُهرَ عهد عمر بن عبد العزيز بأنه عهد عمَّ فيه رخاءٌ واستقرارٌ عظيم في أنحاء الدولة الأموية، وسادَ فيه العدل، حتى أنه يُقال أن المتصدقين كانوا يبحثون فيه عن فقراء ليعطوهم المال فلا يَجدون، كما أنه كثيرًا ما يُلقب نظرًا إلى ذلك بـ«الخليفة الزاهد» أو «خامس الخلفاء الراشدين»، حيث قيل أن أيام الخلافة الراشدة قد عادت في عهده. عندما بُويع عمر على الخلافة قرَّر وقف الفتوحات نظرًا لاتساع الدولة الكبير، وتوجَّه بدلًا من ذلك لتوطيد الحكم وإصلاحه والاهتمام بأمور الناس ودعوة أهل المناطق المفتوحة إلى الإسلام بدلًا من فتح المزيد من البلاد.
وقد أخذ عمر بن عبد العزيز أيضًا من أقربائه من بني أمية ما في أيديهم من مال وأعاده إلى بيت مال المسلمين، ووصفه بأنه «مظالم»، وقد أغضبَ ذلك بني أمية وجاءوا إلى بيته يَشتكون، غير أنه رفضَ رفضًا شديدًا. خلف عمر بن عبد العزيز ابن عمه يزيد، ثم هشام، الذي فتح في عهده جنوب فرنسا، وكان عهده طويلًا وكثير الاستقرار. وبعد موته دخلت الدولة في حالة من الاضطراب الشديد، حتى سيطر مروان بن محمد على الخلافة، فأخذ يتنقل بين الأقاليم ويقمع الثورات والاضطرابات، ثم التقى مع العباسيين في معركة الزاب فهزم وقتل، وكانت نهاية الدولة الأموية.

#### الخلافة العباسية

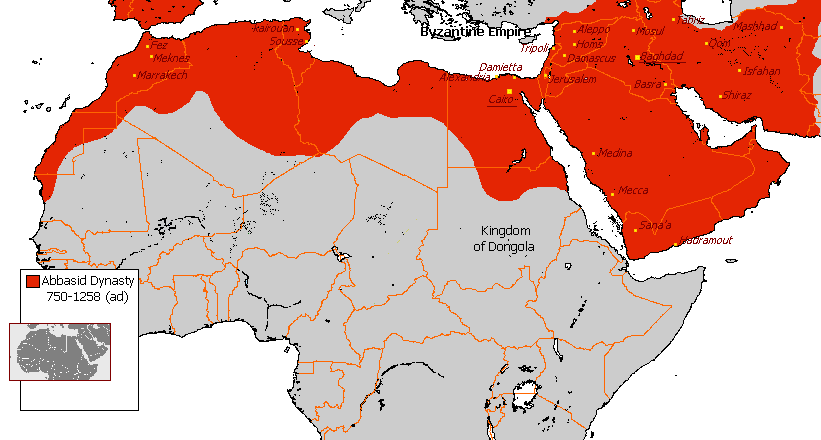
الدولة الإسلامية في عهد الخلافة العباسية.

أخذ العباسيون بعدَ قيام دولتهم بمُلاحقة بني أمية وقتلهم، ولذلك فقد فرَّ الكثير منهم بعيدًا محاولين النجاة بأنفسهم. وقد كان من بين هؤلاء عبد الرحمن الداخل، الذي فرَّ إلى الأندلس، وأعلنَ استقلاله بها وتأسيس ولاية أموية في قرطبة سنة 138 هـ (755 م). وقد تمكَّن الأمويون من البقاء بهذه الطريقة، فأسسوا الدولة الأموية في الأندلس، وظلُّوا يحكمونها زهاء ثلاثة قرون، غير أن مصيرها في النهاية كان السُّقوط سنة 422 هـ بعد أن تفككت الأندلس إلى إمارات صغيرة مستقلة.
عمومًا فإن الدولة العباسية بمعنى الدولة قد سقطت مع سقوط بغداد سنة 1258م عندما أقدم هولاكو خان التتري على نهب وحرق المدينة وقتل أغلب سكانها بما فيهم الخليفة وأبنائه. أما الخلافة العباسية فقد استمرت حتى 1517 كرمز للدولة ودورها الديني في كنف الدولة المملوكية؛ ولم تسقط الخلافة العباسية إلا بعد سقوط الدولة المملوكية، ففي أعقاب معركة مرج دابق التي انتصر بها السلطان سليم الأول العثماني على المماليك، توجه بجيشه نحو الجنوب، ففتح أغلب مدن بلاد الشام سلمًا ومنها انعطف نحو مصر حيث هزم آخر المماليك الأشرف طومان باي بعد معركة الريدانية قرب القاهرة، وقد اصطحب معه لدى رجوعه من القاهرة آخر الخلفاء العباسيين المتوكل على الله الثالث، والذي تنازل له عن الخلافة وسلّمه رموزها أي بردة النبي محمد وسيف عمر بن الخطاب. وبذلك لم تؤل الخلافة من العباسيين إلى العثمانيين فحسب بل انتهى الفرع الأول من فروع الخلافة كما صنفه المؤرخون، وهو «الفرع العربي» أو بشكل أكثر دقة «فرع قريش»، إذ أن جميع الخلفاء السابقين سواء كانوا راشدين أو أمويين أو عباسيين كانوا من قبيلة قريش وهي قبيلة النبي محمد، وافتتح الفرع الثاني وهو «فرع آل عثمان».

#### الدولة العثمانية
فتح الانتصار للعثمانيين في معركة مرج دابق الباب لدخول دمشق فدخلها سليم الأول بسهولة. وبدأ بالتجهيز لفتح مصر والقضاء على الدولة المملوكية بعد أن أحكم سيطرته على الشام.

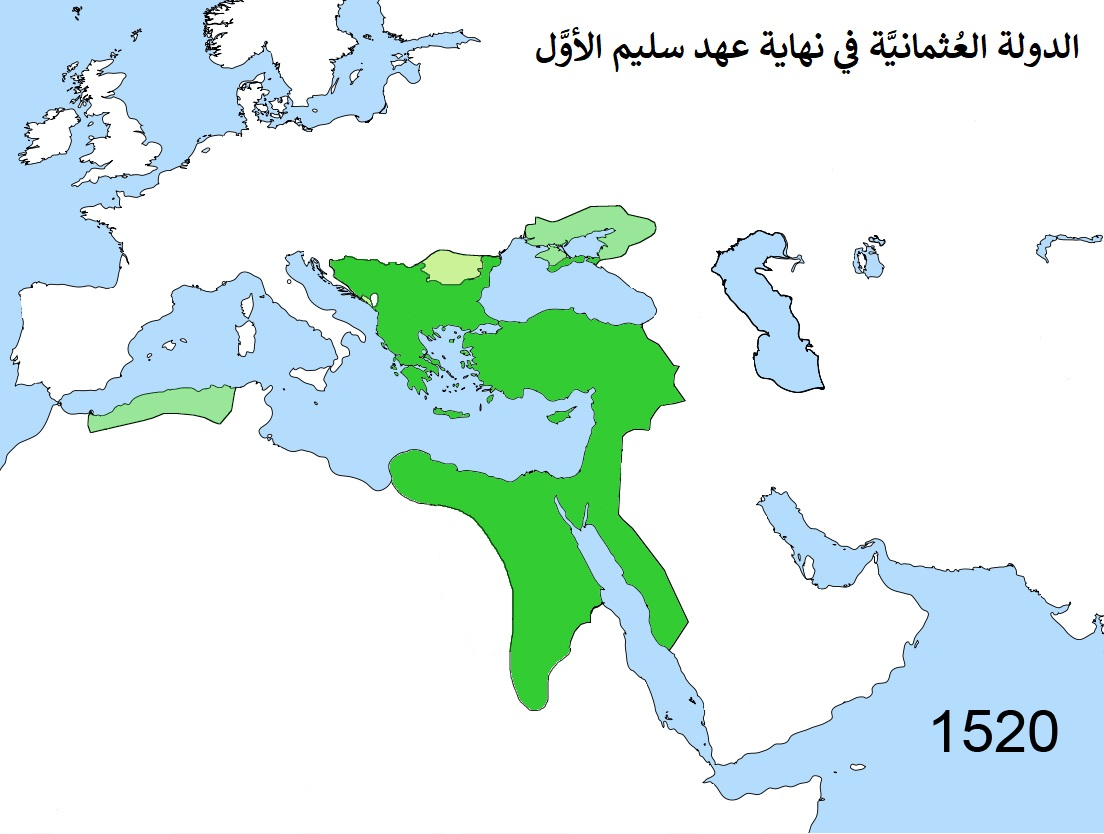
الدولة العثمانية عند نهاية عهد السلطان سليم الأوّل سنة 1520.

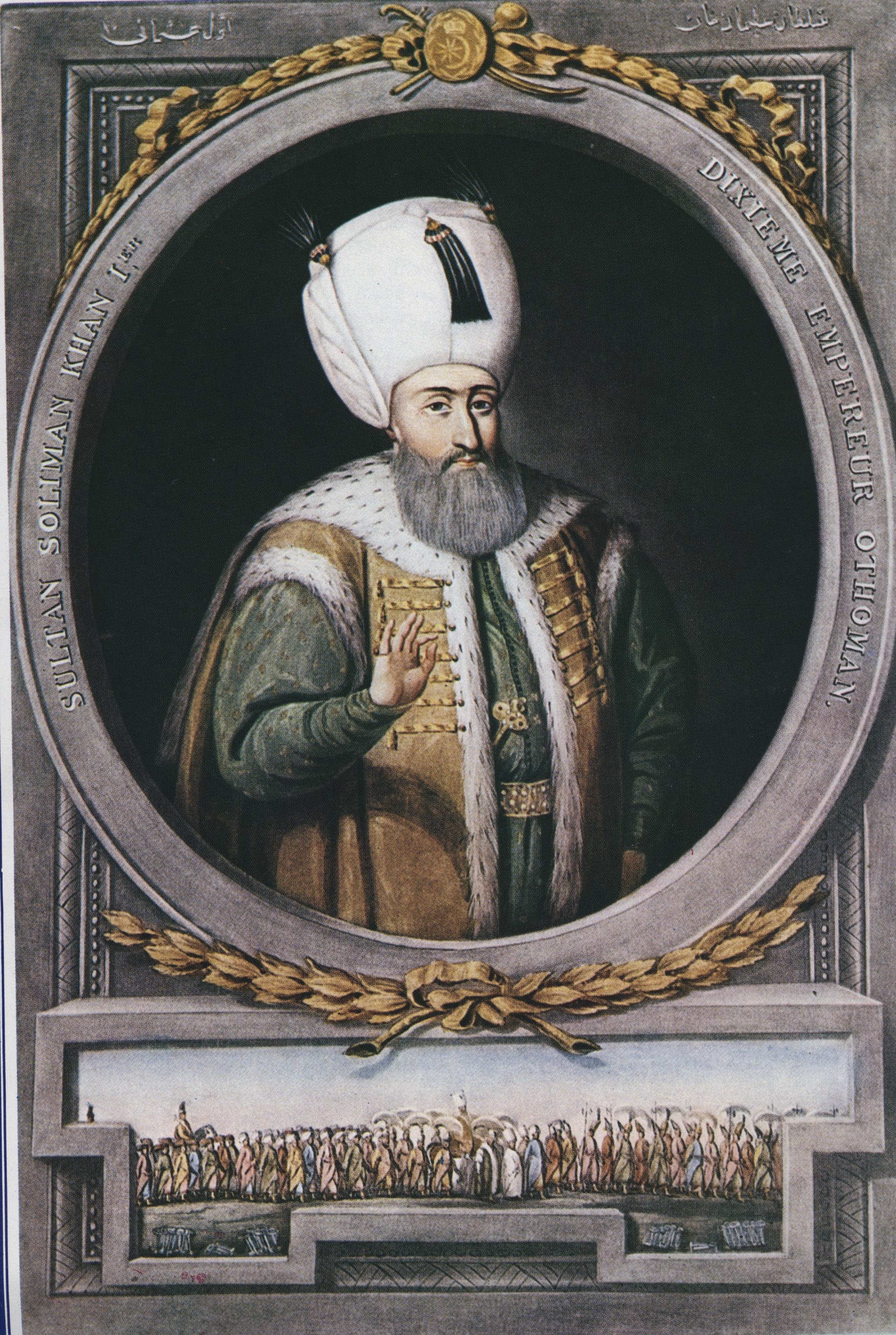
السلطان الغازي سليمان خان الأول "القانوني".

تقدم العثمانيون، بعد انتصارهم على الصفويين، لإخضاع السلطنة المملوكية، فنشبت بينهم وبين المماليك معركة على الحدود الشاميّة التركية تُعرف بمعركة مرج دابق، انتصر فيها العثمانيون وقُتل سلطان المماليك «قنصوه الغوري»، ثم تابعوا زحفهم نحو مصر والتحموا بالمماليك من جديد في معركة الريدانية التي قررت مصير مصر كلها، وانتصروا عليهم مجددًا ودخلوا القاهرة فاتحين. وفي أثناء ذلك قدّم شريف مكة مفاتيح الحرمين الشريفين إلى السلطان سليم اعترافًا بخضوع الأراضي المقدسة الإسلامية للعثمانيين، وتنازل في الوقت ذاته آخر الخلفاء العباسيين، محمد الثالث المتوكل على الله، عن الخلافة لسلطان آل عثمان، فأصبح كل سلطان منذ ذلك التاريخ خليفة للمسلمين، ويحمل لقب «أمير المؤمنين» و«خليفة رسول رب العالمين». وعند نهاية حملته الشرقية، كان السلطان سليم قد جعل من الدولة العثمانية قوة إقليمية كبرى ومنافسًا كبيرًا للإمبراطورية البرتغالية على زعامة المنافذ المائية العربية.
بدأت ثورة مسلحة في الحجاز، حينما أطلق الشريف حسين طلقه واحدة من بندقيته، وذلك قبل فجر يوم التاسع من شعبان 1334هـ - 2 يونيو 1916 في مكة المكرمة. وكان لدوي تلك الطلقة صدى في جدة والطائف والمدينة. وامتدت الثورة ضد العثمانيين بعد إخراجهم من الحجاز حتى وصلت سوريا العثمانية، وإسقاط الحكم العثماني فيها، وفي العراق؛ وذلك نتيجة للسياسة العثمانية خلال الحرب العالمية الأولى، والتي تمثلت بالتجنيد الإجباري، ومصادرة الأملاك والأرزاق، ومن ثم مجاعة 1915، والسياسة القمعية لجمال باشا السفاح، الحاكم العسكري للولايات السورية العثمانية، إلى جانب تراكمات العلاقة المعقدة بين العرب والأتراك منذ أواسط القرن التاسع عشر، وحتى مؤتمر باريس عام 1913. 
تمكن جيش الثورة العربية الكبرى بقيادة فيصل بن الحسين، وبالتعاون مع مسلحي القبائل، من تحقيق انتصارات عسكرية وكسر الجيش العثماني على طول خط القتال الممتد من المدينة المنورة وحتى دمشق. 

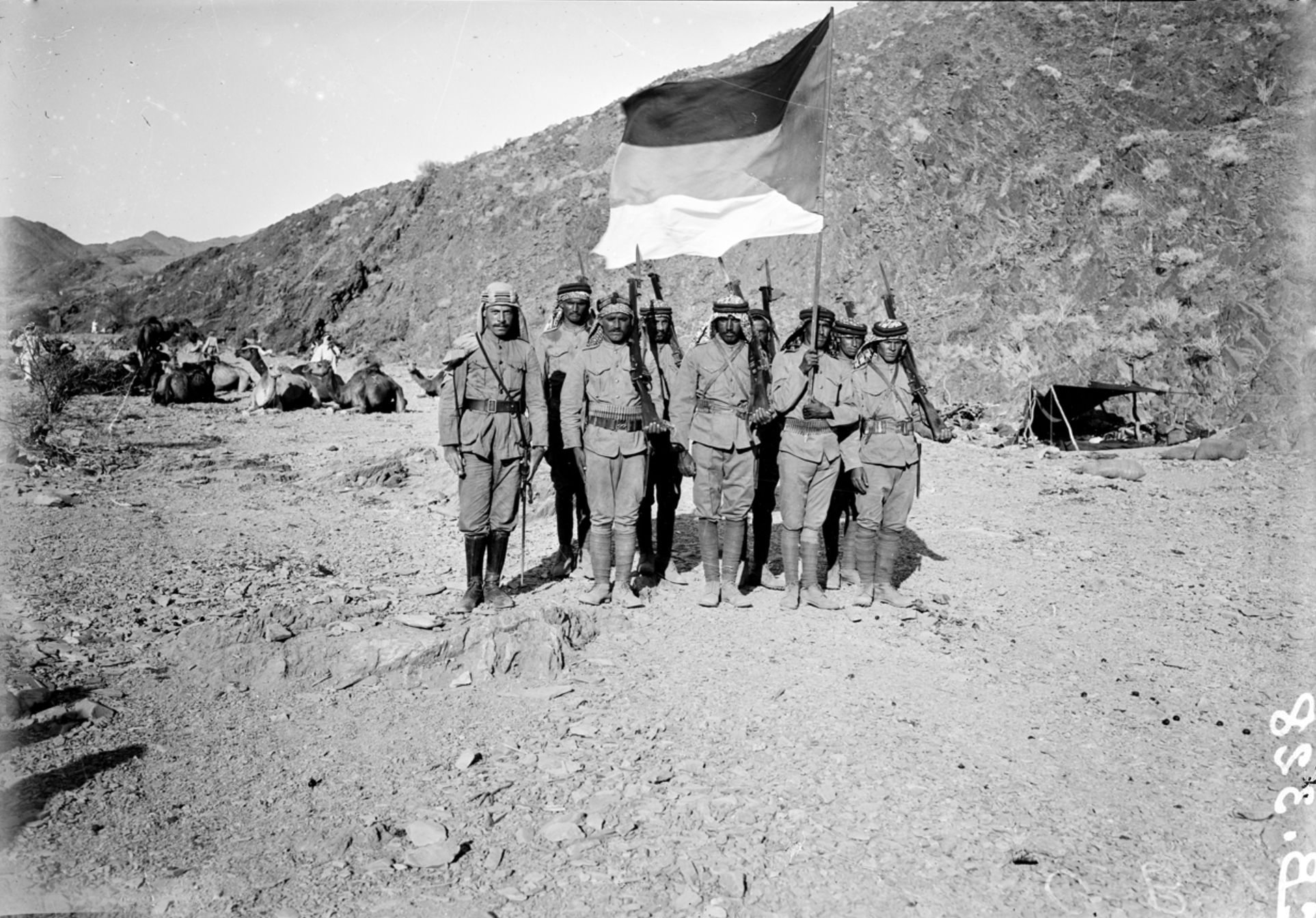
الثورة العربية الكبرى

في مرحلة ما بعد الانتصار العسكري للثورة، فقد اتجه الرأي لإقامة اتحاد أو تحالف دول عربية بدلًا من دولة عربية واحدة، على أن يرأسها هاشميون، فيكون الحسين ملكًا لنجد والحجاز، وفيصل ملكًا لسوريا، وعبد الله ملكًا للعراق؛ إلا أنّ عداء الفرنسيين لفيصل، واحتلالهم سوريا، منعه من تحقيق غايته، فتوّج ملكًا على العراق، وتمكّن عبد الله من انتزاع تاج الأردن بوصفه «سوريا الجنوبية» وما فتأ يطالب بمشروع سوريا الكبرى حتى وفاته، وأما الشريف حسين، فانتهت مملكته في الحجاز عام 1926 ضمن مشروع المملكة العربية السعودية. اعتبرت الثورة العربية الكبرى، أحد أبرز تجليات القومية العربية بشكلها المعاصر، وختام مرحلة النهضة العربية في القرن التاسع عشر، وشكلت لحظة مفصلية في تاريخ المنطقة، تزامنًا مع نهاية الخلافة الإسلامية وبداية الاستعمار الغربي، ولا تزال ألوان علم الثورة العربية الكبرى، أساس أعلام عدد كبير من الدول العربية، والحركات السياسية فيها. على الصعيد الفني، أنتجت عددًا من الأعمال الدرامية التي تؤرخ لمرحلة الثورة العربية الكبرى وما تلاها، ومنها حمام القيشاني، وإخوة التراب.

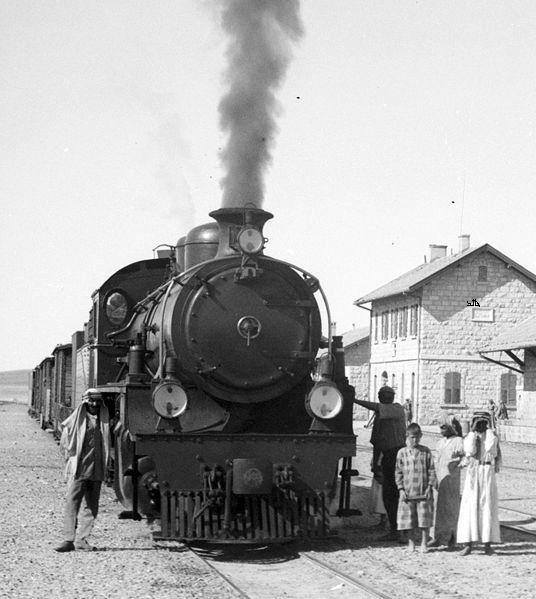
محطة سكة حديد الحجاز في المدينة المنورة :المعروفة (بالأستسيون) هي المحطة النهائية لخط سكة حديد الحجاز عند الكيلو 1320 من دمشق ، افتتحت في 1 سبتمبر عام 1908م وتعرضت للتوقف أثناء الحرب العالمية الأولى حتى توقفها نهائيا في عام 1921م، ووصل أول قطار إلى المدينة المنورة في (22 رجب 1326هـ الموافق 23 أغسطس 1908م) وأقيم الاحتفال الرسمي لافتتاح الخط الحديدي بعد ذلك بأسبوع ليصادف ذكرى تولي السلطان عبد الحميد الثاني السلطنة.

انتهت الدولة العثمانية بصفتها السياسية بتاريخ 1 نوفمبر سنة 1922م، وأزيلت بوصفها دولة قائمة بحكم القانون في 24 يوليو سنة 1923م، بعد توقيعها على معاهدة لوزان، وزالت نهائيًا في 29 أكتوبر من نفس السنة عند قيام الجمهورية التركية، التي تعتبر حاليًا الوريث الشرعي للدولة العثمانية. سيطر الحلفاء على الولايات العثمانية في الشام والعراق. وأصبحت كل من سورية ولبنان تحت الانتداب الفرنسي وكل من العراق والأردن وفلسطين تحت الانتداب البريطاني. هذه الدول العربية حصلت على استقلالها أثناء أو بعد الحرب العالمية الثانية، فانفصلت المملكة المتوكلية اليمنية عن الدولة العثمانية في عام 1918، ومن ثم العراق في عام 1920، وجمهورية مصر في عام 1922، وعلى النقيض من ذلك، كانت المملكة العربية السعودية تسيطر على نجد والأحساء قبل هزيمة العثمانيون في الحرب العالمية الأولى ثم مدت سيطرتها إلى الحجاز وأصبحت مملكة الحجاز ونجد وملحقاتها حتى إعلان توحيد المملكة وتغيير اسمها إلى المملكة العربية السعودية عام 1932، واستقلت جمهورية لبنان في عام 1943، وتبعها الجمهورية العربية السورية والمملكة الأردنية الهاشمية في عام 1946، ومن ثم ليبيا في عام 1951،، وتبعها المملكة المغربية وتونس في عام 1956، والكويت 1961، والجزائر عام 1962 والإمارات العربية المتحدة في عام 1971، أما سلطنة عمان مع أنها خضعت للحكم الفارسي لفترة قصيرة وبعدها من الاستعمار البرتغالي، إلا أنها تتمتع بحكم ذاتي منذ القرن الثامن.

### فترة (1945-1989)

#### الوحدة العربية
شكلت الجامعة العربية في عام 1945 لتمثيل مصالح العرب، وخاصة لمتابعة الوحدة السياسية للوطن العربي، وهو المشروع المعروف باسم الوحدة العربية. كانت هناك بعض المحاولات الوحدوية التي لم تعمر طويلًا في منتصف القرن العشرين، ولا سيما الجمهورية العربية المتحدة والتي تأسست عام 1958 وانتهت في عام 1961. هدف الجامعة العربية الرئيسي هو تحقيق حد أدنى من التعاون بين الأنظمة العربية سياسيًا. ويقع مقرها الدائم في القاهرة، وكان قد نقل مؤقتًا إلى تونس خلال الثمانينات، بعد طرد مصر من الجامعة بين عام 1979 وعام 1989 بسبب توقيعها اتفاقية كامب ديفيد بتاريخ 17 سبتمبر 1978. تراجعت فكرة الوحدة العربية منذ الثمانينات، وحلت محلها نزعة قطرية ضيقة تمثلت بصعود شعارات مثل القومية المصرية والأردن أولًا ولبنان أولًا، إلخ.

#### الصراع العربي الإسرائيلي

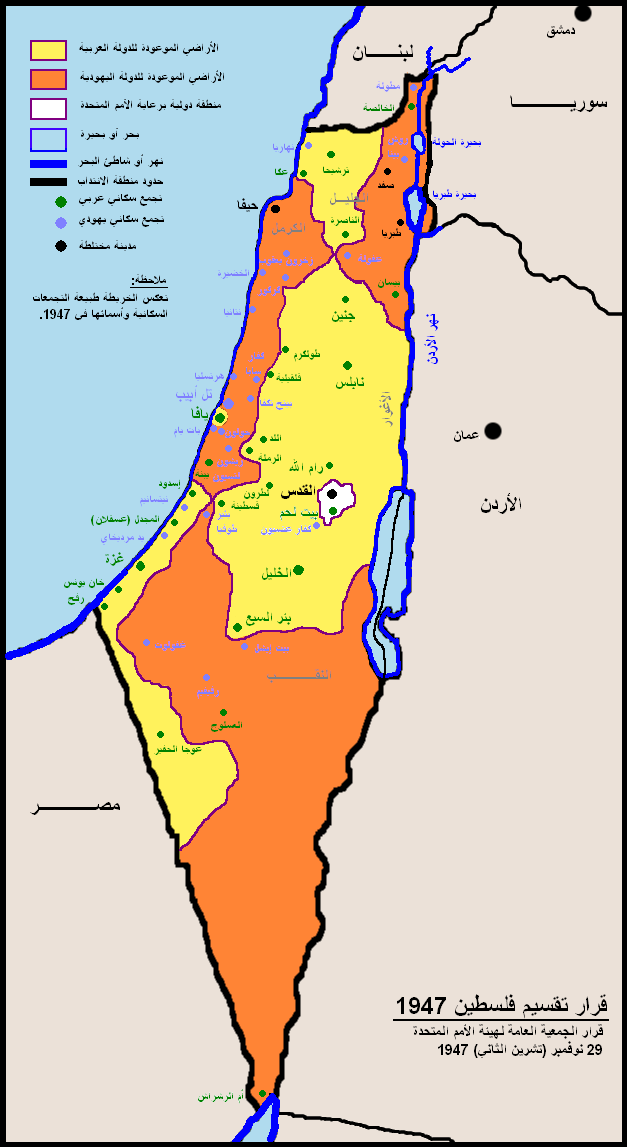
خارطة تقسيم فلسطين

في 29 نوفمبر/تشرين الثاني 1947 أصدرت الجمعية العامة للأمم المتحدة قرارًا ينص على تقسيم فلسطين إلى دولة يهودية ودولة عربية فلسطينية وتدويل منطقة القدس (أي جعلها منطقة لا تنتمي إلى أية دولة ووضعها تحت حكم دولي)، وكانت نسب تقسيم الأراضي كالتالي:
- 56%: لليهود (تضم معظم مناطق السهل الساحلي والنقب)
- 43%: للعرب (تضم معظم مناطق الجليل وجبال نابلس وجبال الخليل وغور الأردن)
- 1%: منطقة القدس.

نشبت في أيار 1948 أول حرب في الصراع العربي الإسرائيلي نشبت عندما رفضت البلدان العربية قرار تقسيم فلسطين وإعلان دولة إسرائيل، فدخلت فلسطين قوات من المملكة المصرية ومملكة الأردن ومملكة العراق وسورية ولبنان والمملكة العربية السعودية لحماية الأراضي والسكان العرب من الميليشيات الصهيونية المسلحة مثل البلماخ والإرغون والهاغاناه والشتيرن والتي ضمت مقاتلين يهودًا هاجروا من أوروبا إلى فلسطين.
نكسة 1967 تعد حرب 1967 الحرب الثالثة ضمن سلسلة الصراع العربي الإسرائيلي، هي حرب نشبت بين إسرائيل وكل من مصر وسوريا والأردن عام 1967، انتهت بانتصار إسرائيل واستيلائها على قطاع غزة والضفة الغربية وسيناء وهضبة الجولان.
بعد حرب 1973 بين مصر وسوريا من جهة وإسرائيل بمساعدة أمريكا والغرب من جهة أخرى، استطاع العرب أن يحققوا نصر عسكري على إسرائيل ساهم في إعادة شبه جزيرة سيناء إلى السيادة المصرية من جديد فيما بعد، إلا أن الرئيس السادات اتجه إلى التفاوض مع إسرائيل منفردًا مما أدى إلى توقيع اتفاقية كامب ديفيد أو اتفاقية العار كما يسميها المصريون، وأدى ذلك بمصر إلى عزلة عربية حتى موت السادات، وفتح الباب سياسيًا أمام التطبيع العربي مع إسرائيل إلا أنه قوبل عمومًا برفض من الشعوب العربية.

### فترة (1990-الحاضر)

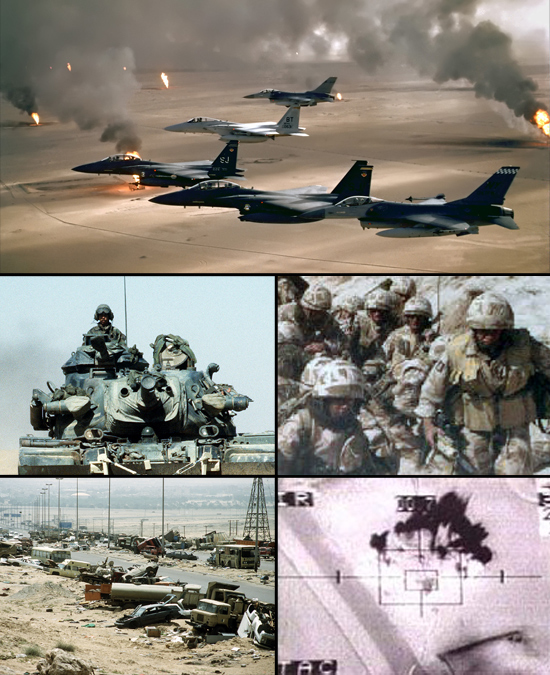
حرب الخليج الثانية، تسمى كذلك عملية عاصفة الصحراء أو حرب تحرير الكويت (17 يناير إلى 28 فبراير 1991)، هي حرب شنتها قوات التحالف المكونة من 34 دولة بقيادة الولايات المتحدة الأمريكية ضد العراق بعد أخذ الإذن من الأمم المتحدة لتحرير الكويت من الاحتلال العراقي. تطور النزاع في سياق حرب الخليج الأولى، وفي عام 1990 اتهم العراق الكويت بسرقة النفط عبر الحفر بطريقة مائلة، وعندما اجتاحت العراق الكويت فُرضت عقوبات اقتصادية على العراق وطالب مجلس الأمن القوات العراقية بالانسحاب من الأراضي الكويتية دون قيد أو شرط.

اليوم تتميز معظم الدول العربية بحكام مستبدين وبغياب الرقابة الديمقراطية مؤشر الديمقراطية 2010 يصنف لبنان والعراق والأراضي الفلسطينية بأنها أنظمة مختلطة، وجميع الدول العربية الأخرى على أنها أنظمة استبدادية. وبالمقابل، تصنف مؤسسة فريدوم هاوس 2011 جزر القمر وموريتانيا على أنها ديمقراطيات انتخابية،  بينما يصنف لبنان والكويت على أنها حرة جزئيًا، وباقي الدول العربية على أنها غير حرة.
أدى غزو القوات العراقية للكويت إلى قيام حرب الخليج الاولى 1990-1991، انضمت كل من سوريا، مصر إلى التحالف المتعدد الجنسيات المعارض لغزو العراق للكويت أما الأردن وفلسطين كانوا من الموافقين على ذلك الغزو مما أدى إلى بداية علاقات متوترة بين العديد من الدول العربية بعد الحرب تم الاتفاق على ما يسمى بـ إعلان دمشق وهو تحالف رسمي هدفه اتخاذ إجراءات دفاعية عربية مشتركة في المستقبل بين مصر، سوريا ودول مجلس التعاون الخليجي.
في أواخر عام 2010 ومطلع 2011 اندلعت موجة عارمة من الثورات والاحتجاجات في مُختلف أنحاء الوطن العربي بدأت بالثورة التونسية التي أطلقت وتيرة الشرارة في كثير من الأقطار العربية وعرفت تلك الفترة بربيع الثورات العربية. من أسباب هذه الاحتجاجات المفاجئة انتشار الفساد والركود الاقتصاديّ وسوء الأحوال المَعيشية، إضافة إلى التضييق السياسيّ وسوء الأوضاع عمومًا في البلاد العربية. وقد أسفرت هذه الاحتجاجات عن سقوط العديد من الحكام العرب منهم حسني مبارك في مصر وزين العابدين بن علي في تونس ومعمر القذافي في ليبيا وعلي عبد الله صالح في اليمن ولا تزال هنالك دول تعمها موجة الاحتجاجات منها سوريا واليمن.

## السياسة

### العلاقات الداخلية
ساد التوتر العلاقات الداخلية بين دول الوطن العربي منذ استقلالها، وشكلت قضايا مثل الحدود التي تركها الاستعمار وطريقة معالجة القضية الفلسطينية أسبابًا للتوتر. كان هناك عمومًا معسكران يقسمان الوطن العربي سياسيًا، أحدهما معارض للولايات المتحدة والغرب عمومًا وقريب من دول الكتلة الشرقية (وتمثله دول ذات توجه قومي مثل مصر عبد الناصر والعراق وسوريا والجزائر) بينما كان المعسكر الآخر قريبًا من الغرب ومهادن لإسرائيل وتمثله الأنظمة الملكية في الخليج والأردن والمغرب. وصل الخلاف بين الأنظمة العربية حد النزاع المسلح مثل أيلول الأسود وحرب الرمال واحتلال الكويت وقضية الصحراء الغربية.

### حقوق الإنسان

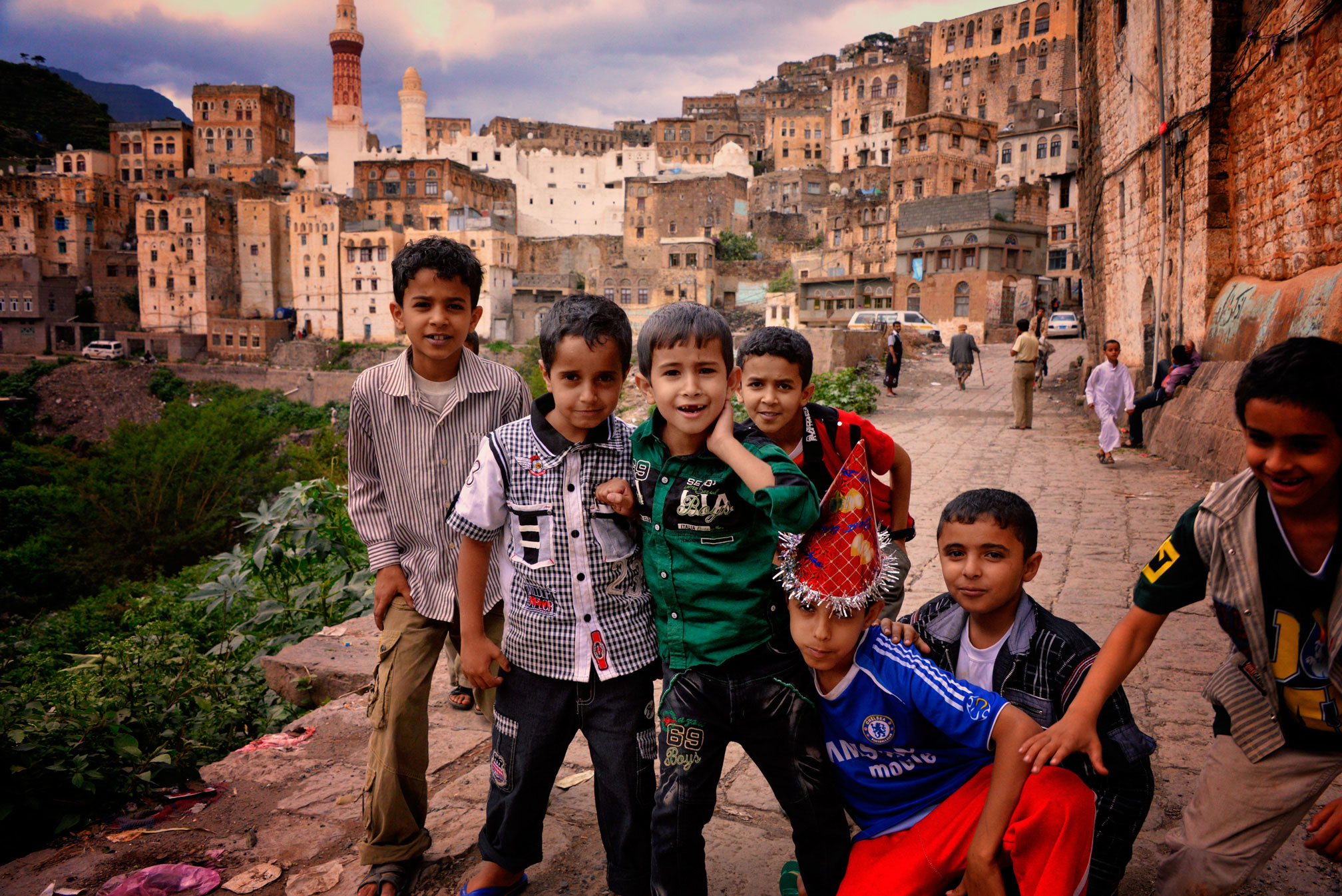
أطفال من اليمن

انضم لبنان إلى اتفاقية مناهضة التعذيب وغيرها من طرق المعاملة أو العقوبة القاسية أو اللاإنسانية أو المهينة في العام 2000، التي تلزم مؤسسات إنفاذ القانون باحترام حقـوق الإنسان ومنع استعمال القوة المفرطة عند ممارستها لعملـها. كذلك انضم لبنان إلى البروتوكول الاختياري لهذه الاتفاقية عام 2008. ساءت حالة حقوق الإنسان في دولة الإمارات العربية المتحدة في عام 2010، ولا سيما بالنسبة للعمال المهاجرين. قضايا التعذيب، والقيود المفروضة على حرية التعبير وتكوين الجمعيات، وانتهاكات حقوق المرأة. وتستمر السلطات في منع التظاهرات السلمية، ومضايقة المدافعين عن حقوق الإنسان المحلية.
ساهم كفاح المرأة العربية من أجل الحرية إلى جانب الرجل في القضاء على الاستبداد في بعض الأفكار العربية. في هذا السياق، برزت توكل كرمان وهي أحد أبرز المدافعات عن حرية الصحافة وحقوق المرأة وحقوق الإنسان في اليمن كثيرًا بعد قيام الاحتجاجات اليمنية 2011 وحصلت على جائزة نوبل للسلام 2011. قادت توكل العديد من الاعتصامات والتظاهرات السلمية والتي تنظمها أسبوعيًا في ساحة أطلقت عليها مع مجموعة من نشطاء حقوق الإنسان في اليمن اسم ساحة الحرية، وذلك قبل بداية الثورات العربية. وتعد توكل كرمان أول من دعت إلى يوم غضب في 3 فبراير المماثل للثورة المصرية في عام 2011 م المستوحاة من الثورة التونسية.
منذ بداية الاحتجاجات المناهضة للحكومة في مارس /آذار 2011، قتلت قوات الأمن السورية مئات المتظاهرين واعتقلت الآلاف بصورة تعسفية، وأخضعت عديد منهم للتعذيب الوحشي، ومنعت قوات الأمن الجرحى بشكل متكرر من الحصول على المساعدة الطبية، وفرضت الحصار على عدد من المدن؛ مما حرم السكان من الخدمات الأساسية. والتي شهدتها محافظة درعا الواقعة في جنوب غرب سوريا.
طبقًا لبحث إحصائي للمساكن والسكان في المنطقة ج والقدس الشرقية تم في يونيو/حزيران 2009، فإن نحو 31 في المائة من السكان الفلسطينيين تعرضوا للتشريد منذ عام 2000.

### الفساد السياسي في الوطن العربي
تعاني معظم الدول العربية من فساد سياسي تنفذه طبقة الساسة والحكام وقادة الأحزاب وأعضاء الحكومة (النخب الحاكمة)، حين يقومون بالتواطؤ باستغلال النفوذ السياسي لتوجيه القرارات والسياسات والتشريعات؛ لتحقيق مصالح خاصة بهذه الطبقة، أو أحد أطرافها أو الموالين لها، والإثراء غير المشروع من السلطة، أو الحصول على أموال غير قانونية لزيادة النفوذ المالي والاجتماعي، أو لتمويل حملاتهم الانتخابية وغيرها من الممارسات التي تتجاوز الشفافي ويشير الكتاب إلى أنه غالبًا ما تنجح هذه الطبقة في بناء القطاع الأمني، وتشكيله على شكل أجهزة قوية تدافع عن النظام الحاكم والمتحكم، وعن الموالين له باعتبارهم رمزًا للدولة، مقابل ضمانات وامتيازات لمسؤولي هذه الأجهزة، وغالبًا ما ينخرط هؤلاء في إطار هذه الطبقة كشركاء أساسيين.
وأدى فساد هؤلاء -وفق الكتاب- إلى انتشار حالة من الإحباط في أوساط العامة التي لم تجد حًلا لهذه المعضلة سوى الثورة على هذا النظام لإنهائه والعمل على بلورة عقد اجتماعي جديد، يحقق للمواطن العربي طموحاته في الديمقراطية والتنمية والعدالة الاجتماعية والكرامة ومكافحة الفساد.

## الجغرافيا

### الموقع والمساحة
يمتد الوطن العربي بين قارتي أفريقيا وآسيا، فهو يشغل الجزء الشمالي من قارة أفريقيا المطل على البحر المتوسط والمحيط الأطلسي والهندي، بينما يشغل قسمه الآسيوي الجزء الجنوبي الغربي من القارة.
الحدود السياسية في الوطن العربي سواء الخارجية منها التي تفصله عن القوميات الأخرى (مثل تركيا وإيران وإفريقيا جنوب الصحراء)، أو الداخلية فيما بين أقطاره، هي صناعة دول استعمارية أوروبية، جاء تخطيطها لخدمة أغراض خارجية أكثر من مراعاة المصالح المحلية أو الوقائع على الأرض. بناء على ذلك، الحدود البرية للوطن العربي أقل وضوحًا من حدوده البحرية، وكثيرًا ما لا يتفق الخط السياسي مع الأوضاع الأنثولوجية. في المشرق العربي، يسير خط الحدود السورية التركية مع خط سكة حديد حلب - الموصل، تاركًا الخط والمدن الواقعة عليه وإلى الشمال منه داخل الأراضي التركية، بينما كان من الطبيعي أن تنتهي سوريا بنهاية جبال طوروس وهضبة الأناضول، حسب معاهدة سيفر، وهذا التغير ترك الأقاليم السورية الشمالية (من مرسين وأضنة غربًا إلى جزيرة ابن عمر شرقًا). إضافة إلى ذلك، اقتطعت فرنسا لواء اسكندرون ذا الغالبية العربية من سورية لتمنحه لتركيا عام 1939. أما بالنسبة للحدود الشرقية للوطن العربي، فهي تتفق مع الركن الشمالي من سفوح جبال زاغروس عند جبل دالنبر، فاصلة بين العرق العربي والعرق الإيراني شمال شرق أربيل في منطقة تقطنها غالبية كردية، وتتجه جنوبًا شرقًا بمحاذاة الجبال. ولكن الحدود السياسية ابتداء من العمارة تفترق عن خط الجبال وتتجه رأسًا حتى تقابل شط العرب وسط منطقة من المستنقعات، بينما تتجه السلسلة الجبلية نحو الجنوب الشرقي لتصل إلى رأس الخليج العربي. وبين خط الحدود وخط الجبال أصبحت منطقة عربية (عربستان) جزءًا من إيران وبعيدة عن كتلتها الأصلية في العراق، ومن ثم كانت الحدود في هذه المنطقة مثار نزاع بين إيران والعراق.
تشكل هضبة البحيرات وهضبة الحبشة والمحيط الهندي الحدود الجنوبية للوطن العربي مع إفريقيا جنوب الصحراء.
يقع الوطن العربي بين دائرتي عرض 2° جنوبًا و37.5° شمالًا وبين خطي طول 60°شرقًا و17°غربًا ما عدا دولة جزر القمر التي تقع عند دائرة عرض 12، يغطي مساحة تبلغ حوالي 14 مليون كلم² تقريبا أي بنسبة 10.2% من اليابسة، ويشتمل على 22 دولة عربية، عشرة منها في أفريقيا بمجموع مساحة تقدر بحوالي عشرة ملايين كم مربع أي بنسبة 74% من مساحته، و12 دولة في آسيا بمجموع مساحة تبلغ حوالي 3.7 مليون  كيلو متر أي بنسبة 26% من جملة مساحته. يبلغ أقصى امتداد له من الشرق إلى الغرب 6000 كلم ومن الشمال إلى الجنوب 4000 كلم. يقع الوطن العربي وسط قارات العالم القديم آسيا وإفريقيا وأوروبا، وتمتد أراضيه في آسيا وأفريقيا ويفصل بينهما البحر الأحمر، ويطل الوطن العربي على البحر الأحمر والبحر الأبيض المتوسط والخليج العربي والبحر العربي ويطل على محيطين هما المحيط الأطلسي غربًا والمحيط الهندي شرقًا. وتظهر أهمية موقع الوطن العربي بوقوعه بين ثلاث قارات هي اسيا وأفريقيا وأوروبا، فامتداده شمال وشرق أفريقيا وجنوب غرب اسيا وجنوب أوروبا جعلته جسرًا يربط القارات الثلاث.
يضم الوطن العربي أراض احتلت أو أصبحت ضمن بلدان مجاورة مثل فلسطين وهضبة الجولان، ولواء إسكندرون والأقاليم السورية الشمالية التي سلمتها فرنسا إلى تركيا وجزر الكناري وسبتة ومليلية وصخرة الحسيمة (تحت الاستعمار الإسباني) والجزر الإماراتية (طنب الكبرى وطنب الصغرى وأبو موسى) المحتلة من إيران.

### البنية الجيولوجية
ينتمى الجزء الأكبر من أراضي الوطن العربي إلى صخور الزمن الأركي (ما قبل الكمبري). تمتد هذه الصخور في شكل كتلة صلبة قديمة صخورها نارية في الجزء الآسيوي من الوطن العربي (في شبه الجزيرة العربية وبلاد الشام)، وأيضًا في الشق الإفريقي من الوطن العربي عدا منطقة جبال أطلس في المغرب العربي، والأجزاء الشمالية من مصر وليبيا، وهي الأجزاء التي كان يغمرها بحر تيش الذي كان أكثر اتساعًا من البحر المتوسط الحالي. تتكون هذه الكتلة من الصخور البلورية النارية والمتحولة مثل الغرانيت والنيس والشست والكوارتزيت.
تظهر أجزاء من هذه الصخور عارية السطح في غرب شبه الجزيرة العربية وفي مرتفعات البحر الأحمر في كل من مصر والسودان، وفي شمال الصومال على هيئة نطاق ممتد من الشرق إلى الغرب، وفيما بين نهرى جوبا وشبيلى في شكل تلال منعزلة من الجرانيت والديوريت، وفي شمال شرق إريتريا، وفي منطقة تقسم المياه بين النيل وجمهورية الكونغو الديموقراطية في جنوب غرب السودان، وفي جبل العوينات في مثلث الحدود بين مصر والسودان وليبيا، وفي بعض أجزاء جبال تبستي جنوب ليبيا وفي كتلة الأحجار جنوب الجزائر وقرب عناية، كما عملت التعرية النهرية على ظهورها في هضبة الميزيتا المراكشية في وادي أم الربيع في المغرب، ولكن تختفي هذه الصخور البلورية تحت الصخور الأحدث، حيث تمثل الأساس للصخور الرسوبية.
تعرضت هذه الكتلة شديدة الصلابة لحركات القشرة الأرضية الرأسية خلال تاريخها الجيولوجي الطويل الممتد لأكثر من ألفي مليون سنة، أما الحركات الجانبية فقد كان تأثيرها ضعيف على هذه الكتلة ولكنها أدت إلى التواء الطبقات الرسوبية في الأطراف كما هو الحال في جبال أطلس في بلاد المغرب وجبال لبنان والجبل الأخضر في عمان، كما توجد بعض الكتل القديمة في داخل الكتلة الصلبة تعود إلى حركات التواء حدثت في الزمن الأول، مثل بعض الأجزاء المرتفعة في شبه الجزيرة العربية ومرتفعات الصحراء الكبرى الإفريقية على الحد الجنوبي للوطن العربي في شقه الإفريقي، ومن هذه المرتفعات معظم جبال تبستي ودارفور في غرب السودان، وقد حولتها عوامل التعرية إلى هضاب.

### التضاريس
تغطي الصحراء معظم مساحة الوطن العربي وأكبرها الصحراء الإفريقية الكبرى وصحراء شبه الجزيرة العربية. تشكل الهضاب أكثر التضاريس انتشارًا. بينما لا تمثل السهول سوى 6% من المساحة الكلية وهي إما ساحلية أو فيضية. أما السلاسل الجبلية فهي تمتد في نطاق ضيق مثل سلسلتي الأطلس التلي والصحراوي وجبال الهقار في المغرب العربي وسلسلة الجبال الساحلية في بلاد الشام وسلسلة جبال الحجاز واليمن على امتداد ساحل البحر الأحمر.

### المضائق والممرات المائية
يشرف الوطن العربي على مسطحات مائية هامة، سهلت له الاتصالات الخارجية سواء كانت لأغراض تجارية أم حضارية أم اجتماعية، ولهذا السبب لم يكن الوطن العربي معزولًا يوما ما. يتميز الوطن العربي من الناحية التجارية والجيوسياسية بأنه مطل على أربعة مضائق بحرية لها أهمية ثلاثة منها طبيعية والرابع اصطناعي وهو قناة السويس.

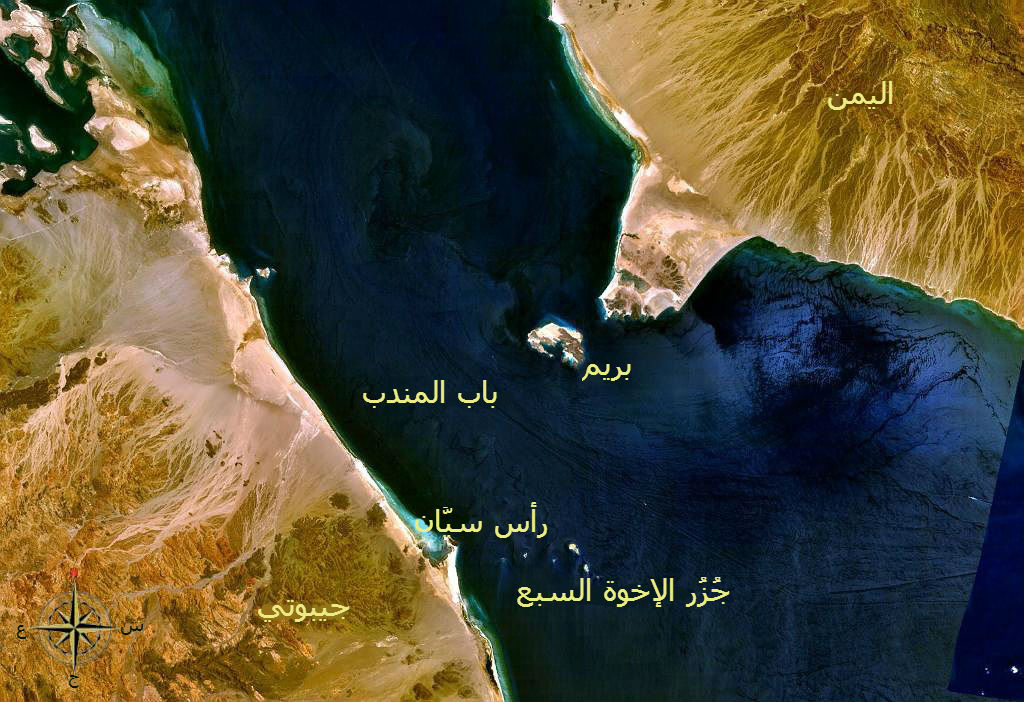
مضيق باب المندب، وتظهر جزيرة أميون التي تفصل المضيق إلى ممرين هما الشرقي الذي يبلغ متوسط عمقه 26 مترا ويتراوح عرضه بين 2-3 كيلومتر، والغربي الذي يبلغ عمقه 300 متر أما عرضه فيبلغ حوالي 16 كيلومتر.

الخليج العربيهو ذراع مائية لبحر العرب يمتد من خليج عمان جنوبًا حتى شط العرب شمالًا بطول 965 كيلومترًا. تبلغ مساحة الخليج العربي نحو 233,100 كيلومتر، ويتراوح عرضه بين حد أقصى حوالي 370 كم إلى حد أدنى 55 كم في مضيق باب السلام. والخليج العربي ضحل لا يتجاوز عمقه 90 مترًا إلا في بعض الأماكن. يمتد هذا الخليج من الشمال الغربي إلى الجنوب الشرقي من الوطن العربي، ويتصل من الجنوب الشرقي بخليج عمان عن طريق مضيق هرمز.
مضيق باب السلاميعتبر أهم الممرات المائية في العالم وأكثرها حركة للسفن. يفصل المضيق ما بين مياه الخليج العربي من جهة ومياه خليج عمان وبحر العرب والمحيط الهندي من جهة أخرى، فهو المنفذ البحري الوحيد للعراق والكويت والبحرين وقطر والإمارات العربية المتحدة. تطل عليه إيران من الشمال والشمال الشرقي وسلطنة عمان من الجنوب والجنوب الغربي. ويتراوح اتساعه نحو 10 كم في حين يبلغ عمقه 100 متر مما سمح بعبور ناقلات البترول العملاقة القادمة من الخليج العربي إلى الأسواق العالمية.
مضيق باب المندبهو ممر مائي يصل البحر الأحمر بخليج عدن وبحر العرب، وتشرف عليه اليمن وجيبوتي. تقسم جزيرة بريم والتي تعرف باسم أميون المضيق إلى ممرين: الشرقي ويعرف باسم باب الإسكندر وهو الأصغر والأقل أهمية من الناحية الملاحية، أما الغربي فيعتبر الممر الأكثر أهمية من الناحية الملاحية.
قناة السويسهي ممر مائي اصطناعي بطول 193 كم بين بورسعيد على البحر الأبيض المتوسط والسويس على البحر الأحمر. وتقسم القناة إلى قسمين، شمال وجنوب البحيرات المرّة. تسمح القناة بعبور السفن القادمة من دول المتوسط وأوروبا والولايات المتحدة الوصول إلى آسيا دون سلوك الطريق الطويل - طريق رأس الرجاء الصالح. ما يميز هذه القناة مرورها بالكامل داخل الأراضي المصرية، فهي بذلك تمثل دخلا هاما من مصادر الدخل القومي في مصر، وذلك من خلال الرسوم المفروضة على السفن وناقلات البترول والغواصات وغيرها. كانت أكبر رسوم دفعتها سفينة للمرور في قناة السويس كانت 2 مليون و28 ألف دولار، ودفعتها سفينة إيطالية حمولتها 59 ألف طن، عبرت السفينة قناة السويس في 7 سبتمبر 2011.
والتي تمر عبر الأراضي المصرية.
مضيق تيران والذي تشرف عليه السعودية ومصر.
مضيق جبل طارقيقع هذا المضيق بين شبه جزيرة إيبيريا شمالًا وشمال أفريقيا جنوبًا، ويصل بين مياه البحر الأبيض المتوسط ومياه المحيط الأطلسي. ويعتبر بوابة البحر المتوسط الغربية التي تفتح على المحيط الأطلس، وتشرف عليه المغرب وإسبانيا وبريطانيا.

### المناخ
يتنوع المناخ بالوطن العربي والذي أدى بدوره إلى تنوع نباتي وانعكس على موارده الاقتصادية خاصة الزراعة، حيث يجمع الوطن العربي بين حاصلات المناطق المدارية والاستوائية وحاصلات المناطق المعتدلة. بالإضافة إلى بعض المحاصيل المميزة للمناخ الصحراوي والذي يسود معظم أراضي الوطن العربي. يتأثر المناخ بالموقع الفلكي حيث يمكن تمييز الأقاليم التالية:
1. المناخ الصحراوي: يحتل نسبة 80% من المساحة الإجمالية، ويشمل كل مساحة شبه الجزيرة العربية والعراق ومصر، وشمال السودان بالإضافة إلى الصحراء الكبرى التي تغطي معظم مساحة المغرب العربي.
2. المناخ المتوسطي: يسود السواحل المطلة والمناطق القريبة من البحر الأبيض المتوسط وبلاد الشام وشمال الجزائر، تونس والمغرب.
3. الإقليم الاستوائي: يسود الصومال.
4. الإقليم المداري: جيبوتي، اليمن، جزر القمر وجنوب غرب السعودية وبعض مناطق سلطنة عمان.

### البيئة
البيئة في الوطن العربي تنقسم إلى ثلاث أقسام وهي:

#### البيئة المتوسطية

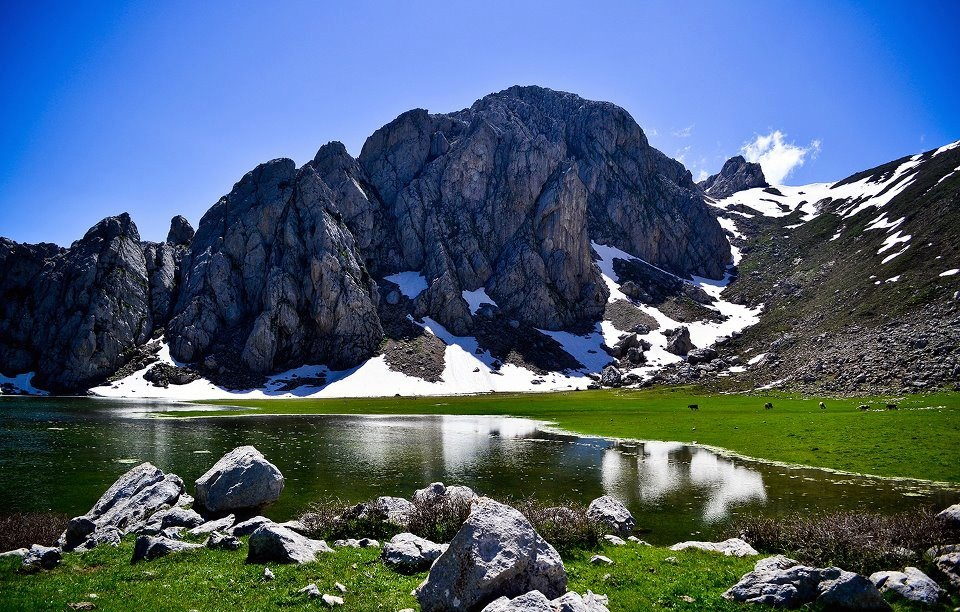
الجزائر، البويرة
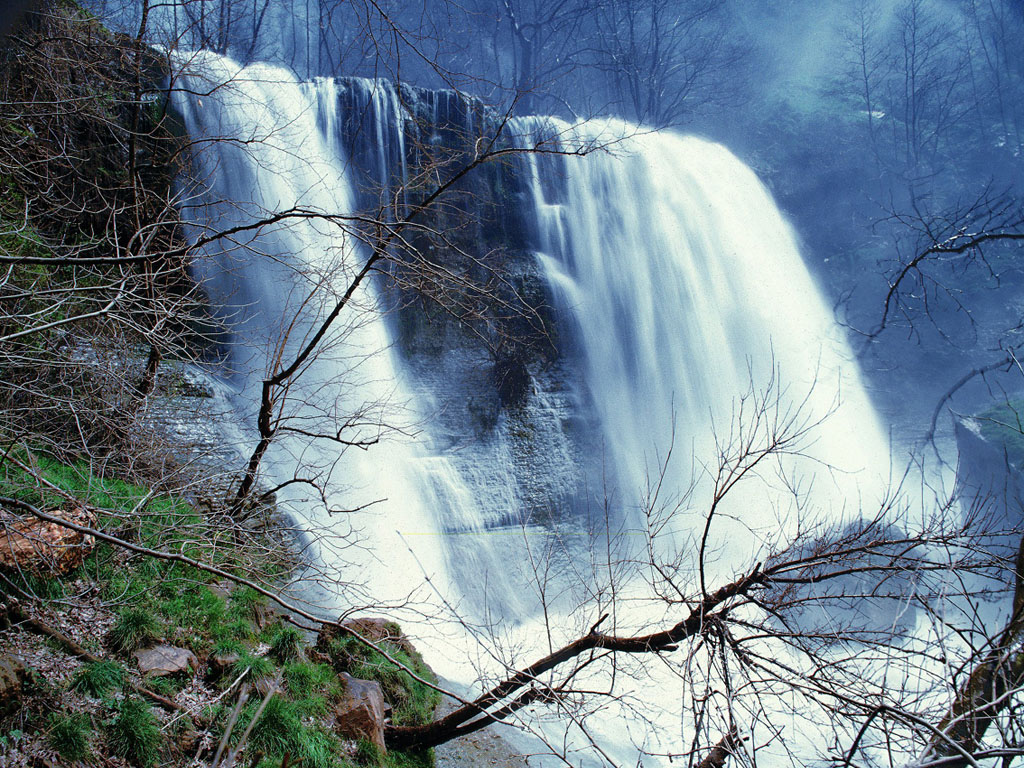
لبنان، البترون
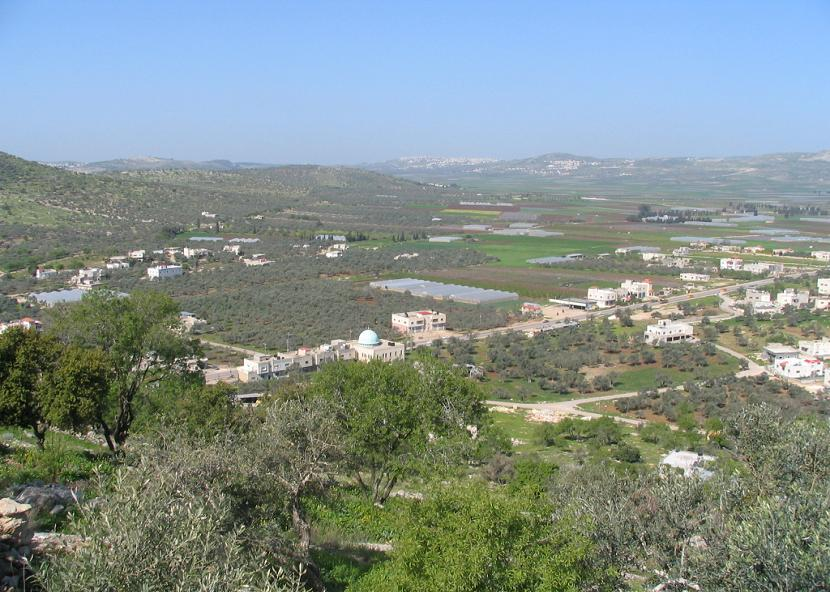
فلسطين، جنين
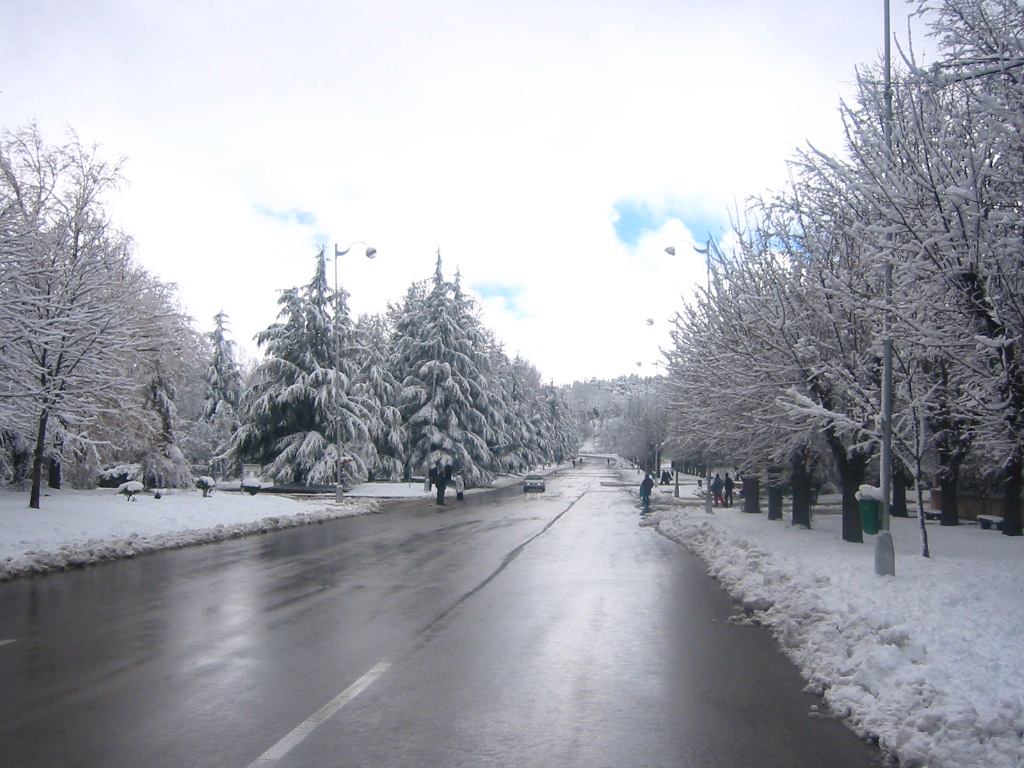
المغرب، إفران
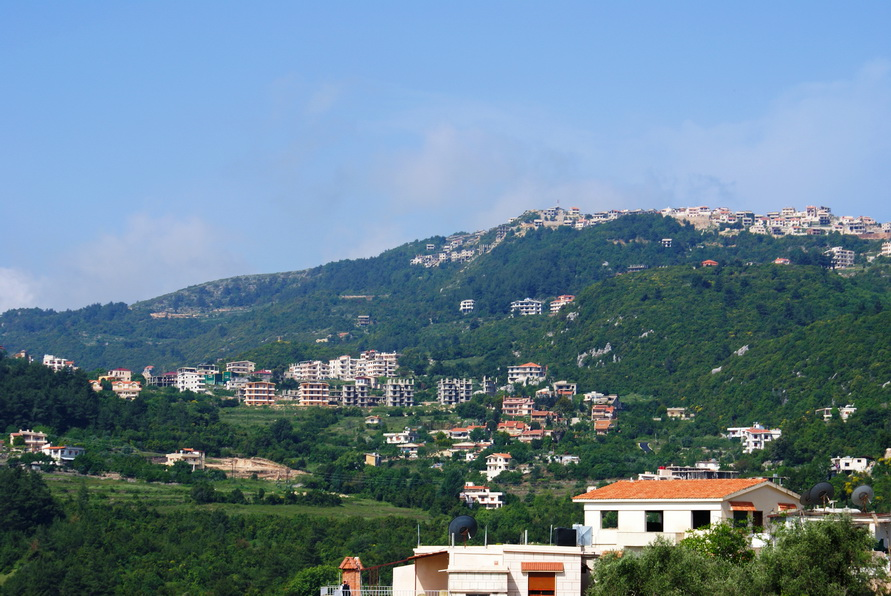
سوريا، كسب
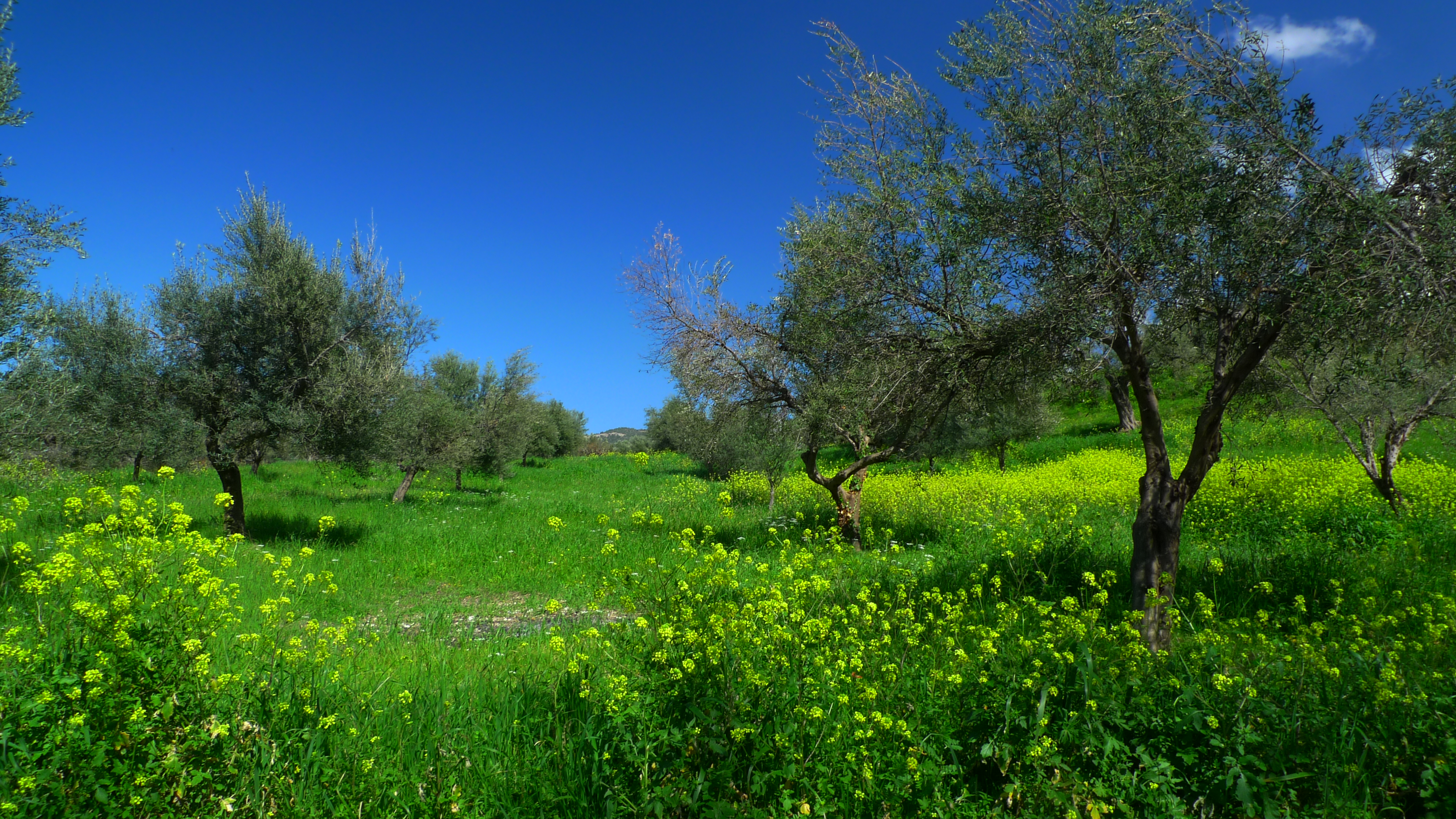
الأردن، إربد

البيئة المتوسطية في الوطن العربي شتاؤها غزير الأمطار ومعتدل وصيفها جاف وحار، وتتركز البيئة المتوسطية على أطراف الوطن العربي خاصة المغرب ولبنان وحول أنهاره وعلى السواحل الشمالية التي تطل على البحر المتوسط، وفي المناطق الغربية للسلاسل الجبلية تواجه الرياح الرطبة القادمة من المحيط الأطلسي والبحر المتوسط، فتستوقف أكبر كمية من الأمطار، وأمطار المناطق التي يزيد ارتفاعها عن 1500 م تتحول إلى ثلوج.
أما المناطق الشرقية الواقعة خلف السلاسل الجبلية فلا تصل إليها سوى كميات بسيطة من الأمطار لذلك ينتشر فيها مناخ شبه صحراوي 
والبيئة المتوسطية تتميز بغاباتها الكبيرة والدائمة الخضرة مثل: الصنوبر والسنديان والأرز وغيرها 
والنبات الطبيعي مثل: البطم والبلان والصبيريات والحلفا وغيرها 
والغابات المتوسطية تتعرض للزوال من قبل الإنسان والحرائق فلم تبق إلا الغابات المطلة على البحر، ولا يسمح الجفاف الصيفي الذي يسيطر على البيئة المتوسطية بتجدد هذه الغابات.
أما في المناطق الشرقية التي يسود فيها المناخ الشبه صحراوي فتنمو الأعشاب الشوكية التي تستطيع أن تتحمل الحرارة والجفاف.

#### البيئة الصحراوية

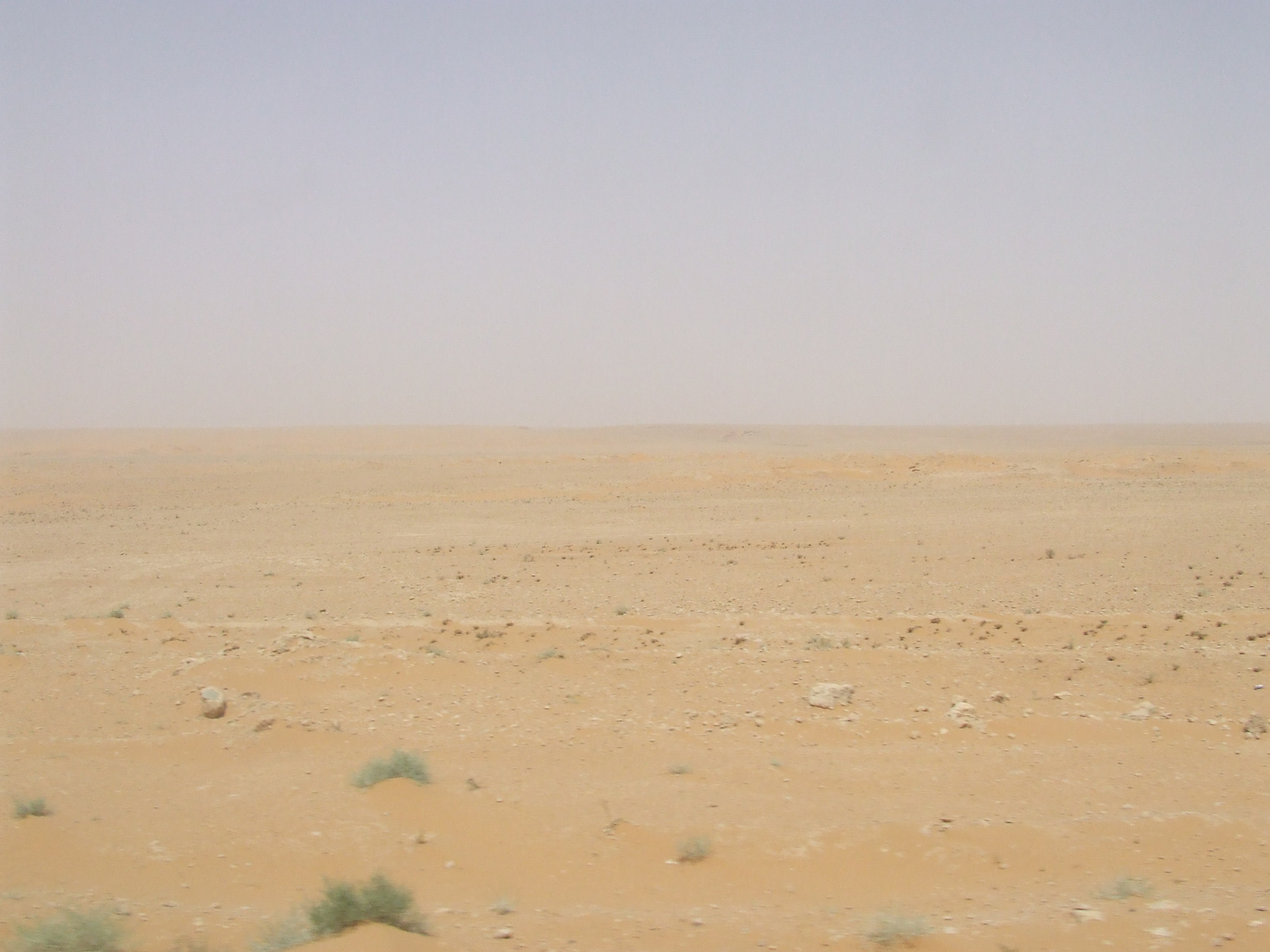
سوريا والسعودية والعراق والأردن (بادية الشام)
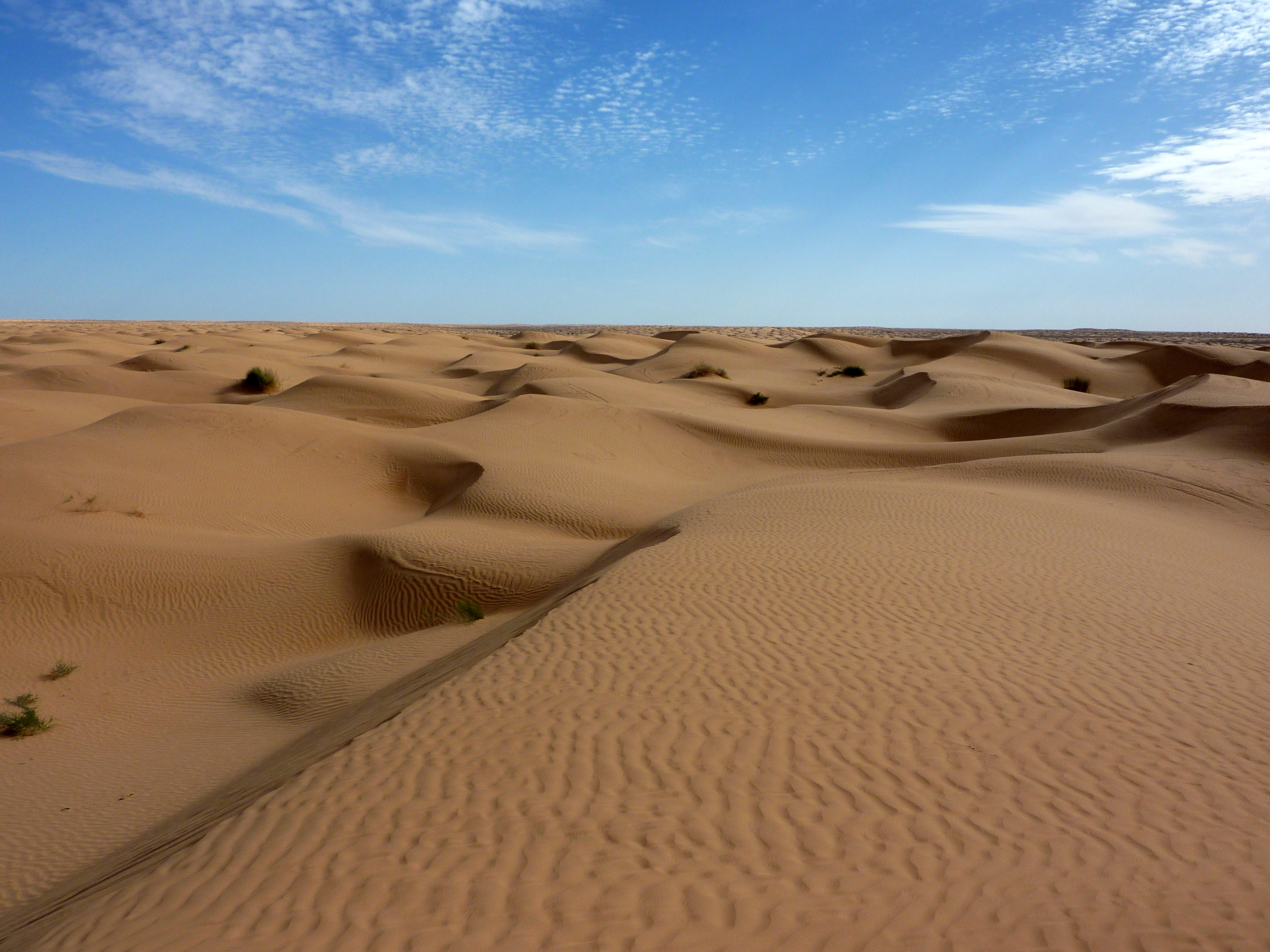
الجزائر و  المغرب و  تونس و ليبيا ومصر والسودان وموريتانيا (الصحراء الكبرى)

تتميز البيئة الصحراوية ببساطة وقلة أمطارها وبحرارتها المرتفعة وبتدني نسبة الرطوبة فيها، وتقع البيئة الصحراوية بين البيئة المتوسطية في الشمال والبيئة المدارية الرطبة في الجنوب وتنتشر هذه البيئة في معظم مناطق الوطن العربي، وينقسم المناخ الصحراوي إلى ثلاثة أقسام.
- المنطقة الشبه صحراوية

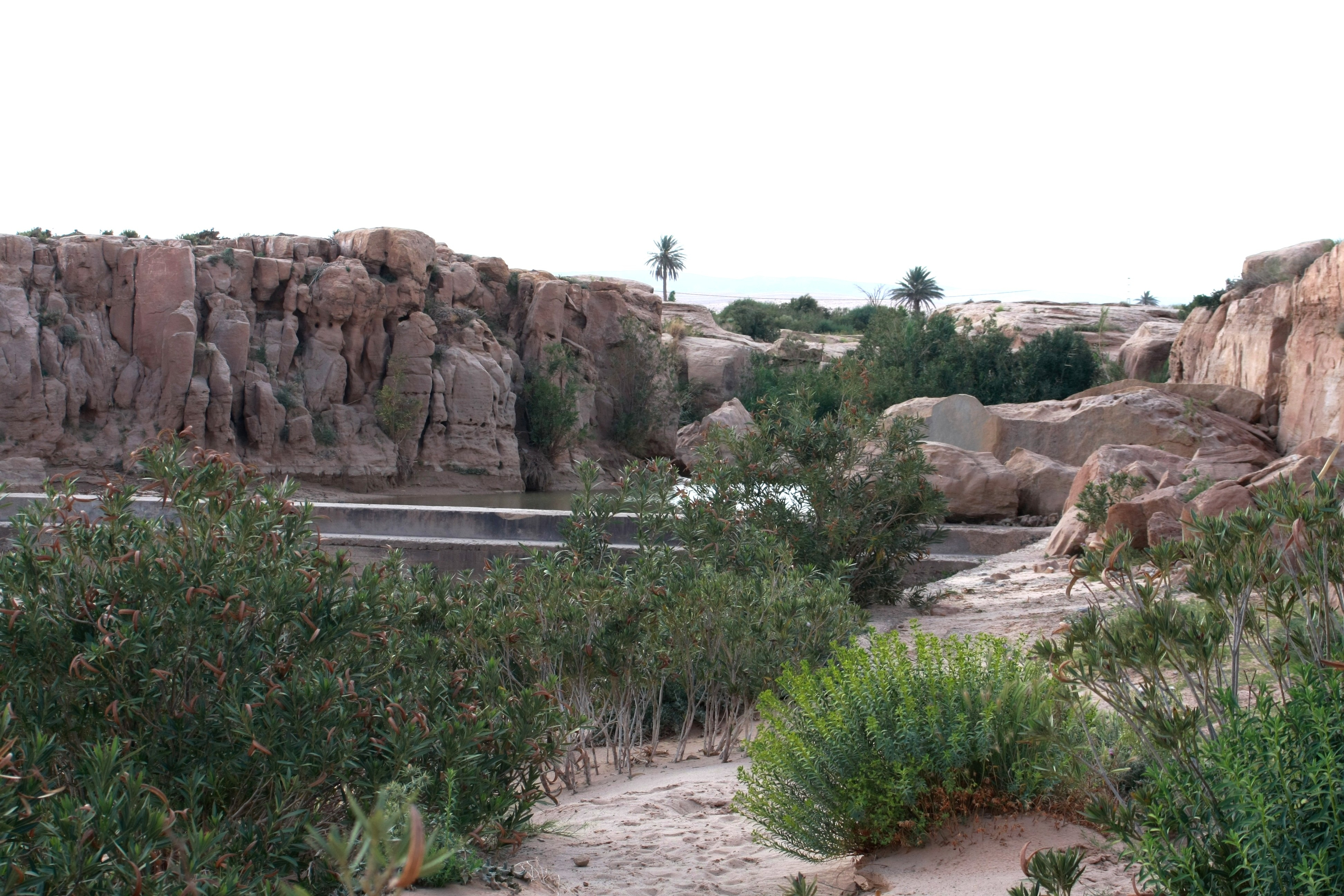
الجزائر، الأغواط

وتقع هذه المنطقة في أطراف البيئة الصحراوية الشمالية والجنوبية وكمية الأمطار فيها لا تتعدى 300 ملم في السنة، وهذه الكمية لا تسمح بالزراعة التي يتم ريها عن طريق الأمطار.
- المنطقة الصحراوية

تقع هذه المنطقة حول منطقة القحط وتتميز بقلة أمطارها بحيث لا تتجاوز كمية الأمطار 100 ملم في السنة وتتميز هذه الأمطار بمفاجئتها وهي غير منتظمة.
- منطقة القحط

وتقع هذه المنطقة في وسط المناخ الصحراوي وتتميز بندرة أمطارها وقد لا تتساقط الأمطار لمدة سنوات، وتبلغ كمية الأمطار 10 ملم. وقد أدت قلة الأمطار في البيئة الصحراوية إلى الجفاف الشديد وقد أدى الجفاف الشديد إلى قلة الغطاء النباتي، تنتشر بعض الأشجار والأعشاب في المنطقة الشبه صحراوية، وفي المنطقة الصحراوية يقتصر النمو النباتي على الأعشاب الشوكية وبعض الشجيرات التي تنتشر على طول الأودية الصحراوية الجافة، وينعدم النبات الطبيعي في منطقة القحط .
ويعتمد السكان الذين يعيشون في الريف في ري زراعتهم وسقي مواشيهم على مياه السيول.

#### البيئة المدارية

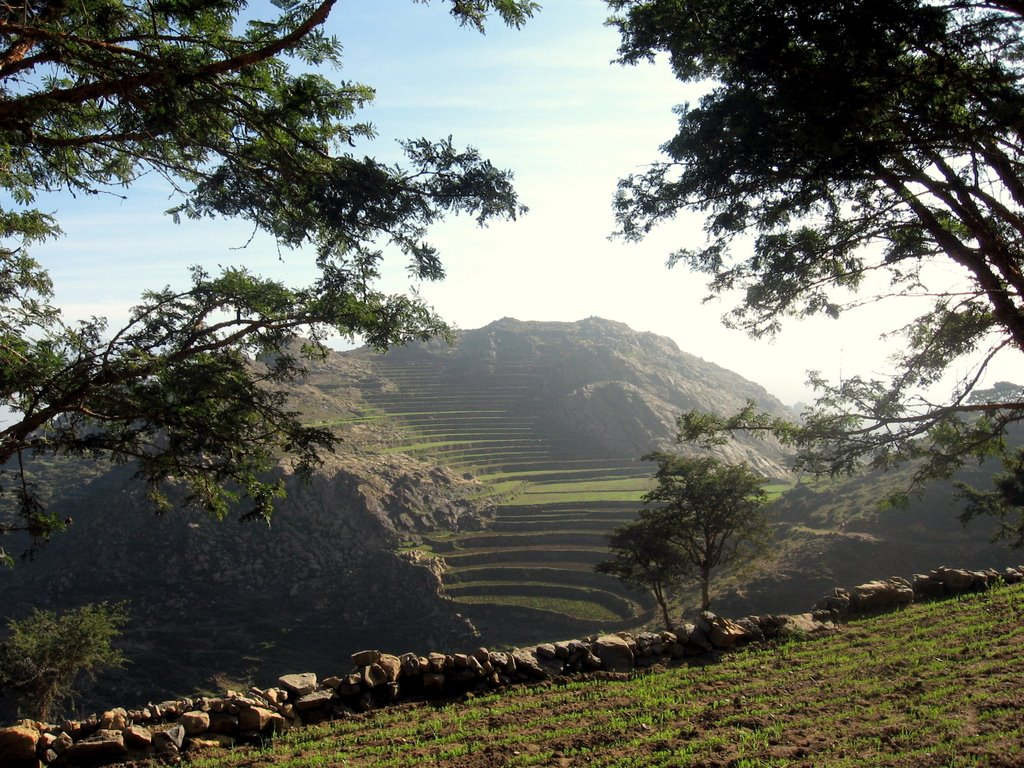
اليمن، المحويت
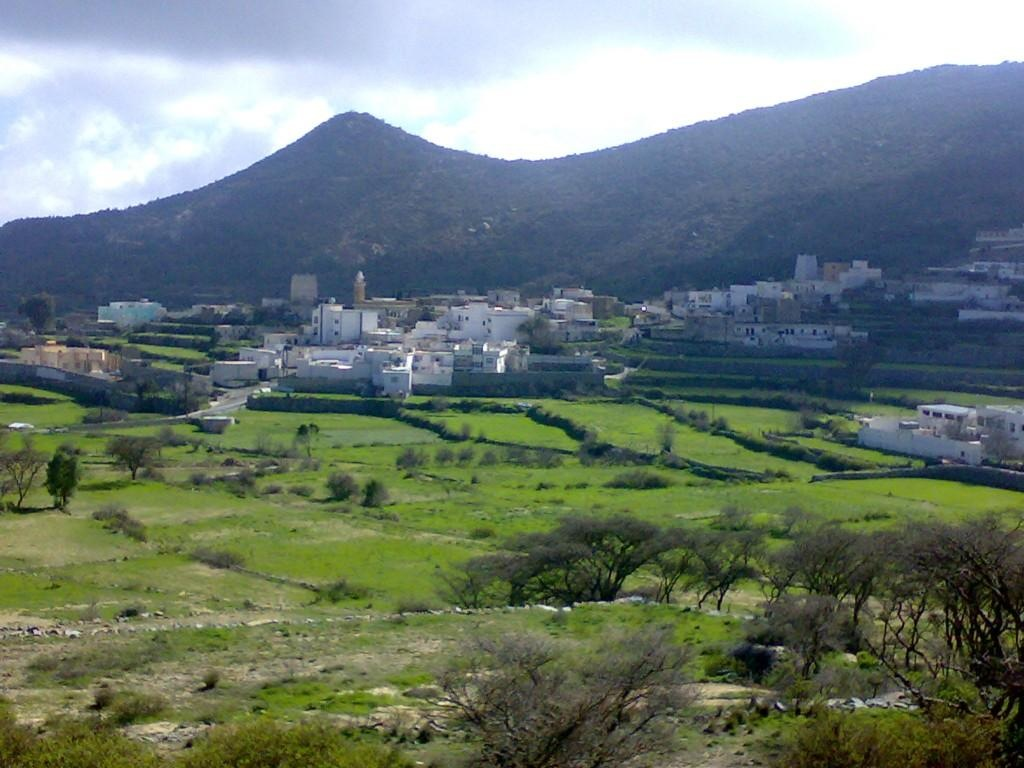
السعودية، المنطقة الجنوبية
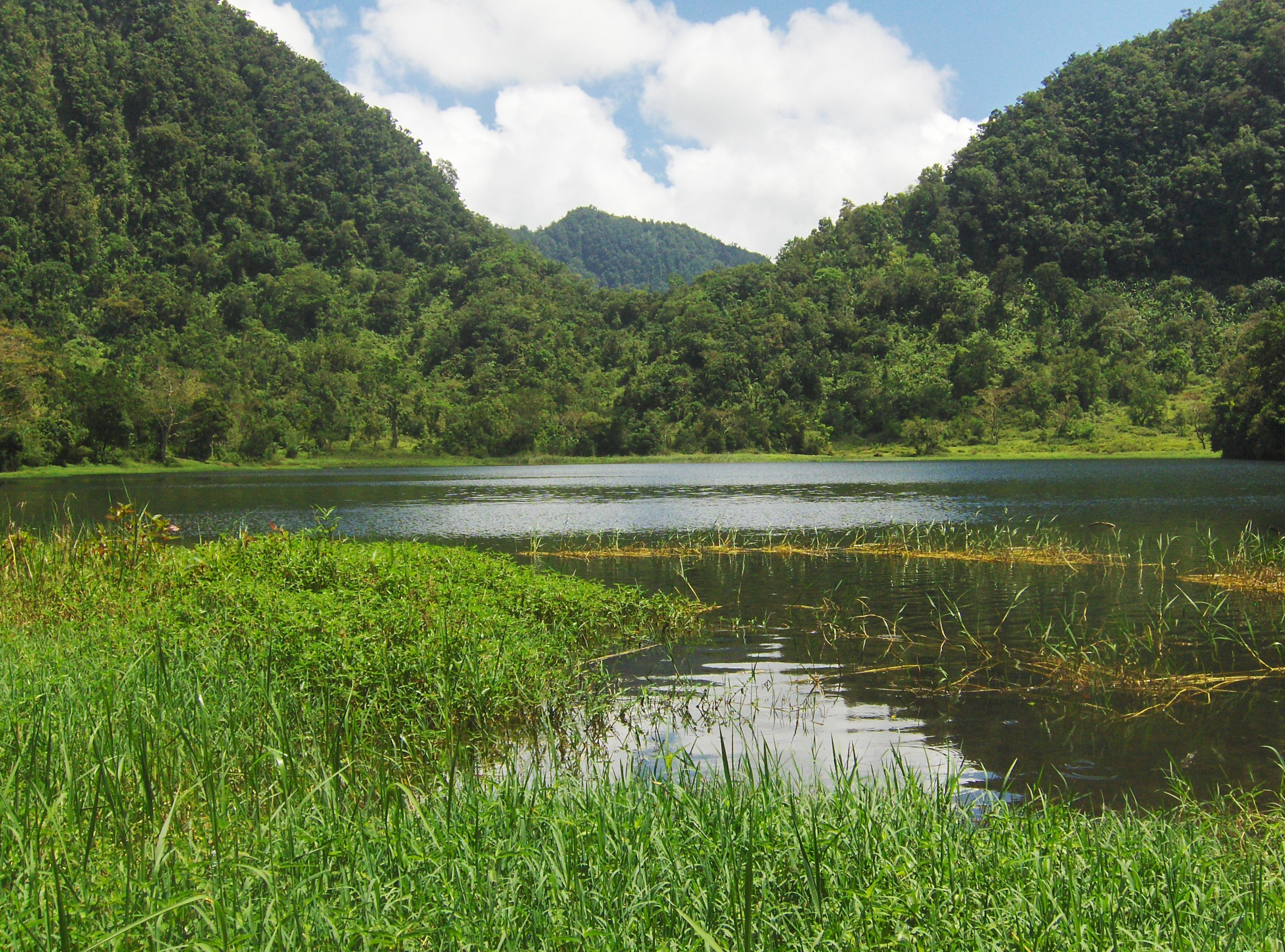
جزر القمر، أنجوان

تقع البيئة المدارية الرطبة جنوب البيئة الصحراوية، وتتميز بصيفها الممطر وشتاؤها الجاف وبارتفاع درجة الحرارة فيها معظم أيام السنة.
وفي شمال البيئة المدارية الرطبة لا تتجاوز كمية الأمطار فيها 250 ملم والأشهر الممطرة فيها هما شهرين فقط، أما في جنوبها فتصل كمية الأمطار إلى 1000 ملم، ويدوم فصل الأمطار طول السنة، وفي وسطها تصل كمية الأمطار إلى 600 ملم، والأشهر الممطرة فيها 8 أشهر.
وقد أدى التدرج في كمية الأمطار المتساقطة في البيئة المدارية الرطبة إلى تدرج الغطاء النباتي فيها فمثلًا في المنطقة الشمالية منها تنتشر الأعشاب والحشائش الشوكية، وفي المنطقة الوسطى تنتشر حشائش السافانا الطويلة التي تتخللها بعض الشجيرات المتباعدة التي تغطي مناطقها الوسطى، أما في المناطق الجنوبية منها فتنتشر الغابات الكثيفة والتي أشجارها دائمة الخضرة وضخمة وطويلة يصل طولها إلى 30 متر.
وقد أدى تساقط كميات كبيرة من الأمطار في مناطقها الوسطى والجنوبية إلى تجمع المياه في المنخفضات وذلك يؤدي إلى انتشار الحشرات السامة فيها.
وتعتبر مناطق البيئة المدارية الرطبة من أغنى مناطق الوطن العربي بالمياه السطحية وتتميز هذه المناطق بوجود الكثير من الأنهار الدائمة الجريان، وعلى الرغم من وجود المياه الدائمة الجريان، فما تزال المشاريع المائية الزراعية محدودة جدًا، ومعظم هذه النشاطات تتركز عند مصبات هذه الأنهار وعند ضفافها.

## القوات المسلحة
تهتم الأنظمة العربية المختلفة بالجيش والقوات العسكرية وشبه العسكرية وتنفق سنويًا مليارات الدولارات على التسلح. توجد اتفاقية للدفاع العربي المشترك وقعتها معظم الدول العربية، ولكنها لم تنفذ إلا فيما ندر، وكانت أبرز تلك المناسبات حرب 1973.
كان الجيش العراقي أقوى الجيوش العربية قبل سنة 1990، ولكنه دمر بفعل حربي 1990 و2003. كذلك، دمر الجيش الليبي أثناء الثورة الليبية وتراجعت قوة الجيش العربي السوري بالفترة الأولى من الحرب الأهلية السورية غير أن تقارير أشارت إلى أن قوة الجيش السوري بدأت تزداد بعد ثماني سنين من الحرب. بالمقابل تزايدت قوة الجيش السعودي والجيش الإماراتي بفعل التدريبات والمناورات المشتركة ومراكمة السلاح الأمريكي الحديث وخاصة في مجال سلاح الجو والدفاع الجوي[بحاجة لمصدر]. من ناحية التدريب والكفاءة، يعد الجيش الأردني الأكثر كفاءة بين الجيوش العربية.
تحصل معظم الدول العربية على السلاح من الولايات المتحدة الأمريكية باستثناء سوريا والجزائر واليمن التي تشتري السلاح من روسيا. ومجموع تعداد الجيوش العربية يقدر بحوالي 4 ملايين مقاتل عربي.

## النقل والمواصلات
هناك العديد من الطرق العابرة للوطن العربي، من أبعد نقطة في الغرب في موريتانيا، إلى أبعد نقطة في شرق العراق. وترتبط الدول العربية معا بالطرق والطرق السريعة والتي تمر عبر الصحارى والجبال والغابات. تعد دول الخليج العربي أكثر الدول العربية تطورًا في البنية التحتية. وتشهد بعض الدول العربية تصاعدًا ملحوظًا في إنشاء وتطوير البنية التحتية، في حين تفتقد السودان وموريتانيا والصومال واليمن إلى البنية التحتية الأساسية. من ناحية أخرى، تشهد دول مثل ليبيا وسوريا والعراق دمارًا نسبيًا بسبب الحروب الأهلية والنزاعات. وأقيم قطار في سنة 2017 بين تونس والجزائر

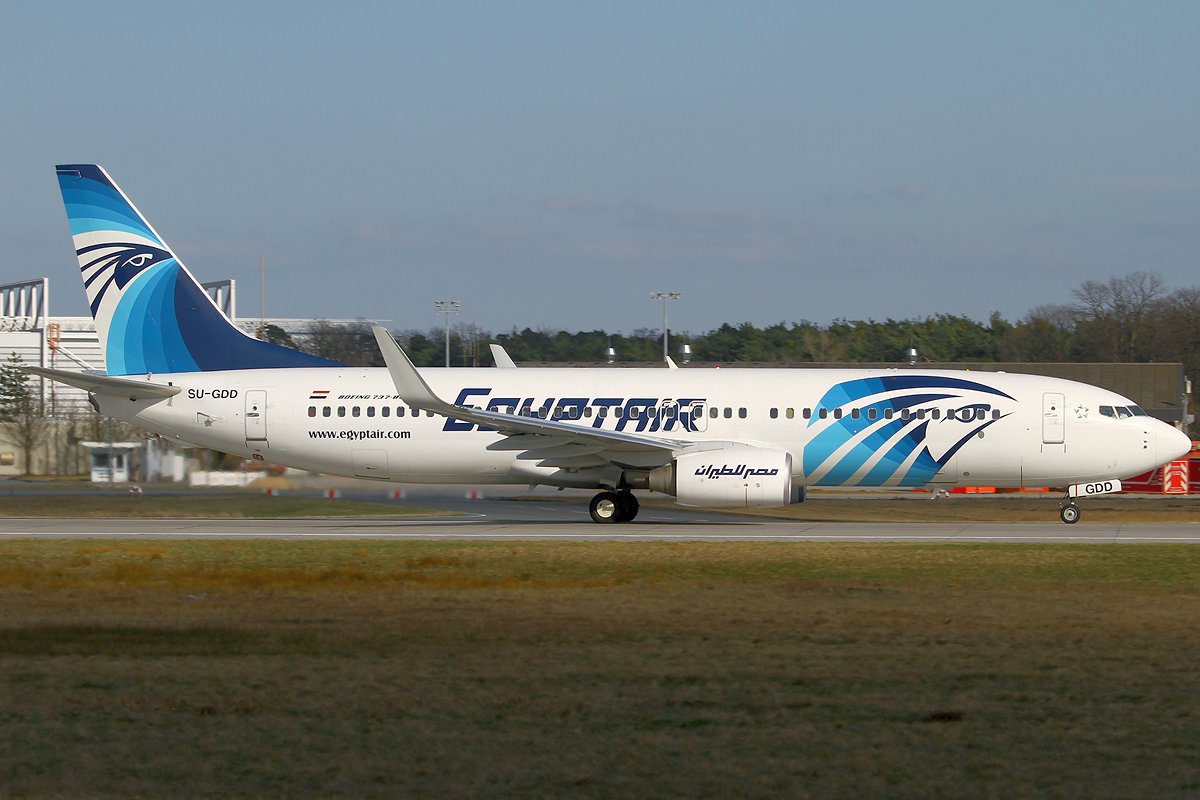
طائرة بوينغ 737-800 تابعة لمصر للطيران في مطار فرانكفورت. (2011)
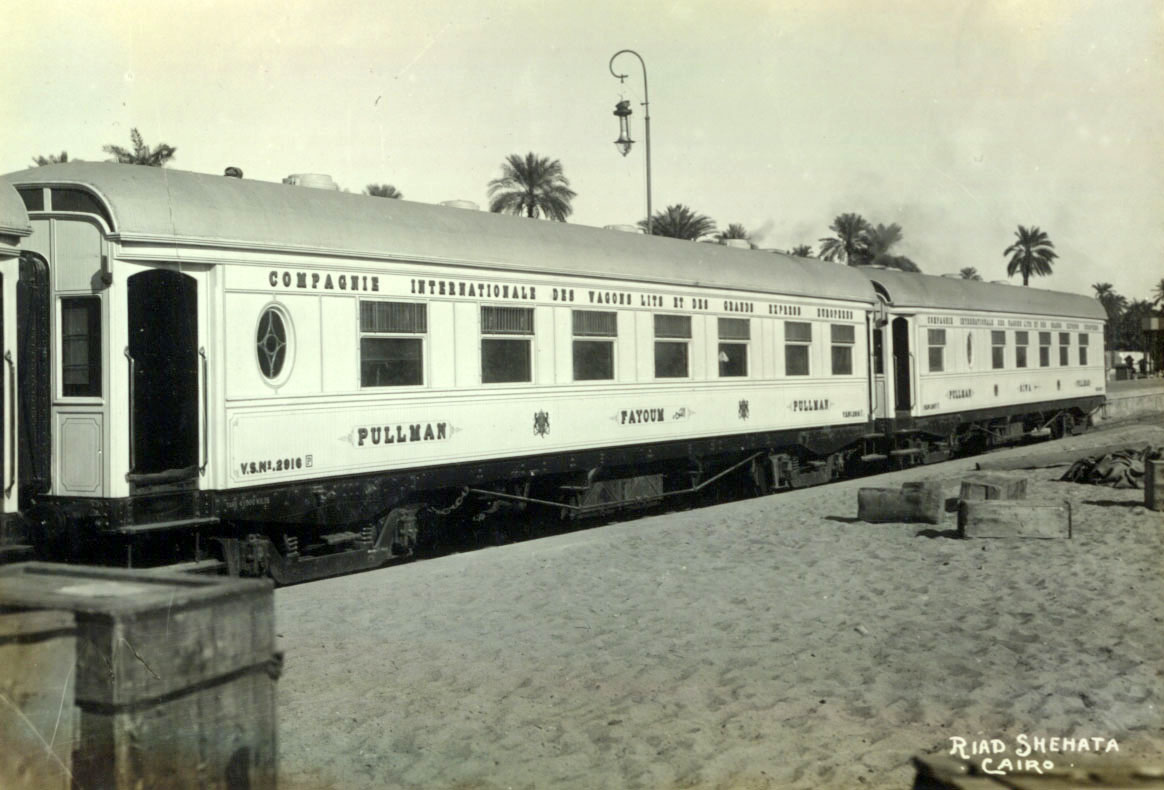
مصر ثاني دولة في العالم استخدمت السكة الحديدية
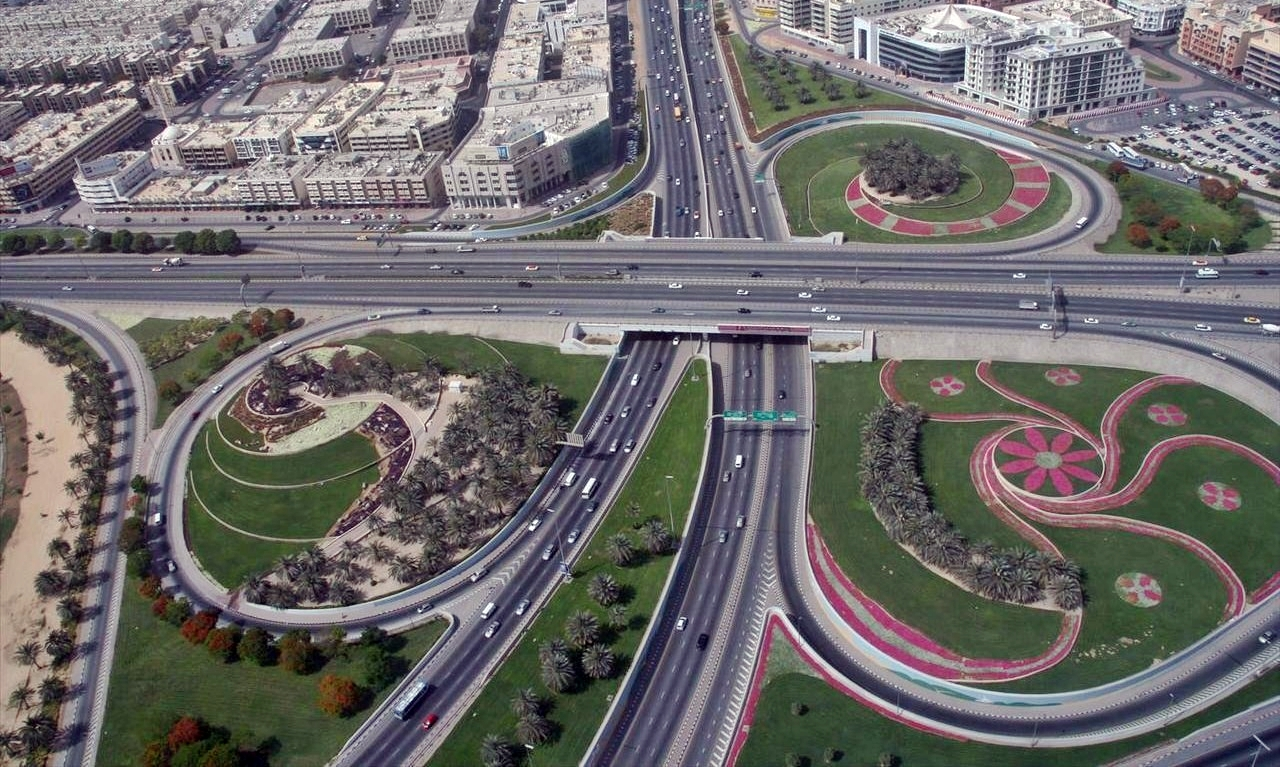
تقاطع طرق في دبي

### النقل الجوي
تطور النقل الجوي في الوطن العربي كثيرًا، ويعود الفضل إلى تطور السياحة في دول مثل مصر وتونس والإمارات العربية المتحدة والسعودية. وغيرها. ويعتبر مطار دبي الدولي أكبر مطار عربي والثاني عشر عالميا، حيث بلغ عدد المسافرين عام 2011 في مطار دبي 29,291,927 مسافر في حين أن العدد لم يتجاوز 10 مليون مسافر عام 1997. حصلت مصر للطيران على جائزة أفضل شركة طيران في قارة أفريقيا للعام 2009. واحتل مطار القاهرة الدولي المركز الثاني لعام 2010 ب 16,148,480 مسافر ومطار شرم الشيخ الدولي المركز الثالث على مستوى القارة الأفريقية.

### النقل البري

#### السكك الحديدية
تحتضن مصر أقدم سكة حديد في الوطن العربي وأفريقيا، والتي بنيت عام 1854 من قبل الخديوي عباس الأول. وهذه الشبكة هي الأكثر شمولًا في الوطن العربي. وتعد أيضًا سكك حديد السودان من أقدم سكك الحديد في الوطن العربي، فقد بدأ إنشاؤها عام 1875 م من مدينة وادي حلفا إلى الخرطوم على يد القوات البريطانية والمصرية ووصل طول الخطوط الحديدية في السودان إلى 4578 كيلومترًا. أما الآن فقد بدأ إنشاء امتدادات جديدة لخطوط سكة الحديد. في عام 1916، أنشأ العثمانيون خط سكة حديد الحجاز الذي ربط دمشق بالحجاز مرورًا بمدن شامية عديدة. يوجد في المغرب العربي خط سوق أهراس-غار الدماء والذي يربط الجزائر مع المغرب وتونس، لكن الخط أغلق بين المغرب والجزائر بسبب التوتر السياسي بين حكام البلدين. لم تقم ليبيا ومصر والسودان بإنشاء خطوط مواصلات فيما بينها. في الجزء الآسيوي، تم ربط جميع الدول العربية تقريبًا بواسطة السكك الحديدية.
في الخليج العربي، استثمرت السعودية وقطر والإمارات 45 مليارا و37 مليارا و22 مليارًا (على التوالي) لإنشاء شبكات سكك حديدية خليجية سيبلغ طولها نحو 2177 كيلومترًا. ففي السعودية أنشئت شبكة قطارات حديثة وسريعة (تسير بسرعة تصل إلى 200 كم/ساعة) وسيلغ مجموع طول الخطوط الداخلية 7200 كم، وستربط الشبكة مناطق السعودية المختلفة والإمارات والأردن.
في سورية توجد شبكة سكك حديدية تربط المدن الرئيسية فهناك خط حلب - اللاذقية وخط حلب - دمشق الذي يمر بحماة وحمص وخط اللاذقية - دمشق الذي يمر بطرطوس وحمص. ربما تعتبر خطوط السكك الحديدية الأكثر تشعبًا تلك التي تربط العراق بسوريا، حيث ترتبط سورية والعراق بخطين حديديين أحدهما يربط حلب بالموصل والآخر يربط طرطوس ببغداد. سكك حديد الجمهورية العراقية التي تمر عبر سوريا إلى تركيا. تعطلت بعض خطوط الشبكات في سورية والعراق بسبب الأحداث الجارية هناك.
توجد مشاريع تكاملية عربية جديدة تحت الإنشاء لتطوير خطوط السكك الحديدية مثل ربط مدينة أبو سمبل في مصر مع مدينة وادي حلفا في السودان.

#### النقل بالحافلات
إضافة إلى سكك الحديد، توجد خطوط حافلات منظمة تربط معظم المدن الرئيسية في المشرق العربي والجزيرة العربية. توقفت بعض الخطوط التي تربط سورية والعراق ببقية بلدان المشرق العربي بسبب الأحداث الجارية في البلدين، والتي أدت إلى تردي الأمن على الطرق وانتشار حالات من السلب والنهب وقطع الطريق والخطف.
يعتبر النقل البري متطورًا في إمارة دبي، فقد أعلنت دبي أنها ستشتري 1616 حافلة للنقل العام ذات مواصفات عالمية والذي بدأ العمل في عام 2008.

### خطوط المترو والقطار الخفيف
أنشئ أول خط عربي لمترو الأنفاق في القاهرة، ومترو القاهرة هو أول خط مترو يتم تسييره في قارة أفريقيا أيضًا[بحاجة لمصدر]، وهو يعد أحد أهم وسائل المواصلات في القاهرة. كان مترو الجزائر ثاني شبكة لقطار الأنفاق في الوطن العربي، حيث وضعت خطط المشروع في أواسط الثمانينيات من القرن العشرين وتأخرت بداية الأشغال فيه حتى عام 1993 وكان تقدمها بطيئًا بسبب انهيار أسعار النفط وتدهور الوضع الأمني في الجزائر ولم يبدأ تشغيل القطارات في المشروع إلا في عام 2011. وفي عام 2009، أقيم مترو دبي الذي يشكل حلقة ربط رئيسية مع مطار دبي الدولي. وضمن استعدادات قطر لكأس العالم 2022 أقيمت شبكة مترو من ثلاثة خطوط لربط المدينة والمطار والملاعب.

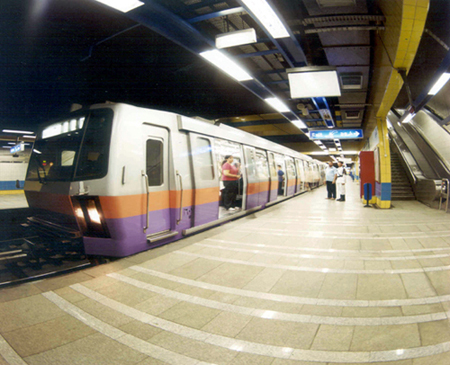
مترو القاهرة الخط الثاني
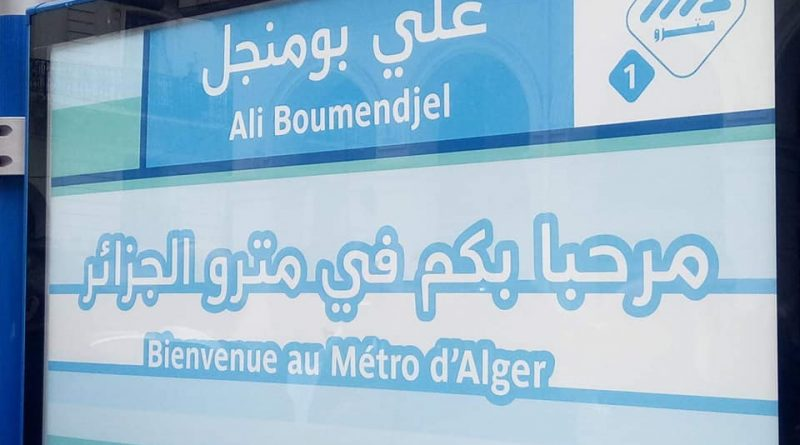
مترو الجزائر
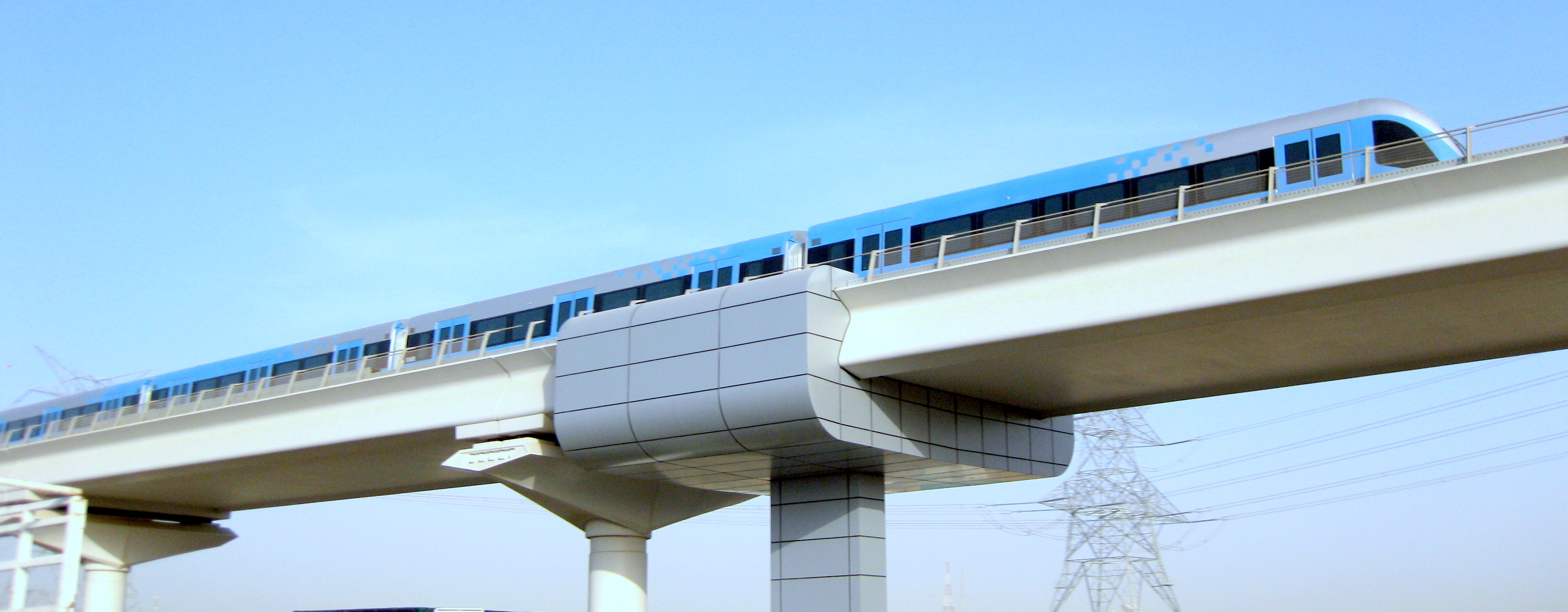
أول قطار في شبكة مترو دبي سنة 2009
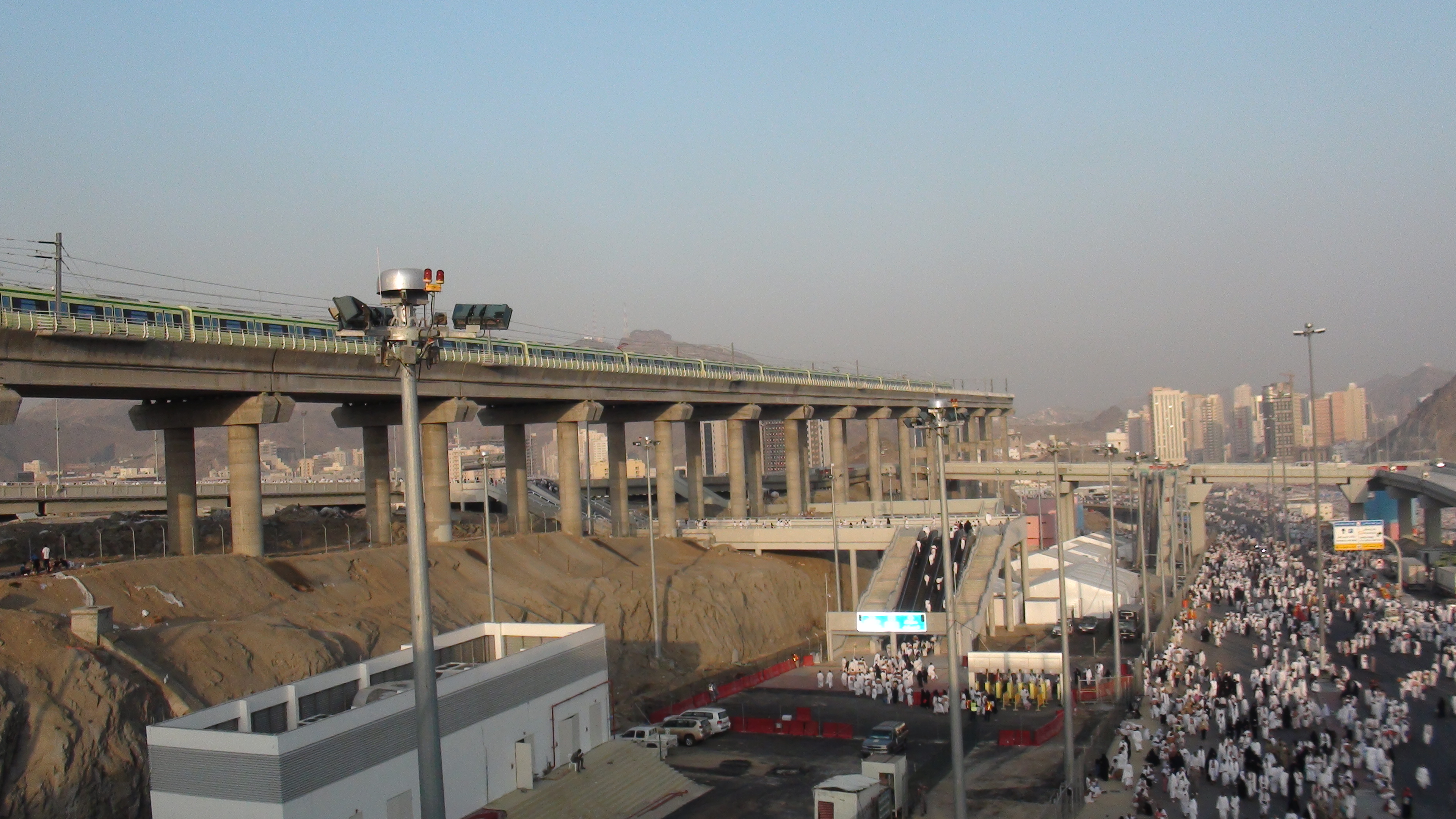
قطار الحرمين السريع

مشاريع النقل الخفيف في الوطن العربي قديمة، حيث وجدت كثير من شبكات الترامواي في مدن الوطن العربي مثل حلب والجزائر. كان ترامواي حلب الكهربائي من أوائل خطوط النقل العام في الوطن العربي، فقد بدأ تشغيله عام 1929 وتوقف عام 1963 بسبب منافسة الحافلات له. أنشئت عام 1983 في تونس شبكة المترو الخفيف لمدينة تونس لخدمة المدينة وضواحيها. في الدار البيضاء توجد شبكة البيضاوي، وهو قطار خفيف ذو خط واحد يربط وسط المدينة بضواحيها والمطار بطول 32 كم. إضافة إلى ذلك، توجد خطة لإنشاء مترو في الدار البيضاء تأخر تنفيذها منذ ثمانينيات القرن الماضي. هناك أيضًا خطوط قطار خفيف حديث أنشئت بين عمان والزرقاء. وتوجد كذلك شبكة ترامواي في مدينتي الرباط والدار البيضاء.

### الجسور والموانئ
يوجد العديد من الجسور في الوطن العربي أهمها: جسر مديرج في لبنان وهو الأعلى في الشرق الأوسط والذي يبلغ ارتفاعه نحو سبعين مترًا وطوله البالغ نحو كيلومتر، جسر الملك فهد (25,000 متر)، جسر المحبة، معبر الشيخ راشد بن سعيد (1,600 متر)، جسر الملك عبد الله، جسر القرن الإفريقي. توجد أيضًا الكثير من الجسور المحلية على الأنهار في مصر والسودان وسورية والعراق.

## الخدمات

### التعليم

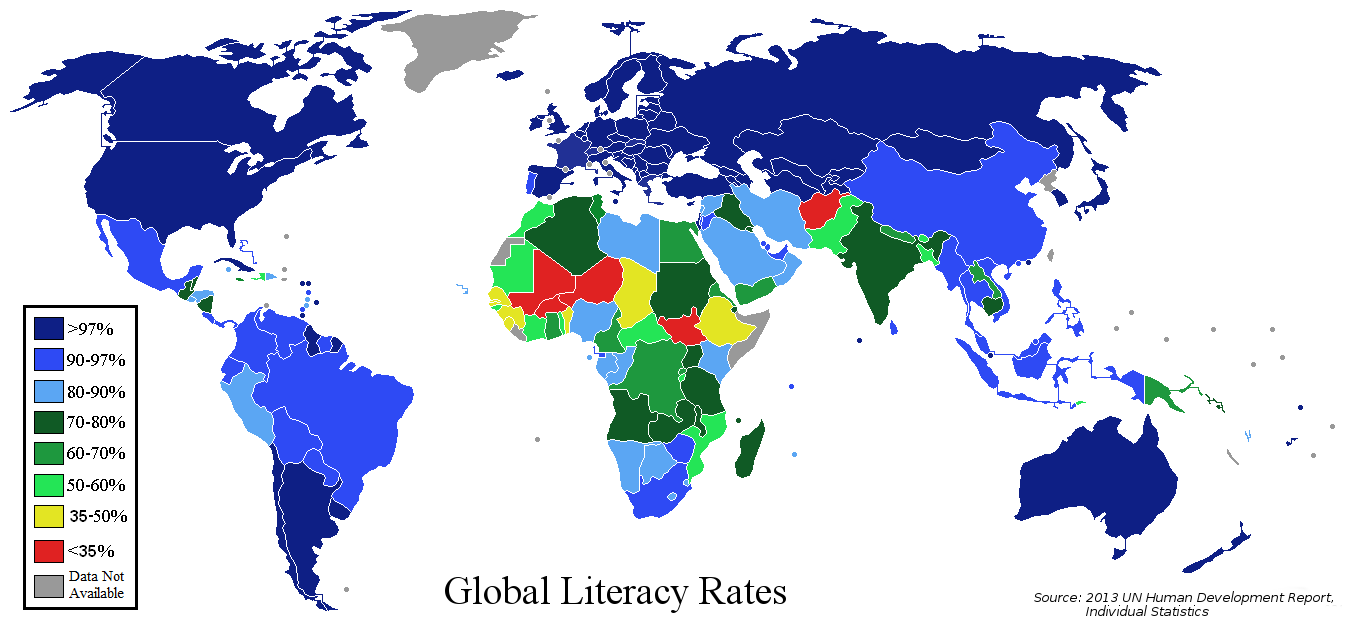
خريطة للعالم تبين نسبة محو الأمية بالوطن العربي

في عام 2009، بلغت نسبة الملتحقين بالتعليم الابتدائي 98% وبالتعليم الثانوي 73,6%. وبناءً على تقرير للبنك الدولي فإن نوعية التعليم في الوطن العربي تتراجع مقارنة مع المناطق الأخرى، وهي تحتاج إلى إصلاح عاجل. جاء في التقرير أيضًا أن الدول العربية قد جعلت تحسين التعليم على رأس أولوياتها، لأن ذلك يسير جنبًا إلى جنب مع التنمية الاقتصادية. ولكن المنطقة لم تشهد زيادة في محو الأمية والالتحاق بالمدارس، عكس آسيا وأميركا اللاتينية. جاءت كل من جيبوتي واليمن والعراق وموريتانيا أسوأ الإصلاحيين في المجال التعليمي، أما الأردن والكويت فخطت خطوات في الإصلاح التعليمي. أما في قطر، فقد كشف الصندوق القطري النقاب عن تمويل 145 مشروعًا بحثيًا من 14 مؤسسة قطرية، بالتعاون مع 134 مؤسسة بحثية عالمية من 25 دولة في جميع المجالات الرئيسية للبحوث: الصحة والطب، التكنولوجيا وتقنية المعلومات، العلوم الاجتماعية، العلوم الزراعية، العلوم الطبيعية، الإنسانيات.
بلغت نسبة الأمية 30% من 300 مليون نسمة في الوطن العربي، بناءً على تقرير في كانون الثاني من المنظمة العربية للتربية والثقافة والعلوم في تونس. سجلت أفضل نسب التعلم (من الأشخاص الذين يجيدون القراءة والكتابة) في الكويت وفلسطين (بنسبة 94,5% و94,1% على التوالي) في حين كانت أدنى النسب في اليمن وموريتانيا (54,1% و51,2% على التوالي)
تسعى مصر إلى تطوير المستوى التعليمي لذلك تدرس تطبيق فكرة التجربة التركية في التعليم المهني. من المؤسسات الفعالة والهادفة لتطوير التعليم في مصر مؤسسة زويل البحثية، وسيكون للمعاهد البحثية/التعليمية التأسيسية طابع خاص لتمثل أقصى ما انتهى إليه العلم والبحث العلمي في القرن الحادي والعشرين، في مجالات الطب الجيني، والطاقة ومصادر المياه، وتكنولوجيا الفمتو والنانو (بالإنجليزية: femto- and nanotechnology) وتكنولوجيا المعلومات وغيرها.
من المؤسسات التعليمية الكبيرة والتي تهدف إلى تطوير المستوى التعليمي على مستوى الوطن العربي: اتحاد الجامعات العربية، المجلس الدولي للغة العربية، المنظمة العربية للتربية والثقافة والعلوم.
أما على مستوى التعليم الجامعي، فمن السلبيات الكبرى أن جميع الأقطار العربية باستثناء سوريا تستعمل اللغة الإنجليزية أو الفرنسية (في بلاد المغرب العربي) كلغة للتدريس، خصوصًا عند تدريس المواد العلمية. يدل هذا على ضعف وقلة المصادر العلمية المكتوبة بالعربية والاستهتار بها. في أحدث دراسة لقياس جودة التعليم الجامعي نشرت في تموز عام 2012، حصلت ثلاث جامعات سعودية على المراكز الأولى على المستوى العربي (أولها جامعة الملك سعود في المركز الأول عربيًا و237 عالميًا)، تلتها جامعة القاهرة فالجامعة الأميركية في بيروت وجامعة النجاح في نابلس وجامعة عين شمس.

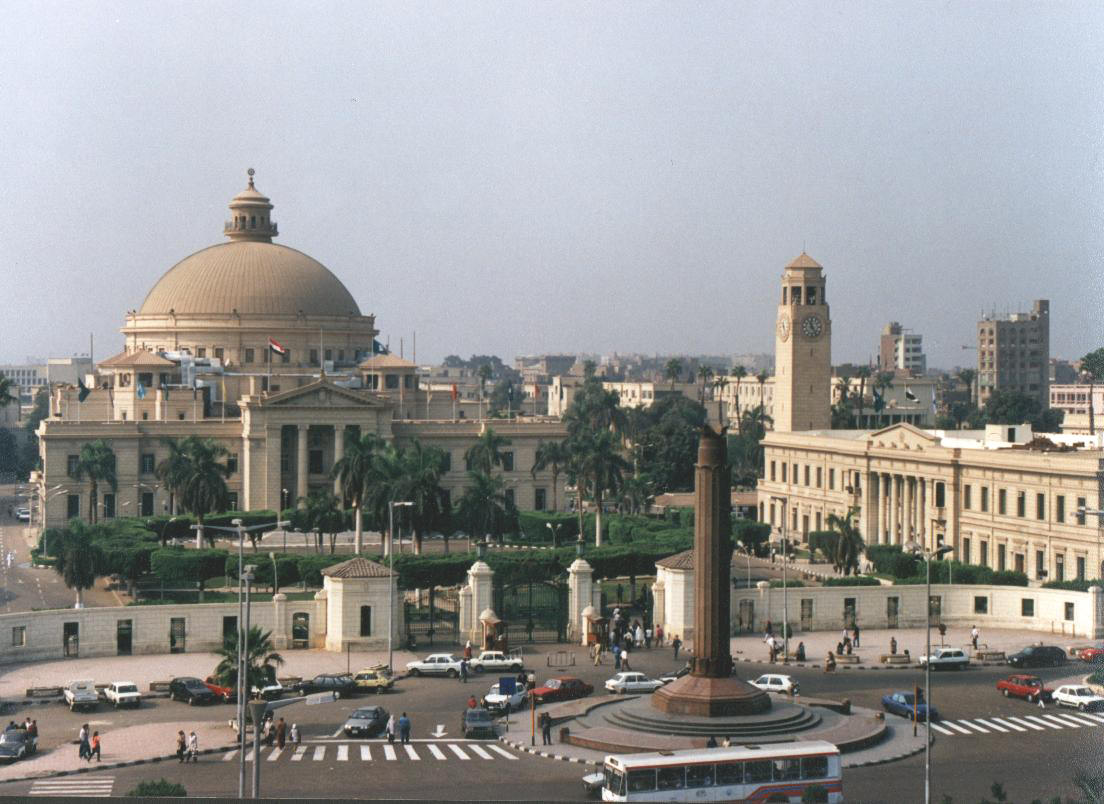
جامعة القاهرة
جامعة النجاح بنابلس
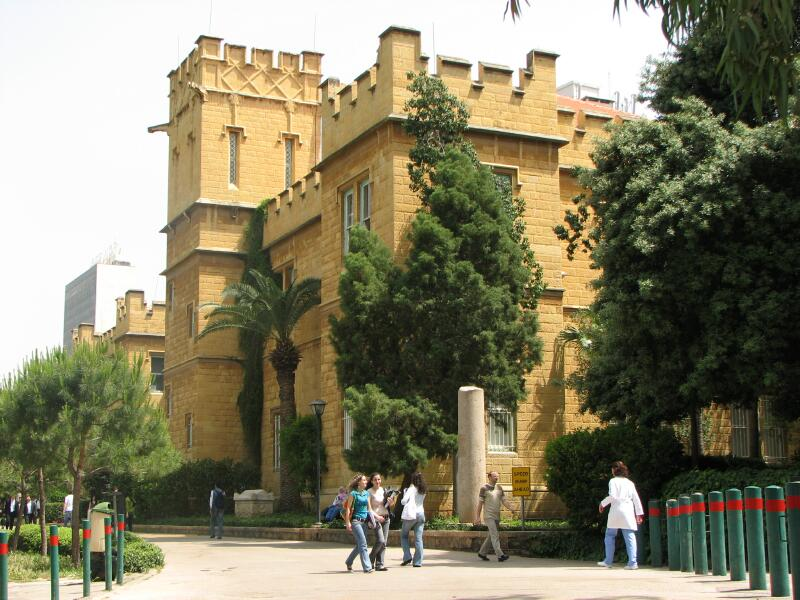
الجامعة الأمريكية في بيروت
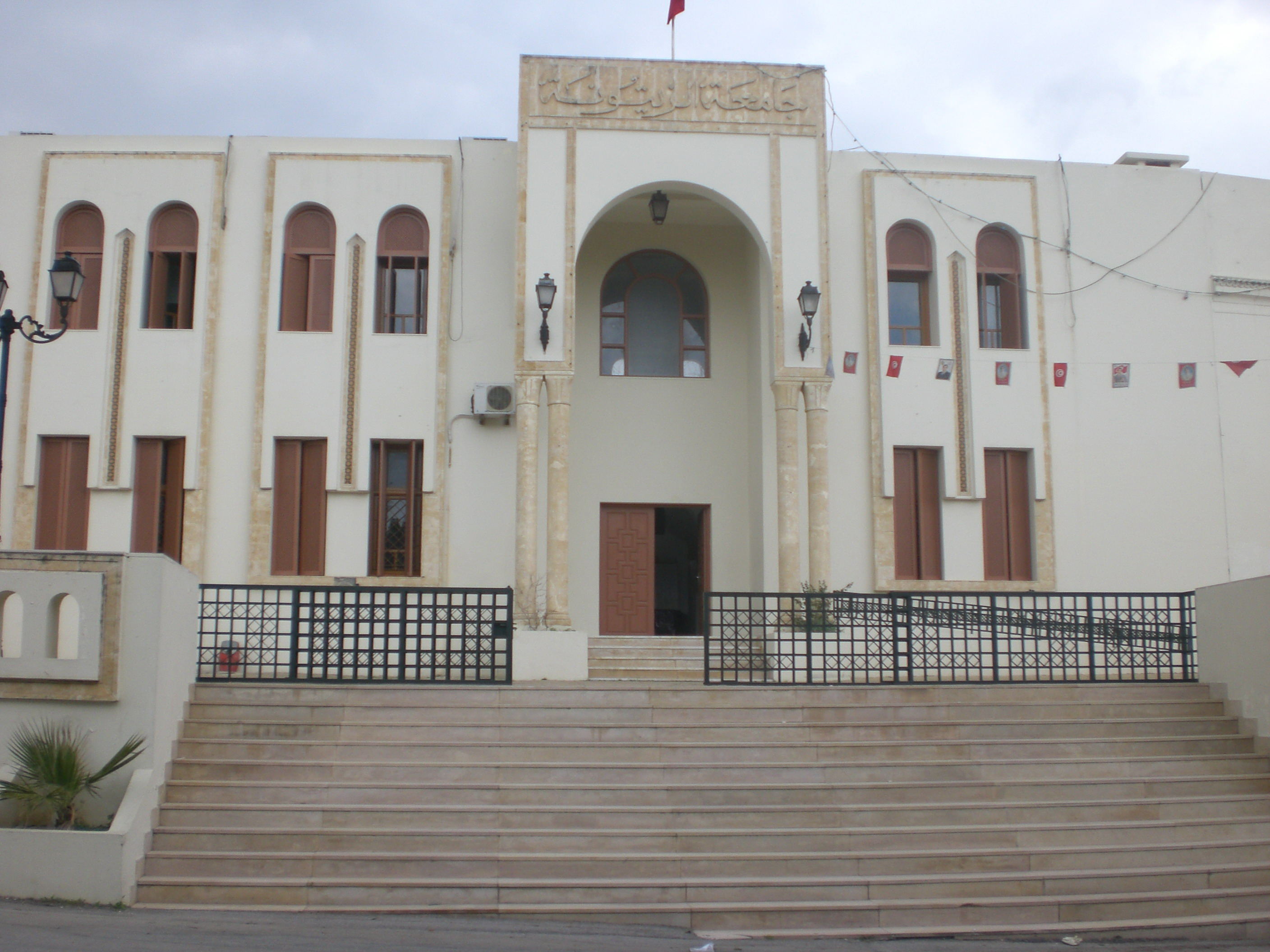
جامعة الزيتونة بتونس
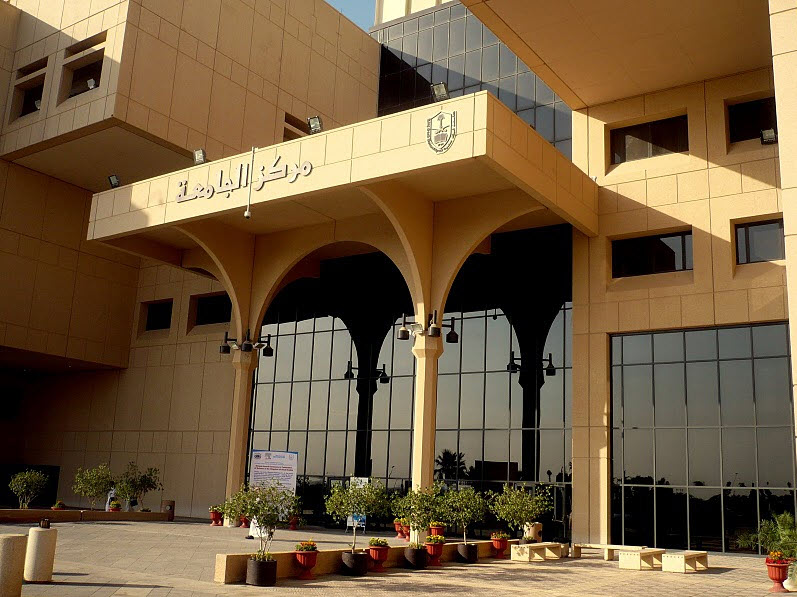
جامعة الملك سعود بالرياض
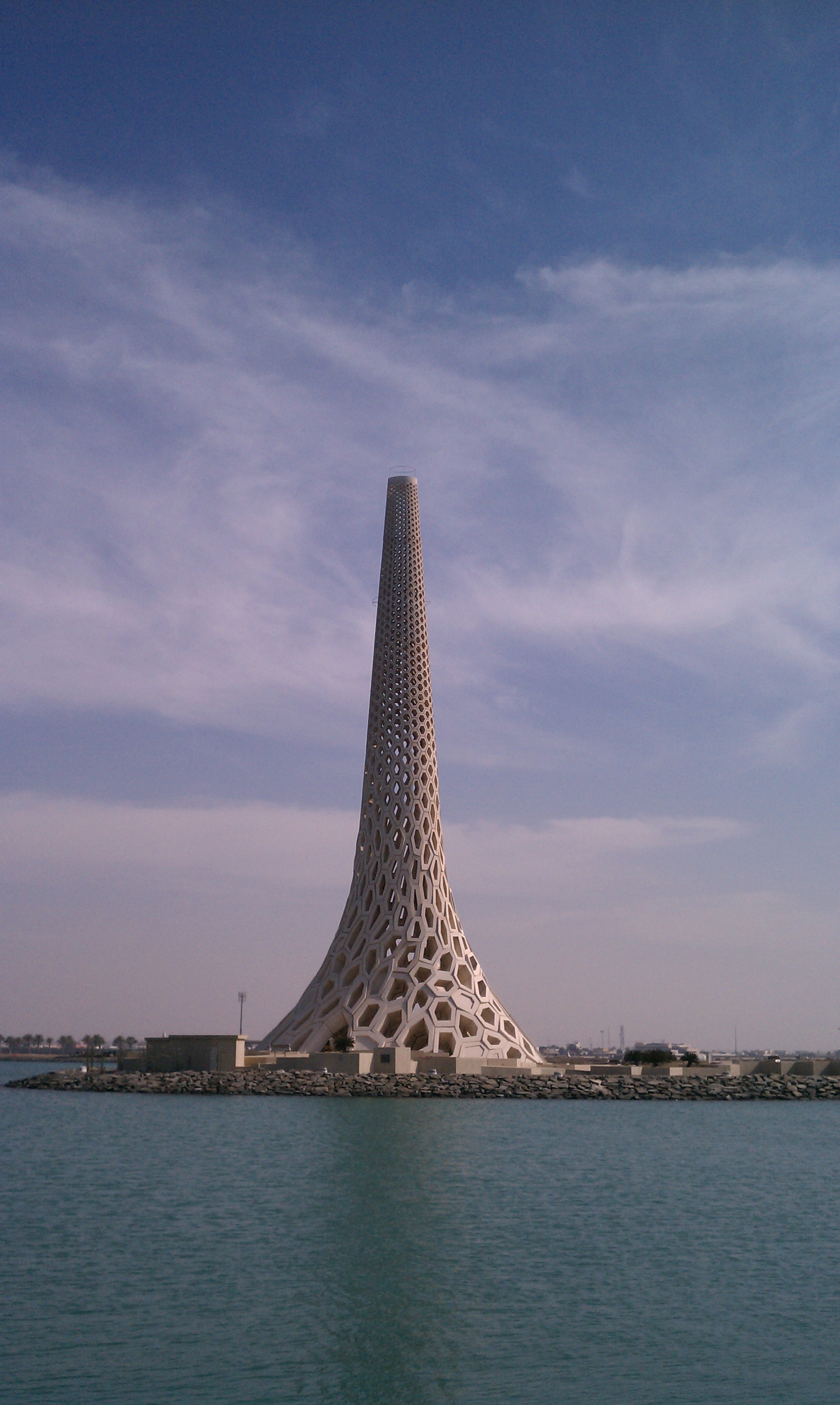
جامعة كاوست العالمية بجدة
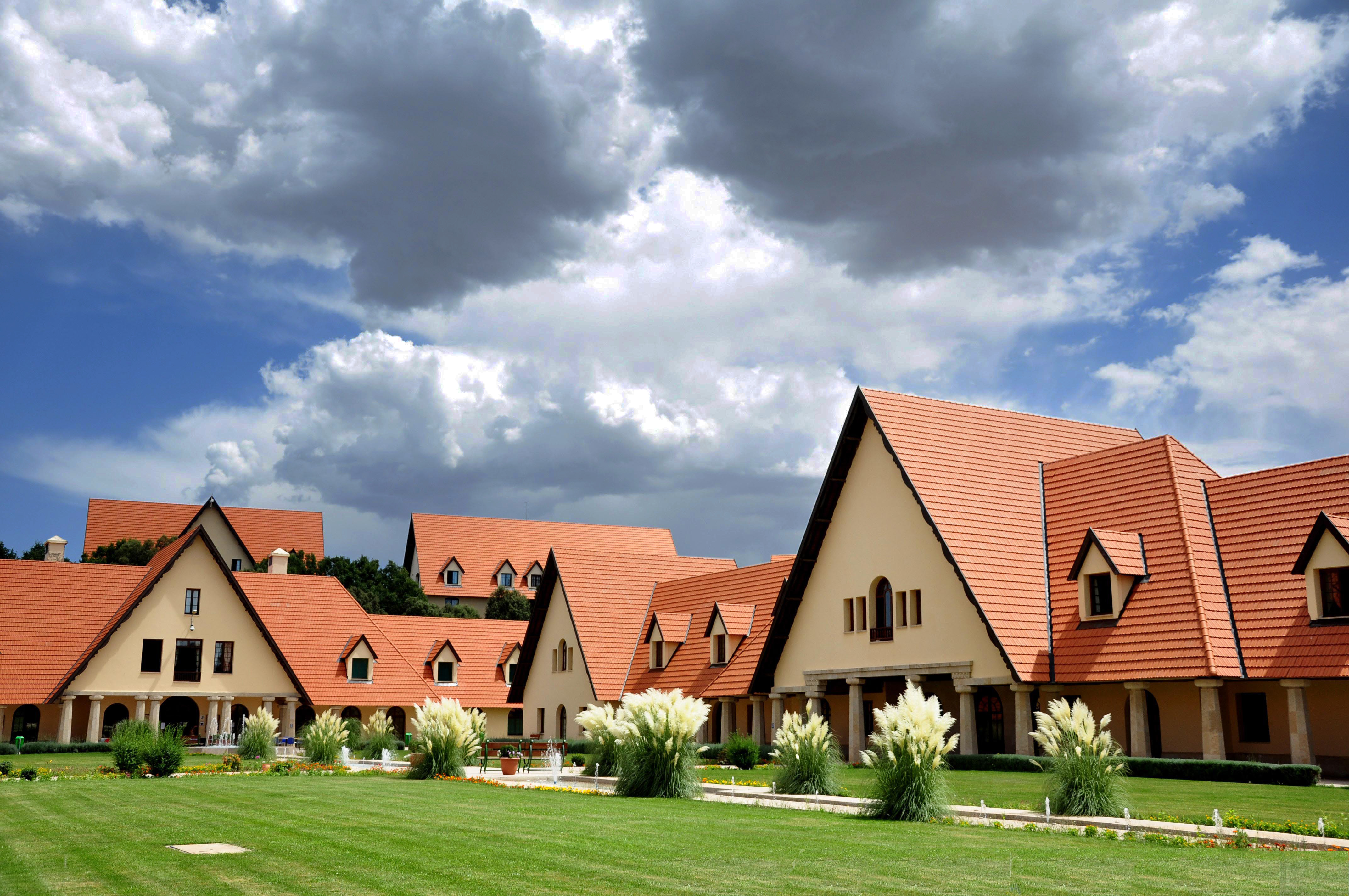
جامعة الأخوين، إفران، المغرب

### الماء والكهرباء
تعاني مناطق كثيرة في الوطن العربي من غياب شبكات مياه الشرب أو نقص في إمدادات المياه. أشار تقرير حديث صدر عن المجلس العربي للمياه في أيار 2015 أن 83 مليون عربي لا يحصلون على مياه شرب نظيفة. وكان تقرير سابق صادر عن برنامج الأمم المتحدة الإنمائي قد أشار إلى حصة الفرد من المياه في 12 دولة عربية تقل عن مستوى الندرة الحادة التي حددته منظمة الصحة العالمية. وحدد التقرير سوء إدارة الموارد المائية كأحد أهم أسباب أزمة المياه العربية.

## الدول العربية

### جزيرة العرب

#### المملكة العربية السعودية

الرياضالرياض
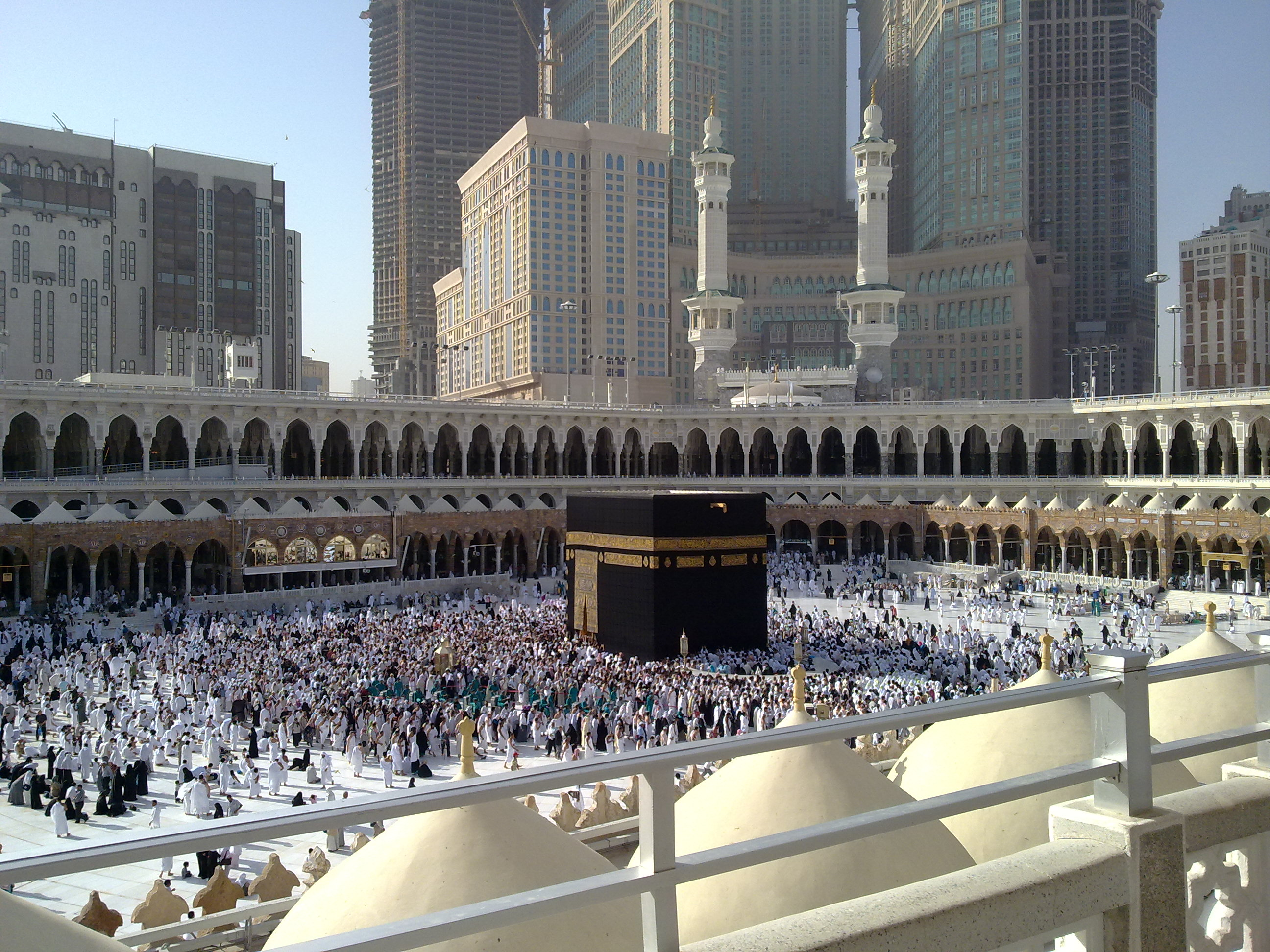
مكة المكرمة
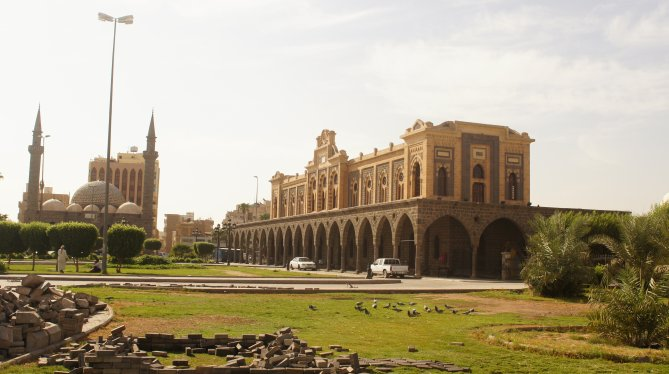
المدينة المنورة
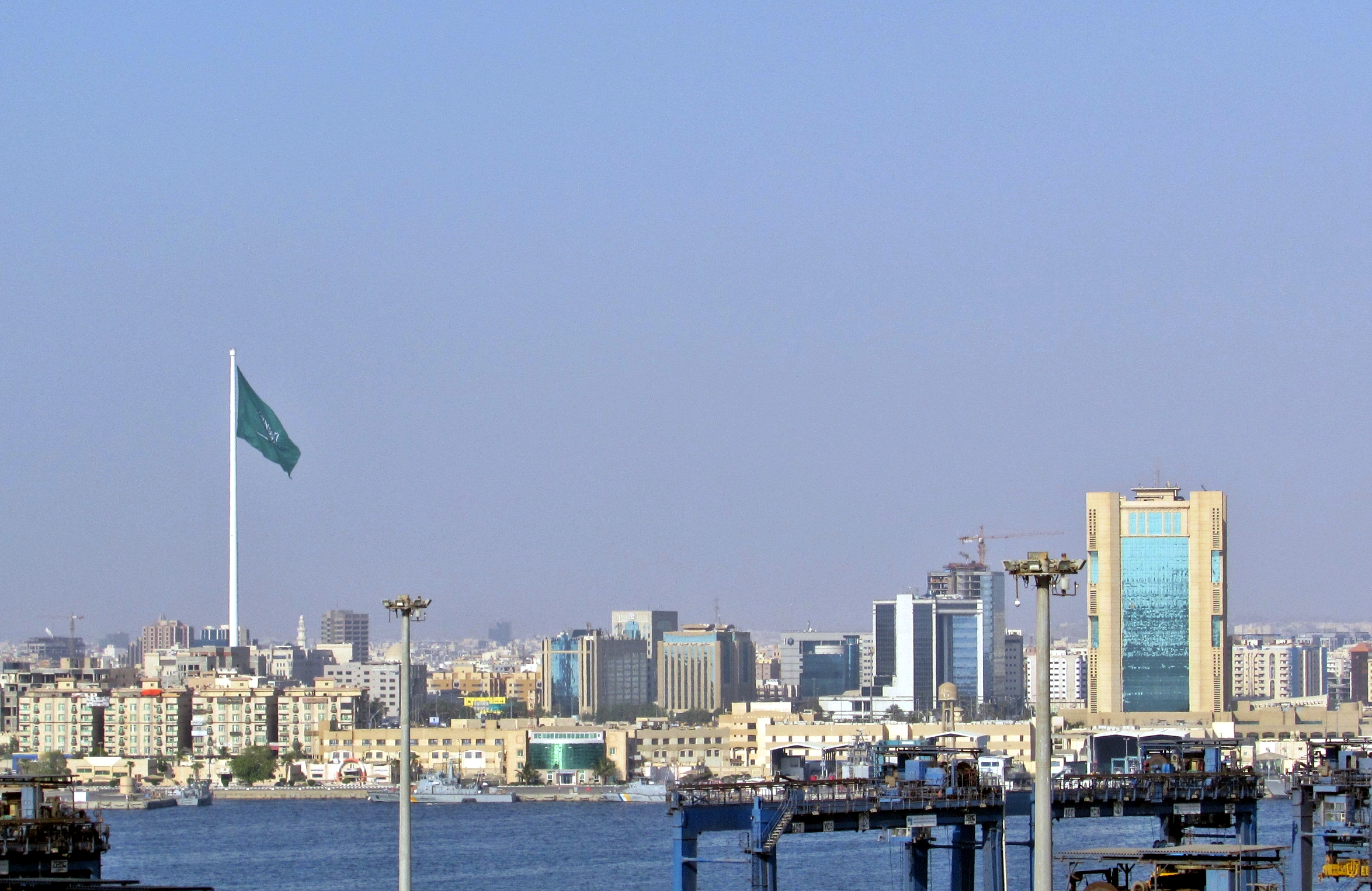
جدة
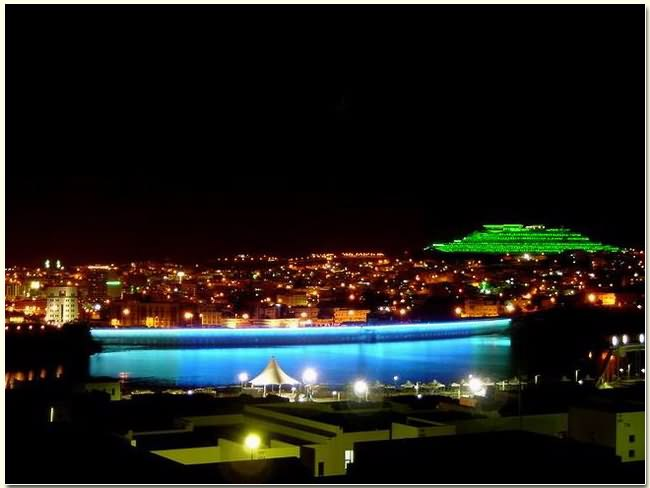
أبها
الخبرالخبر
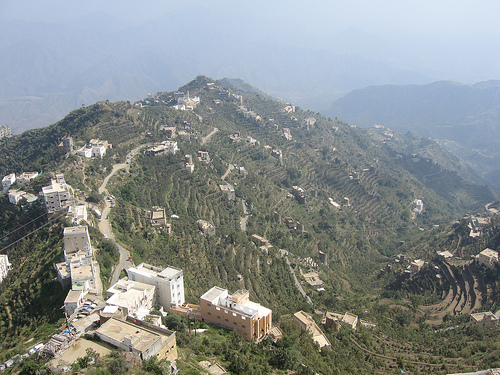
فيفاء
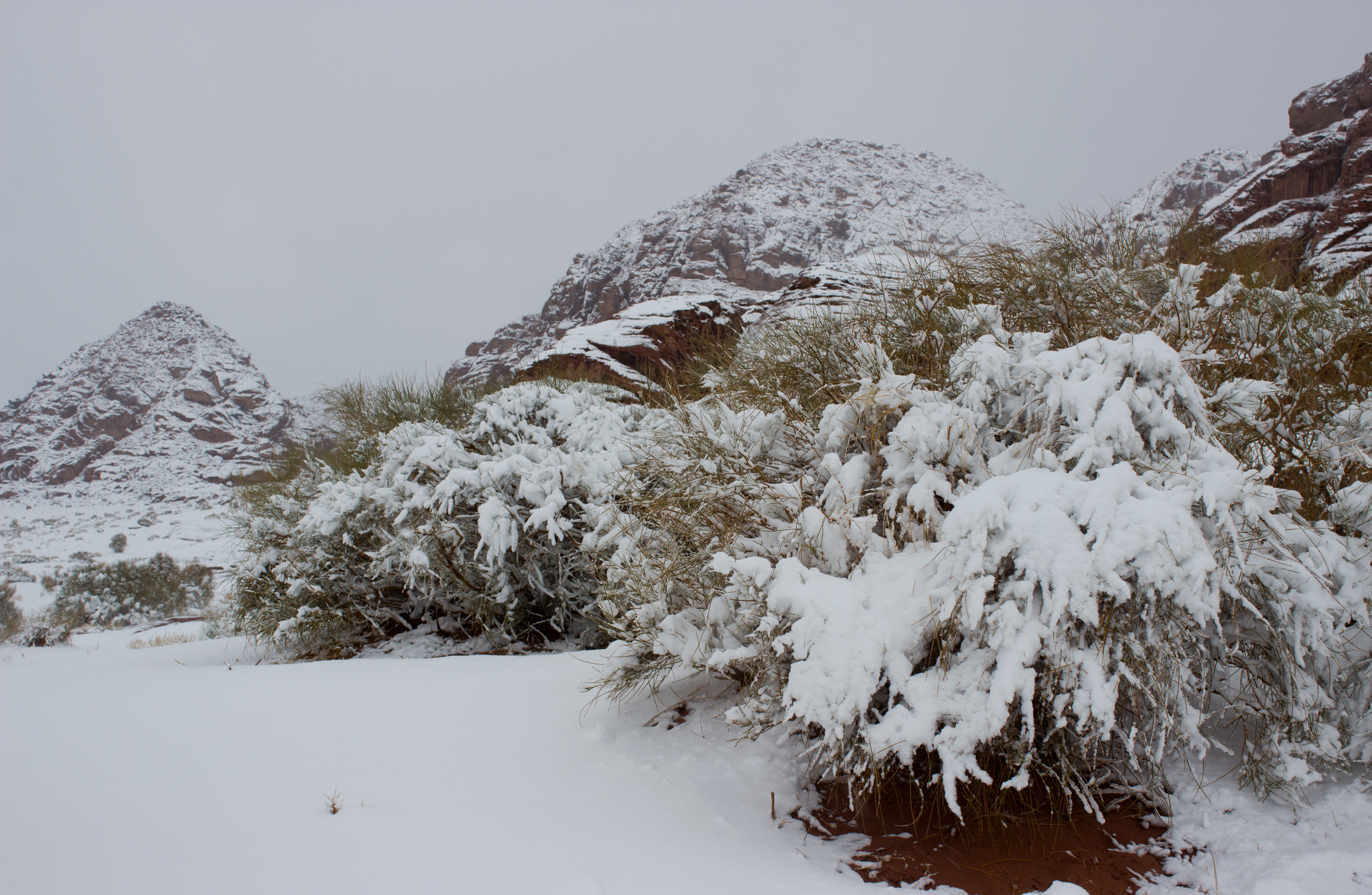
تبوك

السعودية ورسميًا المملكة العربية السعودية هي دولة تقع وسط شبه الجزيرة العربية وتشكل الجزء الأكبر من شبه الجزيرة العربية إذ تبلغ مساحتها حوالي مليوني كيلومتر مربع. يحدها من الشمال العراق والأردن وتحدها الكويت من الشمال الشرقي، ومن الشرق تحدها كل من قطر والإمارات العربية المتحدة بالإضافة إلى البحرين التي ترتبط بالسعودية من خلال جسر الملك فهد الواقع على الخليج العربي، ومن الجنوب تحدها اليمن، وسلطنة عمان من الجنوب الشرقي، كما يحدها البحر الأحمر من جهة الغرب.
تتمتع السعودية بوضع سياسي واقتصادي مستقر في العموم واقتصادها نفطي إذ أنها تمتلك ثاني أكبر احتياطي للبترول وسادس احتياطي غاز، وأكبر مصدر نفط خام في العالم والذي يشكل قرابة 90% من الصادرات، وتحتل المملكة المرتبة التاسعة عشر من بين أكبر اقتصادات العالم وهي خامس أكبر مساهم في صندوق النقد الدولي والبنك الدولي، وتملك حق نقض فيتو بقوة 3% في صندوق النقد الدولي.
وتُعتبر السعودية من القوى المؤثرة سياسيًا واقتصاديًا في العالم، لمكانتها الإسلامية وثروتها الاقتصادية وتحكمها بأسعار النفط وإمداداته العالمية ووجودها الإعلامي الكبير المتمثل في عدد من القنوات الفضائية والصحف المطبوعة.
ويوجد بها المسجد الحرام الواقع في مكة المكرمة، والمسجد النبوي في المدينة المنورة، واللذان يعدان أهم الأماكن المقدسة عند المسلمين.
والسعودية عضو في مجلس التعاون لدول الخليج العربية وجامعة الدول العربية والأمم المتحدة وحركة عدم الانحياز ورابطة العالم الإسلامي ومنظمة التعاون الإسلامي ومجموعة العشرين وصندوق النقد الدولي ومنظمة التجارة العالمية ومنظمة الدول المصدرة للنفط (أوبك).
يشكل اقتصاد المملكة أكبر اقتصاد للسوق الحرة في منطقة الشرق الأوسط وشمال أفريقيا حيث تحتفظ المملكة بحصة قدرها 25% من الناتج المحلي الإجمالي لتلك الدول مجتمعة، ويمثل النفط العصب الرئيسي للاقتصاد السعودي حيث تحتل المملكة المرتبة الثانية عالميًا في احتياطي البترول والأولى في الإنتاج والتصدير وتمتلك 25% من إجمالي الاحتياطي العالمي للبترول، وللمملكة موارد طبيعية أخرى من المواد الخام الصناعية والمعادن مثل البوكسيت والحجر الجيري والجبس والفوسفات وخام الحديد، وحقق الاقتصاد السعودي في نهاية يوليو عام 2014م / 1435 هـ المركز الثالث كأكبر اقتصاد عالمي في اجمالي الأصول الاحتياطية حيث بلغ اجمالي الاحتياطات بما فيها الذهب 738 مليار دولار بعد الصين واليابان، واحتل أيضًا المركز الثالث عالميًا في فائض الحساب الجاري حيث بلغ فائض الحساب 132 مليار دولار بعد ألمانيا والصين، ويصنف الاقتصاد السعودي ضمن أكبر 20 اقتصاد في العالم.

#### الجمهورية اليمنية

صنعاءصنعاء
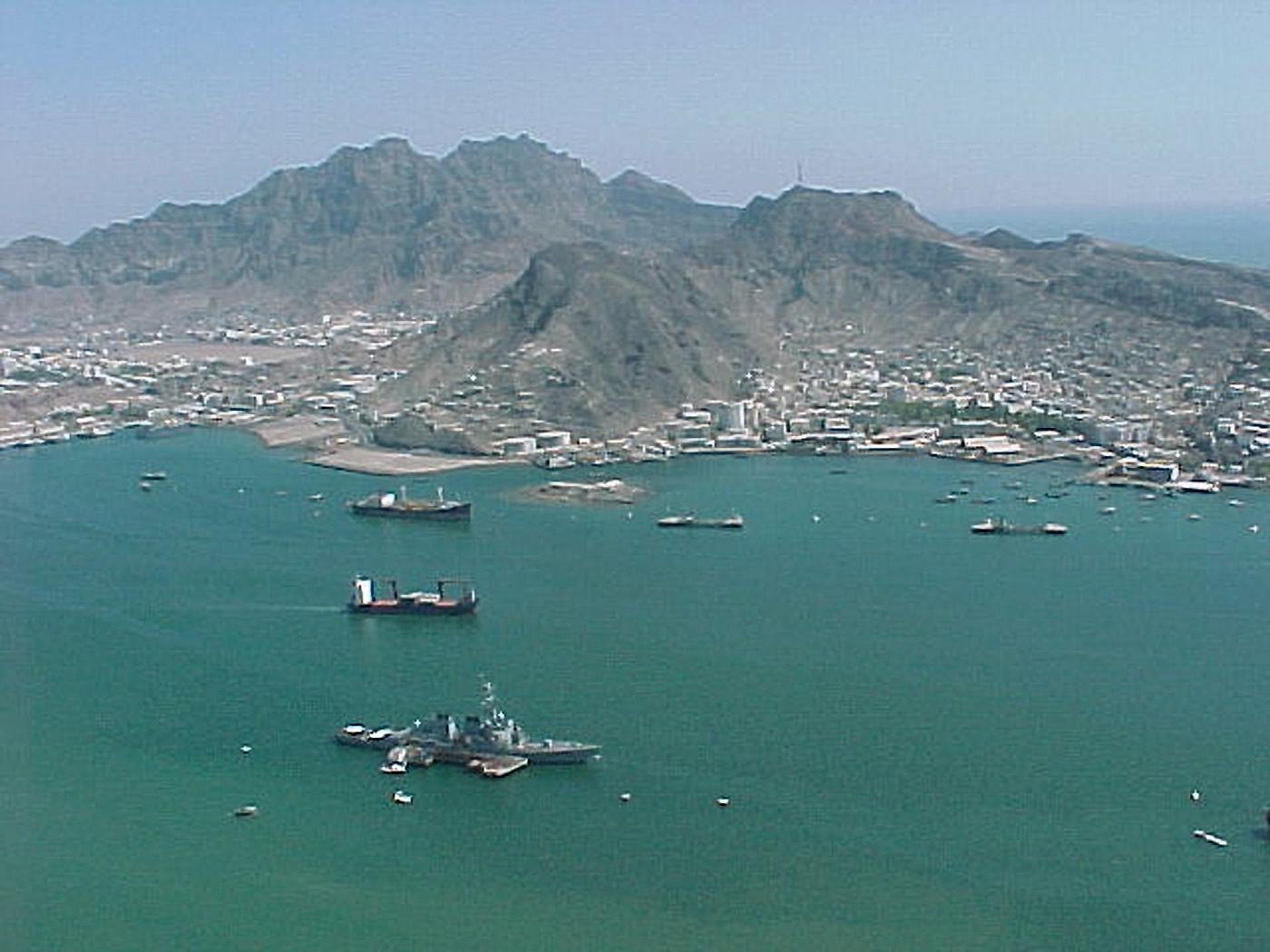
عدن
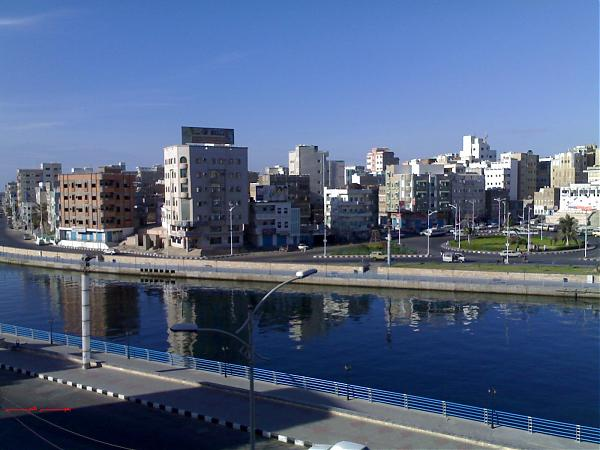
المكلا
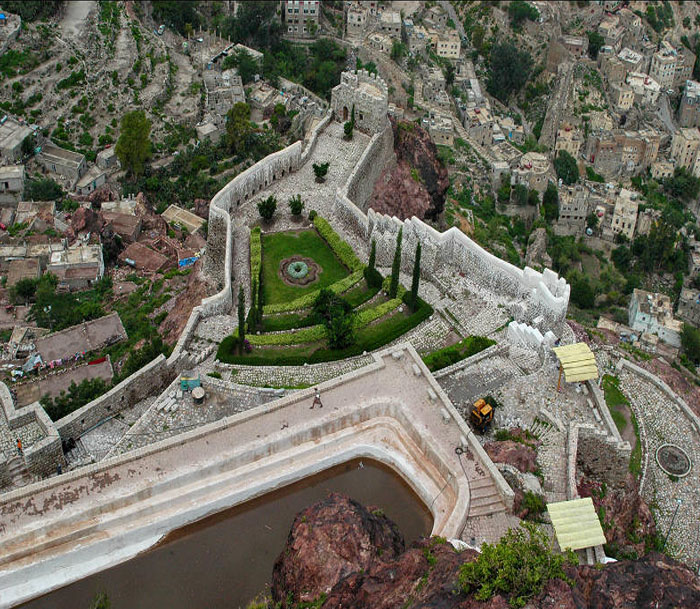
تعز
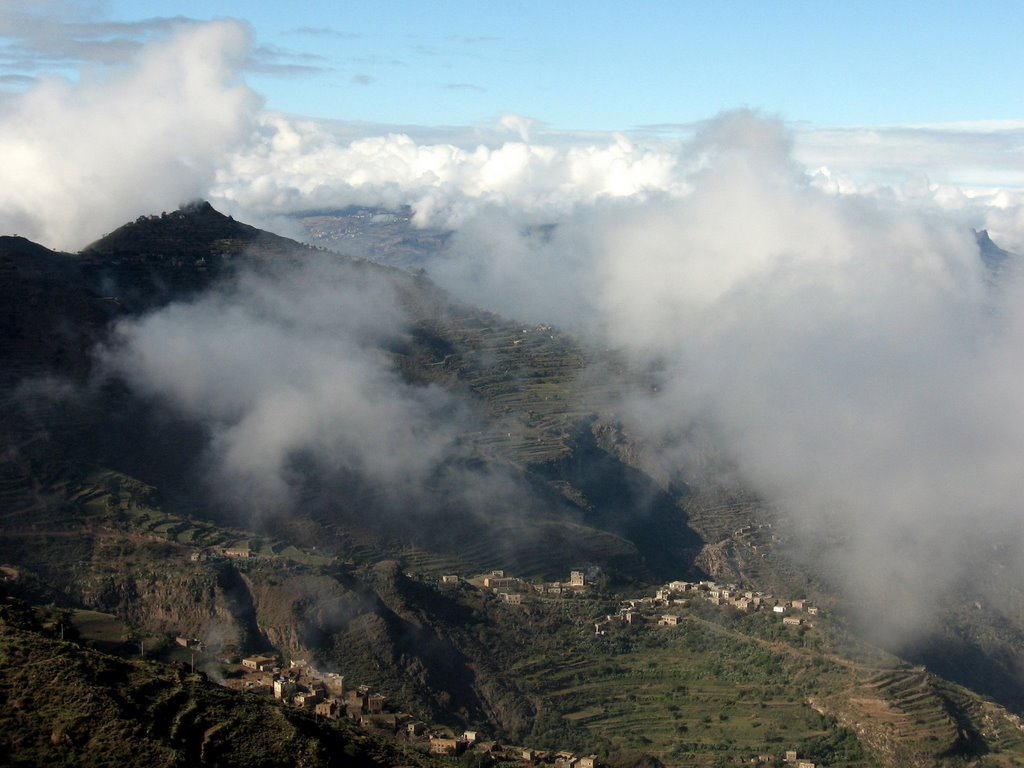
إب
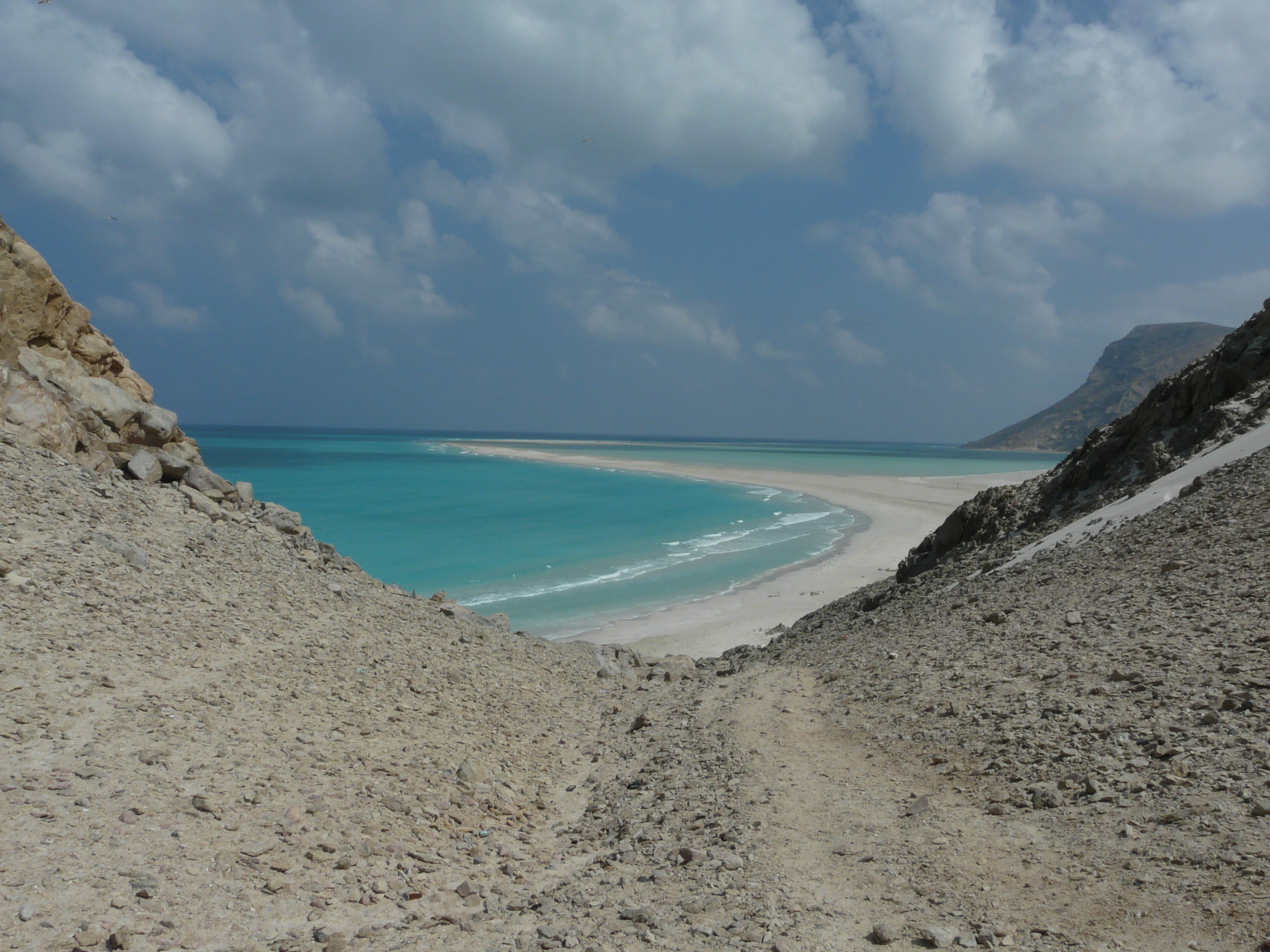
سقطرى

اليمن ورسميًا الجمهورية اليمنية دولة تقع جنوب غرب شبه الجزيرة العربية في غربي آسيا. تبلغ مساحتها حوالي 555,000 كيلو متر مربع، يحد اليمن من الشمال السعودية ومن الشرق سلطنة عمان لها ساحل جنوبي على بحر العرب وساحل غربي على البحر الأحمر. عاصمته هي صنعاء، ولدى اليمن أكثر من 200 جزيرة في البحر الأحمر وبحر العرب أكبرها جزيرة سقطرى وحنيش. هي الدولة الوحيدة في الجزيرة العربية ذات نظام جمهوري. 
ينص الدستور اليمني على ديمقراطية الدولة وإقرارها التعددية الحزبية والسياسية وتبنيها نظام اقتصادي حر والالتزام بالمواثيق والعهود الدولية المنصوص عليها في الإعلان العالمي لحقوق الإنسان وأن الشريعة الإسلامية هي المصدر الأساسي للتشريع. اليمن عضو في جامعة الدول العربية من 1945 والأمم المتحدة من 1947 وحركة عدم الانحياز ومنظمة التعاون الإسلامي.
تاريخ اليمن القديم يبدأ من أواخر الألفية الثانية ق.م حيث قامت مملكة سبأ ومَعيَّن وقتبان وحضرموت وحِميَّر وكانوا مسؤولين عن تطوير أحد أقدم الأبجديات في العالم وهي ما عرف بخط المسند، عدد النصوص والكتابات والشواهد الأركيولوجية في اليمن أكثر من باقي أقاليم وأقطار شبه الجزيرة العربية، أطلق عليها الروم تسمية العربية السعيدة. وقامت عدة دول في اليمن في العصور الوسطى مثل الدولة الزيادية الدولة اليعفرية والإمامة الزيدية والدولة الطاهرية وأقواها كانت الدولة الرسولية. استقل ما عُرف بشمال اليمن عن الدولة العثمانية عام 1918 وقامت المملكة المتوكلية اليمنية إلى إسقاطها عام 1962 وقيام الجمهورية العربية اليمنية، بينما بقي جنوب اليمن محمية بريطانية إلى العام 1967 وقيام جمهورية اليمن الديمقراطية الشعبية. تحققت الوحدة اليمنية بين الجمهورية العربية اليمنية وجمهورية اليمن الديمقراطية الشعبية في 22 مايو 1990.

#### الإمارات العربية المتحدة

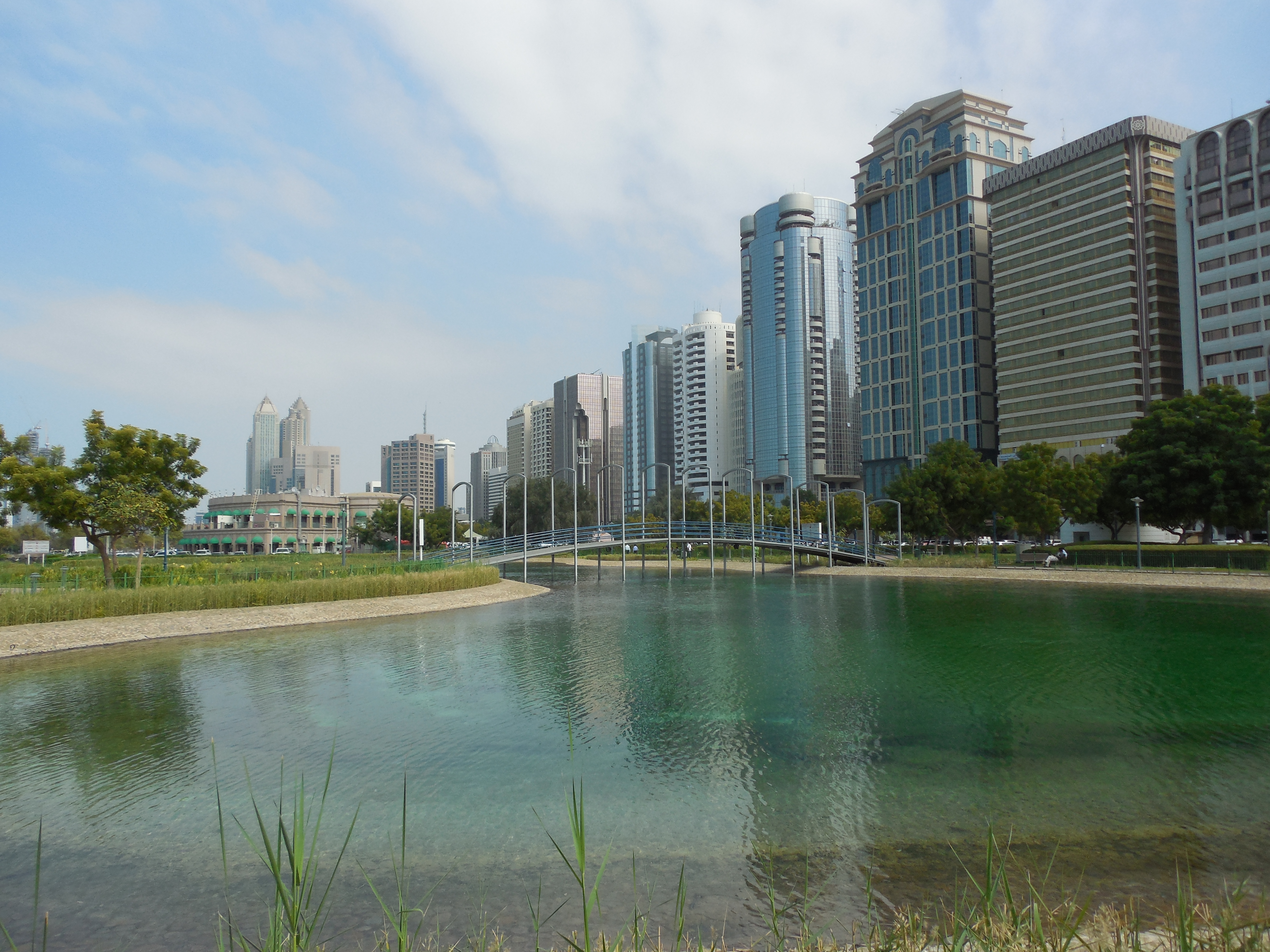
أبوظبي
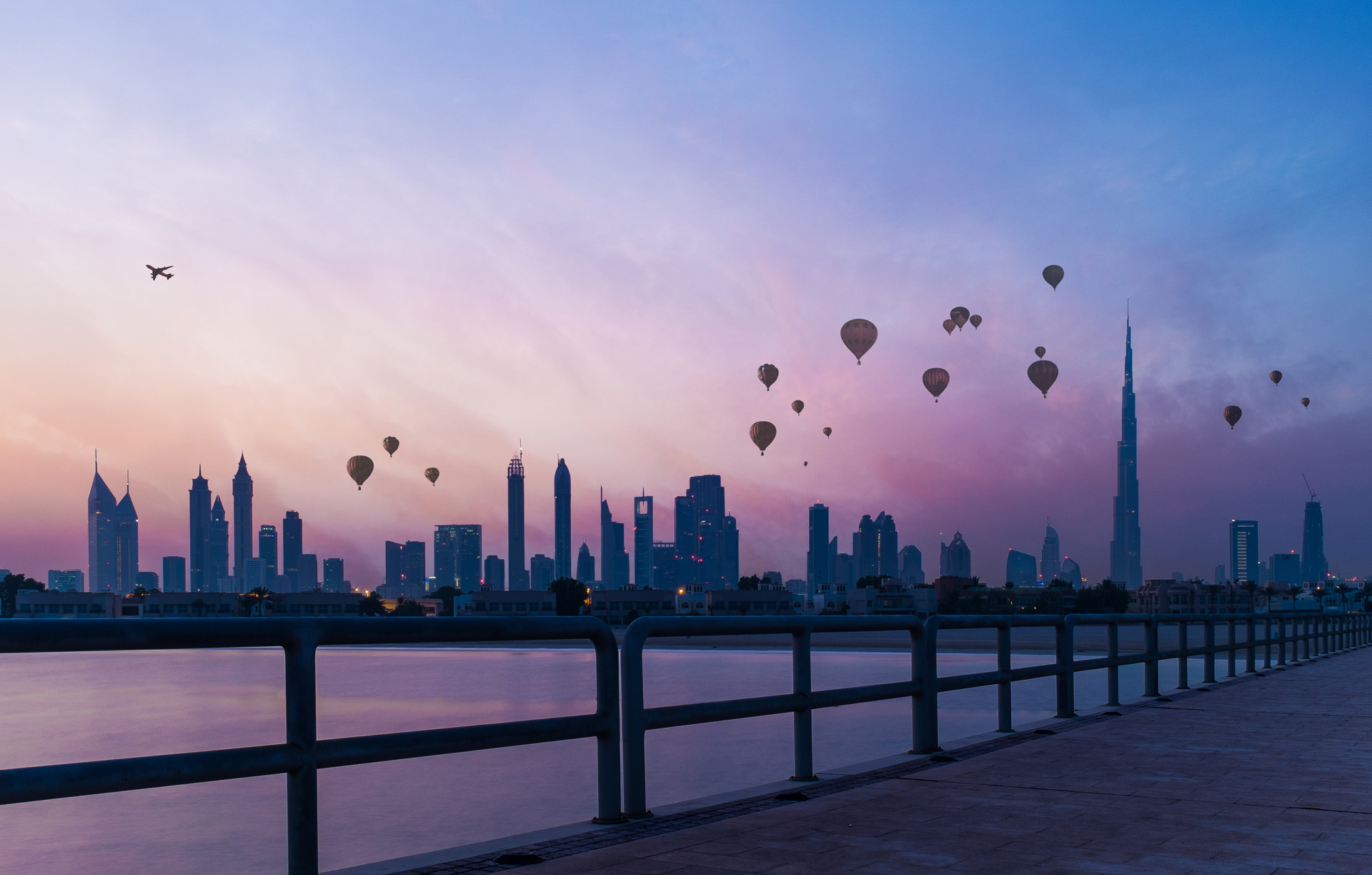
دبي
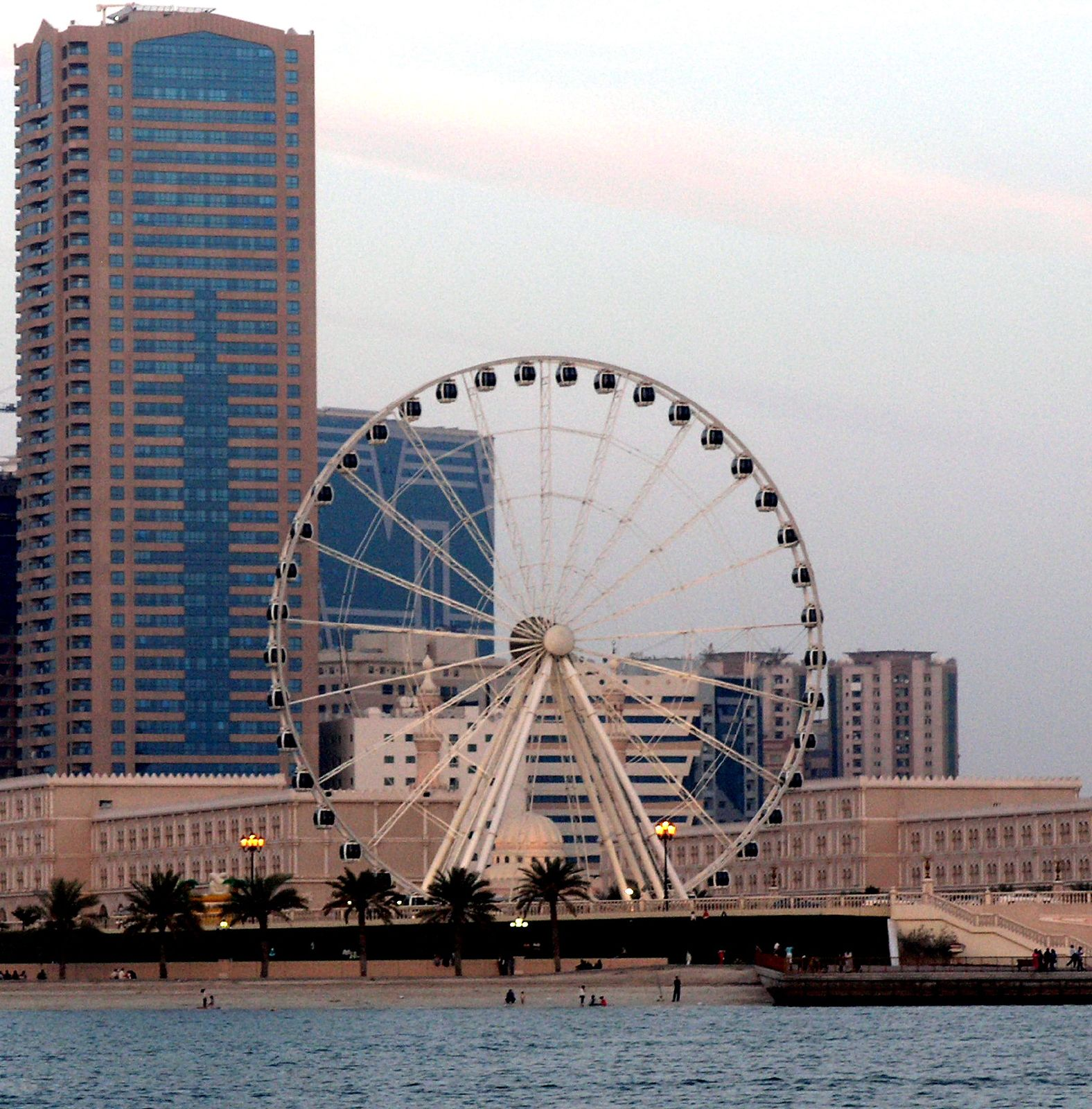
الشارقة

الإمَارَات العَرَبيّة المُتّحِدة هي دولة اتحادية تقع في شرق شبه الجزيرة العربية في جنوب غرب قارة آسيا مطلة على الشاطئ الجنوبي الخليج العربي. لها حدود بحرية مشتركة من الشمال الغربي مع دولة قطر ومن الغرب حدود برية وبحرية مع المملكة العربية السعودية ومن الجنوب الشرقي مع سلطنة عمان. تأتي تسمية الإمارات نسبة إلى الإمارات السبع التي شكلت اتحادًا فيما بينها وهي، إمارة أبوظبي وإمارة دبي وإمارة الشارقة وإمارة رأس الخيمة وإمارة عجمان وإمارة أم القيوين وإمارة الفجيرة.
تأتي في المرتبة السابعة في العالم من حيث احتياطاتها النفطية، ودولة الإمارات العربية المتحدة تمتلك واحدًا من أكثر الاقتصادات نموًا في غرب آسيا. إن اقتصاد دولة الإمارات يحتل المرتبة الثانية والعشرين على مستوى العالم في أسعار الصرف في السوق. وهي ثاني أكبر دولة في القوة الشرائية للفرد الواحد، وعلى نسبة عالية نسبيًا في مؤشر التنمية البشرية للقارة الآسيوية، وتحتل المرتبة الأربعين عالميًا. دولة الإمارات العربية المتحدة تصنف على أنها ذات الدخل المرتفع والتطوير الاقتصاد النامي من خلال صندوق النقد الدولي.

#### دولة الكويت

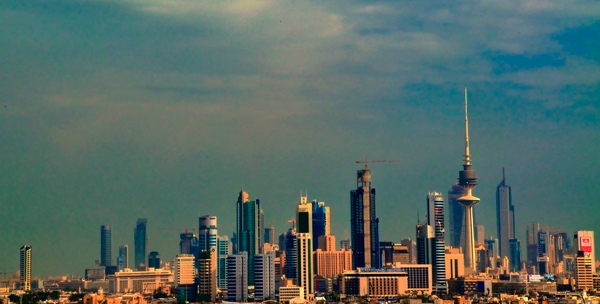
الكويت
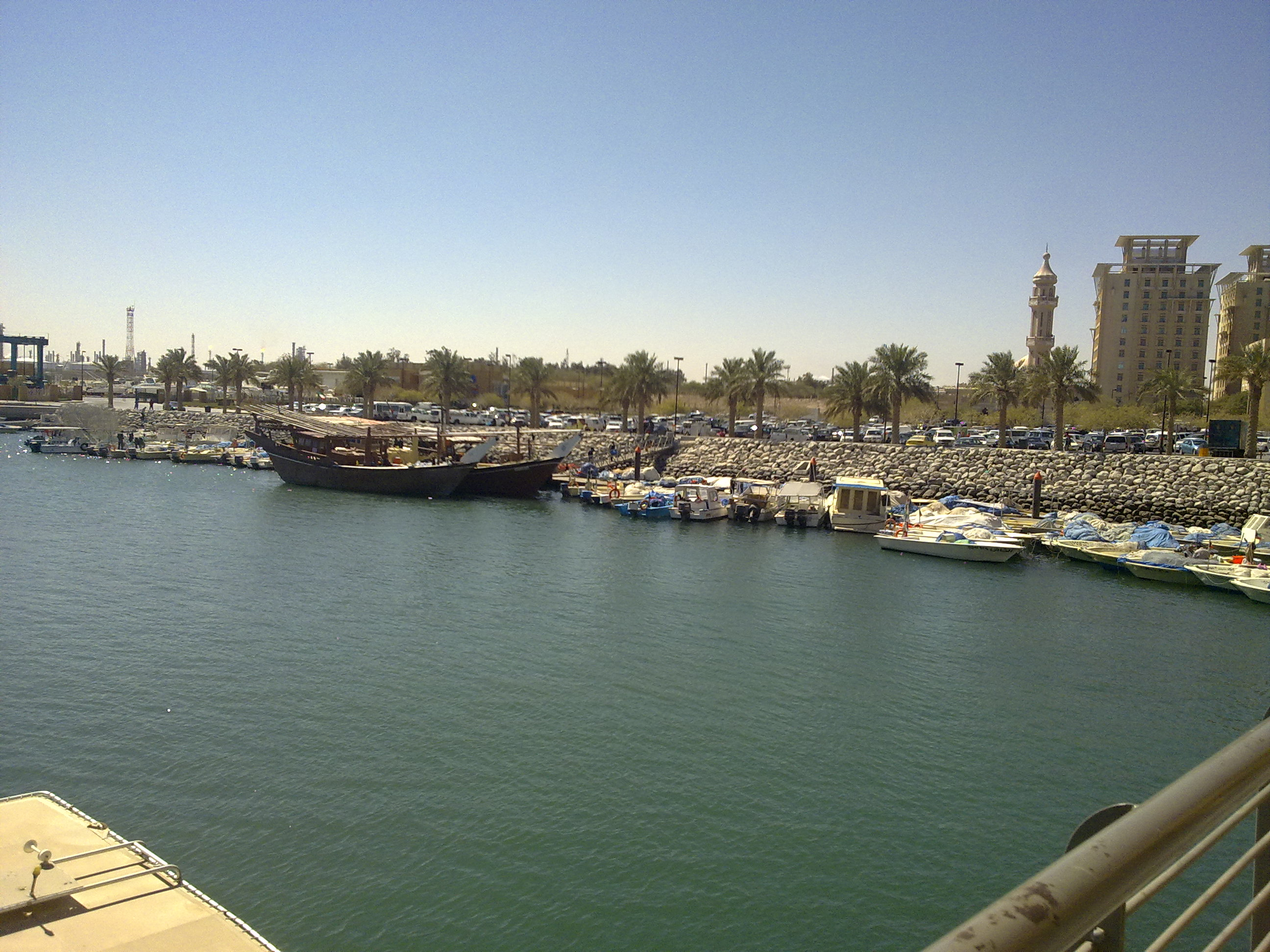
الأحمدي
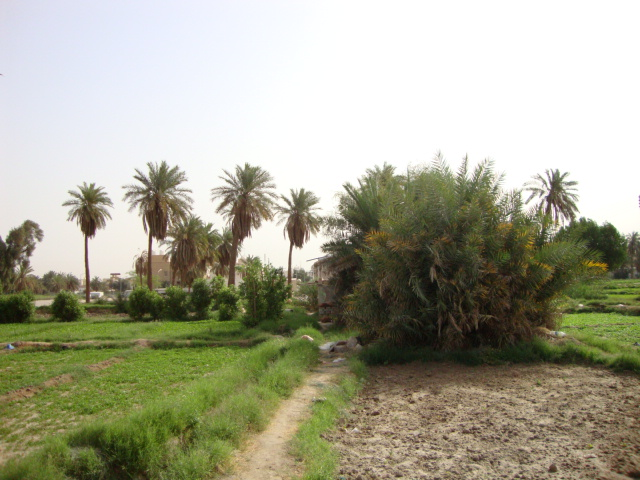
الجهراء

دولة الكويت، هي دولة تقع في شبة الجزيرة العربية، وتحديدًا في الركن الشمالي الغربي للخليج العربي الذي يحدها من الشرق، ويحدها من الشمال والغرب جمهورية العراق ومن الجنوب المملكة العربية السعودية، وتبلغ مساحتها الإجمالية 17،818 كيلومتر مربع، ويبلغ عدد السكان طبقًا لإحصاء عام 2010 ما يقارب الثلاثة ملايين نسمة. وترجع تسمية الكويت إلى تصغير لفظ «كوت» التي تعني الحصن أو القلعة، وقد شيد بالقرب من الساحل في القرن السابع عشر ميلادي.
من الناحية الاقتصادية، تعد الكويت أحد أهم منتجي ومصدري النفط في العالم، فتمتلك خامس أكبر احتياطي نفطي في العالم، حيث يتواجد في أرضها 10% من احتياطي النفط بالعالم، ويمثل النفط والمنتجات النفطية ما يقرب من 87% من عائدات التصدير و80% من الإيرادات الحكومية. تعتبر الكويت من البلدان ذات الدخل المرتفع بحسب تصنيف البنك الدولي. تعود أسباب تلك القوة الاقتصادية إلى ضخامة الناتج المحلي الإجمالي (تعادل القدرة الشرائية) 167.9 مليار دولار، ونصيب الفرد المرتفع من الناتج المحلي الإجمالي الذي بلغ قرابة 45,455 دولار أمريكي في عام 2011، محتلة بذلك المركز الثامن عالميًا، والثاني عربيًا من حيث الناتج المحلي الإجمالي.

#### دولة قطر

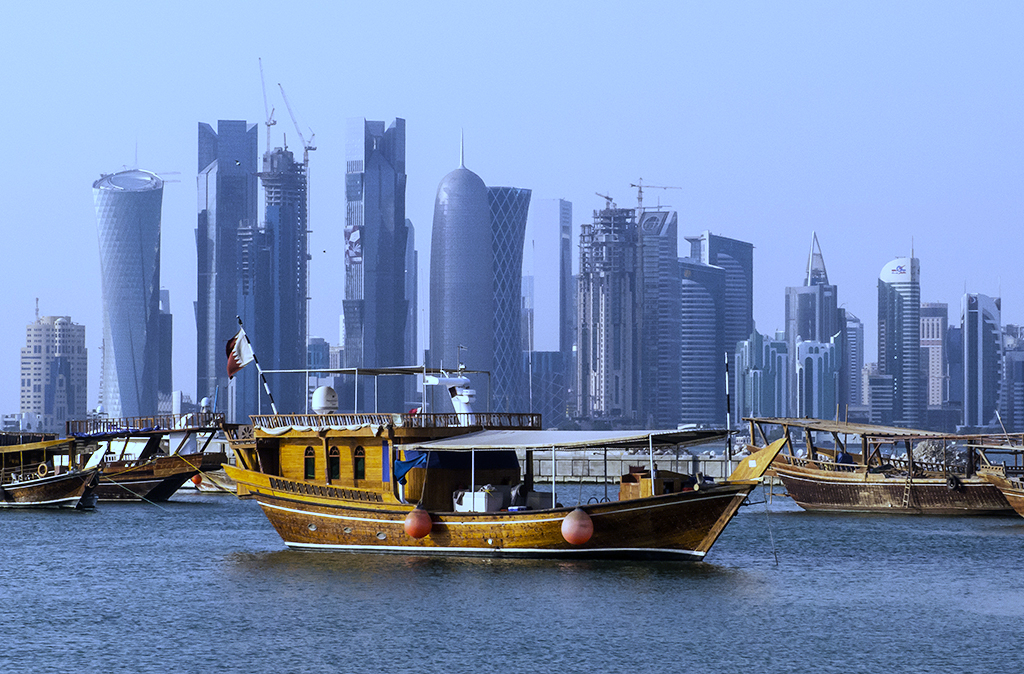
الدوحة
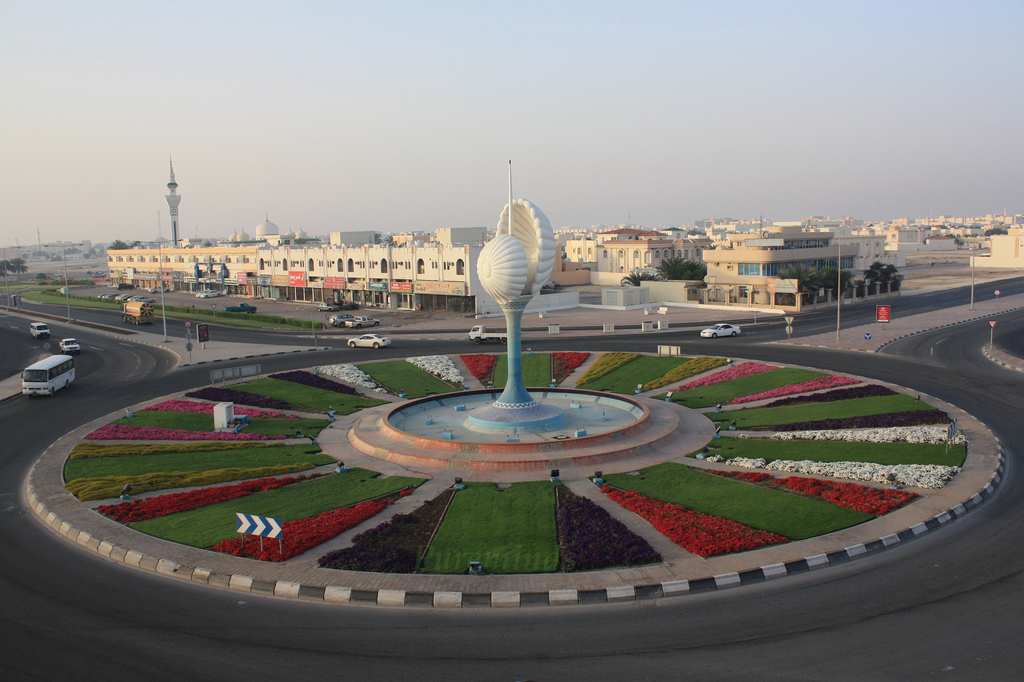
الوكرة
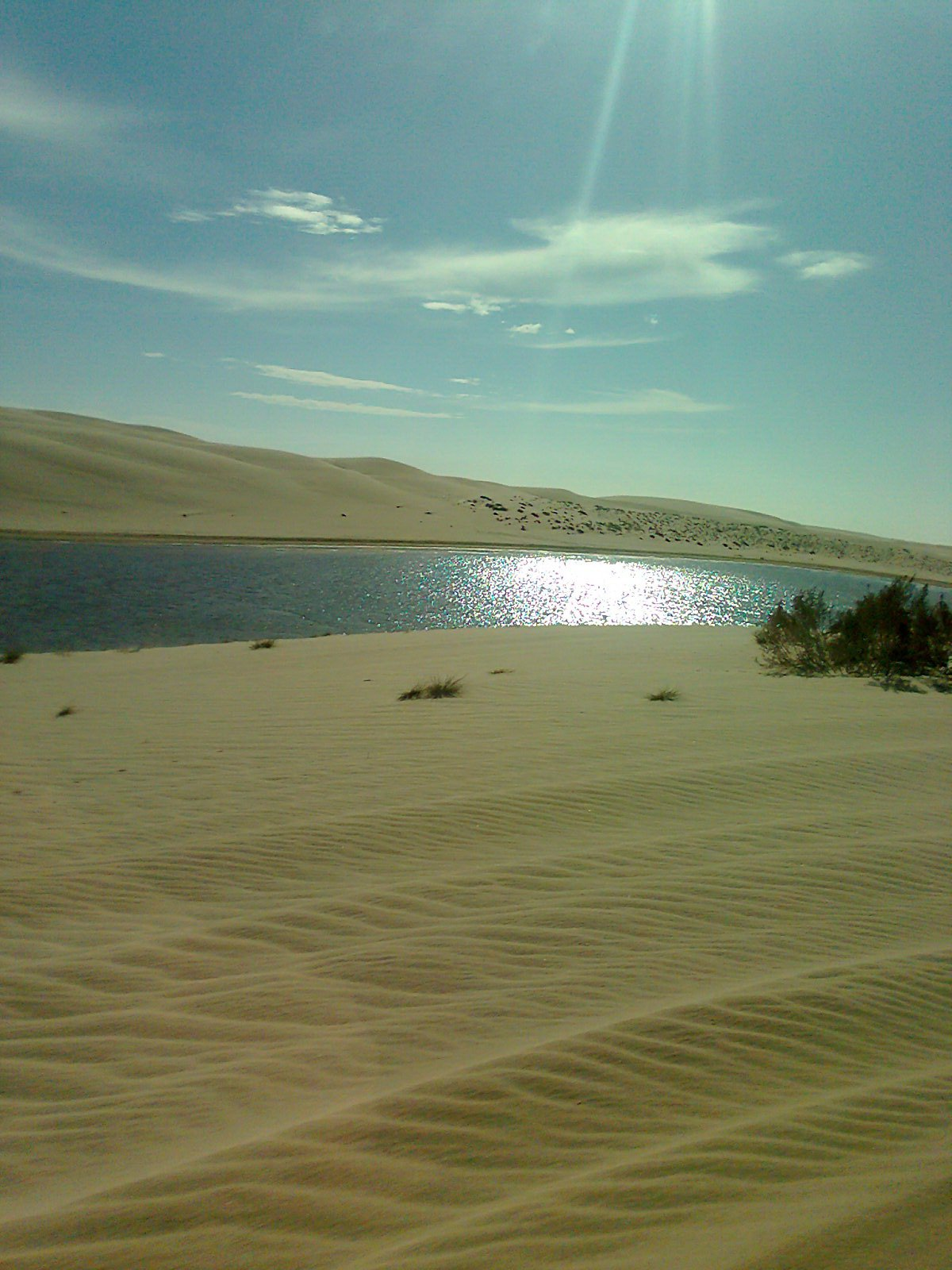
مسيعيد

قَطَر هي دولة تقع في شرق شبه الجزيرة العربية مطلة على الخليج العربي. لها حدود برية مشتركة من الجنوب مع المملكة العربية السعودية وبحرية مع دولة الإمارات العربية المتحدة، مملكة البحرين.
إن الركيزة الأساسية للاقتصاد القطري هي استغلال الموارد النفطية. وقد حدثت طفرة كبيرة في الوضع الاقتصادي منذ منتصف الثمانينات عندما تم اكتشاف أكبر حقل بحري معروف في العالم للغاز غير المصاحب في منطقة الشمال الساحلية بدولة قطر، مما جعلها تحتل المرتبة الثانية بين دول العالم من حيث احتياطي الغاز الطبيعي. وتم استثمار كثير من الموارد في تطوير الخدمات والمرافق لمعالجة وتصدير هذه السلعة التي لا تقدر بثمن.

#### سلطنة عمان

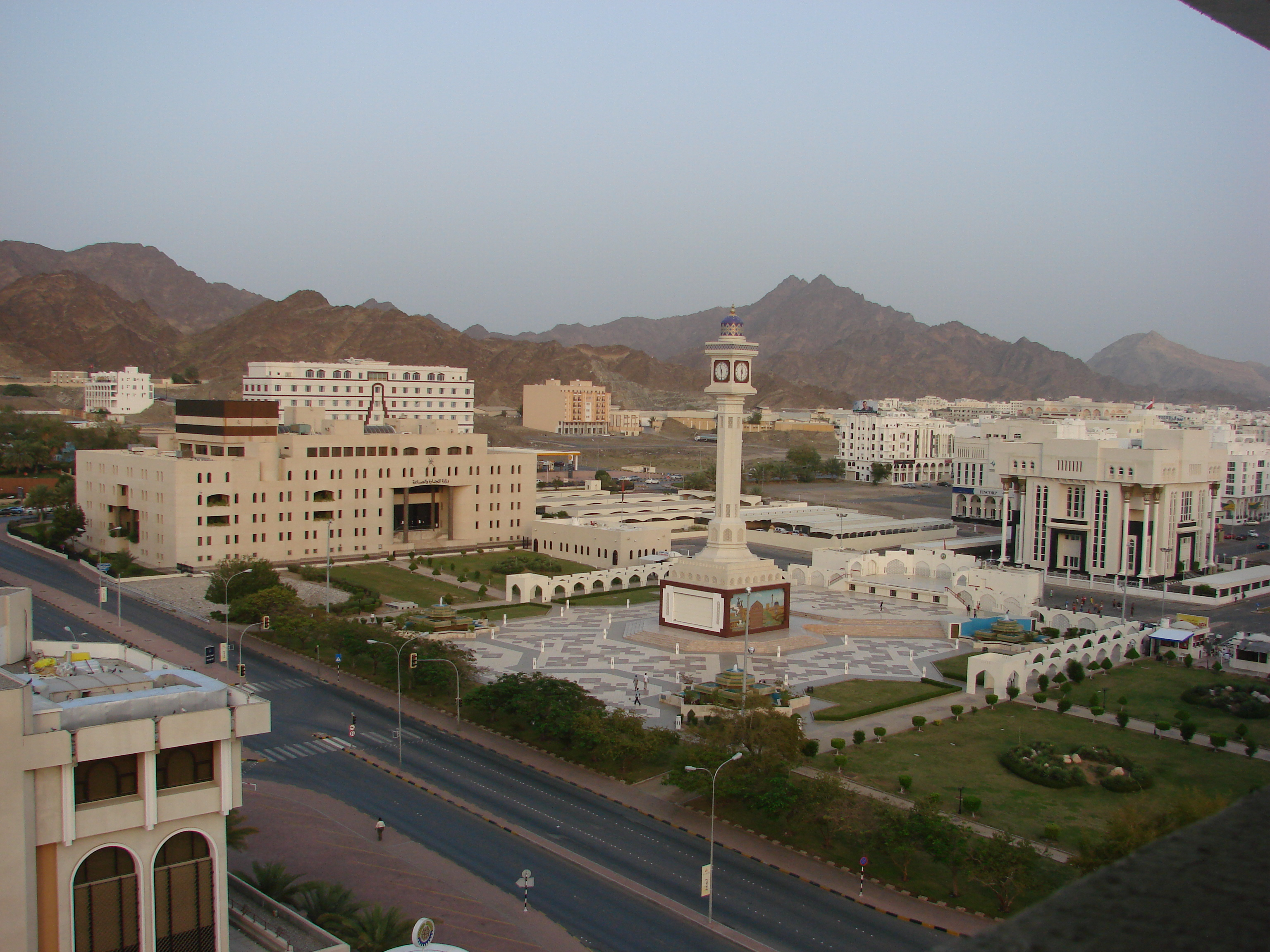
مسقط
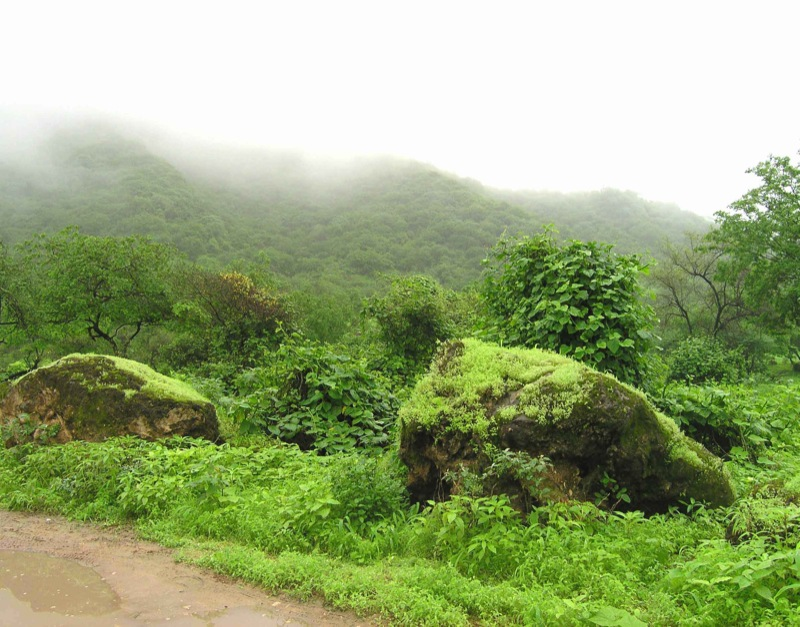
صلالة
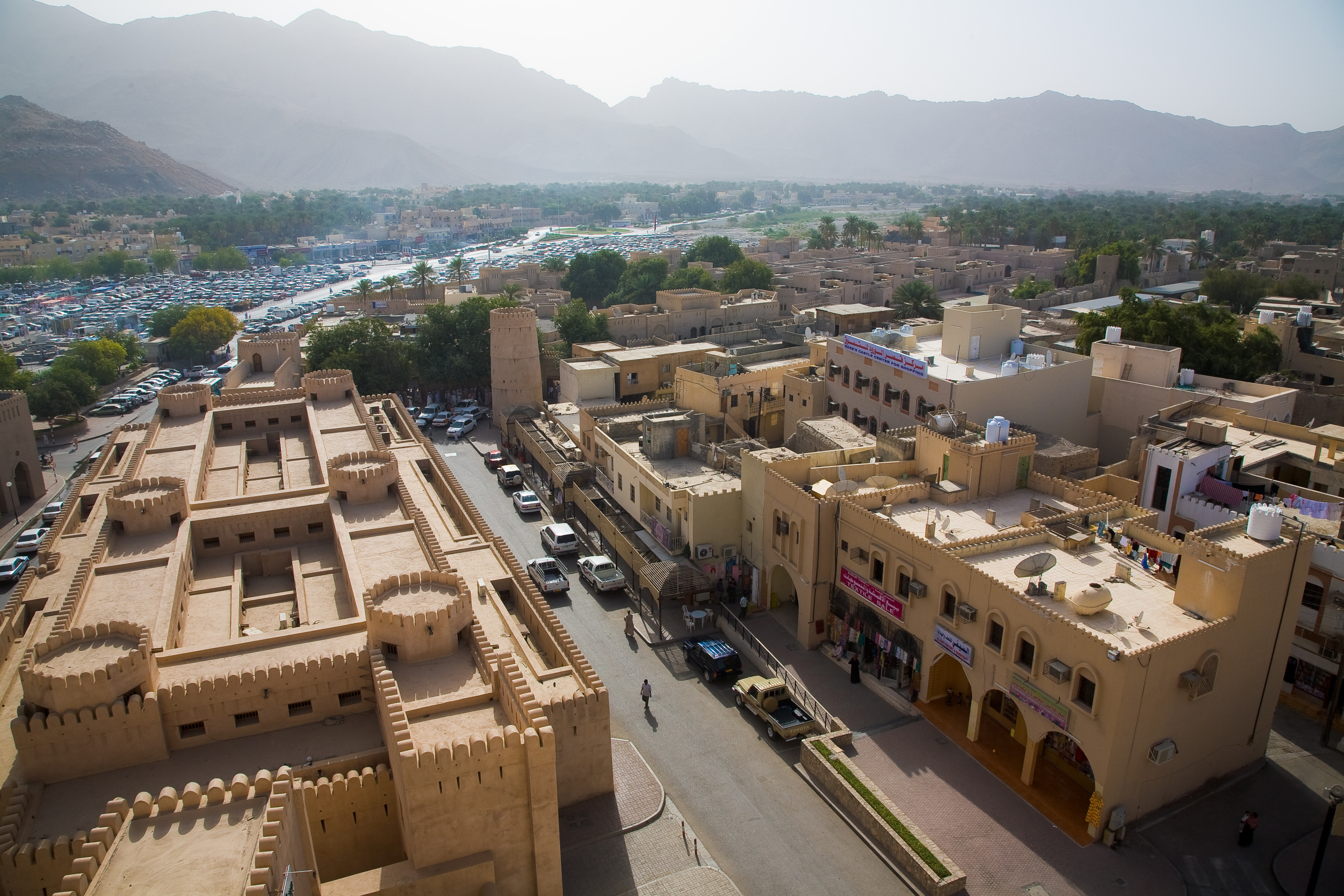
نزوى
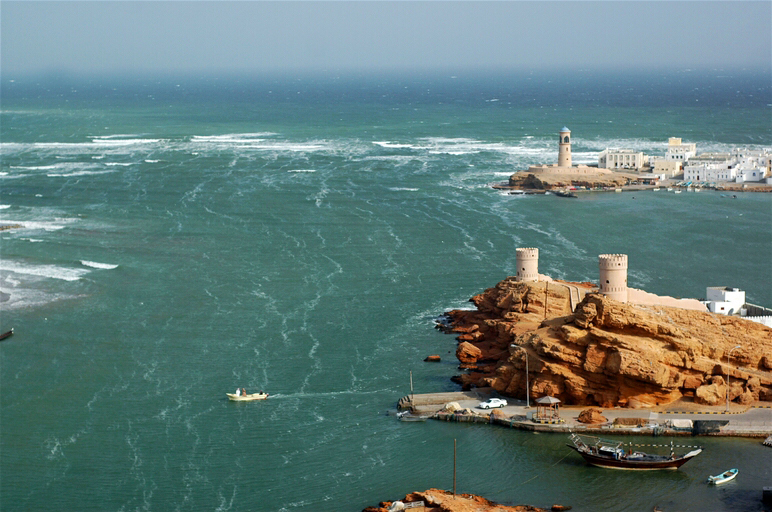
صور

 عُمان ورسميًا سَلْطَنَة عُمان وتحتل الموقع الجنوبي الشرقي من شبه الجزيرة العربية وتبلغ مساحتها حوالي 309،500 كيلومتر مربع يحدها من الغرب السعودية ومن الجنوب الغربي اليمن ومن الشمال الغربي الإمارات العربية المتحدة ولديها ساحل جنوبي مطل على بحر العرب وبحر عمان من الشمال الشرقي. نظام الحكم في عمان ملكي مطلق، ولا يسمح الدستور العماني بالأحزاب السياسية بينما حق الانتخاب مكفول لكل مواطن عماني بلغ الواحدة والعشرين من عمره لاختيار أعضاء مجلس الشورى 
تتمتع عمان بوضع سياسي واقتصادي مستقر في العموم، مع ذلك شهدت السلطنة احتجاجات محدودة في ولاية صحار مطالبين برفع الرواتب وإنهاء الفساد وإيجاد المزيد من الفرص الوظيفية، المزيد من حرية التعبير وتقليل الرقابة الحكومية على الإعلام ولم تطالب بإسقاط نظام الحكم  رد السلطان قابوس بن سعيد بإقالة ثلث أعضاء حكومته من مناصبهم  وتشتهر عمان بأنها أحد أهم مراكز المذهب الإباضي، حيث يعتبر المذهب الأساسي في الحكم، بالإضافة لوجود المذهب السني والشيعي.

#### البحرين

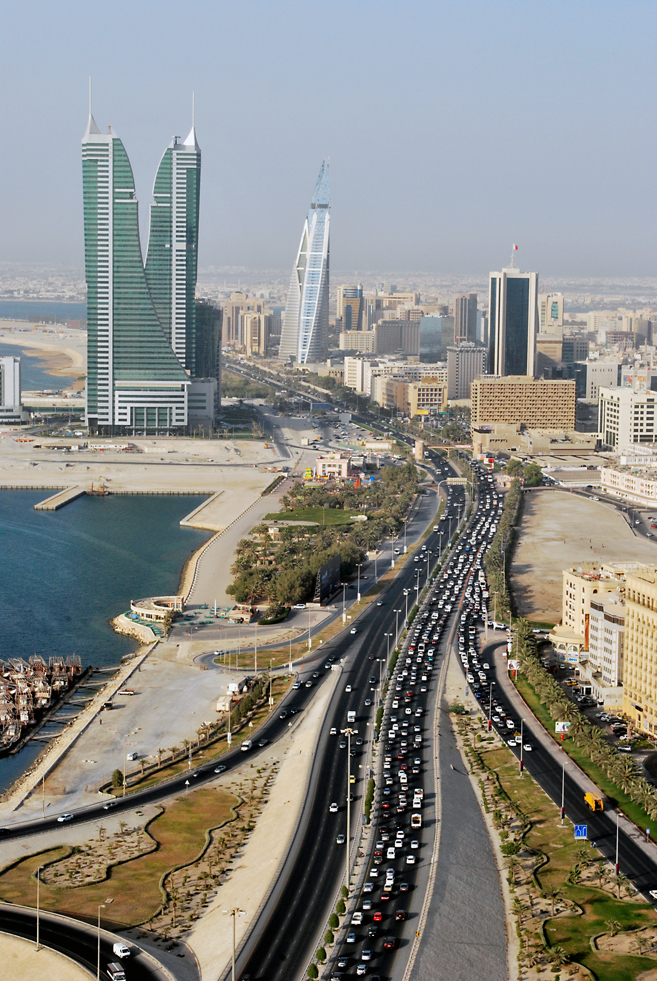
المنامة
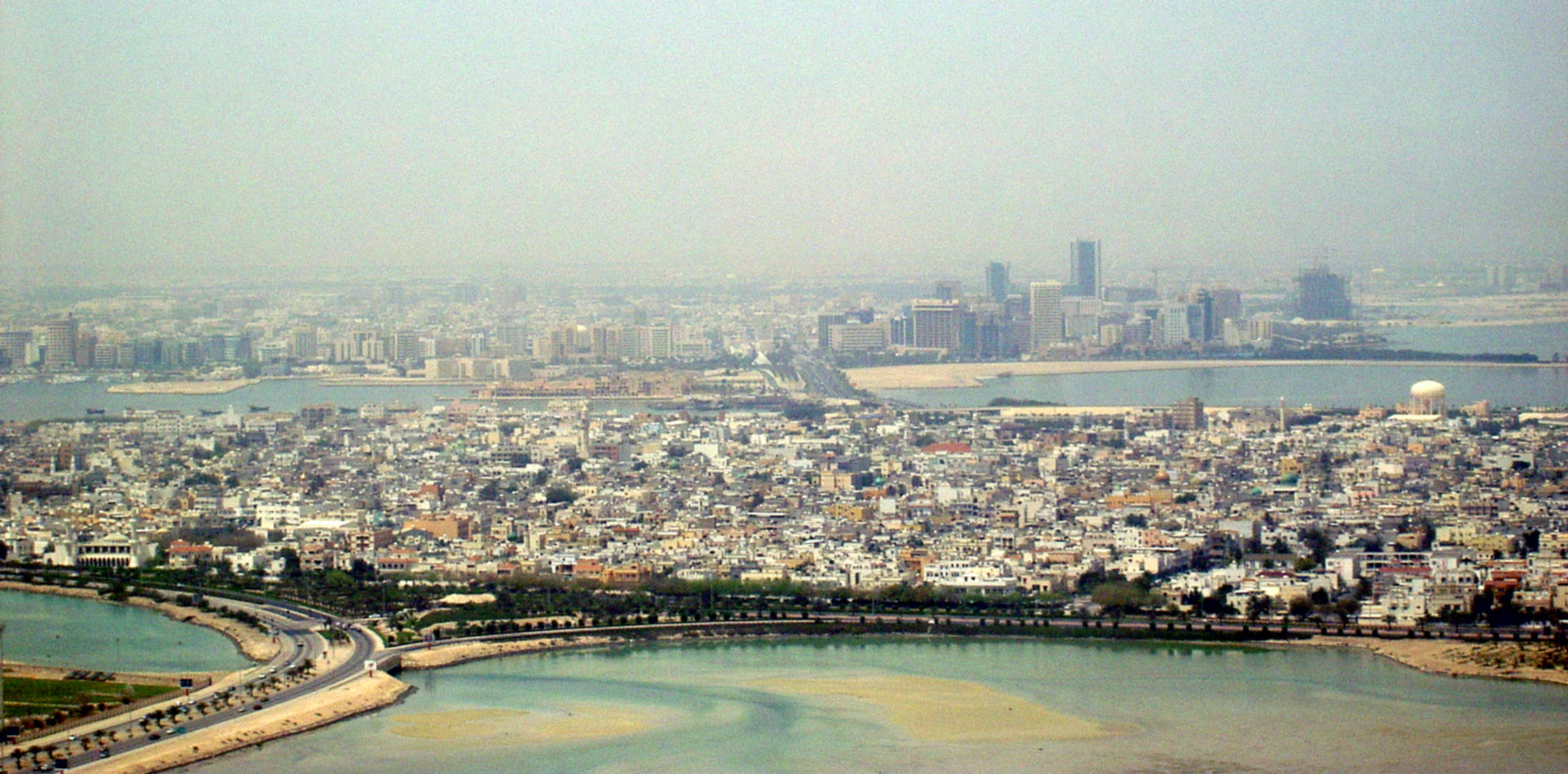
المحرق
الرفاع
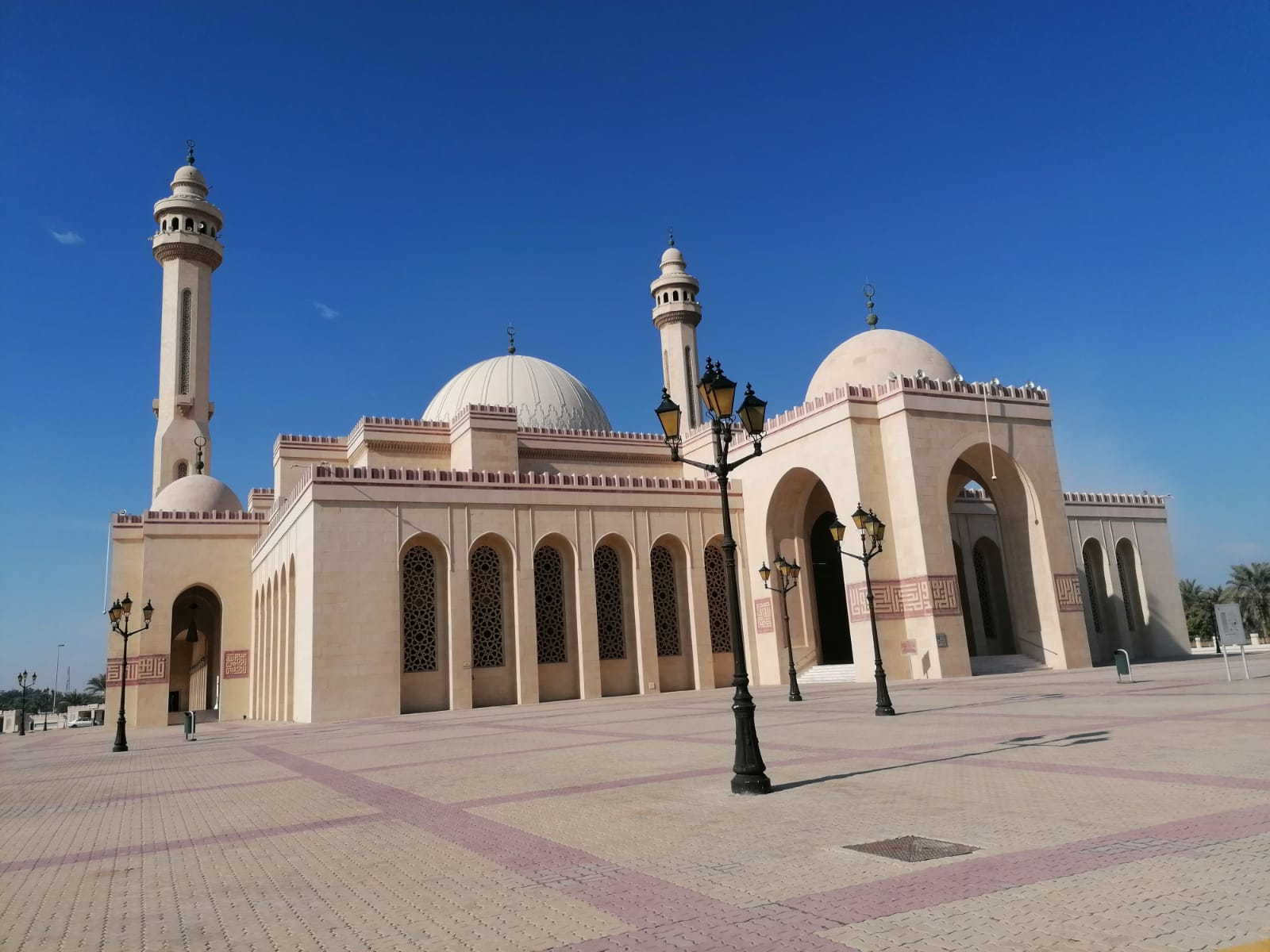
الجفير

البحرين رسميًا مملكة البحرين هي جزيرة صغيرة المساحة تقع بالقرب من الشواطئ الغربية للخليج العربي. فمن أرخبيل جزيرة البحرين مع أكبر كتلة اليابسة في 55 كم (34 ميل) لفترة طويلة بنسبة 18 كم (11 ميل) واسعة. المملكة العربية السعودية تقع إلى الغرب وهذا مرتبط إلى البحرين عن طريق جسر الملك فهد في حين تقع إيران على بعد 200 كيلومتر (124 ميل) إلى الشمال في منطقة الخليج العربي. شبه جزيرة قطر إلى الجنوب الشرقي عبر خليج البحرين. فإن المخطط جسر قطر البحرين ربط البحرين وقطر وتصبح أطول جسر بحري في العالم.
اعتبارا من عام 2012، كانت البحرين في (المرتبة 48 في العالم) في مؤشر التنمية البشرية، ومعترف بها من قبل البنك الدولي كاقتصاد الدخل المرتفع. البلاد هي عضو في الأمم المتحدة، ومنظمة التجارة العالمية، وجامعة الدول العربية وحركة عدم الانحياز ومنظمة المؤتمر الإسلامي وكذلك أحد الأعضاء المؤسسين لمجلس التعاون لدول الخليج العربية.

### بلاد الشام والرافدين

#### الجمهورية العربية السورية

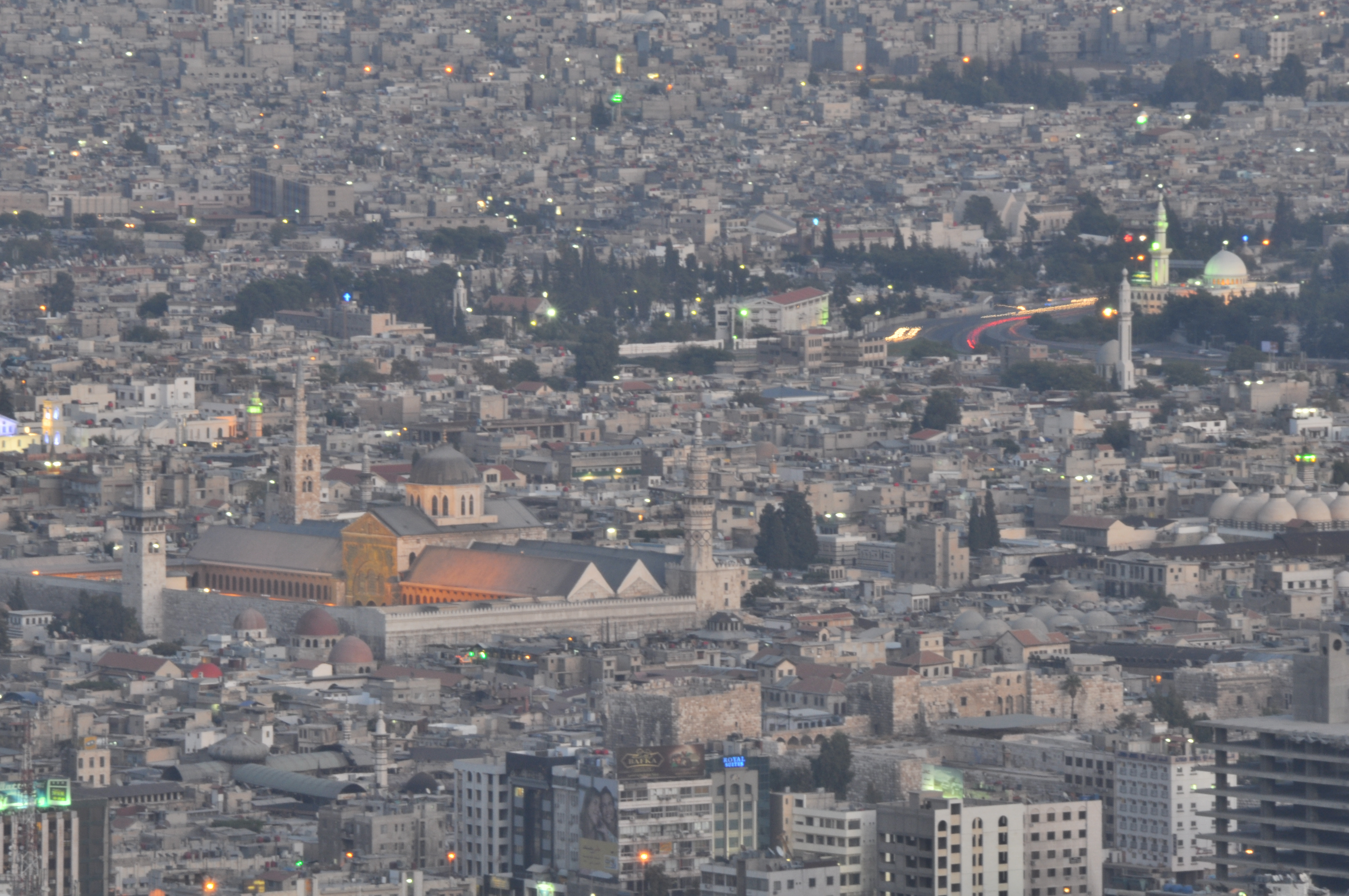
دمشق
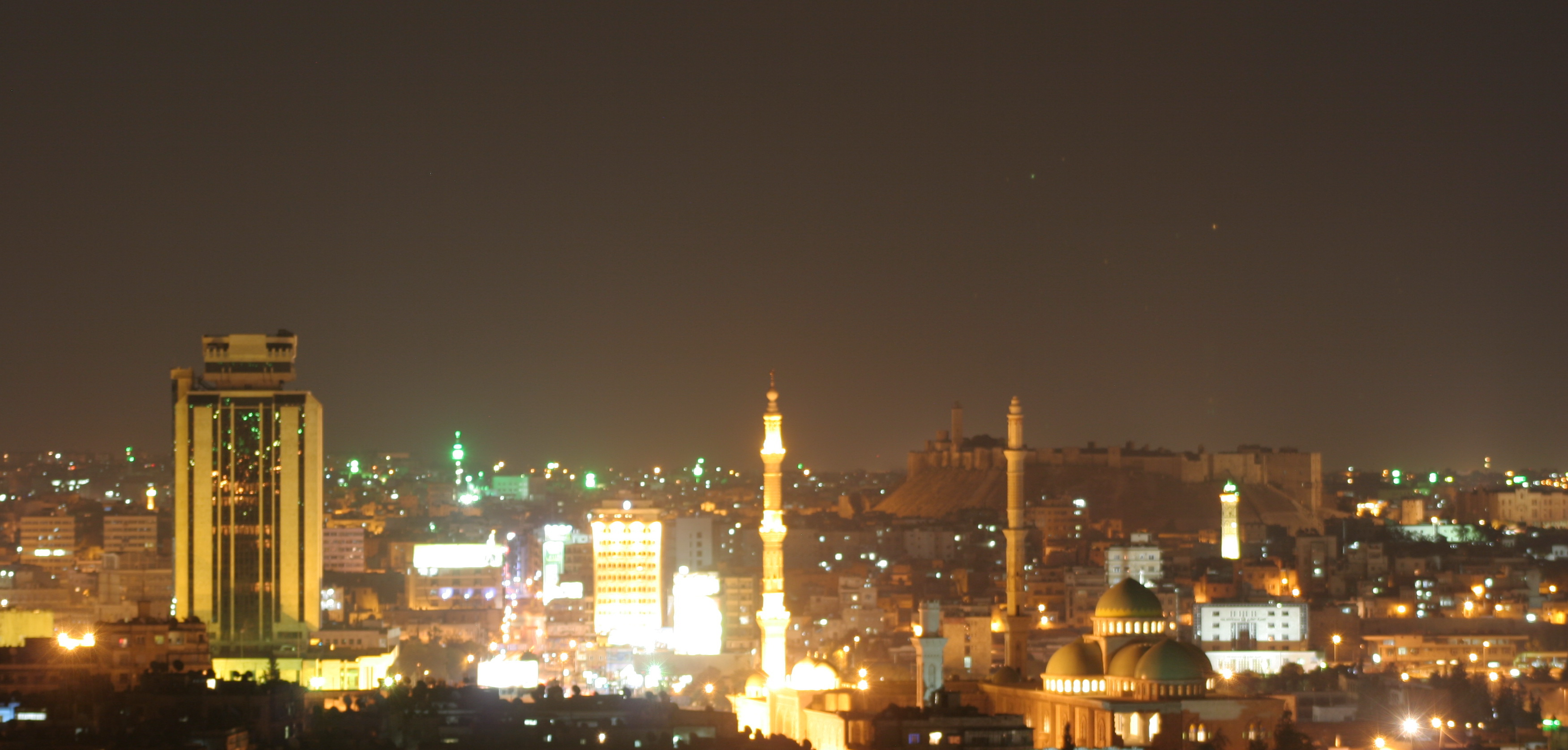
حلب
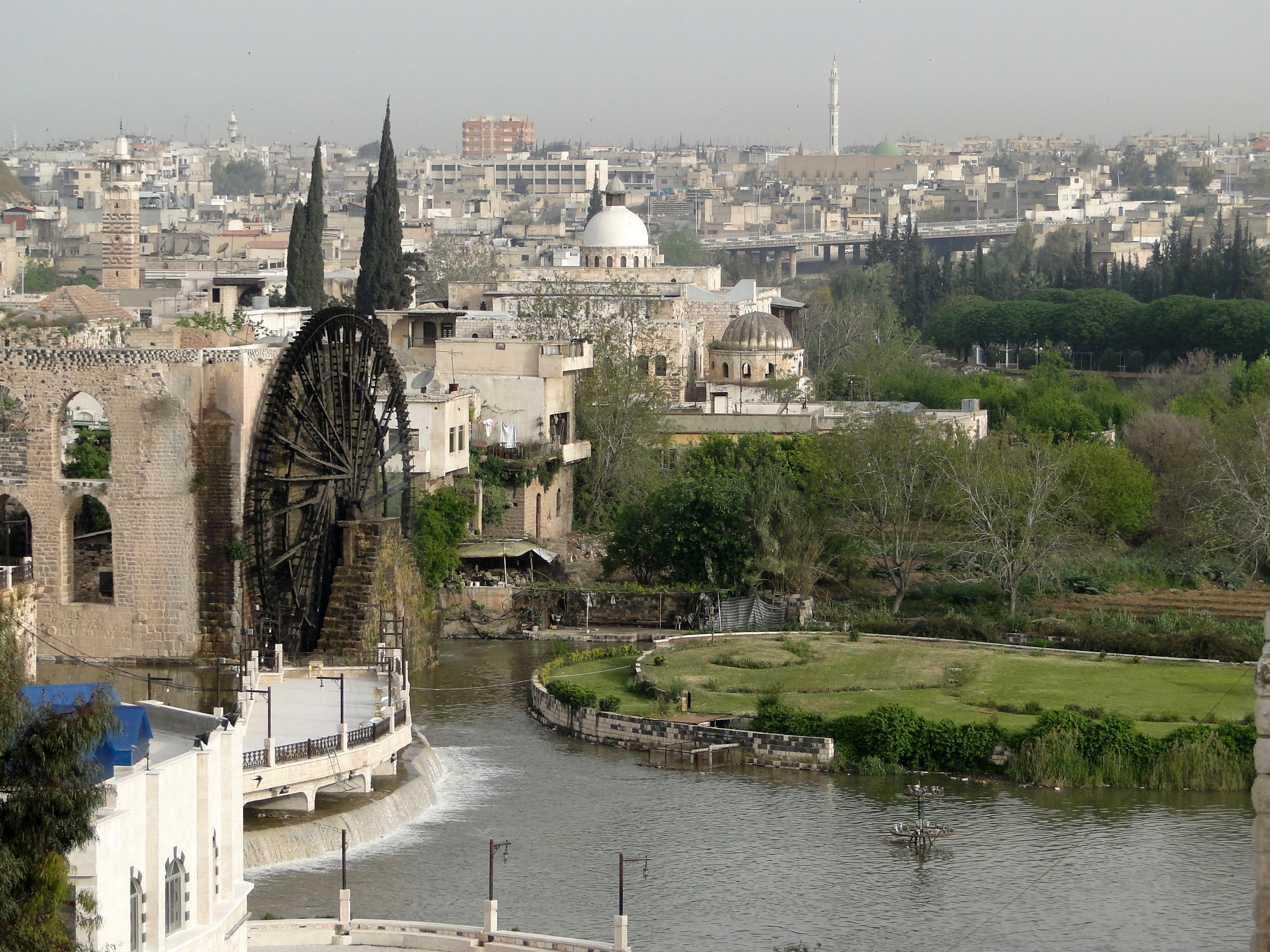
حماة
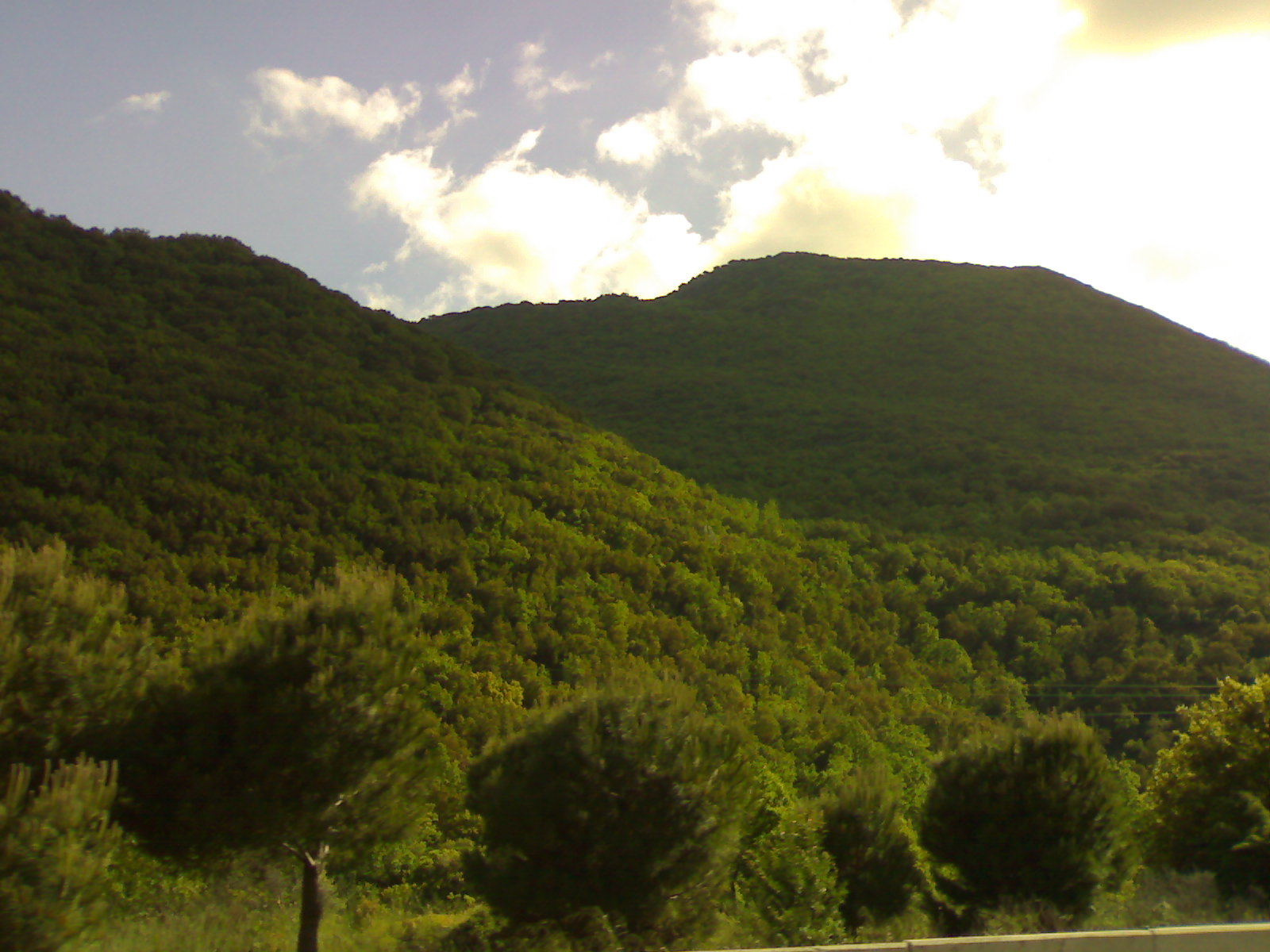
اللاذقية
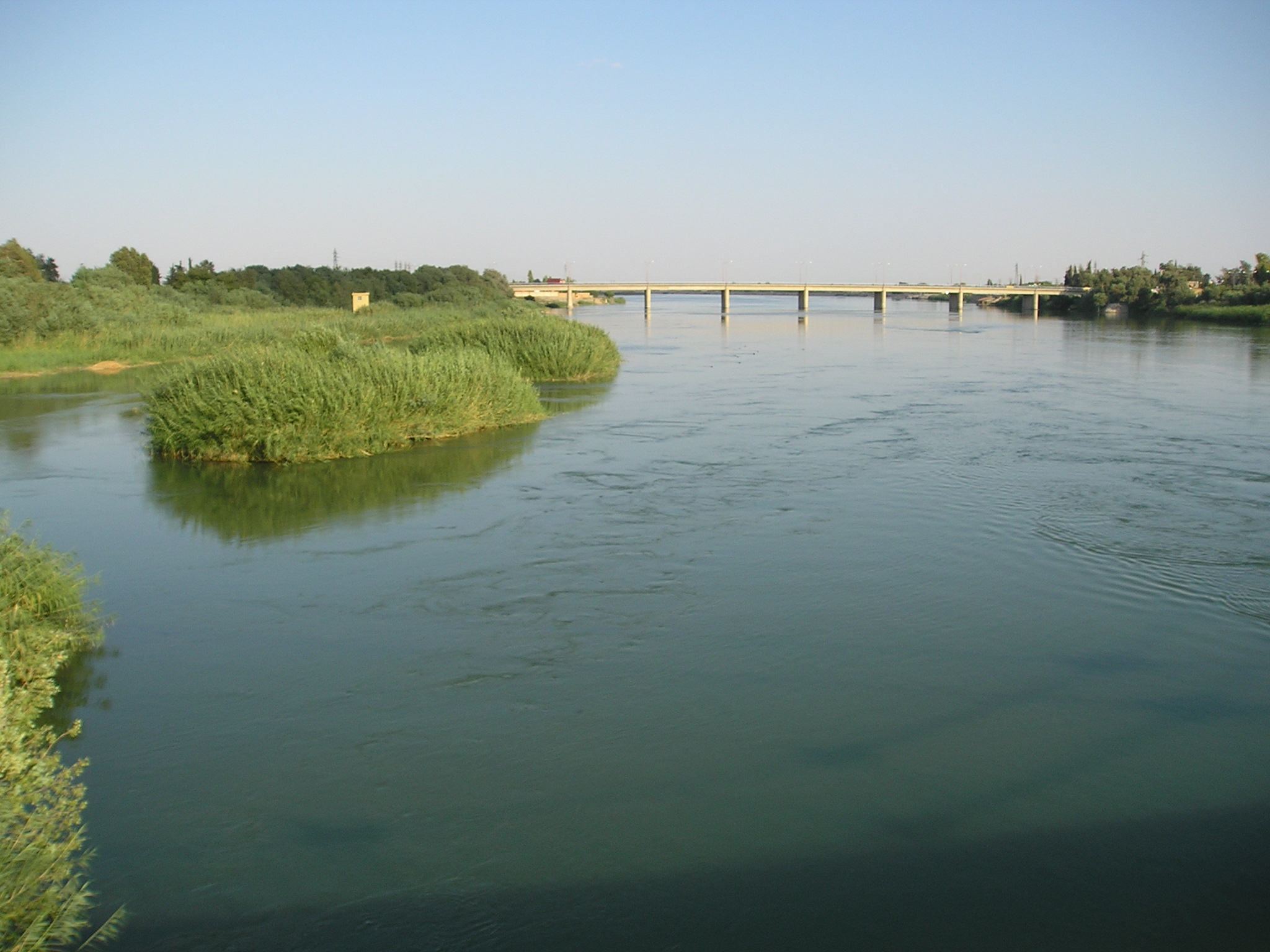
دير الزور

سُورِيَة أو سوريا، واسمها الرسمي الجمهورية العربية السورية منذ 1961، هي جمهورية مركزية، مؤلفة من 14 محافظة، عاصمتها مدينة دمشق، تقع ضمن منطقة الشرق الأوسط في غرب آسيا؛ يحدها شمالًا تركيا، وشرقًا العراق، وجنوبًا الأردن، وغربًا فلسطين، ولبنان، والبحر الأبيض المتوسط، بمساحة 185180 كم مربع، وتضاريس وغطاء نباتي وحيواني متنوّع، ومناخ متراوح بين متوسطي، وشبه جاف. تصنف سوريا جنبًا إلى جنب مع العراق بوصفها أقدم مواقع مهد الحضارة البشرية، واشتقت اسمها حسب أوفر النظريات الأكاديمية من آشور؛ بكل الأحوال منطقة سوريا التاريخية مختلفة عن الدولة السورية الحديثة من ناحية الامتداد والمساحة، وتشير الأولى إلى بلاد الشام، أو الهلال الخصيب.
وجدت آثار بشرية في سوريا تعود لنحو مليون عام تقريبًا، ومدينة دمشق تعتبر أقدم مدينة في العالم، وتحوي البلاد العديد من المستوطنات البشرية الممتدة منذ العصر الحجري، ازدهرت البلاد في العصور القديمة لخصوبة تربتها، وبوصفها طريقًا للقوافل التجارية أو الجيوش، وقامت فيها إمبراطوريات متعاقبة قوية اشتملت أغلبها الهلال الخصيب برمته، وبرزت منذ القرن الحادي عشر قبل الميلاد الحضارة الآرامية التي استمرت هوية البلاد الحضارية الأساسية حتى استعراب غالبيتها مع حلول القرن الحادي عشر بعد الميلاد. في المرحلة الأنتيكية، كانت البلاد جزءًا من الإمبراطورية السلوقية - وبشكل ملحوظ لقّب الملوك السلوقيون أنفسهم ملك سوريا - ثم الإمبراطورية الرومانية فالبيزنطية؛ وخلال القرون الوسطى بعد فتح الشام، كانت البلاد حاضرة الدولة الأموية - أكبر دولة إسلامية في التاريخ من حيث المساحة - وقامت خلال مرحلة الدولة العباسية عدد من الإمارات والدول ذات التأثير، تلى دوالها قيام سوريا العثمانية التي استمرت حتى الحرب العالمية الأولى. بعد الحرب أعلن استقلال سوريا في 8 مارس 1963 من قبل المؤتمر السوري العام، إلا أن فرنسا رفضت الاعتراف بالمؤتمر، وأصدرت في سبتمبر 1920 مراسيم التقسيم، لاحقًا وبشكل تدريجي حتى 1936 أعيد اتحاد خمسة كيانات ضمن الجمهورية السورية، التي نالت استقلالها التام عام 1946، لتنتهي فترة الديموقراطية البرلمانية القصيرة، والتي تخللتها أزمات عديدة، عام 1963 بقيام نظام الحزب الواحد، الاشتراكي. اندلعت عام 2011 الأزمة السورية، التي أدت لدمار واسع في البلاد، ووصفت بكونها أكبر كوارثها في العصر الحديث. الدستور الحالي صدر عام 2012، وهو كسابقه دستور 1973 ينصّ على كون نظام الحكم جمهوري رئاسي.

#### جمهورية العراق

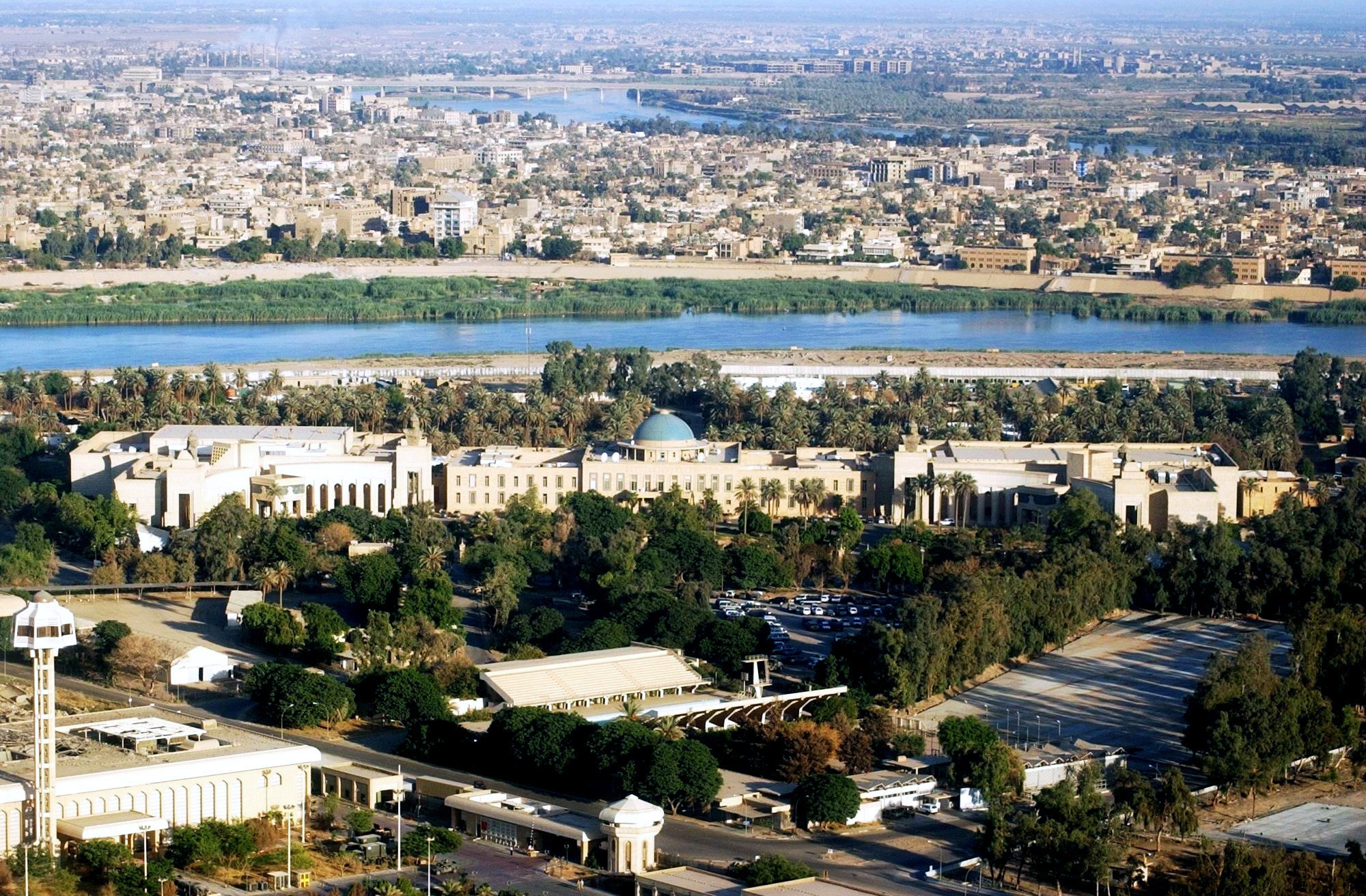
بغداد
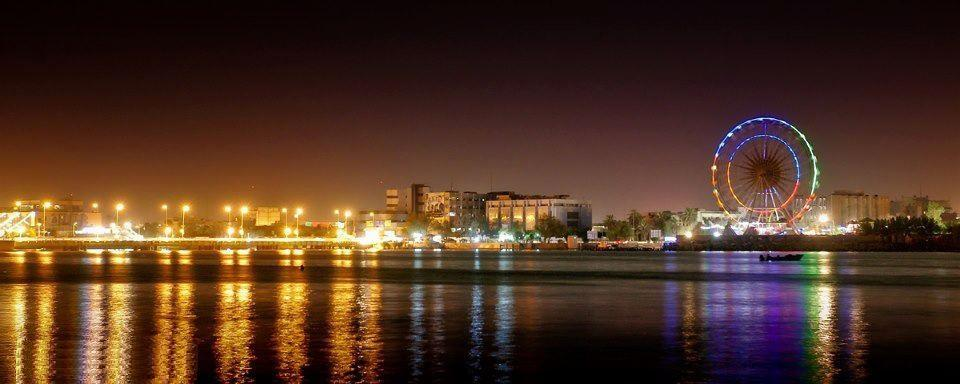
البصرة
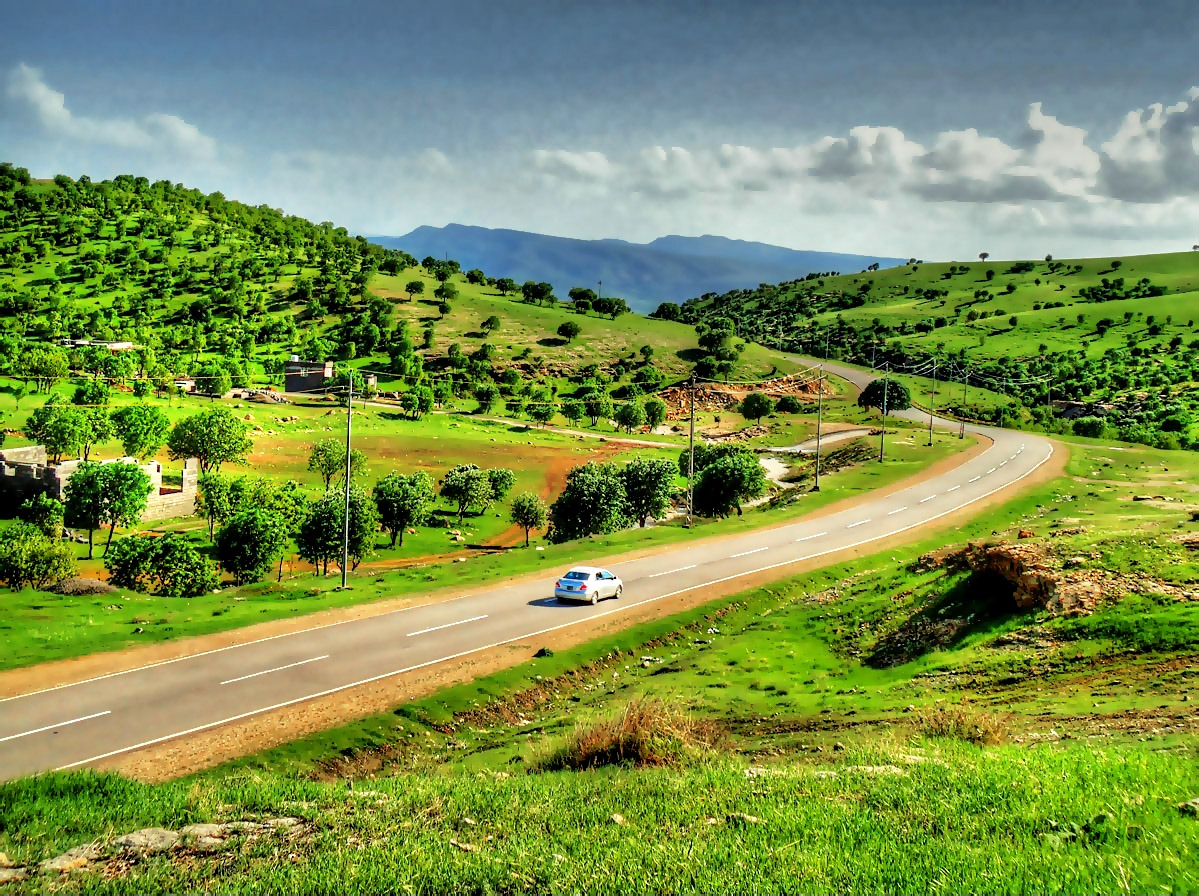
أربيل
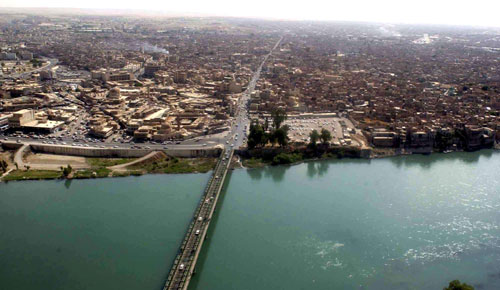
الموصل

العراق (رسميًا: جمهورية العراق)، إحدى دول غرب آسيا المطلة على الخليج العربي. يحدها من الجنوب الكويت والمملكة العربية السعودية، ومن الشمال تركيا، ومن الغرب سوريا والأردن، ومن الشرق إيران، وهي عضو في جامعة الدول العربية ومنظمة المؤتمر الإسلامي ومنظمة أوبك. معظم المنطقة التي تسمى بالعراق حاليًا كانت تسمى بلاد ما بين النهرين وتنطق ميسوبوتاميا أولى المراكز الحضارية في العالم التي كانت تشمل المساحة الواقعة بين نهري دجلة والفرات. وامتدت حدود هذه الحضارة التي شغلتها بلاد ما بين النهرين إلى سوريا وفارس وإلى منطقة جنوب شرق الأناضول تركيا حاليًا، كما وجدت آثار سومرية في دولة الكويت الحالية والبحرين والأحواز بإيران. وكسِمَة حضارية كان لبلاد الرافدين انفتاح واتصال بالحضارات القديمة في مصر والهند.
يُعتبر الخليج العربي المنفذ البحري الوحيد للعراق على العالم حيث يبلغ طول الساحل البحري للعراق حوالي 58 كم، ويعد ميناء أم قصر في البصرة من أهم الموانئ العراقية المطلة على الخليج. يمر نهرا دجلة والفرات من شمال العراق إلى جنوبه، واللذان كانا أساس نشأة أولى المراكز الحضارية في العالم على بلاد ما بين النهرين والتي قامت في العراق على مر التاريخ على امتداد 8000 سنة، على يد الأكديين والسومرين والآشوريين والبابليين. ومن بين ما أنتجته حضارة بلاد ما بين النهرين اختراع الحرف من طرف السومريون. وسن أول القوانين المكتوبة في تاريخ البشرية بما يعرف في المصادر التاريخية ب شريعة حمورابي.

#### دولة فلسطين

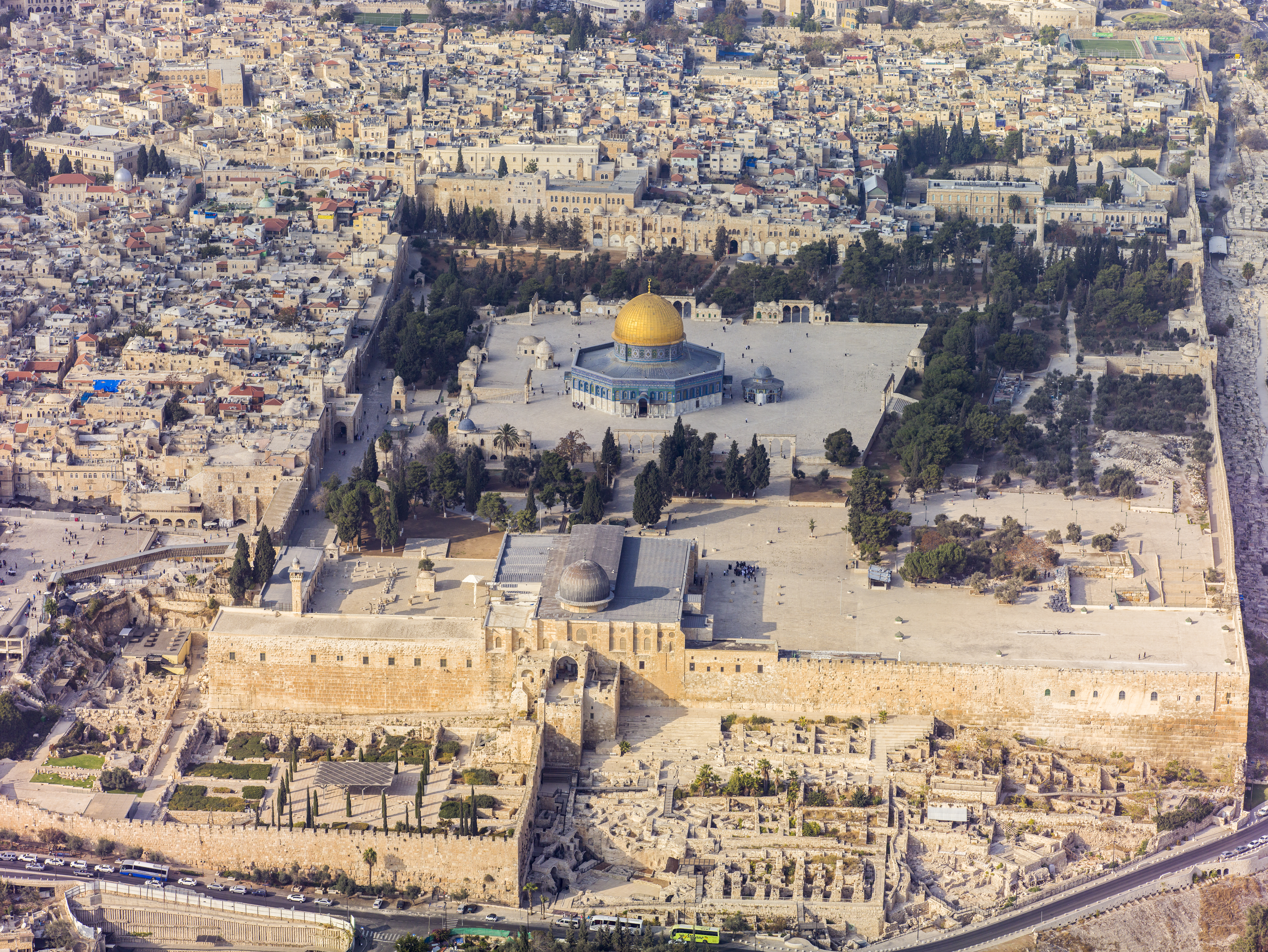
القدس الشرقية
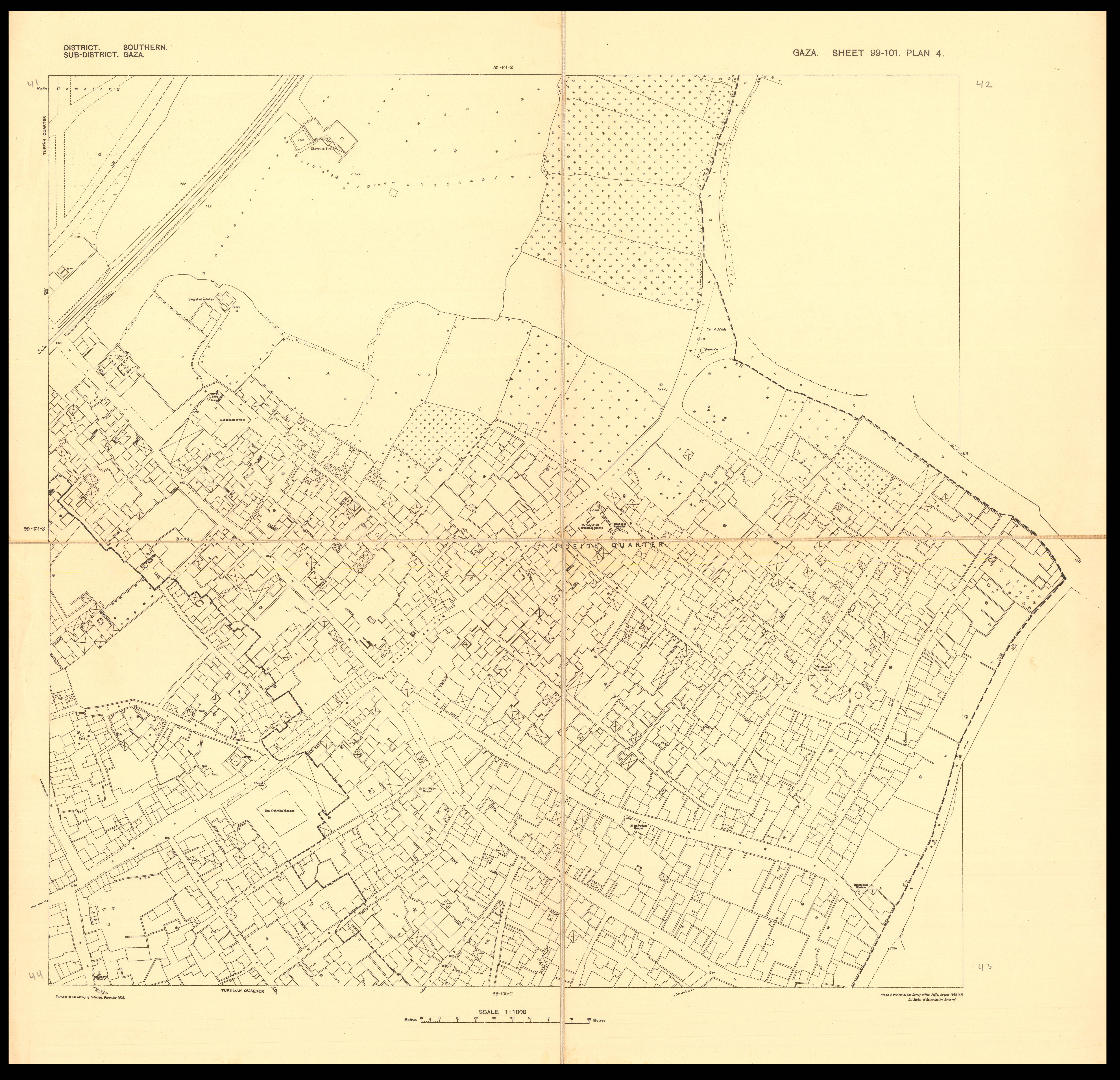
غزة
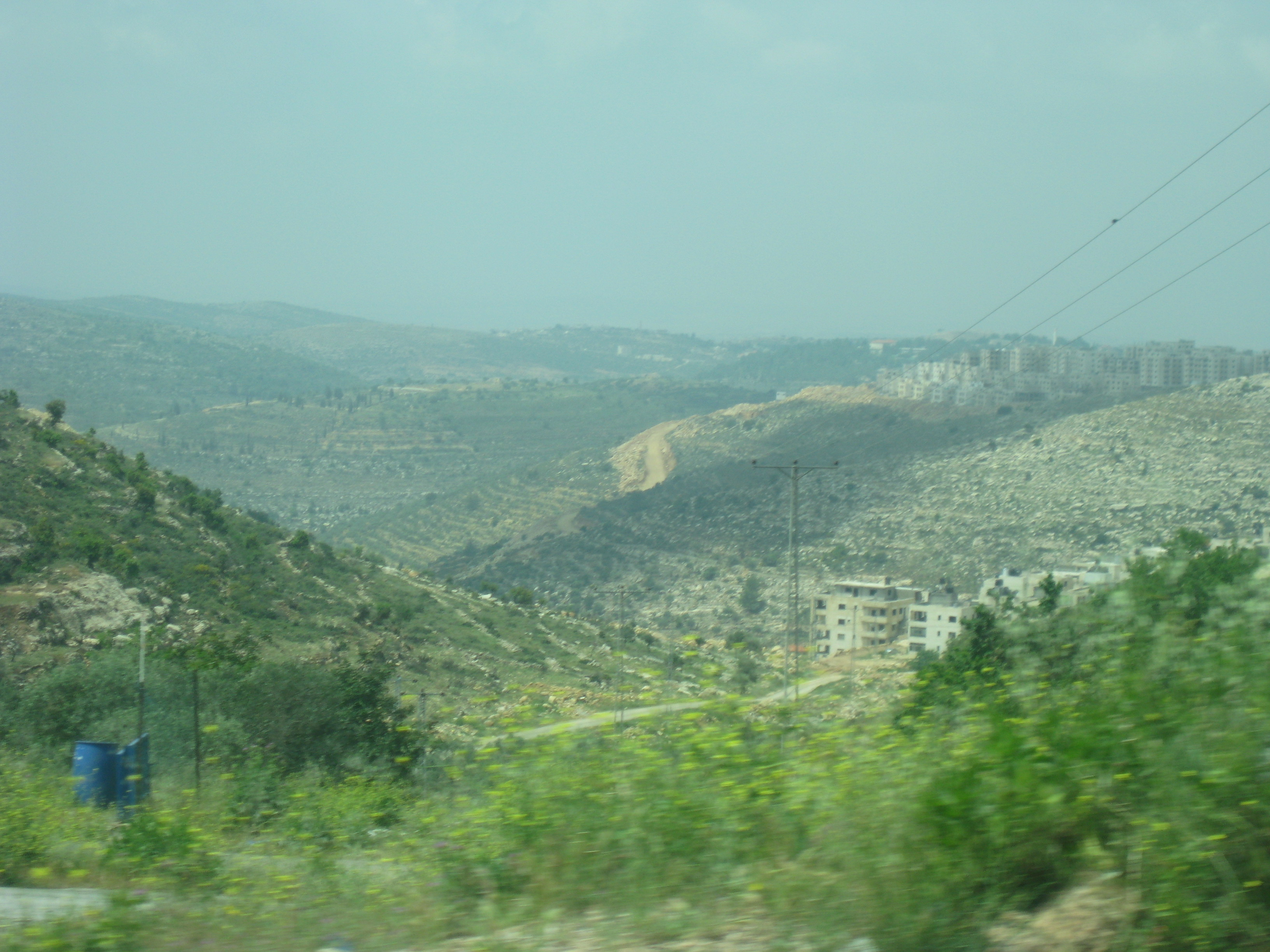
رام الله
نابلس
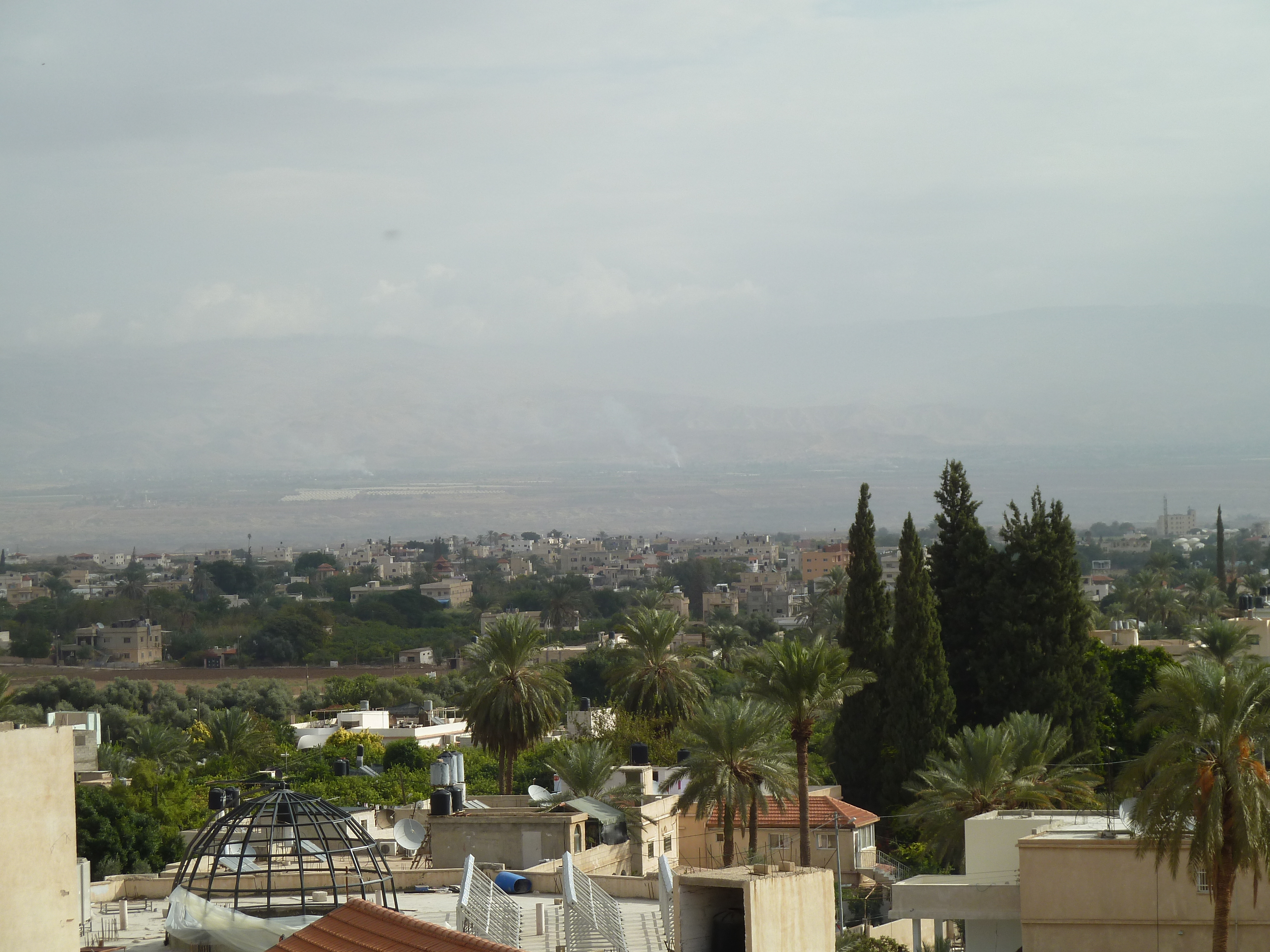
أريحا

دولة فلسطين أو السلطة الوطنية الفلسطينية وهي سلطة من المفترض أن تكون ذات حكم ذاتي نتج عن اتفاقية أوسلو الموقعة بين منظمة التحرير الفلسطينية وإسرائيل في إطار حل الدولتين. أنشئت السلطة بقرار من المجلس المركزي الفلسطيني في دورته المنعقدة في 10 أكتوبر/تشرين الأول 1993 في تونس، ويعول عليها أن تكون نواة الدولة الفلسطينية المقبلة على جزء من أرض فلسطين التاريخية وهي: الضفة الغربية وقطاع غزة، حيث تشكل مساحة هذه الأراضي ما نسبته 22% من إجمالي أرض فلسطين التاريخية. السلطة هيئة إدارية مؤقتة مسؤولة عن الفلسطينيين داخل هذه الأراضي، والذين بلغ عددهم في عام 2008 قرابة 4 مليون فلسطيني - أي ما نسبته 36.6% من العدد الإجمالي للفلسطينيين في العالم.
يطالب الفلسطينيون بالقدس الشرقية عاصمة لدولتهم المرجوّة، إلا أن إسرائيل تمنعهم من إنشاء أي مقار رسمية فيها. لذلك، توجد مكاتب ووزارات السلطة الفلسطينية في رام الله بينما أنشئ مقر للبرلمان في بلدة أبو ديس المتاخمة للقدس من جهة الشرق. كما يوجد للسلطة مكاتب في مدينة غزة باعتبارها أكبر مدن قطاع غزة.

#### الجمهورية اللبنانية

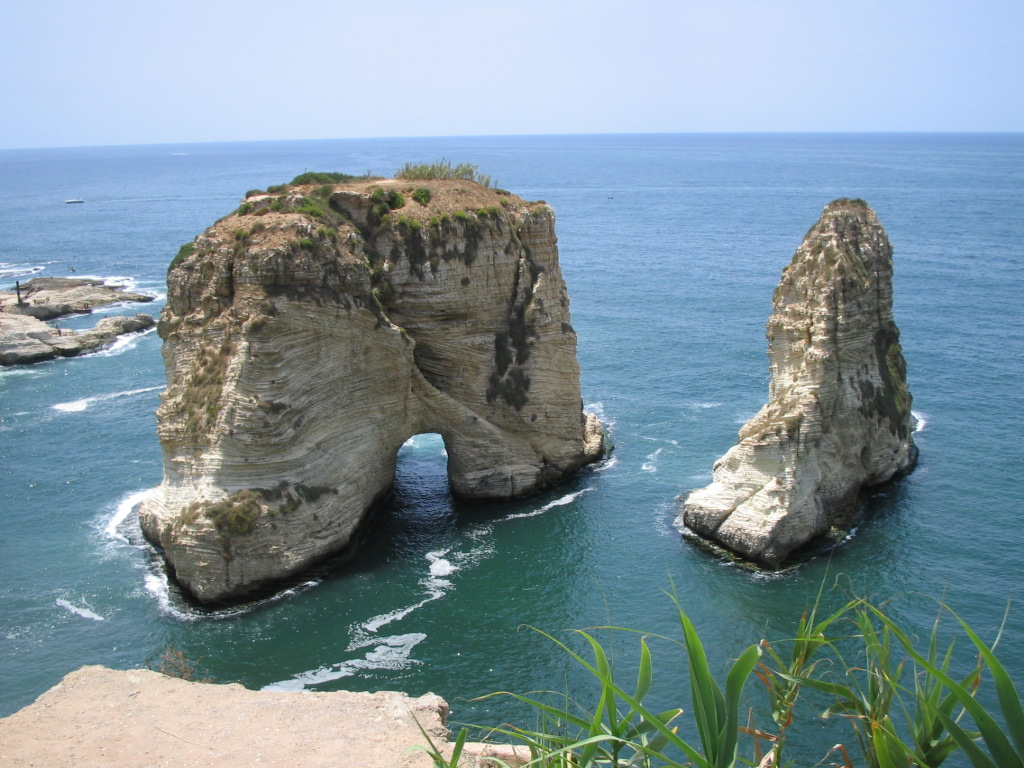
بيروت
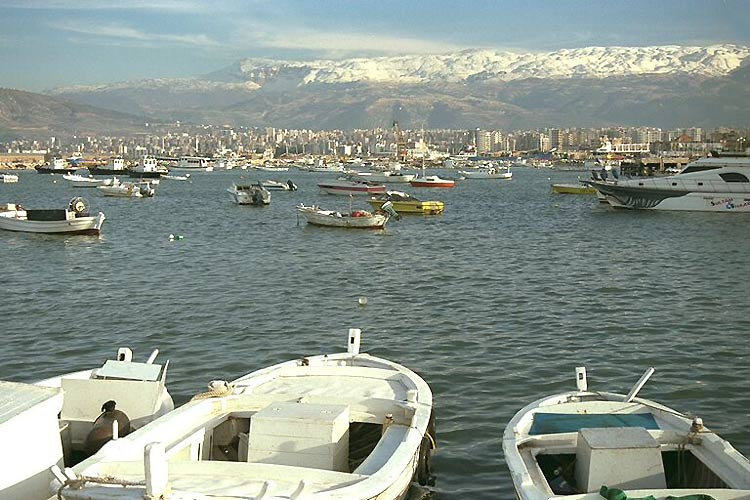
طرابلس
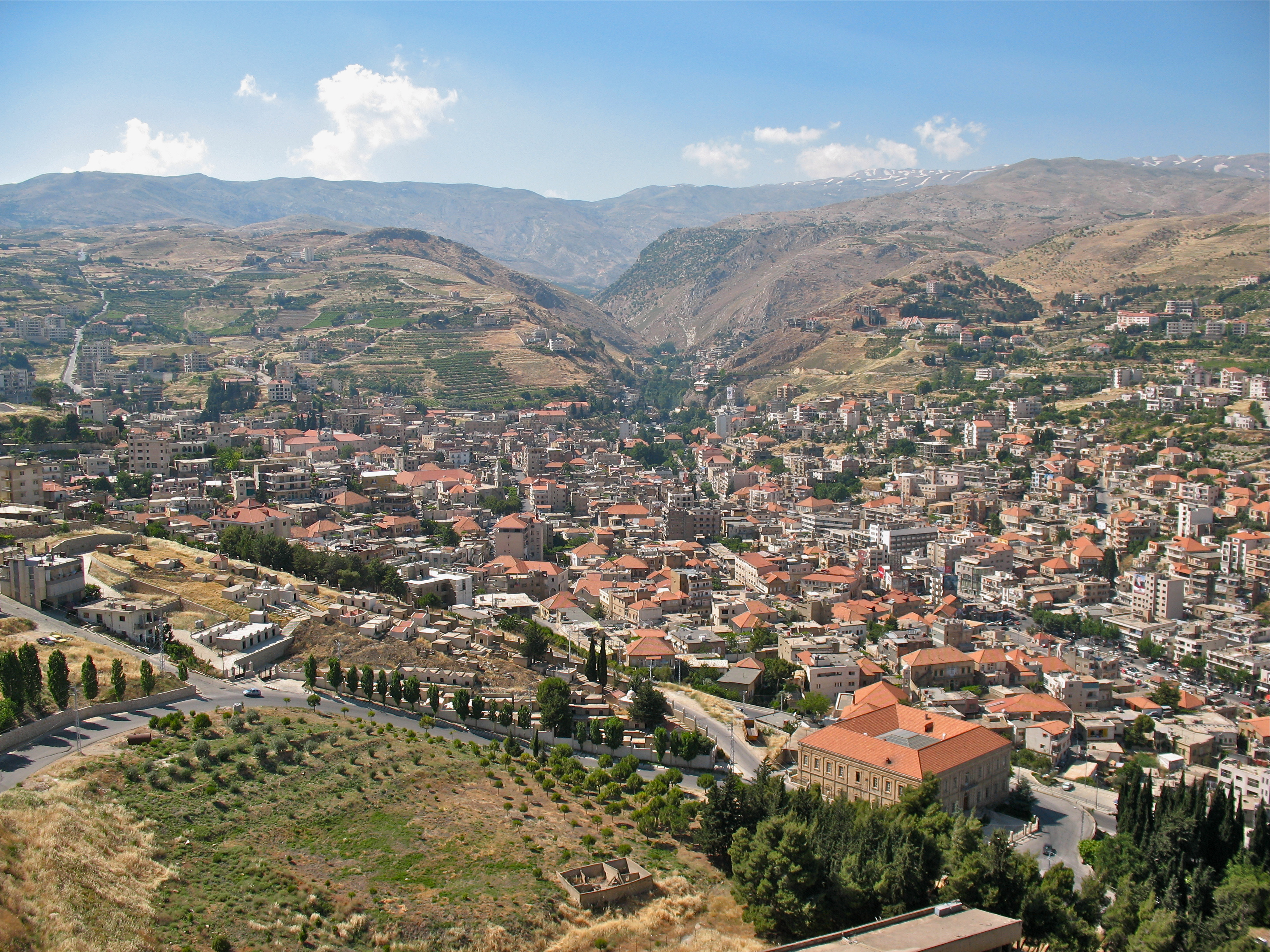
زحلة
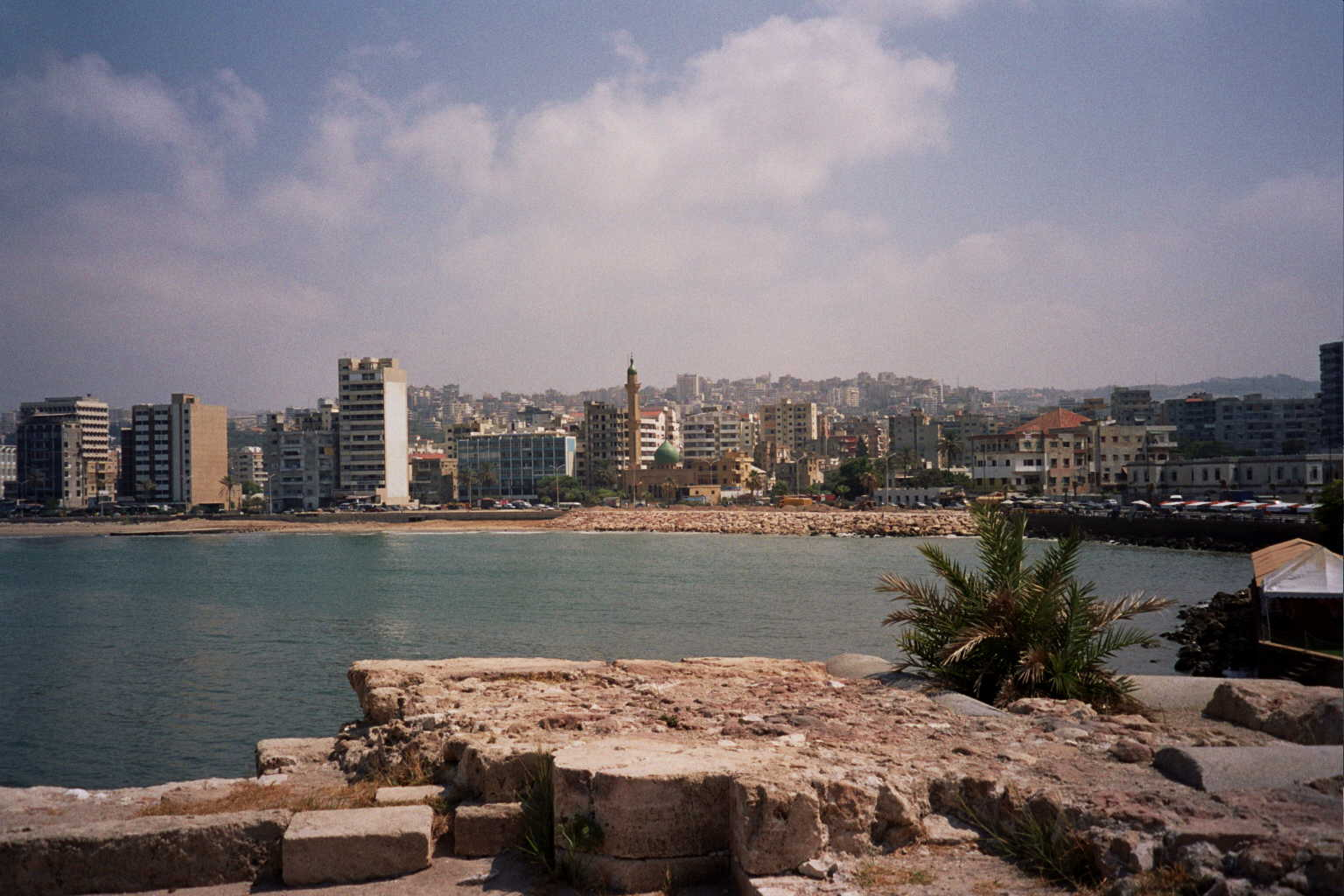
صيدا
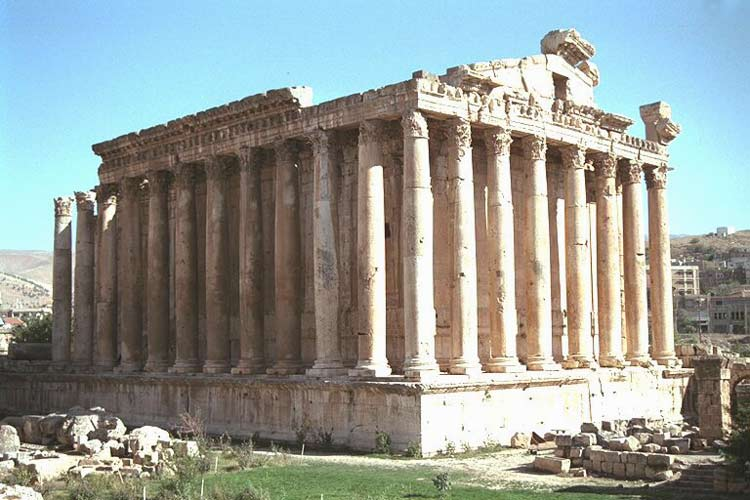
بعلبك

الجمهوريّة اللبنانية هي دولة واقعة في الشرق الأوسط في جنوب غرب القارة الآسيوية. تحدها سوريا من الشمال والشرق، وفلسطين المحتلة - إسرائيل من الجنوب، وتطل من جهة الغرب على البحر الأبيض المتوسط. هو بلد ديمقراطي جمهوري طوائفي غني بتعدد ثقافاته وتنوع حضاراته. معظم سكانه من العرب المسلمين والمسيحيين. وبخلاف بقية الدول العربية هناك وجود فعال للمسيحيين في الحياة العامة والسياسية. هاجر وانتشر أبناؤه حول العالم منذ أيام الفينيقيين، وحاليًا فإن عدد اللبنانيين المهاجرين يقدر بضعف عدد اللبنانيين المقيمين.
واجه لبنان منذ القدم تعدد الحضارات التي عبرت فيه أو احتلت أراضيه وذلك لموقعه الوسطي بين الشمال الأوروبي والجنوب العربي والشرق الآسيوي والغرب الأفريقي، وكانت هذه الوسطية سببًا لتنوعه وفرادته مع محيطه وفي الوقت ذاته سببًا للحروب والنزاعات على مر العصور تجلت بحروب أهلية ونزاع مصيري مع إسرائيل. ويعود أقدم دليل على استيطان الإنسان في لبنان ونشوء حضارة على أرضه إلى أكثر من 7000 سنة.
في القدم، سكن الفينيقيون أرض لبنان الحالية مع جزء من أرض سوريا وفلسطين، وهؤلاء قوم ساميون اتخذوا من الملاحة والتجارة مهنة لهم، وازدهرت حضارتهم طيلة 2500 سنة تقريبًا (من حوالي سنة 3000 حتى سنة 539 ق.م). وقد مرّت على لبنان عدّة حضارات وشعوب استقرت فيه منذ عهد الفينيقين، مثل المصريين القدماء، الآشوريين، الفرس، الإغريق، الرومان، الروم البيزنطيين، العرب، الصليبيين، الأتراك العثمانيين، فالفرنسيين.
وطبيعة أرض لبنان الجبلية الممانعة كمعظم جبال بلاد الشام كانت ملاذًا للمضطهدين في المنطقة منذ القدم، وفي الوقت ذاته صبغت مناخه وجمال طبيعته التي تجذب السياح من البلاد المحيطة به مما أنعش اقتصاده حتى في أحلك الأزمات، فاقتصاده يعتمد على الخدمات السياحية والمصرفية التي تشكّل معًا أكثر من 65% من مجموع الناتج المحلي.
يعتبر لبنان أحد أكثر المراكز المصرفية أهمية في آسيا الغربية، ولمّا بلغ ذروة ازدهاره أصبح يُعرف بسويسرا الشرق.

#### المملكة الأردنية الهاشمية

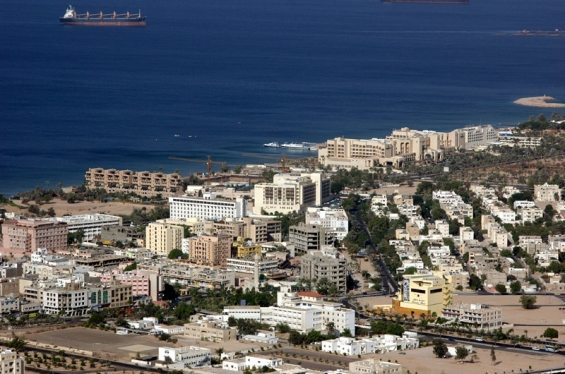
العقبة
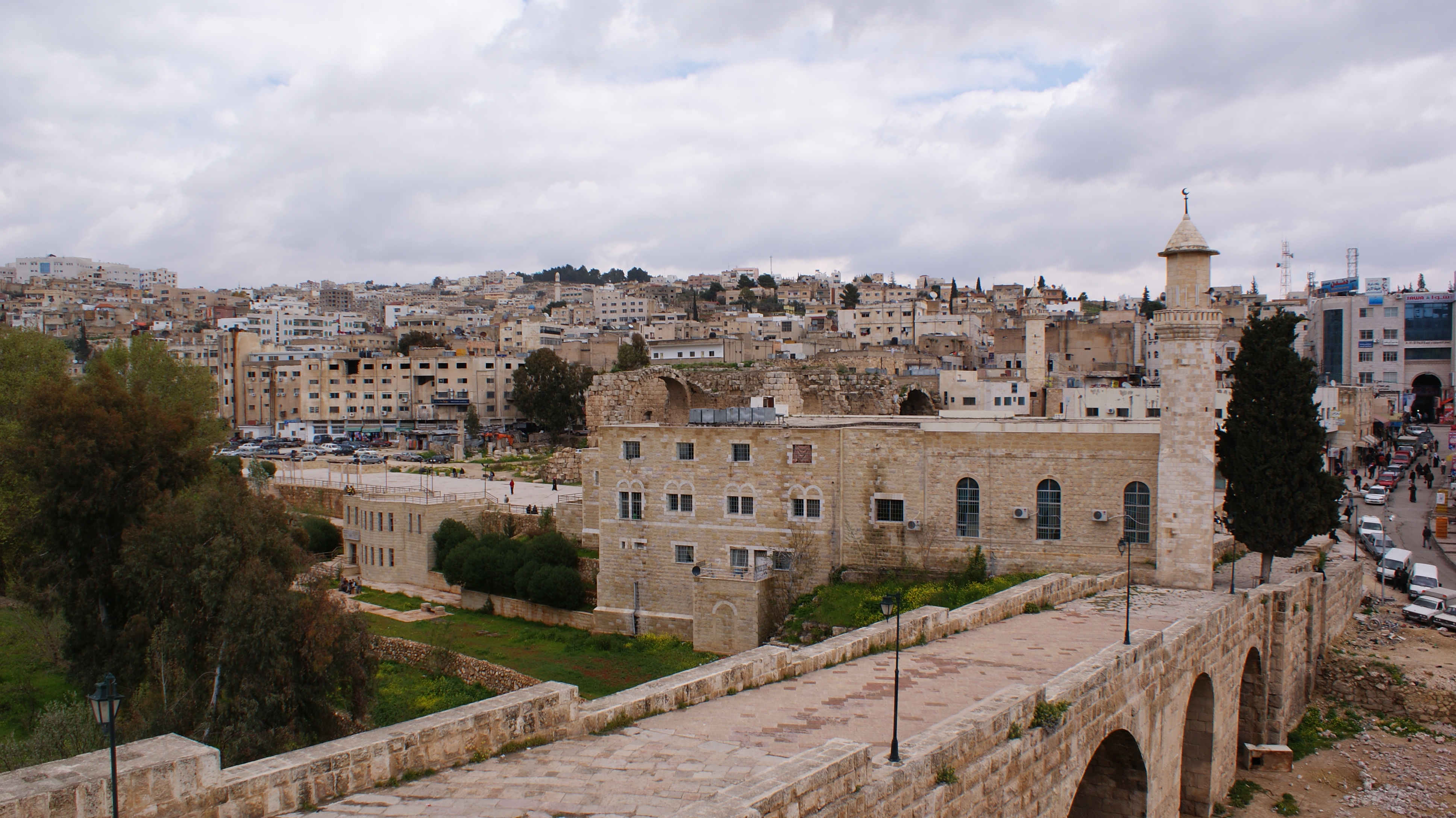
جرش
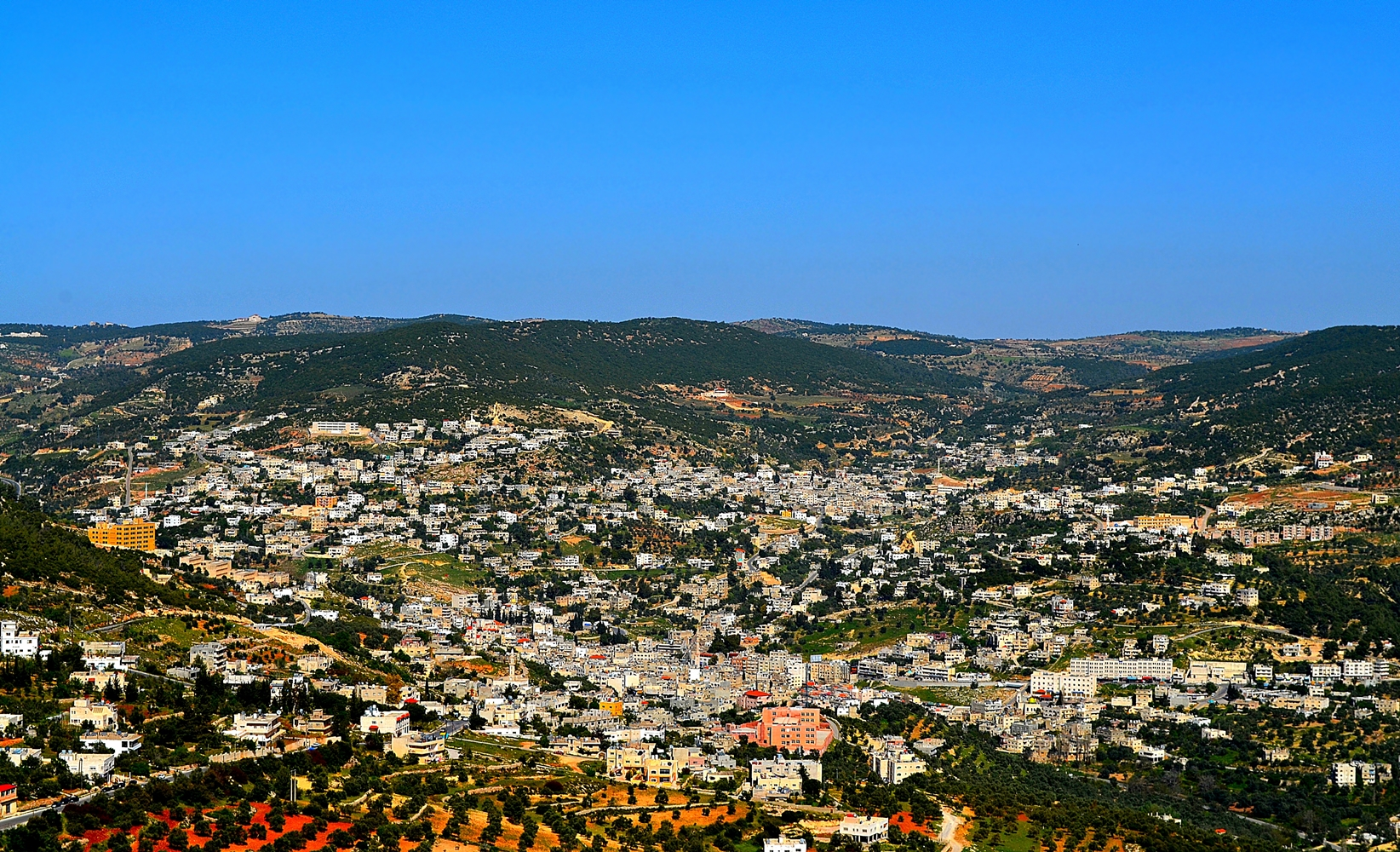
عجلون
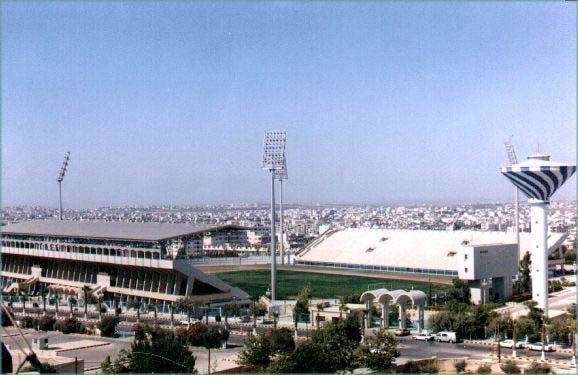
إربد

الأردن رسميًا المملكة الأردنية الهاشمية دولة تقع جنوب غرب آسيا، تتوسط الشرق الأوسط بوقوعها في الجزء الجنوبي من منطقة بلاد الشام، والشمالي لمنطقة شبه الجزيرة العربية.لها حدود مشتركة مع كل من سوريا من الشمال، فلسطين التاريخية (الضفة الغربية وإسرائيل) من الغرب العراق من الشرق، وتحدها شرقًا وجنوبًا المملكة العربية السعودية، كما تطل على خليج العقبة في الجنوب الغربي، حيث تطل مدينة العقبة على البحر الأحمر، ويعتبر هذا المنفذ البحري الوحيد للأردن. سميت بالأردن نسبة إلى نهر الأردن الذي يمر على حدودها الغربية. يُعتبر الأردن بلد يجمع بين ثقافات ولهجات عربية مختلفة بشكل لافت، ولا تفصله أي حدود طبيعية عن جيرانه العرب سوى نهر الأردن ونهر اليرموك اللذان يشكلان على التوالي جزءا من حدوده مع فلسطين وسوريا. أما باقي الحدود فهي امتداد لبادية الشام في الشمال والشرق وصحراء النفوذ في الجنوب، ووادي عربة إلى الجنوب الغربي. تتنوع التضاريس بالأردن كثيرًا، وأهم جباله جبال عجلون في الشمال الغربي، وجبال الشراة في الجنوب، أعلى قمة تلك الموجودة على جبل أم الدامي 1854 متر، وأخفض نقطة في البحر الميت والتي تعتبر أخفض نقطة في العالم. أسّس الأمير عبد الله بن الحسين عام 1921، إمارة شرق الأردن بمساعدة بريطانيا وكانت خاضعة آنذاك لفلسطين الانتدابية، استقلت عام 1946 ونودي بالأمير عبد الله ملكًا عليها، فعُرفت منذ ذلك الحين باسم المملكة الأردنية الهاشمية.

### بلاد النيل والمغرب العربي

#### جمهورية مصر العربية

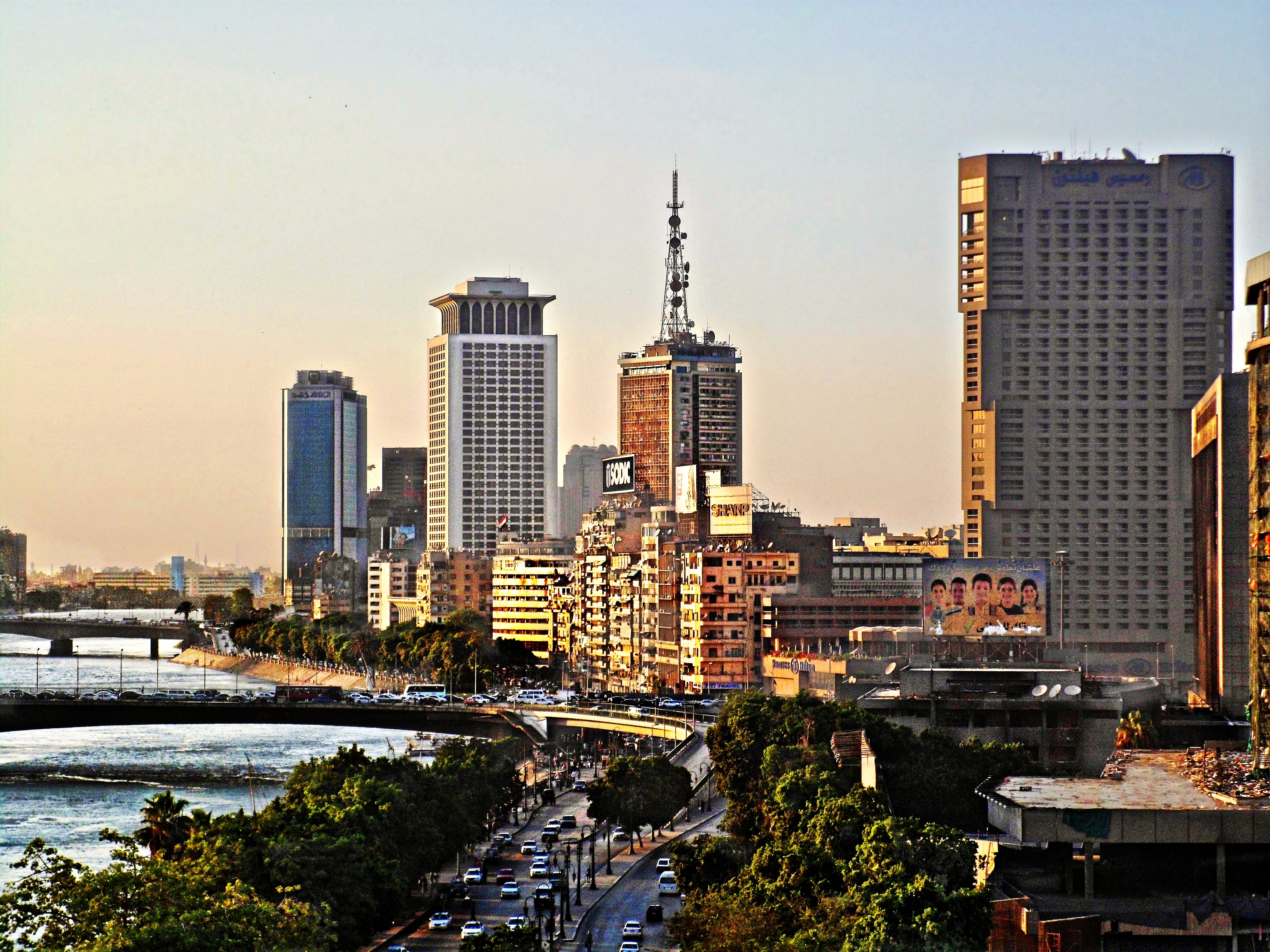
القاهرة
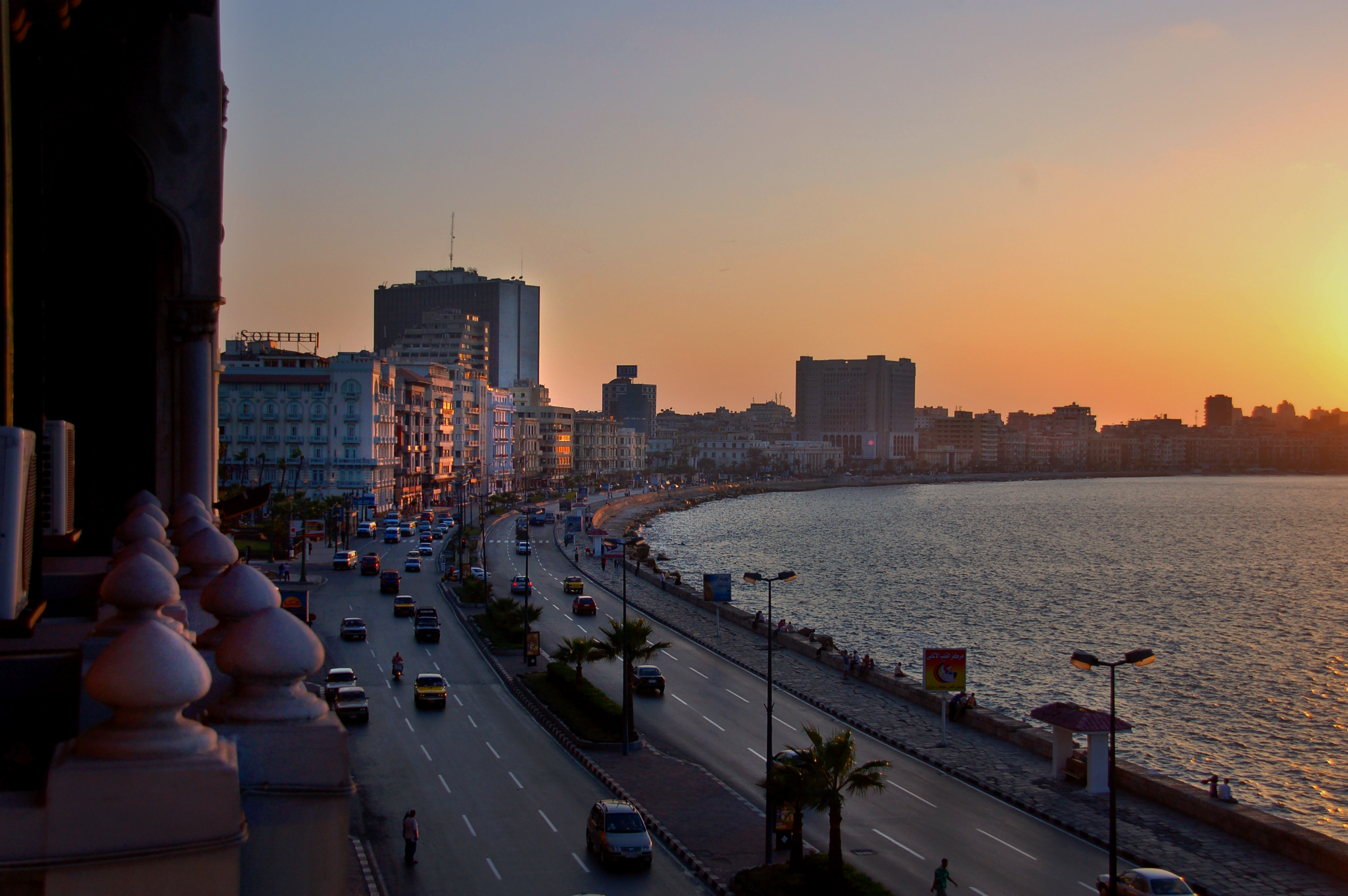
الإسكندرية
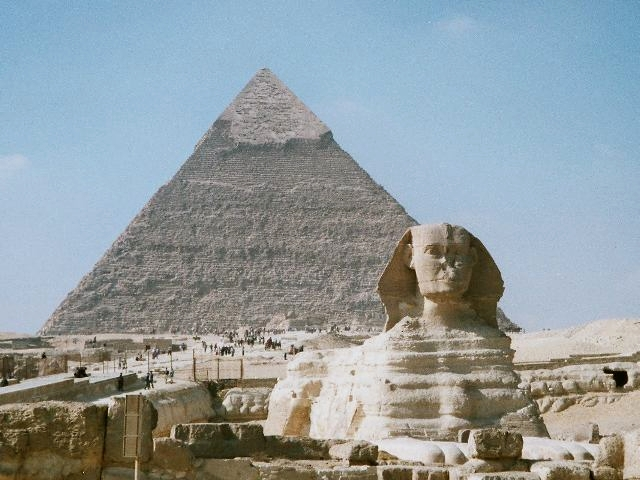
الجيزة
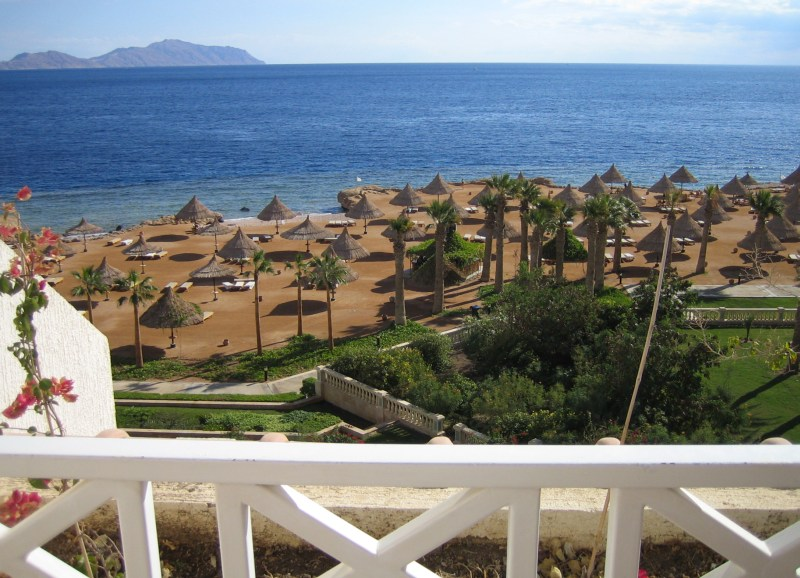
شرم الشيخ
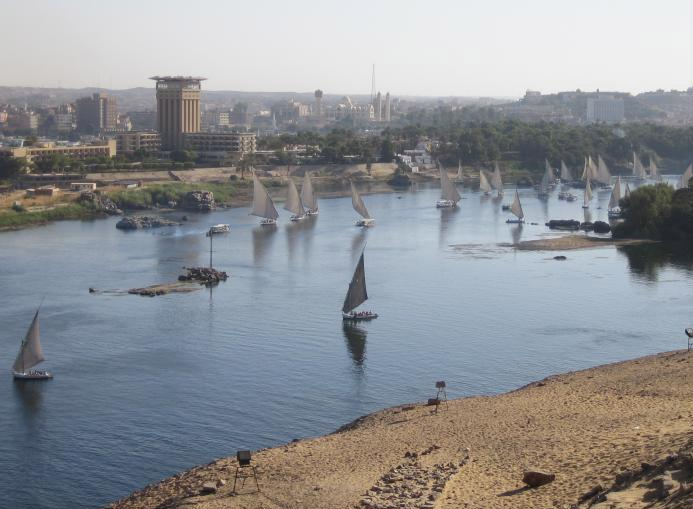
أسوان

مِصْرَ أو رسميًا جمهورية مصر العربية، دولة عربية ديانتها الرسمية الإسلام، ونظام الحكم فيها جمهوري ديمقراطي. تقع مصر في الركن الشمالي الشرقي من قارة أفريقيا، ولديها امتداد آسيوي، حيث تقع شبه جزيرة سيناء داخل قارة آسيا فهي دولة عابرة للقارات. ويحد جمهورية مصر العربية من الشمال البحر المتوسط بساحل يبلغ طوله 995 كم، ويحدها شرقا البحر الأحمر بساحل يبلغ طوله 1941 كم، ويحدها في الشمال الشرقي فلسطين وإسرائيل بطول 265 كم، ويحدها من الغرب ليبيا على امتداد خط بطول 1115 كم، كما يحدها جنوبا السودان بطول 1280 كم. تبلغ مساحة جمهورية مصر العربية حوالي 1,002,000 كيلومتر مربع والمساحة المأهولة تبلغ 78,990كم2 بنسبة 7.8 % من المساحة الكلية. وتُقسم مصر إداريًا إلى 27 محافظة، وتنقسم كل محافظة بالتالي إلى عدد من المراكز والمدن والأحياء والقرى والتجمعات العمرانية.
تشتهر مصر بأنها أقدم الحضارات على وجه الأرض حيث بدأ الإنسان المصري بالنزوح إلى ضفاف النيل واستقر وبدأ في زراعة الأرض وتربية الماشية منذ نحو 10,000 سنة.
وتطور أهلها سريعًا وبدأت فيها صناعات بسيطة وتطور نسيجها الاجتماعي المترابط، وكوّنوا إمارات متجاورة مسالمة على ضفاف النيل تتبادل التجارة، سابقة في ذلك كل بلاد العالم. تشهد على ذلك حضارة البداري منذ نحو 7000 سنة وحضارة نقادة (4400 سنة قبل الميلاد - نحو 3000 سنة قبل الميلاد). وكان التطور الطبيعي لها أن تندمج مع بعضها البعض شمالًا وجنوبًا وتوحيد الوجهين القبلي والبحري وبدأ الحكم المركزي الممثل في بدء عصر الأسرات (نحو 3000 قبل الميلاد). وتبادلت التجارة مع جيرانها ونشأت فيها الكتابة بالطريقة الهيروغليفية. يماثلها في ذلك سكان دجلة والفرات الذين بدؤا الكتابة أيضا نحو 4000 قبل الميلاد بطريقة الخط المسماري. وكان طبيعيًا أن يتبادلا التجارة والتعامل الحضاري الذي يرجع له الفضل في تطور الإنسانية جمعاء. وكان لابتكار الكتابة في مصر أثر كبير على مسيرة الحياة في البلاد وتطورها السريع، وكان المصري القديم مولعًا بالكتابة، ويمكن للباحث العصري تتبع الحضارة المصرية ليس فقط عن طريق ما خلفه قدماء المصريين من آثار على الأرض من معابد وأهرامات، وإنما عن طريق فك لغز الكتابة المصرية القديمة وقراءة التاريخ حيث كان المصريون القدماء يكتبون عن كل شيء في حياتهم، من تمجيد للملوك، وعقود سلام مع بلاد الجوار، وكتابات في الأخلاق والحكمة، ومخطوطات دينية، ومخطوطات في الطب والهندسة والحساب، بل حتى الرسائل بين أفراد العائلة أو رسائل بين أصدقاء.

#### المملكة المغربية

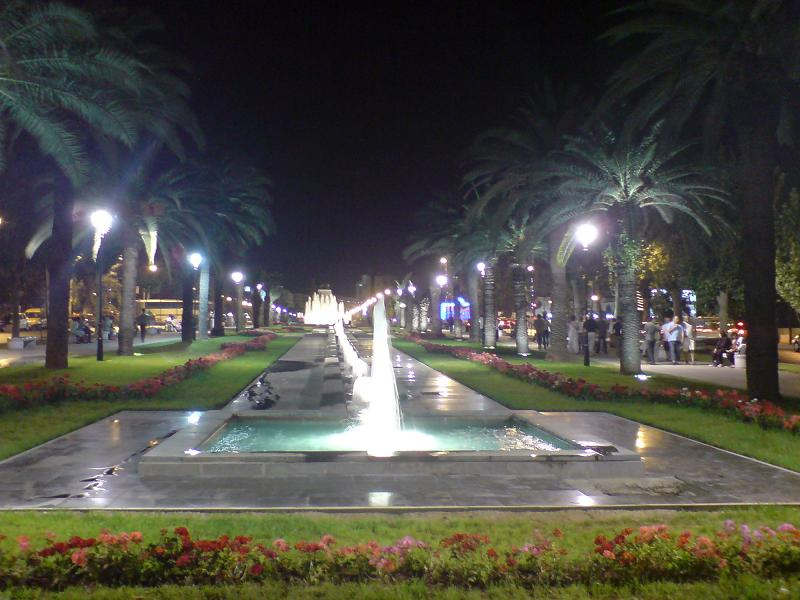
فاس
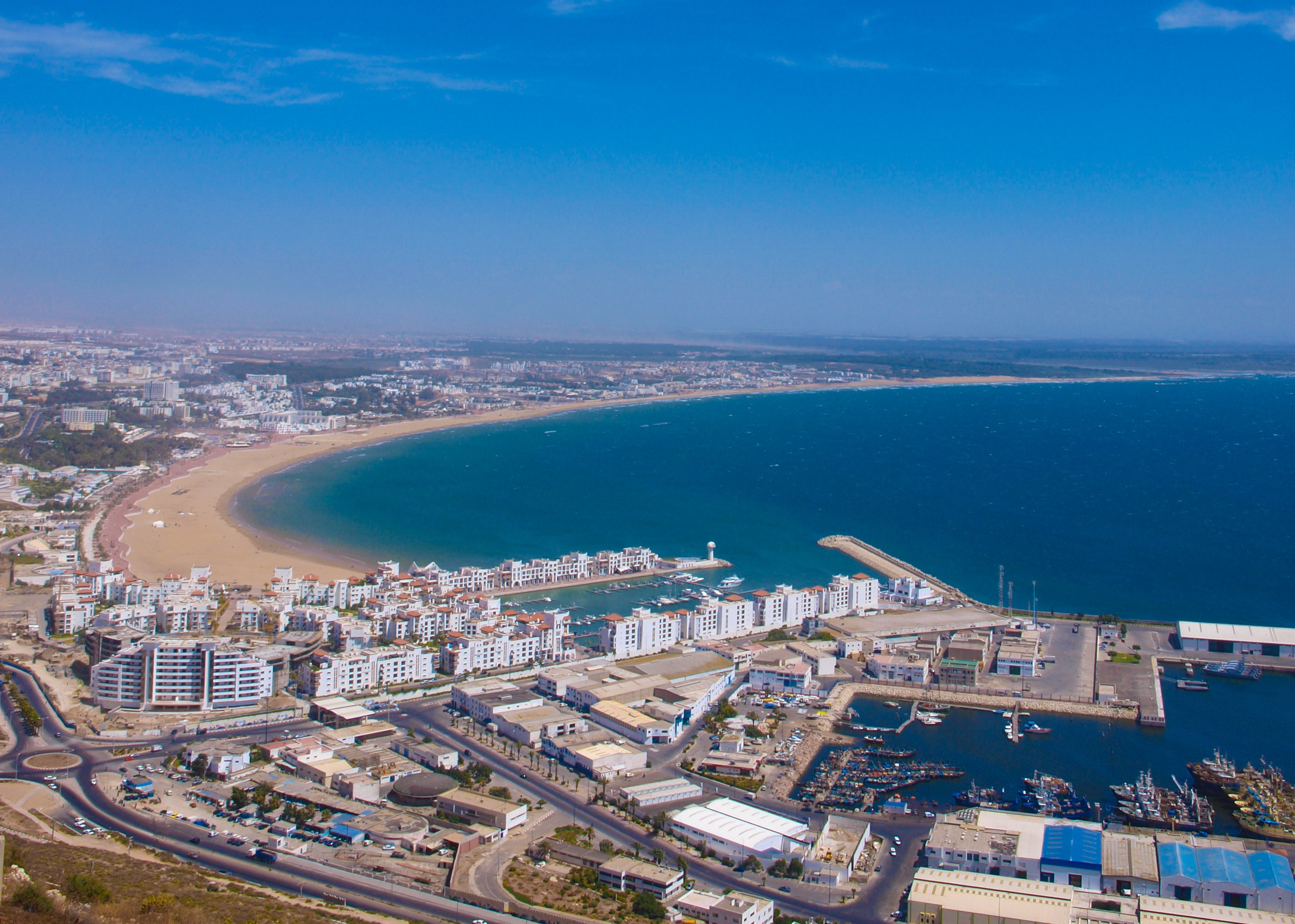
أغادير
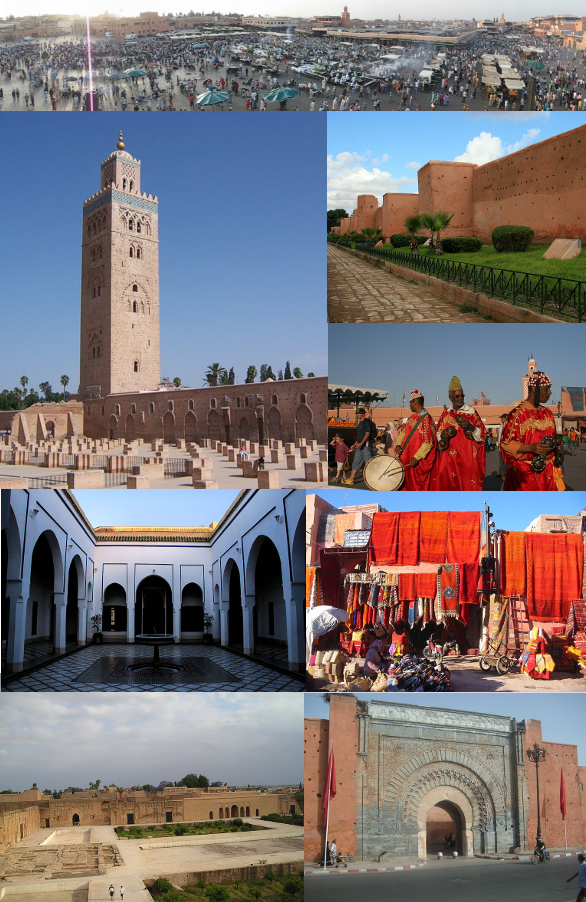
مراكش

المغرب دولة تقع في أقصى غربي شمال أفريقيا عاصمتها الرباط وأكبر مدنها الدار البيضاء التي تعتبر العاصمة الاقتصادية، ومن أهم المدن:سلا وفاس ومراكش ومكناس وطنجة وأڭادير وآسفي وتطوان ووزان ووجدة وسطات. يطل المغرب على البحر المتوسط شمالا والمحيط الأطلسي غربا يتوسطهما مضيق جبل طارق؛ تحده شرقا الجزائر (خلاف حول الحدود المغربية مع الجزائر) وجنوبا موريتانيا. وفي الشريط البحري الضيق الفاصل بين المغرب وإسبانيا ثلاث مكتنفات إسبانية هي سبتة ومليلية وصخرة قميرة.
المغرب عضو في الأمم المتحدة منذ 1956 وجامعة الدول العربية منذ 1958 واللجنة الدولية الأولمبية منذ 1959 ومنظمة المؤتمر الإسلامي منذ 1969 والمنظمة الدولية الفرانكوفونية منذ 1981 والاتحاد المغاربي منذ 1989 ومجموعة الحوار المتوسطي منذ 1995 ومجموعة سبعة وسبعون منذ 2003 ومنظمة حلف شمال الأطلسي كحليف رئيس خارجه منذ 2004، ثم الاتحاد من أجل المتوسط سنة 2008. كما تم انتخاب المغرب مؤخرا عضوا جديدا غير دائم بمجلس الأمن التابع للأمم المتحدة لولاية تمتد لسنتين، ابتداء من فاتح يناير 2012 إلى غاية ديسمبر 2013.

#### الجمهورية التونسية

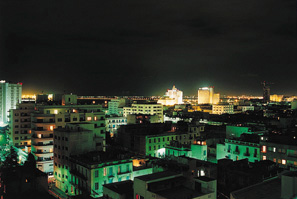
مدينة تونس
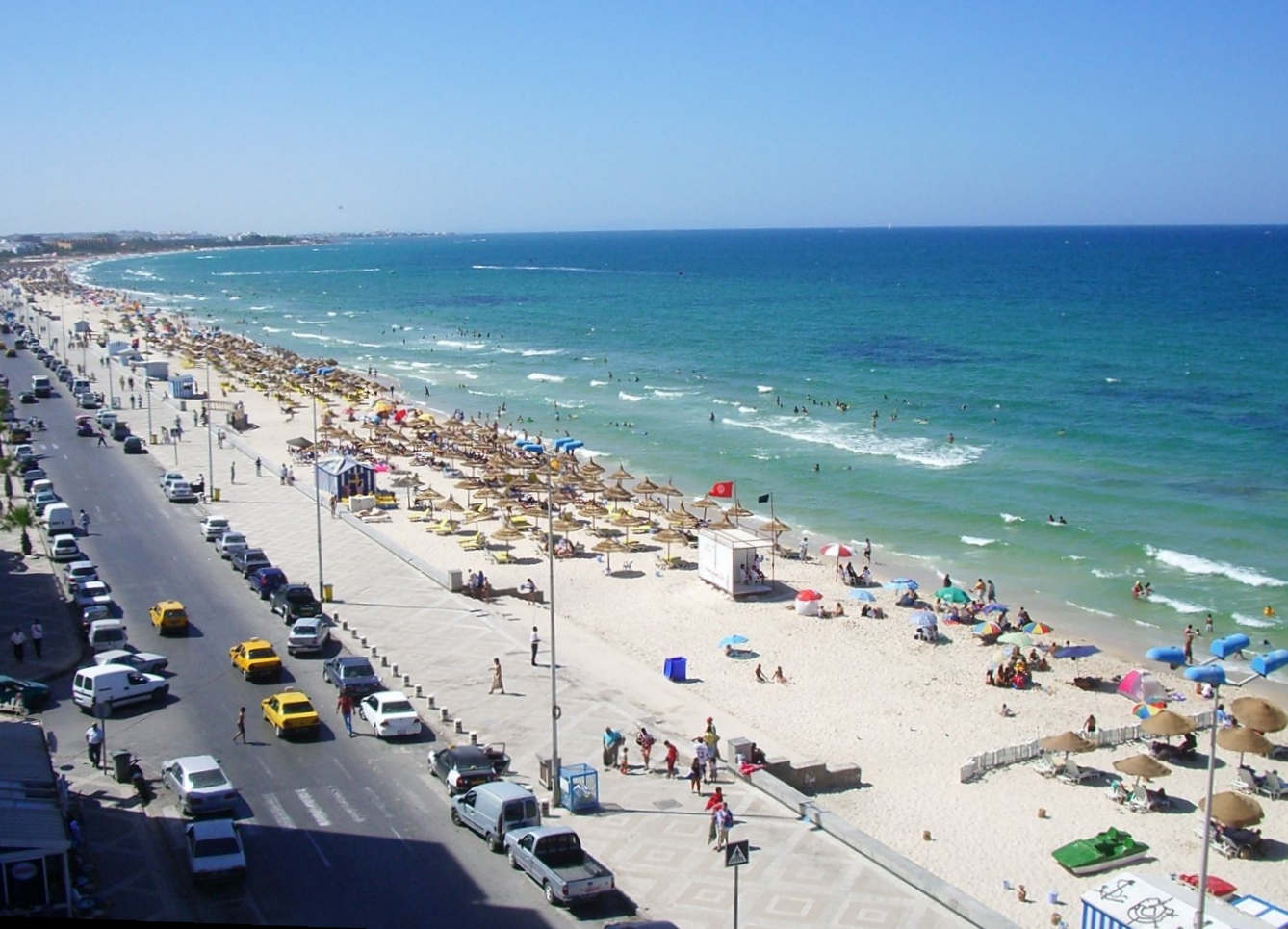
سوسة
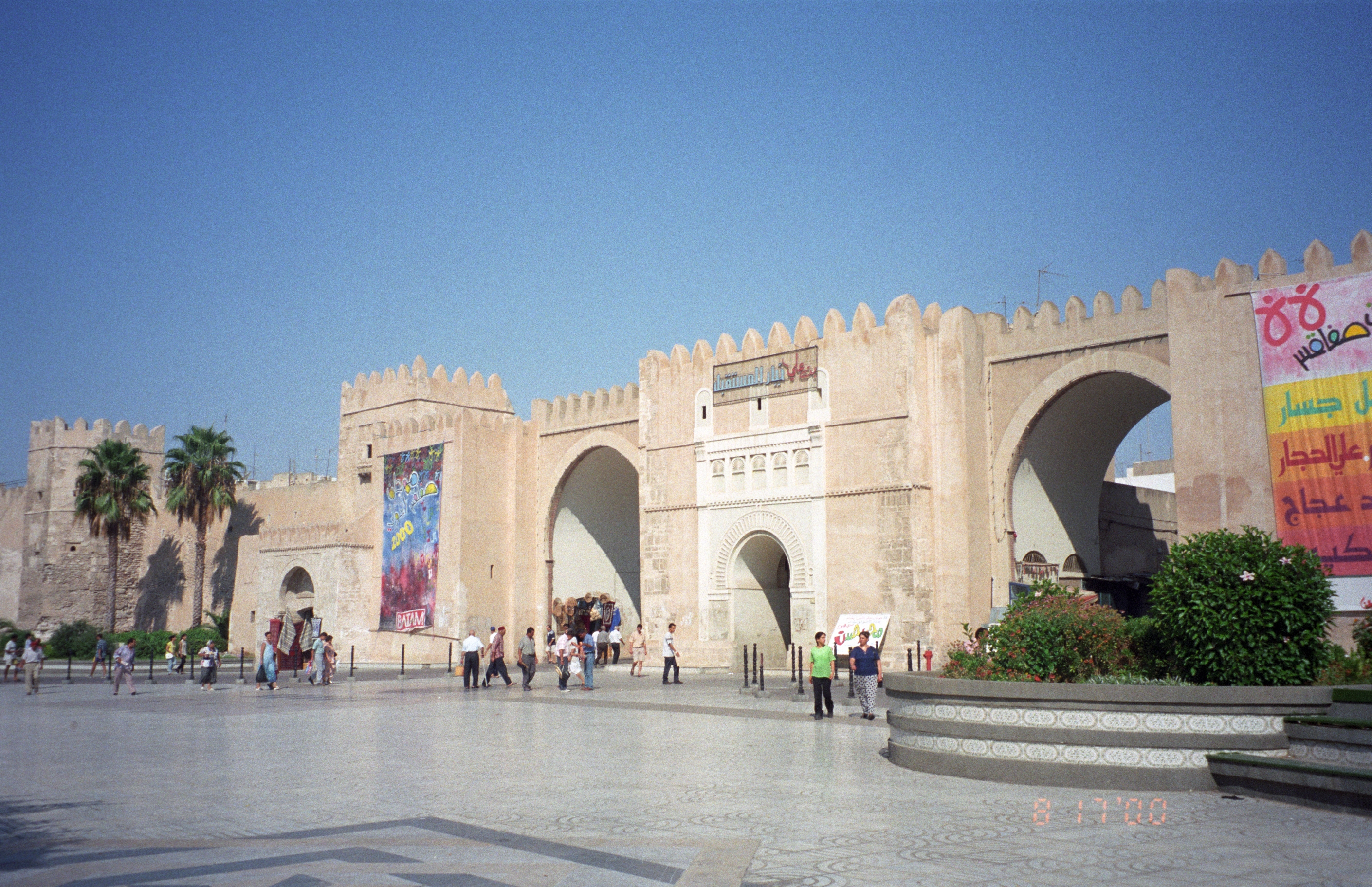
صفاقس
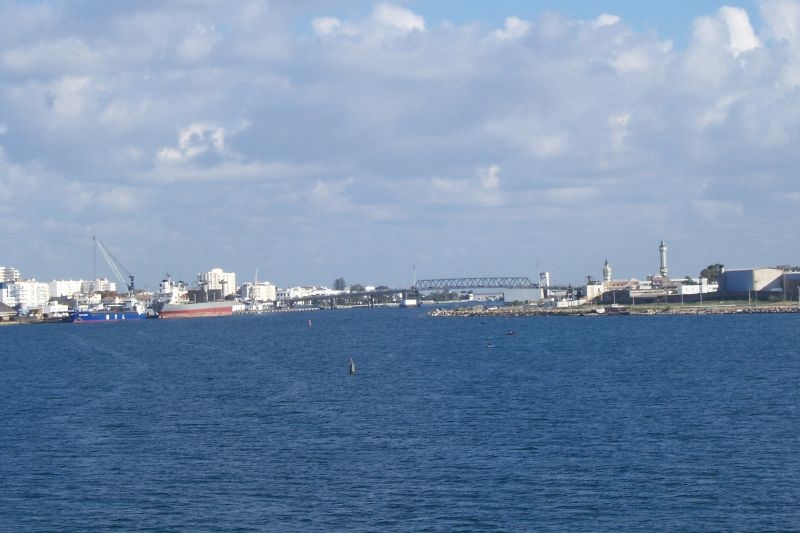
بنزرت
قرطاج

تونس، رسميا الجمهورية التونسية، هي دولة تقع في شمال أفريقيا يحدها من الشمال والشرق البحر الأبيض المتوسط ومن الجنوب الشرقي ليبيا (459 كم) ومن الغرب الجزائر (965 كم). عاصمتها مدينة تونس. تبلغ مساحة الجمهورية التونسية 163,610 كم2.
 يبلغ سكان الجمهورية التونسية حسب اخر الاحصائيات سنة 2014 ما يقارب 10 ملايين و 982,8 الف نسمة
لعبت تونس أدوارا هامة في التاريخ القديم منذ عهد الفينيقيين والأمازيغ والقرطاجيين والونداليين والرومان وقد عرفت باسم مقاطعة أفريكا إبان الحكم الروماني لها والتي سميت باسمها كامل القارة. فتحها المسلمون  في القرن السابع الميلادي وأسسوا فيها مدينة القيروان سنة 50 هـ لتكون أول مدينة إسلامية في شمال أفريقيا. في ظل الدولة العثمانية، كانت تسمى «الإيالة التونسية». وقعت تحت الاحتلال الفرنسي في عام 1881, ثم حصلت على استقلالها في عام 1956 لتصبح رسميا المملكة التونسية في نهاية عهد محمد الأمين باي. مع إعلان الجمهورية التونسية في 25 يوليو 1957، أصبح الحبيب بورقيبة أول رئيس لها.
تلى الأخيرَ في رئاسة الجمهورية زين العابدين بن علي بالانقلاب عام 1987, واستمر حكمه حتي 2011 حين هرب خلال الثورة التونسية. اعتمدت تونس على الصناعات الموجهة نحو التصدير في عملية تحرير وخصخصة الاقتصاد الذي بلغ متوسط نمو الناتج المحلي الإجمالي 5 ٪ منذ أوائل 1990، عانت تونس الفساد في ضل حكم الرئيس السابق.

#### الجمهورية الجزائرية الديمقراطية الشعبية

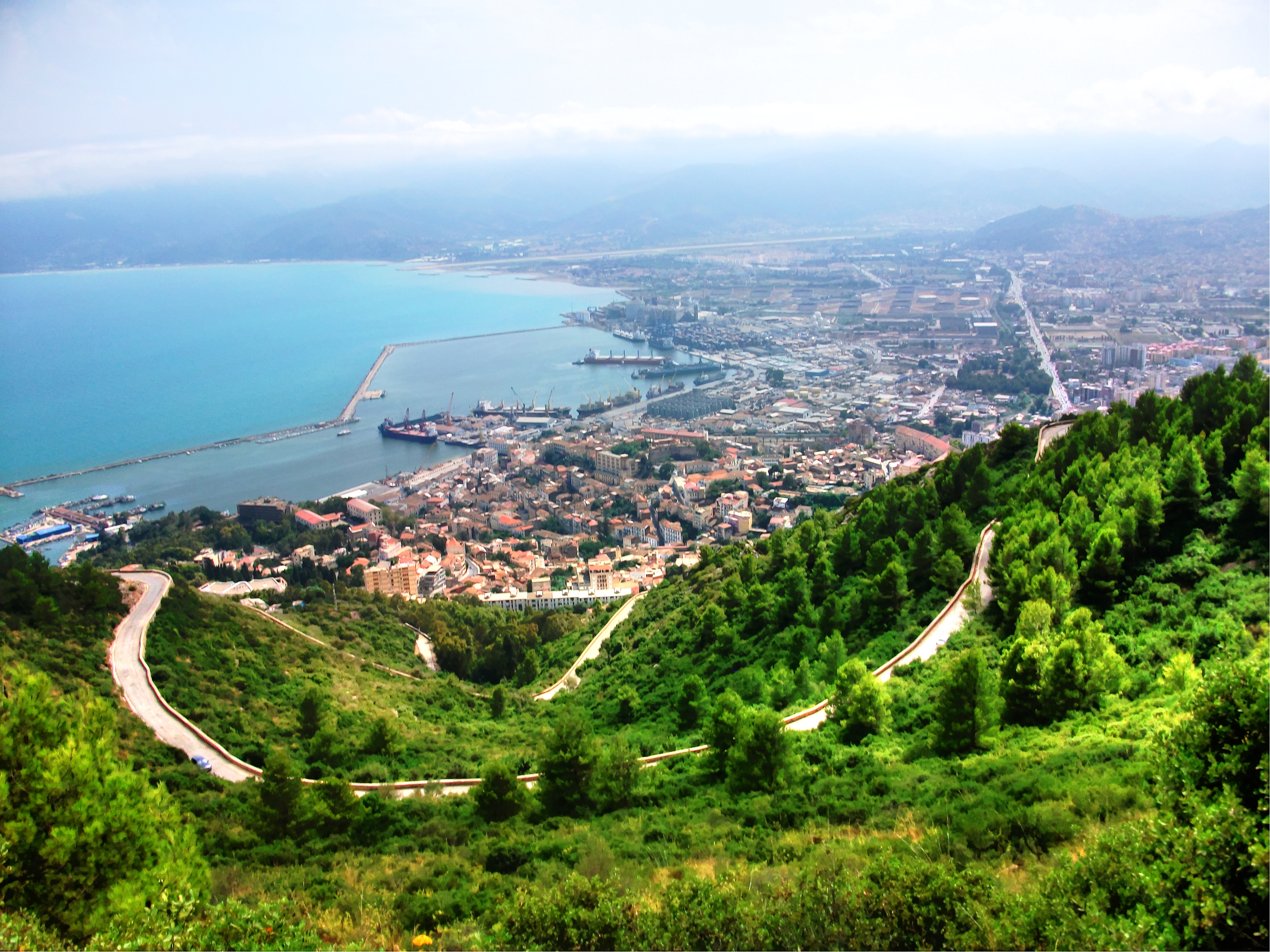
بجاية
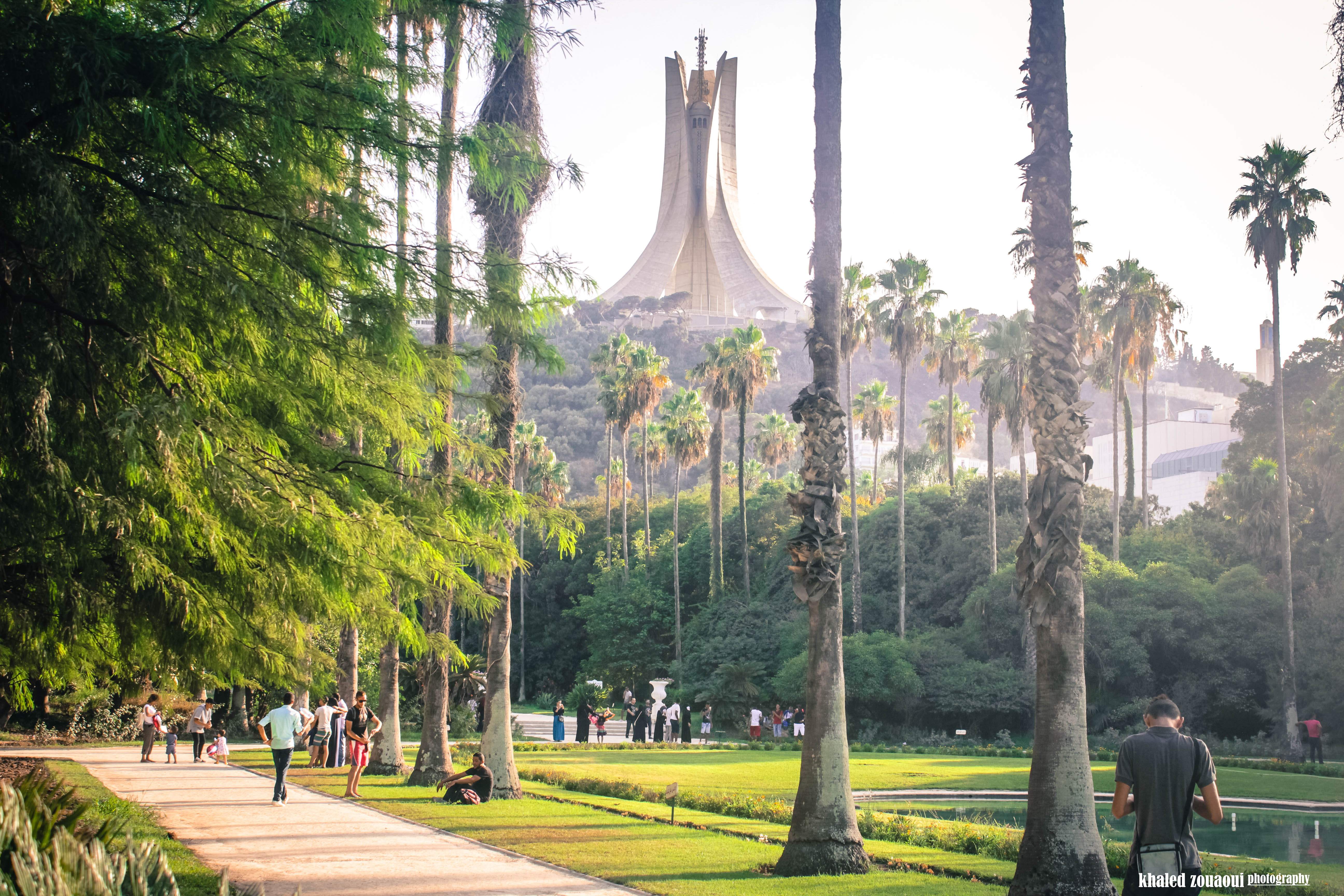
الجزائر العاصمة
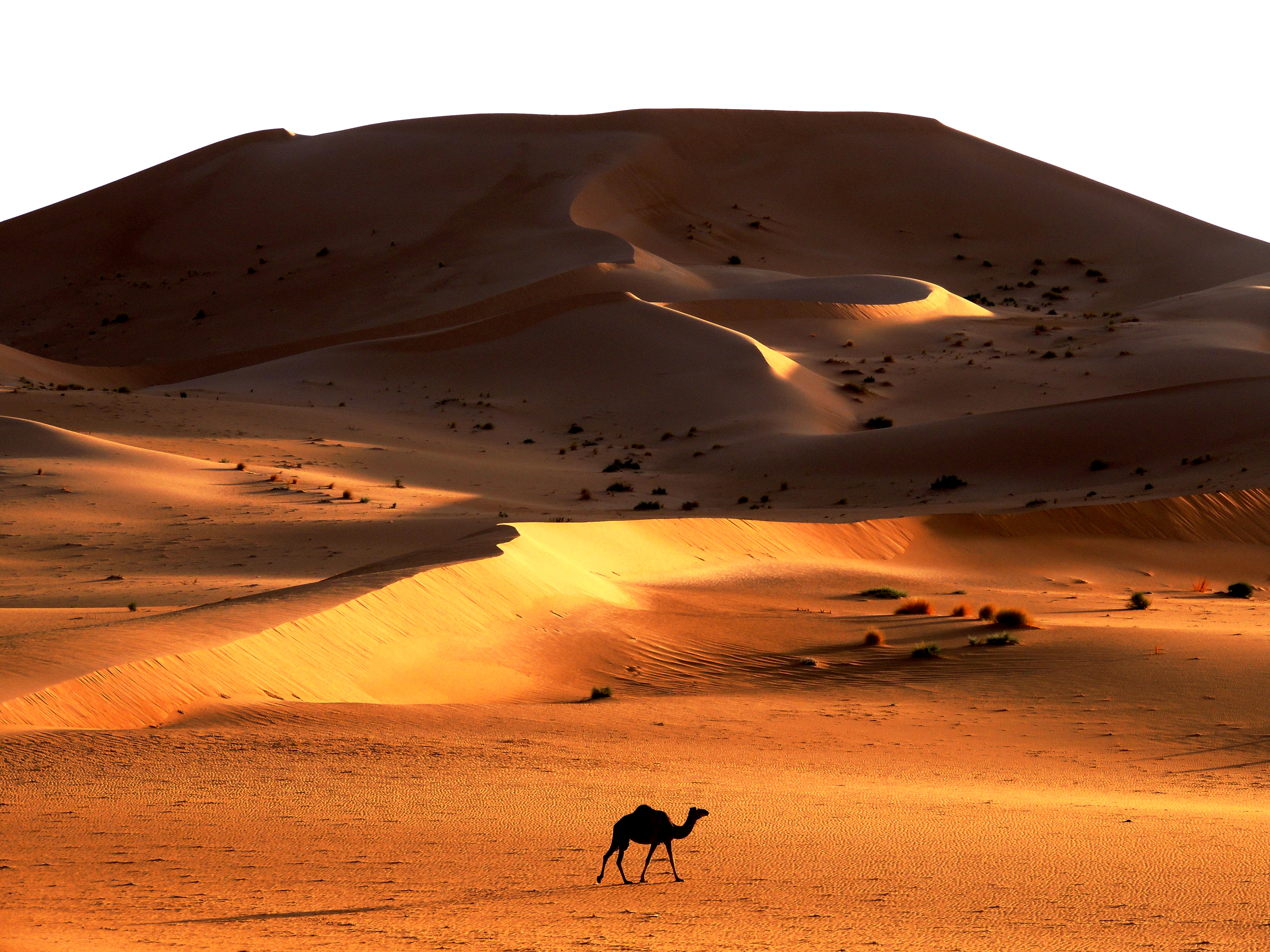
الصحراء الجزائرية
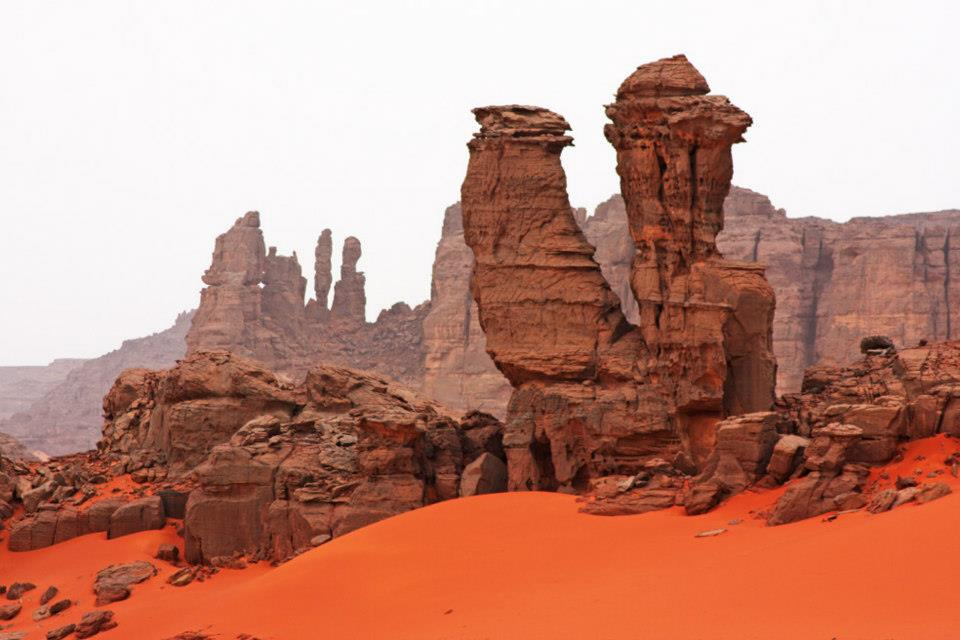
جانت
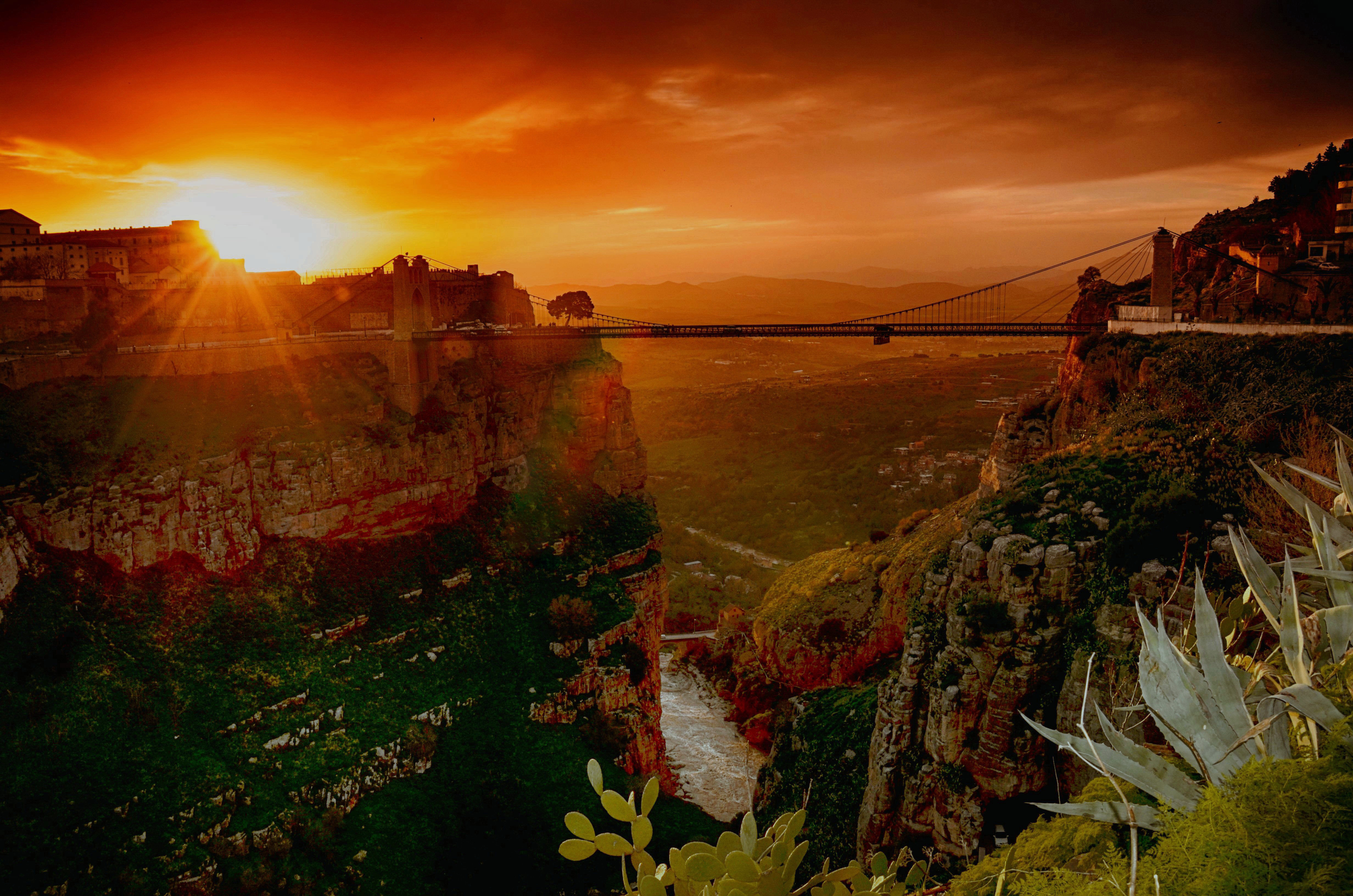
قسنطينة
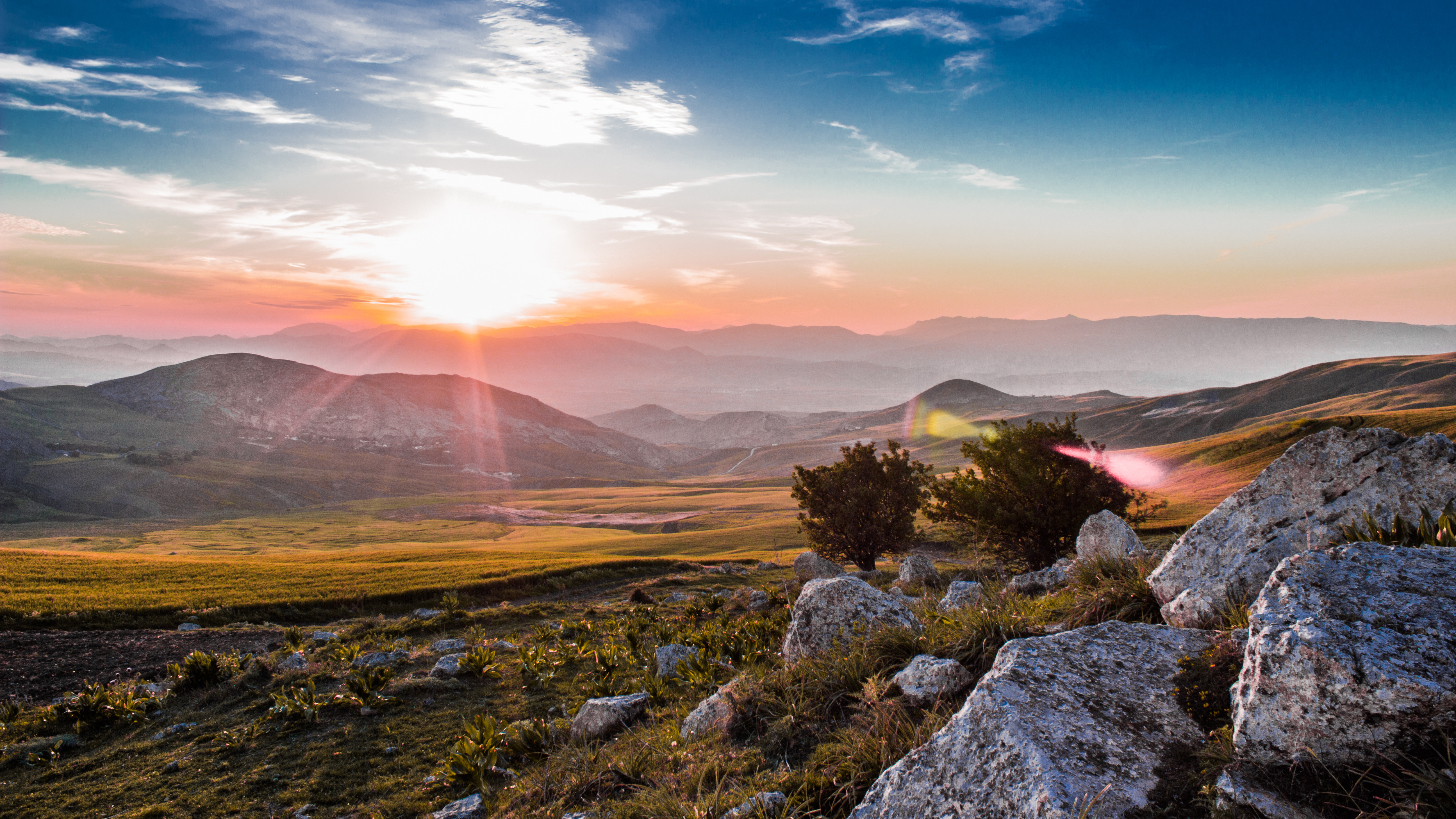
ميلة
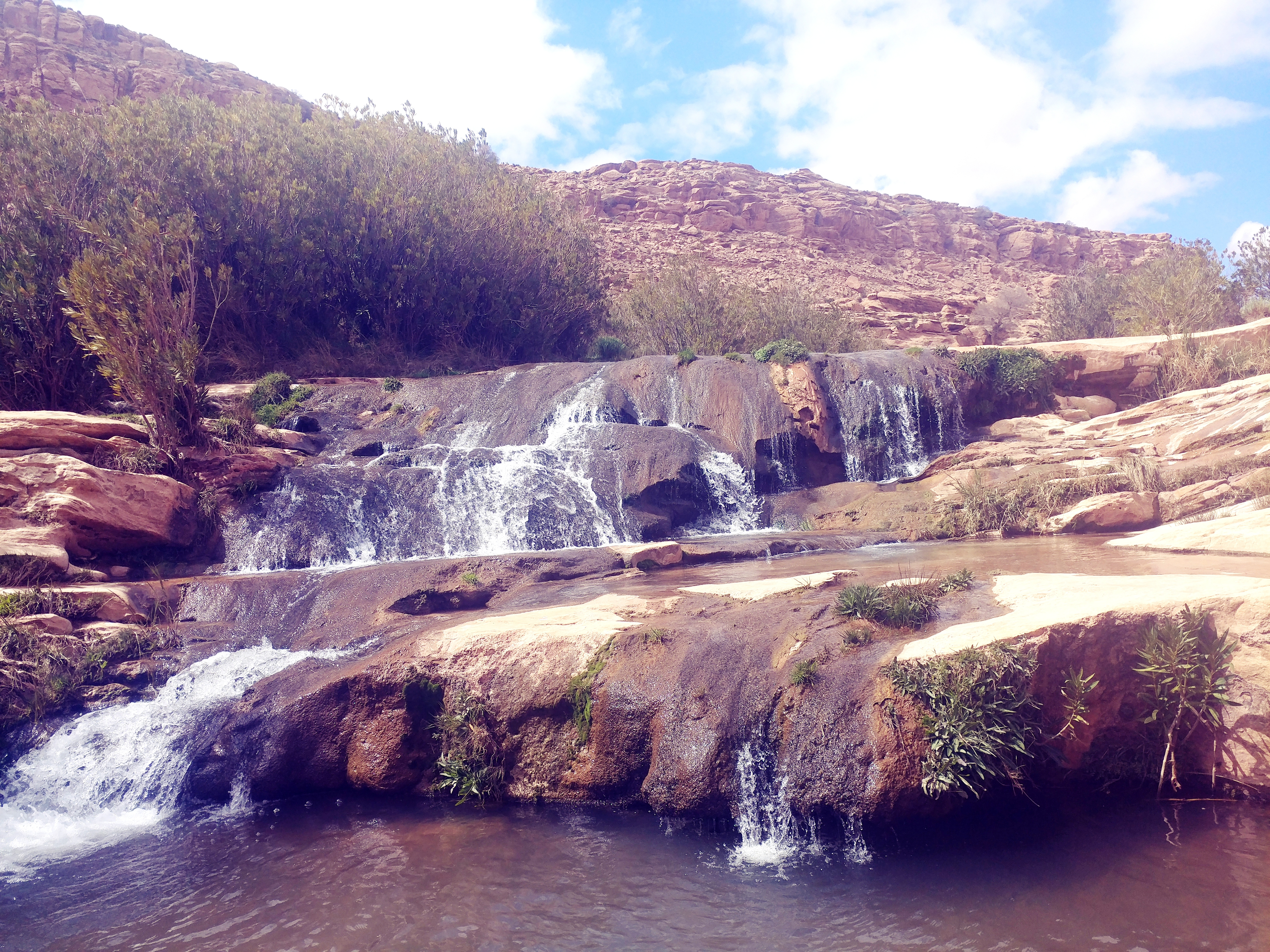
الأغواط
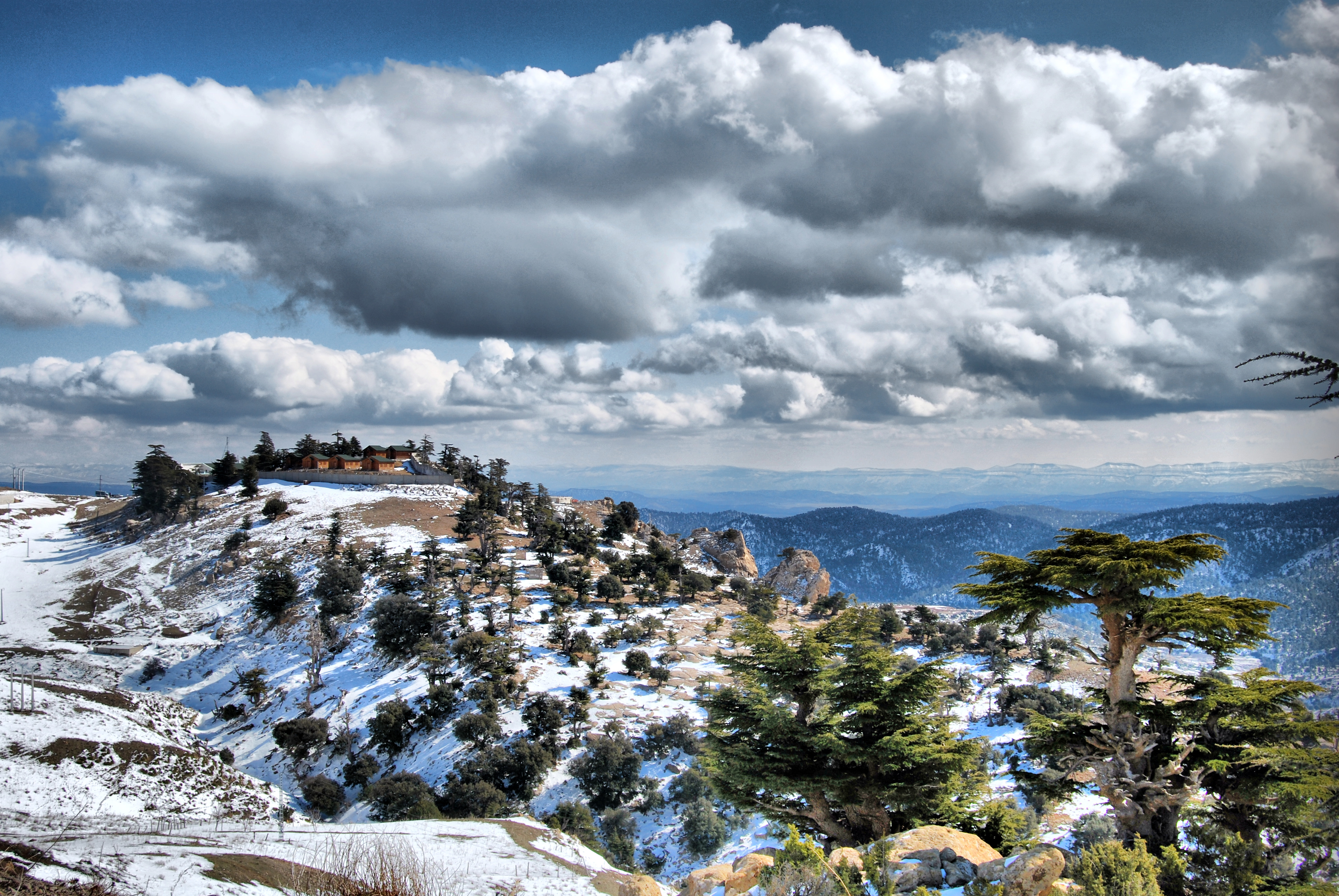
الشريعة

الجمهورية الجزائرية الديمقراطية الشعبية رسميا أو الجزائر اختصارا هو أكبر بلد أفريقي وعربي من حيث المساحة، والعاشر عالميا. تقع الجزائر في شمال غرب القارة الأفريقية، تطل شمالا على البحر الأبيض المتوسط ويحدها من الشّرق تونس وليبيا ومن الجنوب مالي والنيجر ومن الغرب المغرب والجمهورية العربية الصحراوية وموريتانيا.
الجزائر عضو مؤسس في اتحاد المغرب العربي، وعضو في جامعة الدول العربية والاتحاد الإفريقي ومنظمة الأمم المتحدة منذ استقلالها، والأوبك والعديد من المؤسسات العالمية والإقليمية.
تلقب بـبلد المليون ونصف المليون شهيد نسبة لعدد شهداء ثورة التحرير الوطني التي دامت 7 سنوات ونصف.
يعيش معظم الجزائريين في شمال البلاد، قرب الساحل، لمناخه المناسب وأراضيها الخصبة. ووفق دستور البلاد، فإن الدين الرسمي للدولة الجزائرية هو الإسلام لغالبية سكانها المسلمين.

#### دولة ليبيا

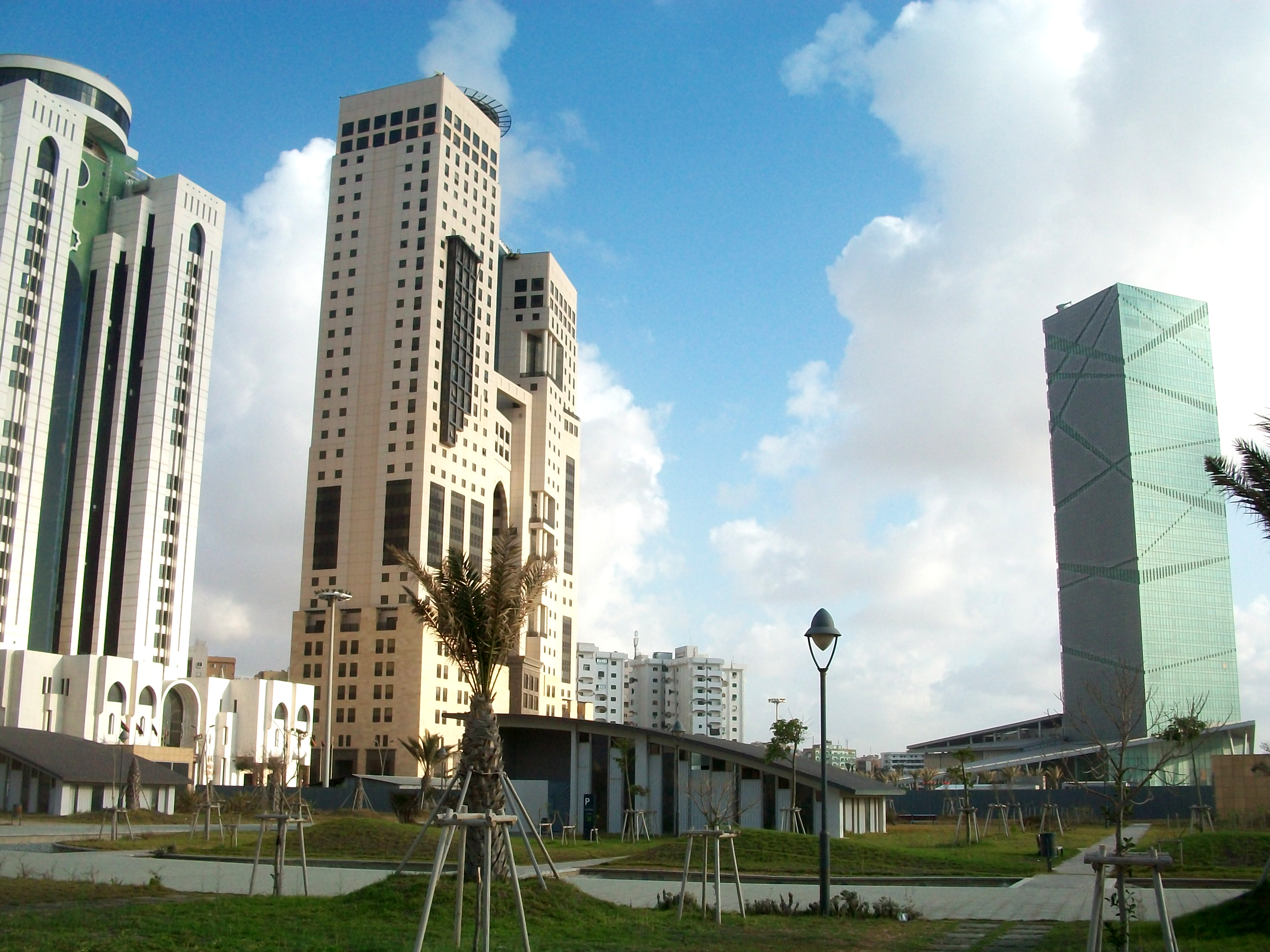
طرابلس
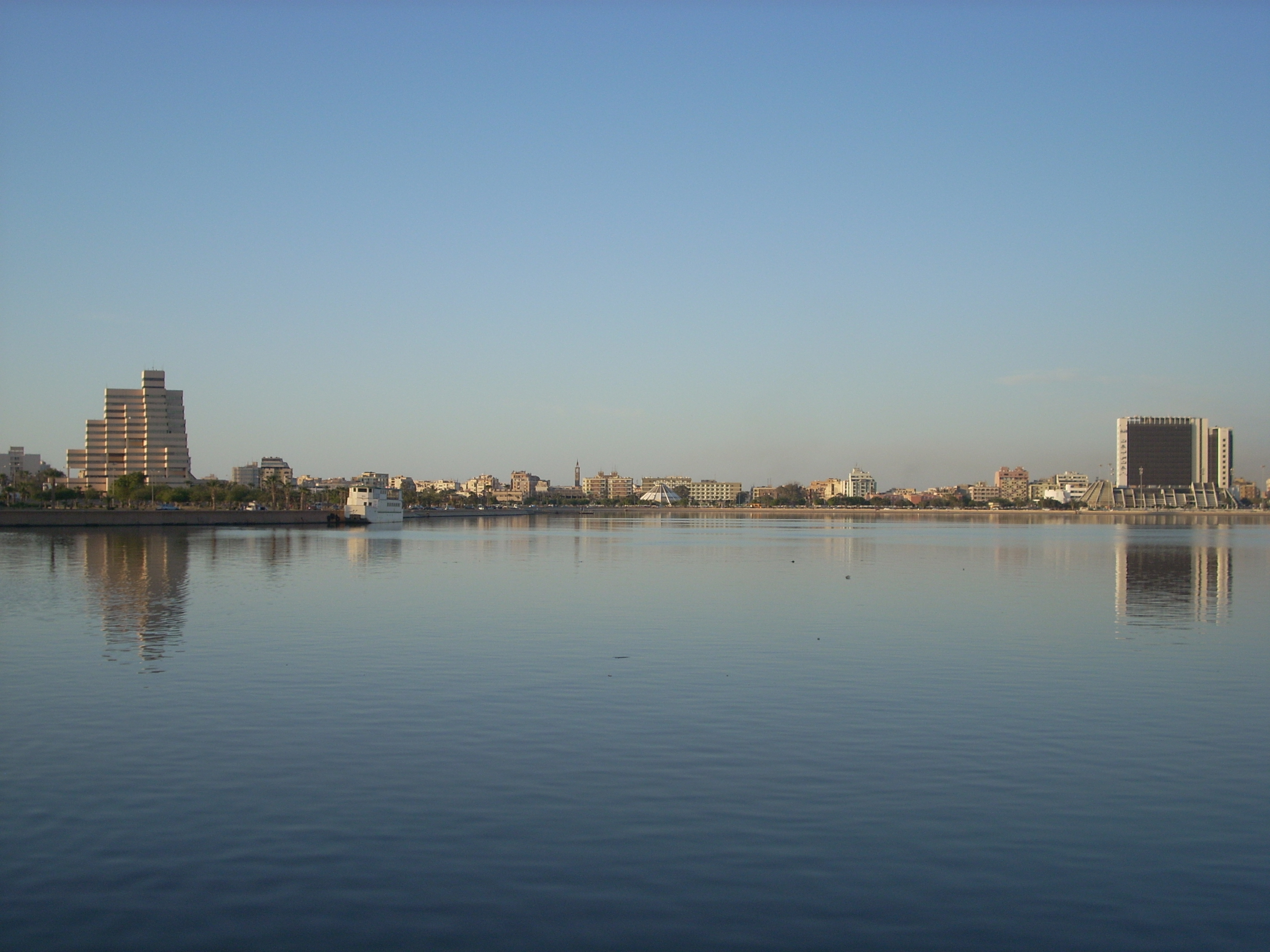
بنغازي
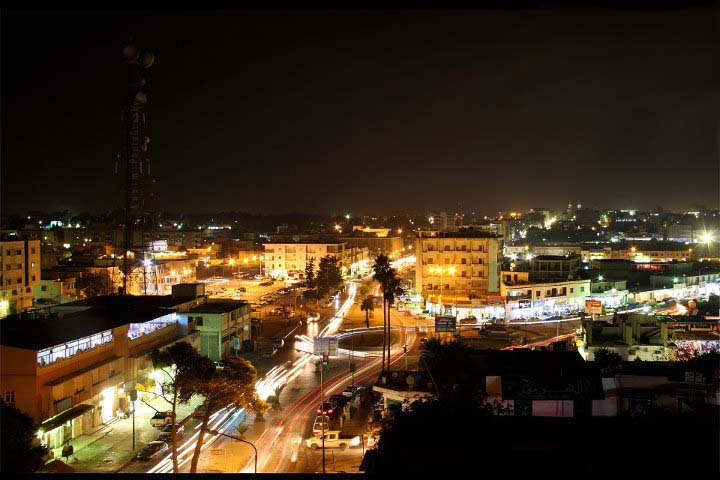
البيضاء
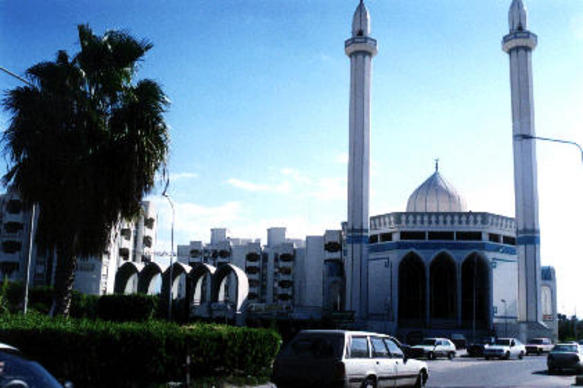
مصراتة
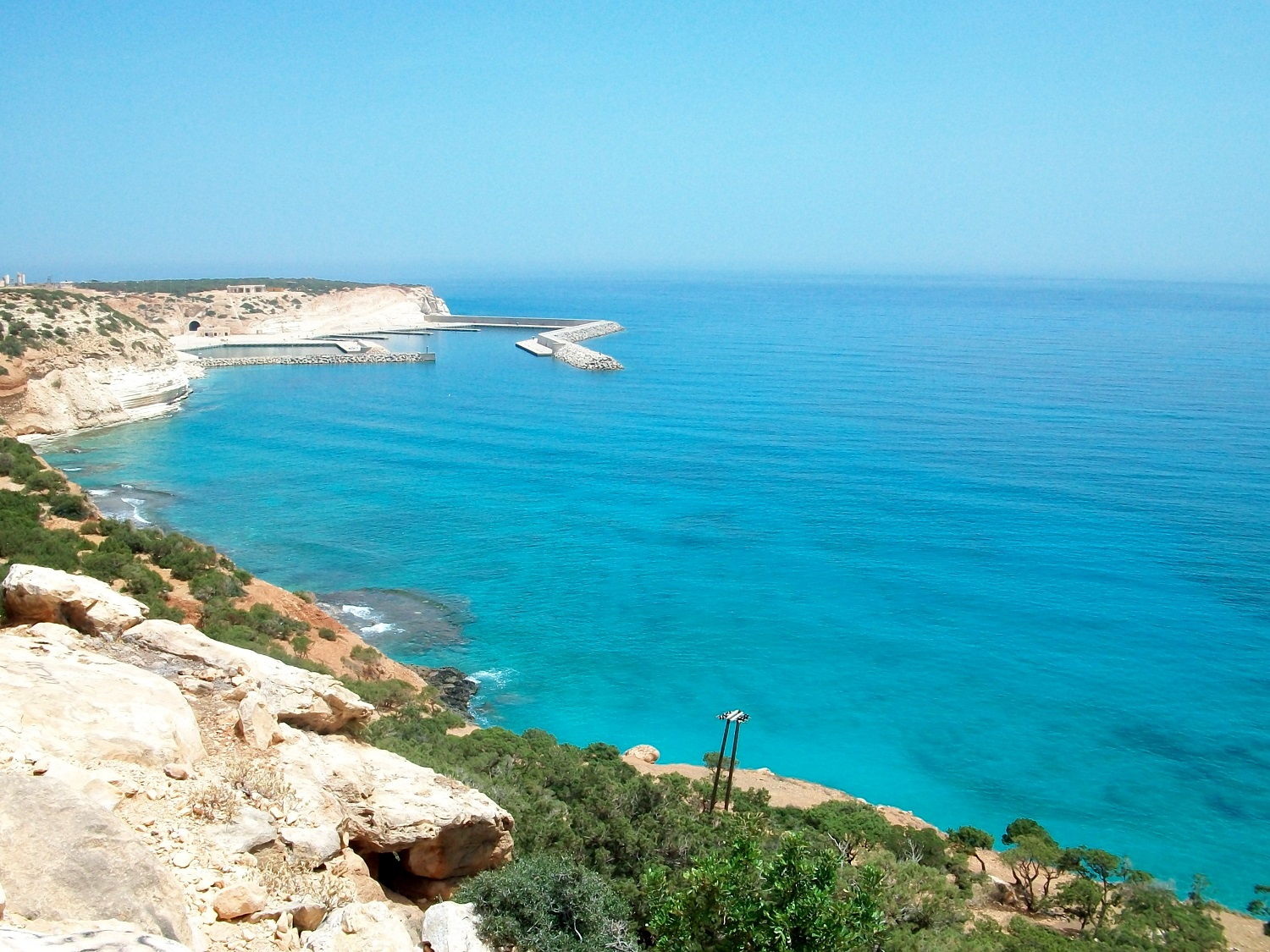
رأس الهلال

ليبيا دولة تقع في شمال أفريقيا على الساحل الجنوبي للبحر الأبيض المتوسط. يحدها من الشرق مصر، ومن الجنوب الشرقي السودان، ومن الجنوب تشاد والنيجر، ومن الغرب الجزائر ومن الشمال الغربي تونس.
وليبيا عضو في عدد من المنظمات والتجمعات الإقليمية والدولية من بينها الأمم المتحدة، والاتحاد الأفريقي، واتحاد المغرب العربي، وجامعة الدول العربية، وحركة عدم الانحياز، ومنظمة التعاون الإسلامي، ومنظمة الدول المصدرة للنفط وكوميسا.
يبلغ عدد سكان ليبيا 6.597 مليون نسمة وهو ضئيل مقارنة بمساحة البلاد التي تبلغ نحو 1,800,000 كيلومتر مربع، وتعد السابعة عشرة على مستوى العالم من حيث المساحة، ورابع أكبر بلدان أفريقيا مساحة، كما أنها تملك أطول ساحل بين الدول المطلة على البحر المتوسط يبلغ طوله حوالي 1,955 كم. تاريخيا تكونت من ثلاثة أقاليم: إقليم طرابلس وبرقة وفزان.
سجلت ليبيا أعلى مؤشر للتنمية البشرية في أفريقيا ورابع أعلى ناتج محلي إجمالي في القارة لعام 2009، بعد السيشيل، وغينيا الاستوائية والغابون. وهذا يعود لاحتياطياتها النفطية الكبيرة والسكانية المنخفضة.

#### جمهورية السودان

الخرطومالخرطوم
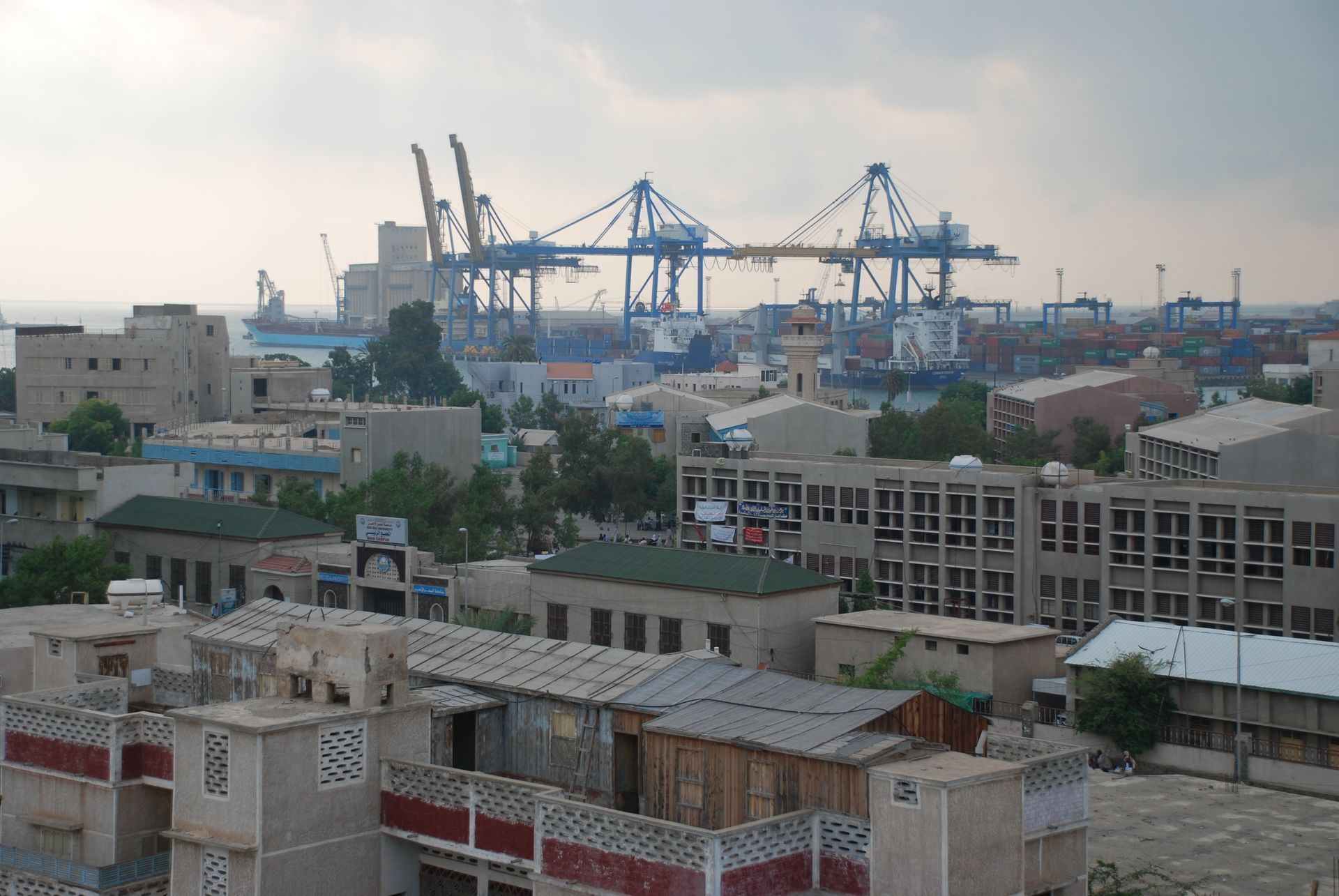
بورت سودان
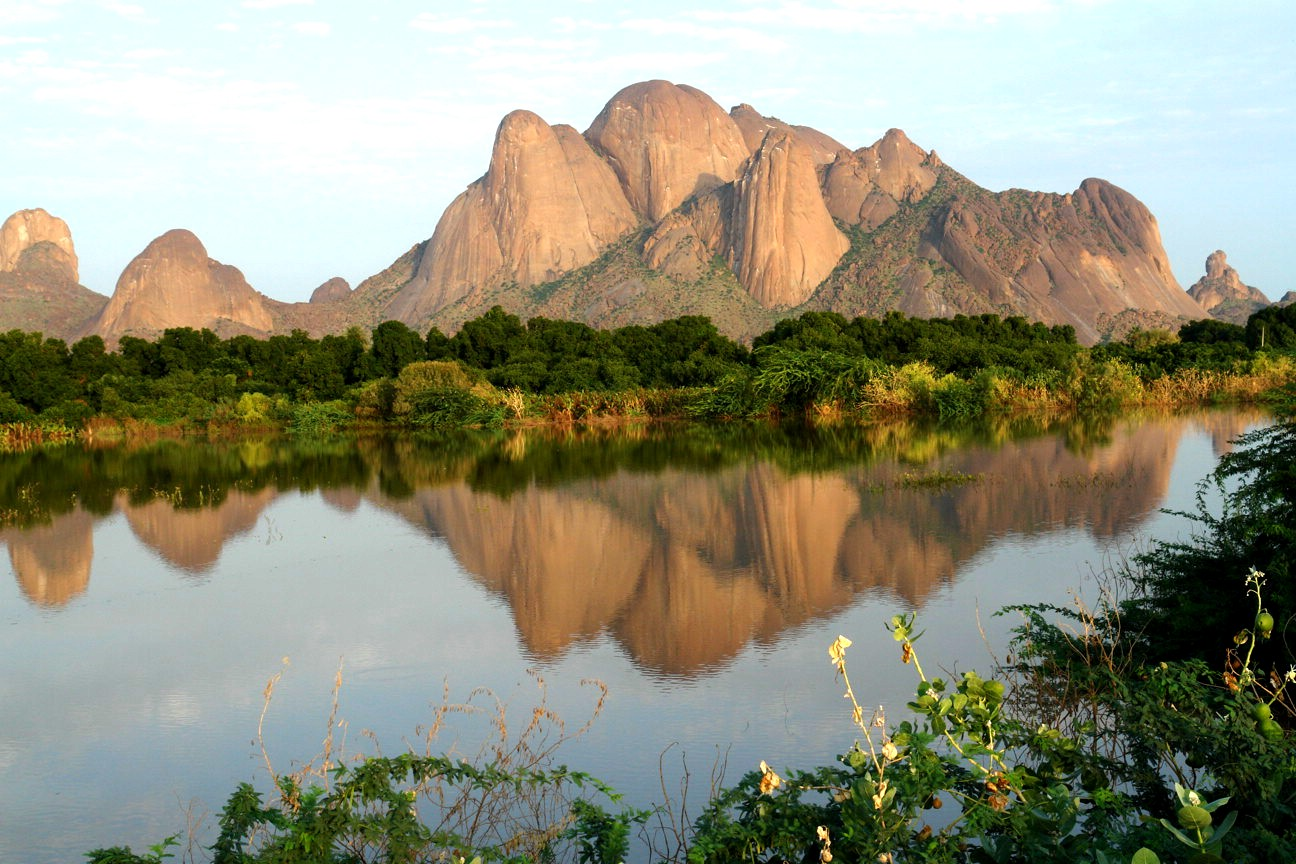
كسلا
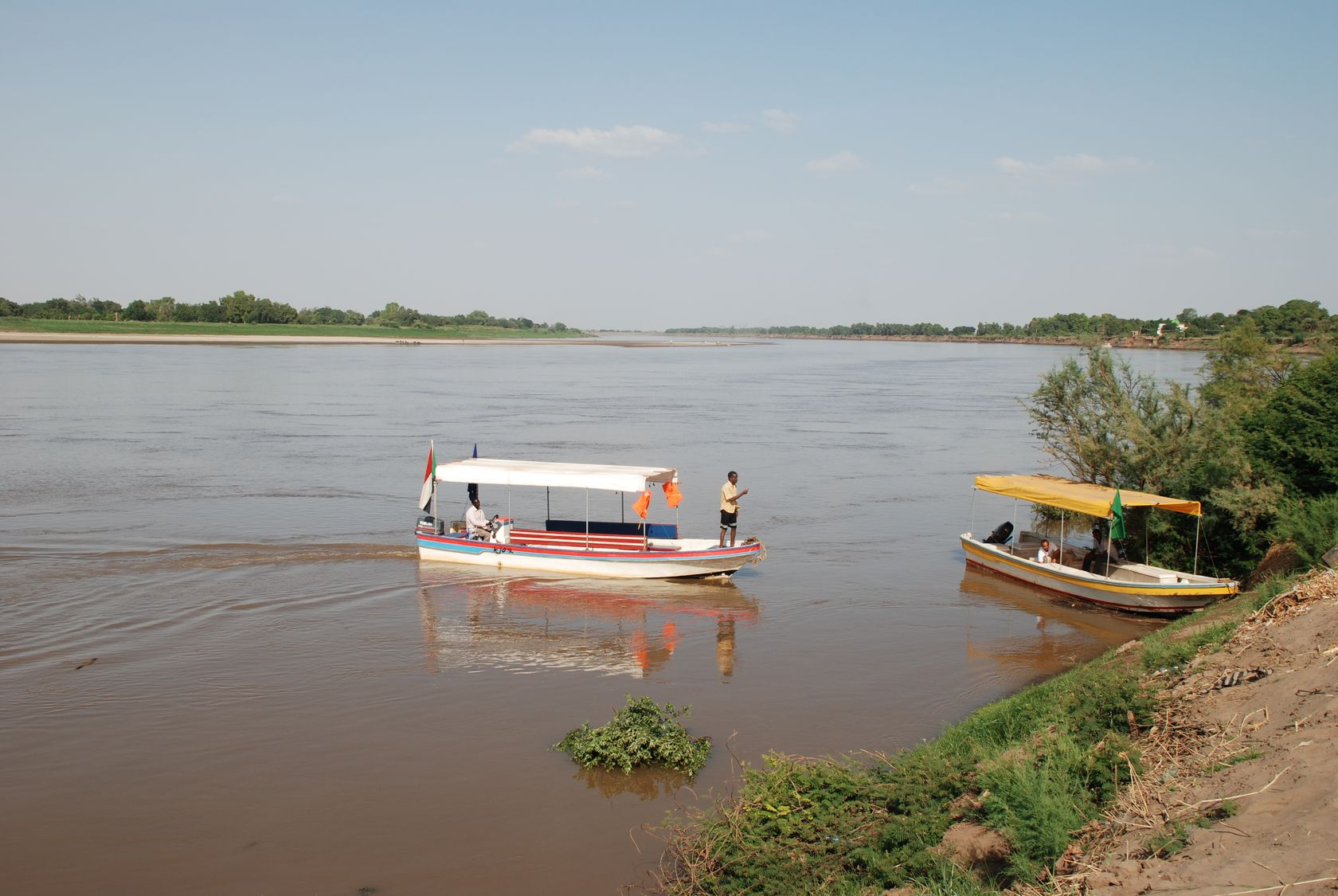
ود مدني

السودان (رسميًا جمهورية السودان)، دولة في شمال شرق أفريقيا تحدها من الشرق إثيوبيا و‌إريتريا وومن الشمال مصر و‌ليبيا ومن الغرب تشاد و‌جمهورية أفريقيا الوسطى ومن الجنوب دولة جنوب السودان.
يقسم نهر النيل أراضي السودان إلى شطرين شرقي وغربي وتقع العاصمة الخرطوم عند ملتقى النيلين الأزرق الأبيض رافدا النيل الرئيسيين. ويتوسط السودان حوض وادي النيل.
استوطن الإنسان في السودان منذ 5000 سنة قبل الميلاد تداخل تاريخ السودان القديم مع تاريخ مصر الفرعونية على مدى فترات طويلة، لاسيما في عهد الأسرة الخامسة والعشرين السودانية (الفراعنة السود) التي حكمت مصر من السودان ومن أشهر ملوكها طهراقة وبعنخي.
استقل السودان عن بريطانيا و‌مصر في الأول من يناير 1956، واشتعلت فيه الحرب الأهلية منذ قبيل إعلان الاستقلال حتى 2005 عدا فترات سلام متقطعة، نتيجة صراعات عميقة بين الحكومة المركزية في شمال السودان وحركات متمردة في جنوبه وانتهت الحرب الأهلية بالتوقيع اتفاقية السلام الشامل، بين حكومة السودان والحركة الشعبية لتحرير السودان، واستقل جنوب السودان عام 2011 كدولة، بعد استفتاء تلى الفترة الانتقالية التي نصت عليها الاتفاقية.
تكررت الانقلابات العسكرية في تاريخ السودان الحديث، وفي عام 1989، قاد العميد عمر البشير انقلابًا عسكريًا، أطاح بحكومة مدنية برئاسة الصادق المهدي زعيم حزب الأمة، وأصبح رئيسًا لمجلس قيادة ثورة الإنقاذ، ثم رئيسًا للجمهورية إلى حين تم الانقلاب عليه وعزله.

#### موريتانيا

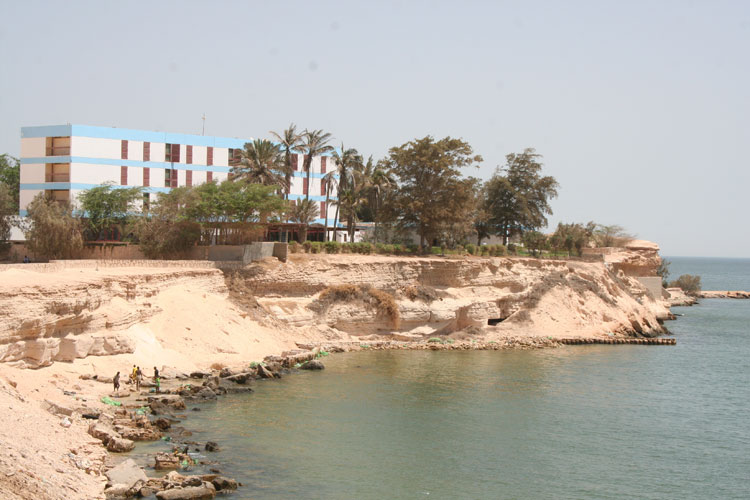
نواذيبو
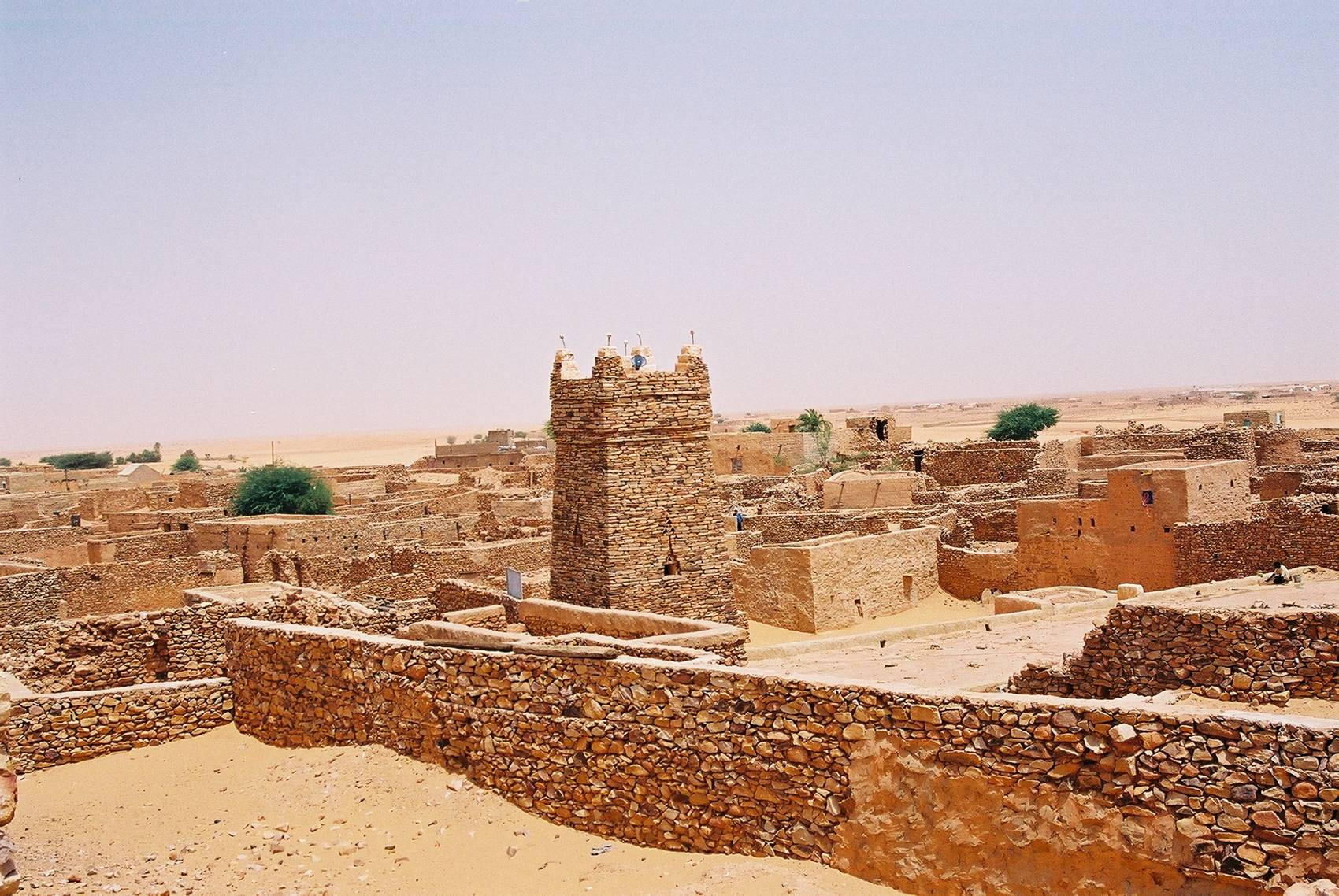
شنقيط
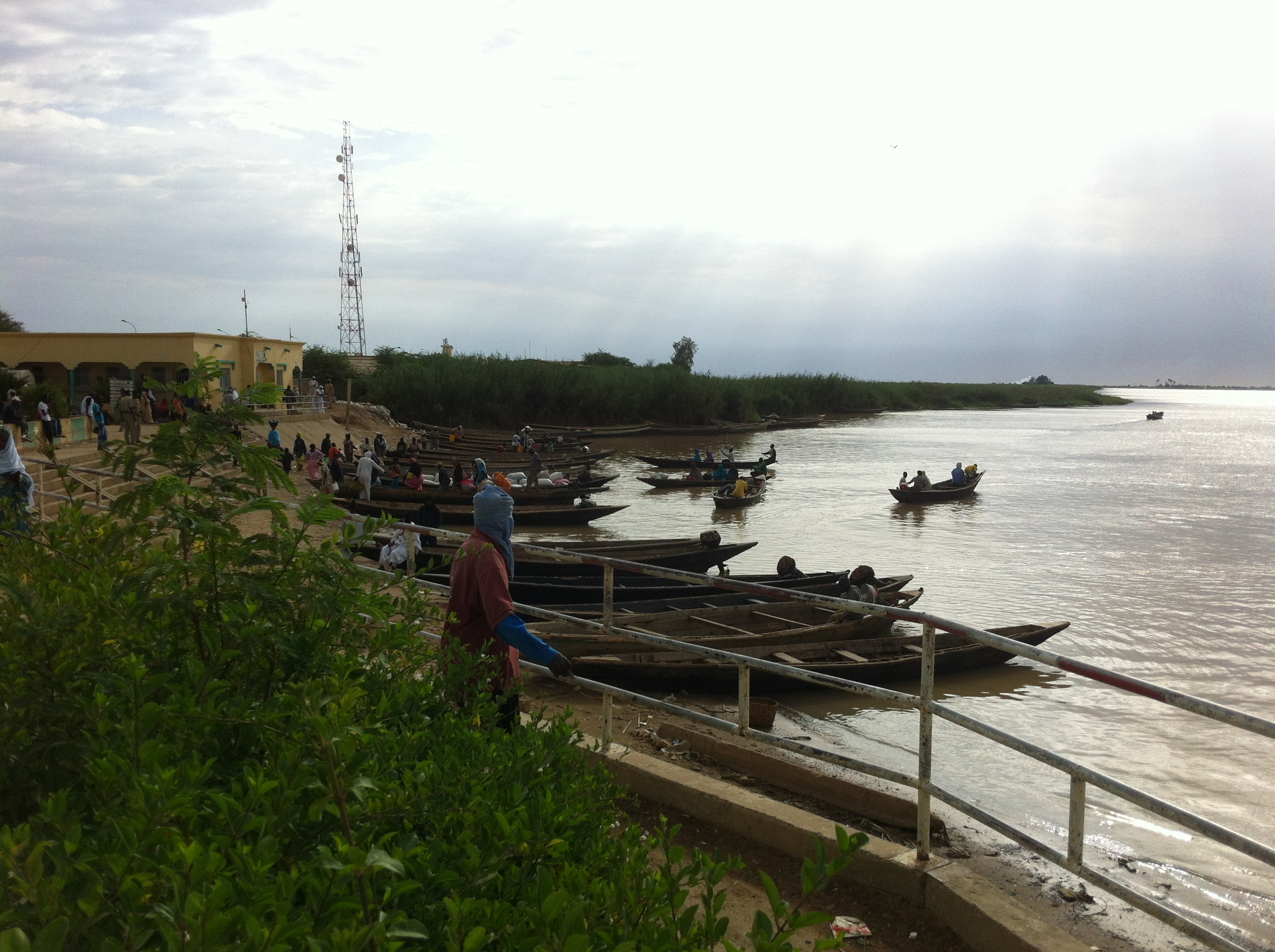
روصو

موريتانيا، رسميا الجمهورية الإسلامية الموريتانية، هي دولة عربية تقع في شمال غرب أفريقيا وعلى شاطئ المحيط الأطلسي، يحدها من الشمال كل من الصحراء الغربية والجزائر، ومن الجنوب السنغال، ومن الشرق والجنوب مالي , وكنقطة وصل بين العالم العربي والإفريقي تجمع صحراء موريتانيا الشاسعة منذ آلاف السنين بين أعراق وثقافات مختلفة منها عربية وبربرية وإفريقية
تنتمي موريتانيا بحسب التصنيف الاقتصادي المعتمد من قبل الأمم المتحدة إلى مجموعة البلدان السائرة في طريق النمو والمنتمية إلى ما يعرف بـ«العالم الثالث»
وبالنسبة إلى الاقتصاد الموريتاني فإضافة إلى عدم مواتاة الوسط الطبيعي سواء ما تعلق بمظاهر السطح أو المناخ فإن هذا الاقتصاد يعاني من اختلالات هيكلية بنيوية تعيق نموه في الوقت الراهن يكمن البعض منها في ضعف الأنشطة الفلاحية بشقيها الزراعي والرعوي إضافة إلى غياب سياسة اقتصادية محكمة فيما يتعلق بالشق المتعلق بالمعادن. ويعتبر الصيد من أهم ركائز هذا الاقتصاد:
تمتاز موريتانيا بتنوع ثروتها المعدنية من حديد ونحاس وجبس وفوسفات وغيرها وتساهم الثروات الطبيعية الهائلة مساهمة فعالة في تكوين رأس المال الوطني وفي تطوير البلاد ودفع عجلة النمو فيها سواء عن طريق الإسهام في حل المشاكل الاجتماعية القائمة خصوصا في مجال العمالة والتشغيل أو للاعتماد عليها كمصدر للحصول على العملات الصعبة التي تحتاج إليها البلاد.

### القرن الأفريقي

#### الصومال

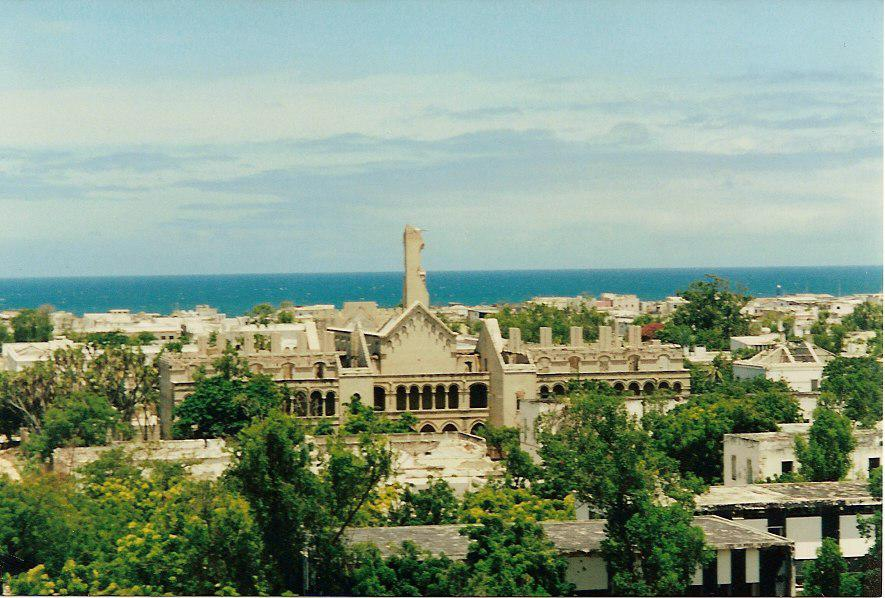
مقديشو
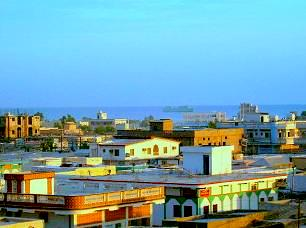
بوصاصو
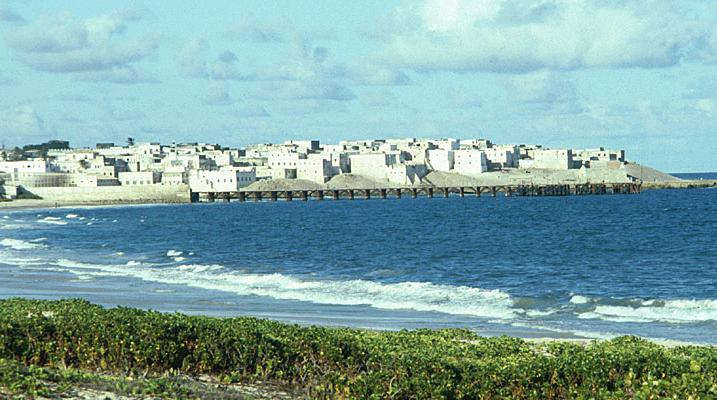
براوه
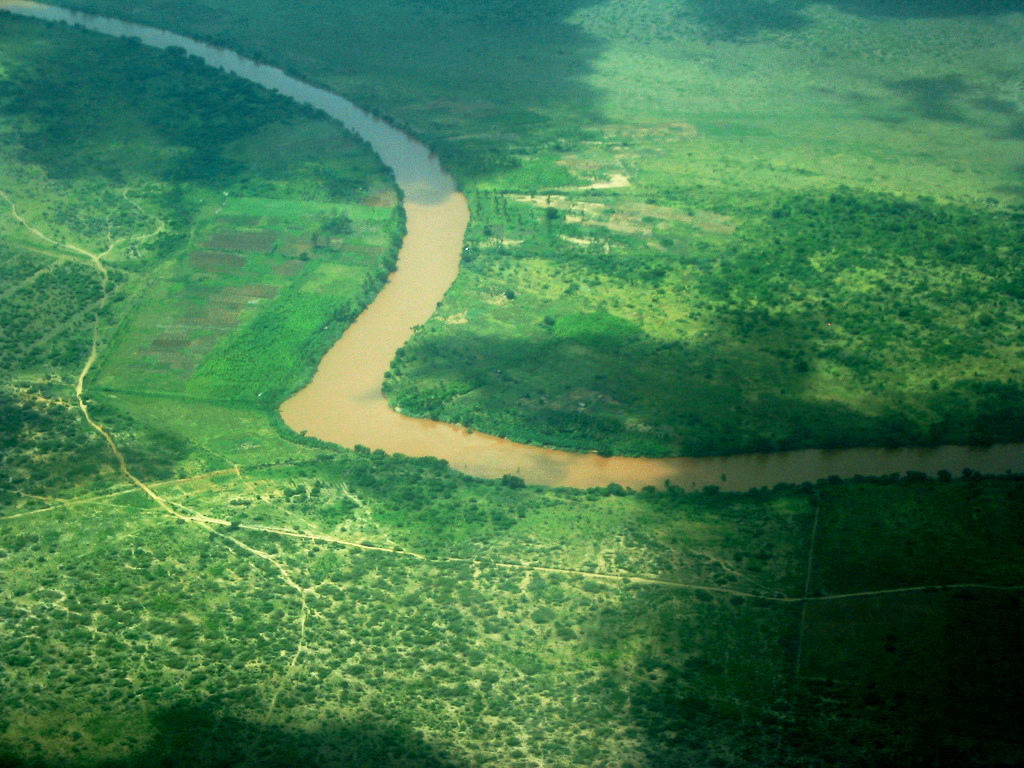
جوبا السفلى

الصومال (بالصومالية: Soomaaliya)، وتعرف رسميا باسم جمهورية الصومال (بالصومالية: Jamhuuriyadda Soomaaliya) وكانت تعرف فيما قبل باسم جمهورية الصومال الديموقراطية، هي دولة تقع في منطقة القرن الإفريقي في شرق أفريقيا. 
تقع الصومال في منطقة القرن الإفريقي. ويحدها من الشمال الغربي جيبوتي، وكينيا من الجنوب الغربي، وخليج عدن من الشمال والمحيط الهندي من الشرق وأثيوبيا من الغرب. وتملك أطول حدود بحرية في قارة أفريقيا. تتسم تضاريسها بالتنوع بين الهضاب والسهول والمرتفعات. مناخها صحراوي حار على مدار السنة مع بعض الرياح الموسمية والأمطار غير المنتظمة.
كانت الصومال قديما أحد أهم مراكز التجارة العالمية بين دول العالم القديم. حيث كان البحارة والتجار الصوماليون الموردين الأساسيين لكل من اللبان (المستكة) ونبات المر والتوابل والتي كانت تعتبر من أقيم المنتجات بالنسبة للمصريين القدماء والفينقيين والمايسونيين والبابليين، الذين ارتبطت بهم جميعا القوافل التجارية الصومالية وأقام الصوماليون معهم العلاقات التجارية.

#### جيبوتي

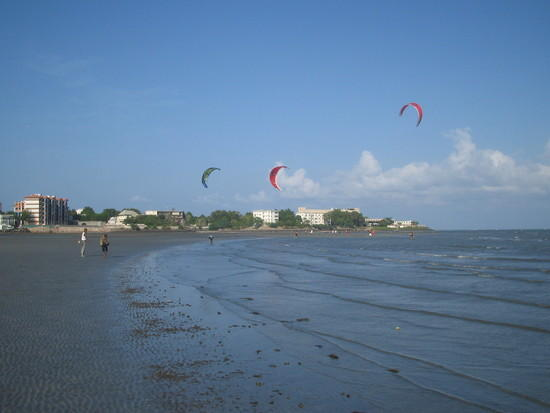
مدينة جيبوتي
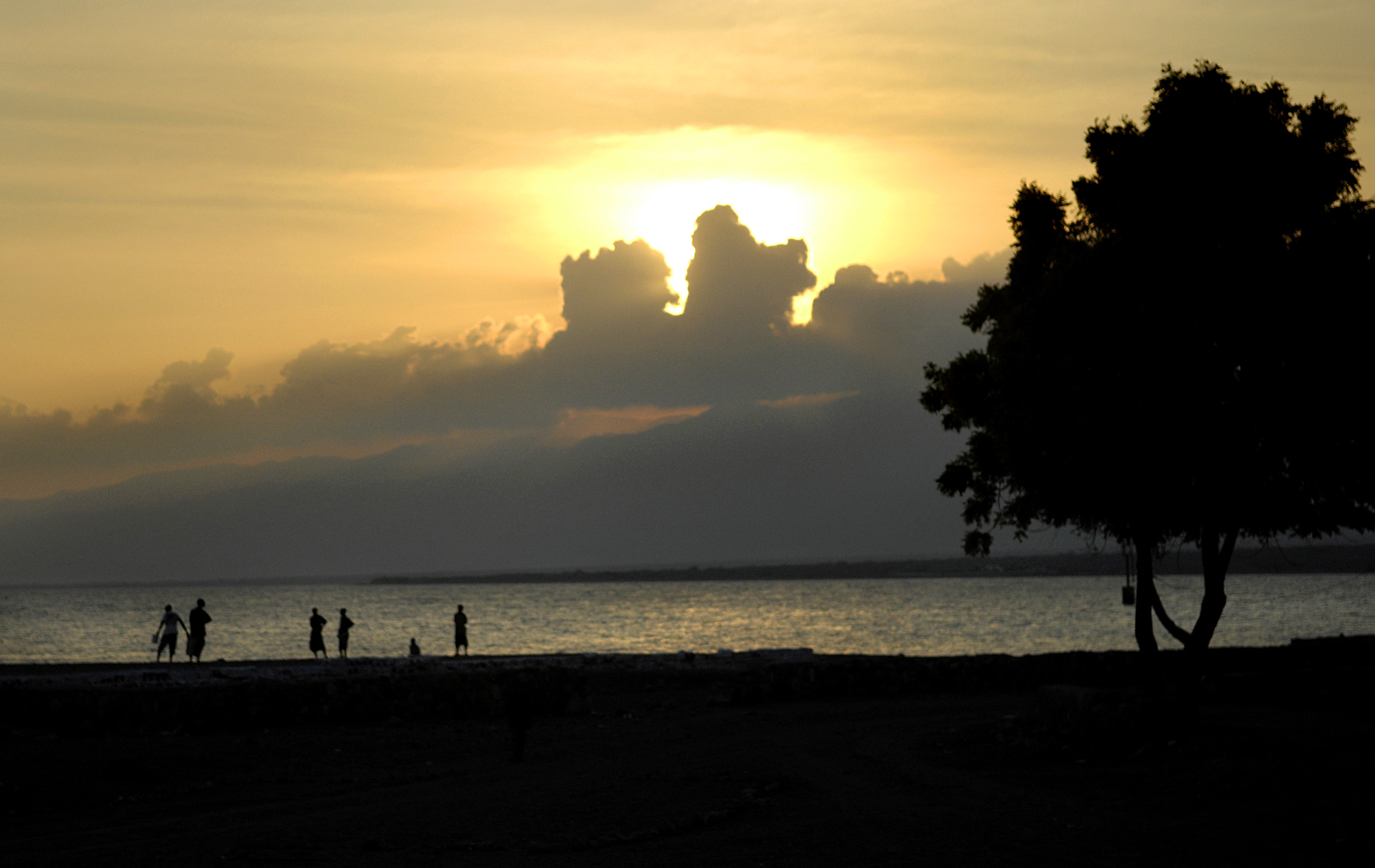
تاجورة
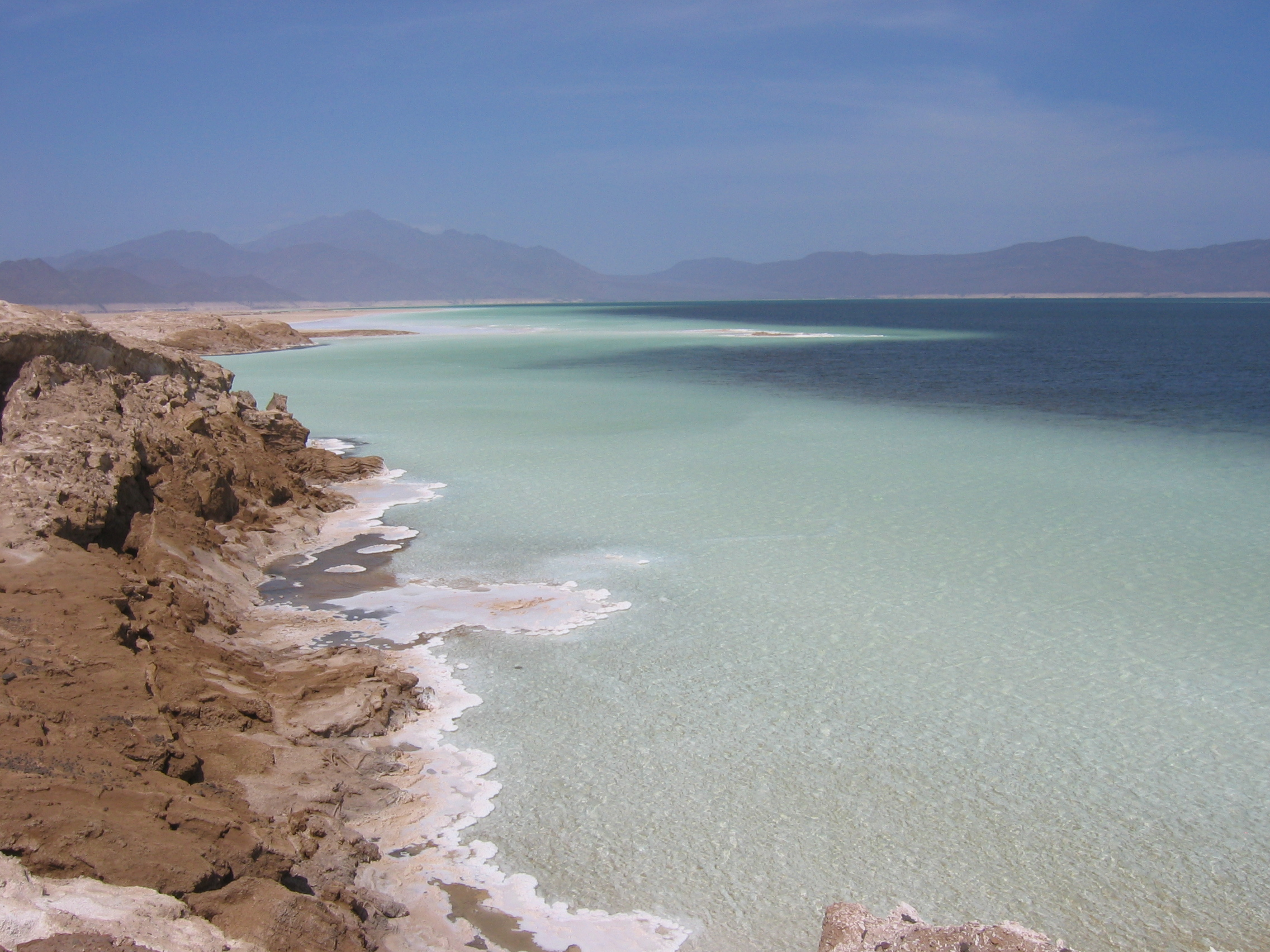
بحيرة عسل

جيبوتي (بالصوماليّة: Jabuuti) دولة في منطقة القرن الأفريقي وهي عضو في جامعة الدول العربية. تقع على الشاطئ الغربي لمضيق باب المندب، وتحدها إرتريا من الشمال وإثيوبيا من الغرب والجنوب والصومال من الجنوب الشرقي فيما تطل شرقا على البحر الأحمر وخليج عدن.
وعلى الجانب المقابل لها عبر البحر الأحمر في شبه الجزيرة العربية اليمن التي تبعد سواحلها نحو 20 كيلومترا عن جيبوتي.
تقدر مساحة جيبوتي بنحو 23,000 كيلومتر مربع فقط، فيما يقدر عدد سكانها بنحو 864,000 نسمة، وعاصمتها مدينة جيبوتي. ويعيش نحو خمس سكان البلد تقريبا تحت الخط العالمي للفقر بنحو 1.25 دولار يوميا. وكانت تسمى بلاد الصومال الفرنسي.

#### جزر القمر

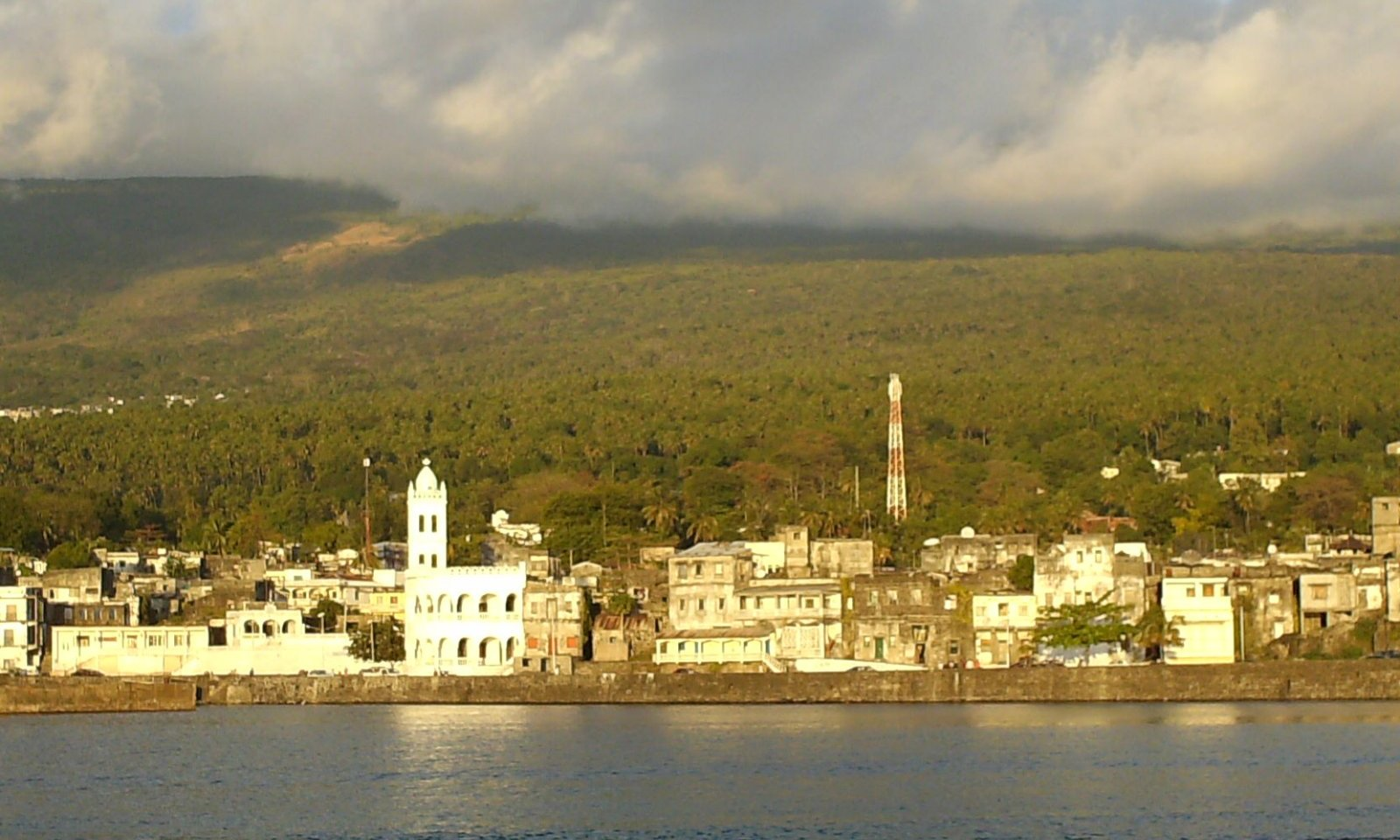
موروني
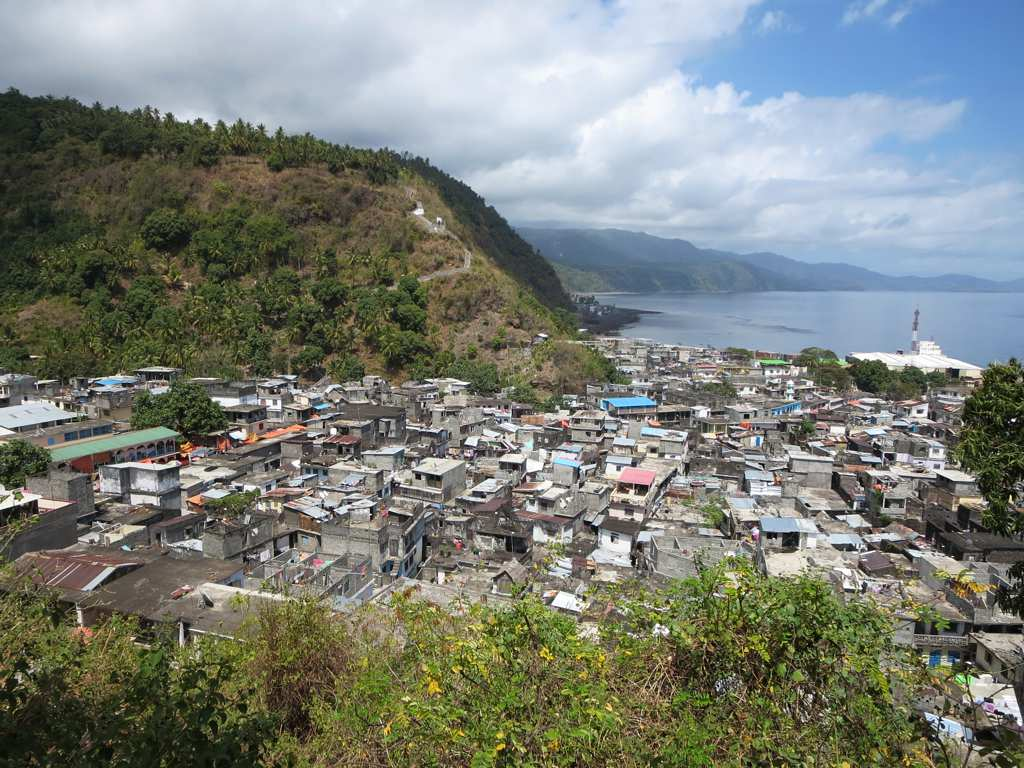
موتسامودو
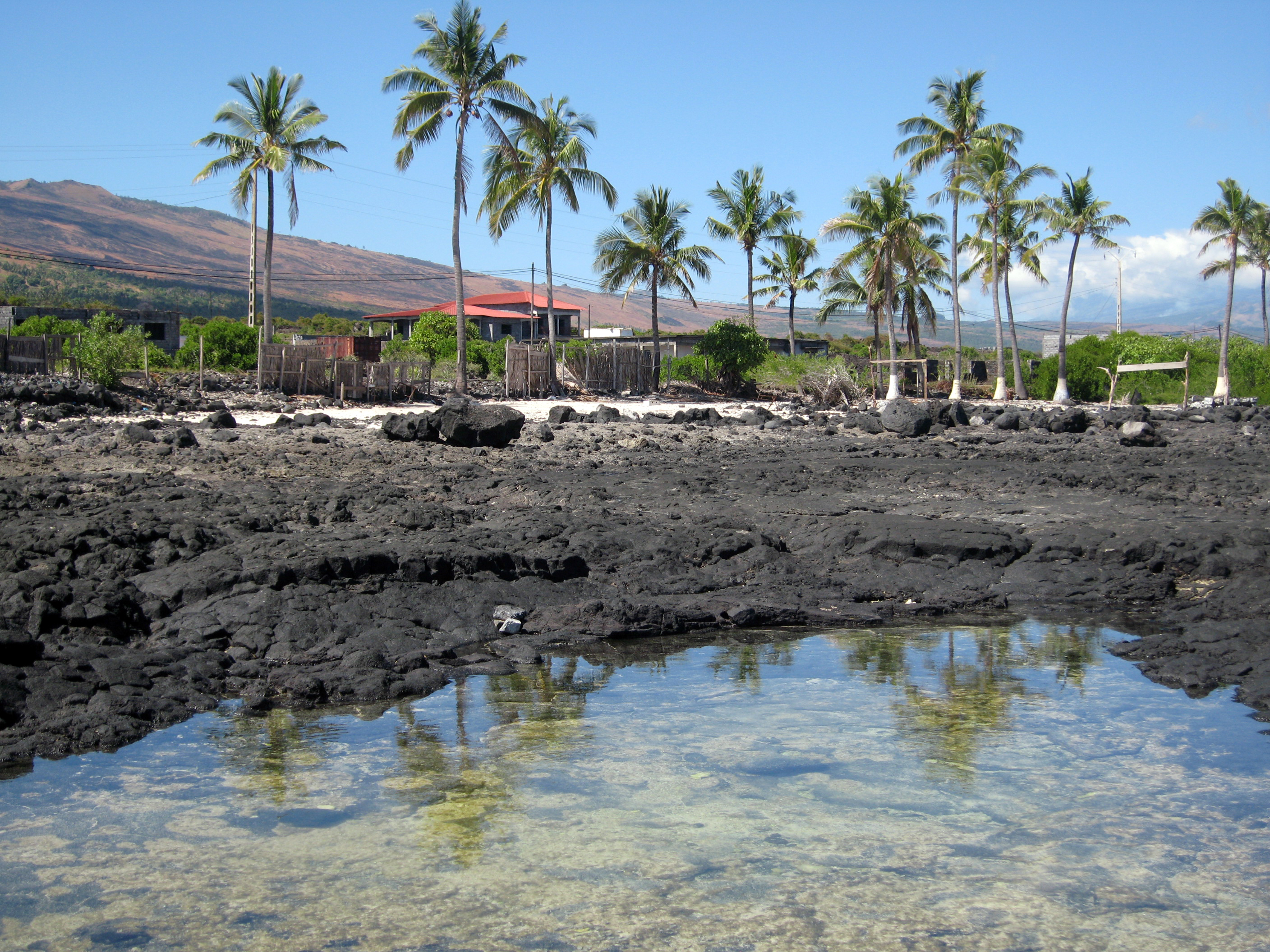
جزر النخيل

جزر القُمُر أو (رسميًا: الاتّحاد القُمُري) هي دولة مكونة من جزر تقع في المحيط الهندي على مقربة من الساحل الشرقي لإفريقيا على النهاية الشمالية لقناة موزمبيق بين شمالي مدغشقر وشمال شرق موزمبيق. وأقرب الدول إلى جزر القمر هي موزمبيق وتانزانيا ومدغشقر والسيشيل.
تبلغ مساحة جزر القمر 1.862 كيلو متر مربع (أي 863 ميل مربع)  لذا تعد ثالث أصغر دولة إفريقية من حيث المساحة، ويقدر عدد سكانها ب798,000 نسمة وبذلك تعد سادس أصغر دولة إفريقية من حيث عدد السكان على الرغم من أنها من أعلى الدول الإفريقية من حيث الكثافة السكانية، كما أنها أقصى دولة جنوبية في جامعة الدول العربية. اسم جزر القمر مشتق من الكلمة العربية «قمر».
تتكون الدولة رسميًا من أربعة جزر في أرخبيل جزر القمر البركاني وهي: نجازيجياو جزيرة موالي وجزيرة أنزواني وجزيرة ماهوري بالإضافة إلى العديد من الجزر الأصغر مساحةً. وعلى الرغم من ذلك، فإن حكومة الاتحاد القمري (أو أسلافها منذ الاستقلال) لم تحكم مطلقًا جزيرة مايوت التي تعتبرها فرنسا مستعمرة فرنسية عبر البحار ولا زالت تحكمها. ويرجع ذلك إلى أن مايوت كانت هي الجزيرة الوحيدة في الأرخبيل التي صوتت ضد الاستقلال عن فرنسا، واستخدمت فرنسا حق الفيتو وأبدت اعتراضها على قرارات مجلس الأمن التابع لمنظمة الأمم المتحدة التي تؤكد سيادة جزر القمر على الجزيرة. ولم يعد الحكم إلى جزر القمر مطلقًا، وقد قوبل الاستفتاء الذي تم في التاسع والعشرين من مارس عام 2009 حول أن تصبح الجزيرة جزء من الوطن الفرنسي في عام 2011 باحتفاء غامر.
ويتميز الأرخبيل بالتنوع الثقافي والتاريخي، حيث تألفت الأمة من ملتقى العديد من الحضارات. وعلى الرغم من أن اللغة الفرنسية هي اللغة الرسمية الوحيدة في جزيرة مايوت المتنافس عليها، فإن للاتحاد القمري ثلاث لغات رسمية وهي اللغة القمرية (شيقُمُر) واللغة العربية والفرنسية.

## السكان والمساحة في الوطن العربي

علم الثورة العربية، أول علم عربي حديث (علم الدولة العربية الموحدة)، ويستعمل للدلالة على الوطن العربي والوحدة العربية

يبلغ عدد سكان الوطن العربي الكبير 338.621.469 نسمة في تقديرات عام 2007 من صفحة كتاب حقائق العالم في موقع المخابرات الأمريكية. وفيما يلي كلّ الدول الأعضاء في جامعة الدول العربية مع تعداد سكانها.
وفيما يلي جدول يوضح بعض البيانات السكانية والاقتصادية لأقطار الوطن العربي.
| اسم الدولة وعلمها            | مساحة الدولة (كم2) | عدد السكان    | فرد/كم2       | العاصمة       | الناتج الإجمالي | ناتج الفرد    | العملة                                                                        | نظام الحكم         | الشعار          |
| المشرق العربي                | المشرق العربي      | المشرق العربي | المشرق العربي | المشرق العربي | المشرق العربي   | المشرق العربي | المشرق العربي                                                                 | المشرق العربي      | المشرق العربي   |
| ---------------------------- | ------------------ | ------------- | ------------- | ------------- | --------------- | ------------- | ----------------------------------------------------------------------------- | ------------------ | --------------- |
| الأردن                       | 92,111             | 5,307,470     | 58            | عمان          | $28 مليار       | $5,100        | دينار أردني                                                                   | ملكي دستوري        |                 |
| سوريا                        | 185,180            | 21,593,784    | 116.6         | دمشق          | $72 مليار       | $5,400        | ليرة سورية                                                                    | جمهوري             |                 |
| العراق                       | 437,072            | 31,333,816    | 55            | بغداد         | $160 مليار      | $3,600        | دينار عراقي                                                                   | جمهوري             |                 |
| فلسطين · (السلطة الفلسطينية) | 6,250              | 3,500,000     | 432           | القدس         | $12 مليار       | $2,900        | الجنيه الفلسطيني ، حاليا: دينار أردني، جنيه مصري، دولار أمريكي وشيكل إسرائيلي | جمهوري             |                 |
| لبنان                        | 10,452             | 3,677,780     | 354           | بيروت         | $24 مليار       | $6,600        | ليرة لبنانية                                                                  | جمهوري             |                 |
| شمال أفريقيا                 |                    |               |               |               |                 |               |                                                                               |                    |                 |
| مصر                          | 1,001,449          | 80,000,000    | 74            | القاهرة       | $384 مليار      | $4,200        | جنيه مصري                                                                     | جمهوري             |                 |
| الجزائر                      | 2,381,740          | 36.600.410    | 14            | مدينة الجزائر | $253 مليار      | $7,179        | دينار جزائري                                                                  | جمهوري             |                 |
| تونس                         | 163,610            | 10,102,000    | 62            | مدينة تونس    | $98 مليار       | $9,630        | دينار تونسي                                                                   | جمهوري             |                 |
| المغرب                       | 710,850            | 33,848,242    | 70            | الرباط        | $162 مليار      | $5,100        | درهم مغربي                                                                    | ملكي دستوري        |                 |
| ليبيا                        | 1,759,540          | 6,461,454     | 3             | طرابلس        | $75 مليار       | $12,700       | دينار ليبي                                                                    | جمهوري             |                 |
| السودان                      | 1,865,818          | 32,218,456    | 14            | الخرطوم       | $80 مليار       | $2,200        | جنيه سوداني                                                                   | جمهوري             |                 |
| موريتانيا                    | 1,030,700          | 3,364,940     | 3             | نواكشوط       | $6.5 مليار      | $1,900        | أوقية موريتانية                                                               | جمهوري             |                 |
| شبه الجزيرة العربية          |                    |               |               |               |                 |               |                                                                               |                    |                 |
| الإمارات العربية المتحدة     | 82,880             | 4,496,000     | 30            | أبوظبي        | $146 مليار      | $55,200       | درهم إماراتي                                                                  | اتحاد ملكي فيدرالي |                 |
| البحرين                      | 665                | 656,397       | 987           | المنامة       | $14 مليار       | $20,500       | دينار بحريني                                                                  | ملكي دستوري        |                 |
| السعودية                     | 2,240,582          | 29,513,330    | 12            | الرياض        | $733 مليار      | $21,200       | ريال سعودي                                                                    | ملكي مطلق          |                 |
| عُمان                         | 309.500            | 3,957,040     | 13            | مسقط          | $90.66 مليار    | $28.500       | ريال عماني                                                                    | ملكي مطلق          |                 |
| قطر                          | 11,437             | 793,341       | 69            | الدوحة        | $69 مليار       | $75,400       | ريال قطري                                                                     | ملكي مطلق          | Emblem of Qatar |
| الكويت                       | 17,820             | 3,441,813     | 119           | مدينة الكويت  | $136 مليار      | $55,400       | دينار كويتي                                                                   | ملكي دستوري        |                 |
| اليمن                        | 555,000            | 23,701,257    | 35            | صنعاء         | $63.400 مليار   | $2,627        | ريال يمني                                                                     | جمهوري             |                 |
| القرن الأفريقي               |                    |               |               |               |                 |               |                                                                               |                    |                 |
| جيبوتي                       | 23,000             | 496,374       | 22            | مدينة جيبوتي  | $1.93 مليار     | $3,800        | فرنك جيبوتي                                                                   | جمهوري             |                 |
| الصومال                      | 637,657            | 9,118,773     | 13            | مقديشو        | $5.75 مليار     | $600          | شلن صومالي                                                                    | فدرالي             |                 |
| جزر القمر                    | 2,170              | 711,417       | 275           | موروني        | $778.6 مليون    | $1,100        | فرنك قمري                                                                     | جمهوري             |                 |

وبجمع التعدادات السكانية جميعها يكون عدد سكان الوطن العربي 338.621.469 نسمةً تقريبًا، مع التنويه أنّ هناك دولا لا تعتبر العربية لغتها الوطنية أو اللغة الأم مثل الصومال وجيبوتي وجزر القمر. في المقابل، توجد نسب متباينة وأصيلة من العرب (أو الناطقين بالعربية) في دول مجاورة للوطن العربي ولكنها غير منضمّة لجامعة الدول العربيّة مثل إقليم الأهواز عربستان في إيران وتركيا وأريتريا وتشاد ومالي وبالرجوع إلى موسوعة إنكارتا 2004 نجد أن عدد المتكلمين بالعربية في الوطن العربي قد وصل إلى 422,039,637 شخص.

### التوزع السكاني

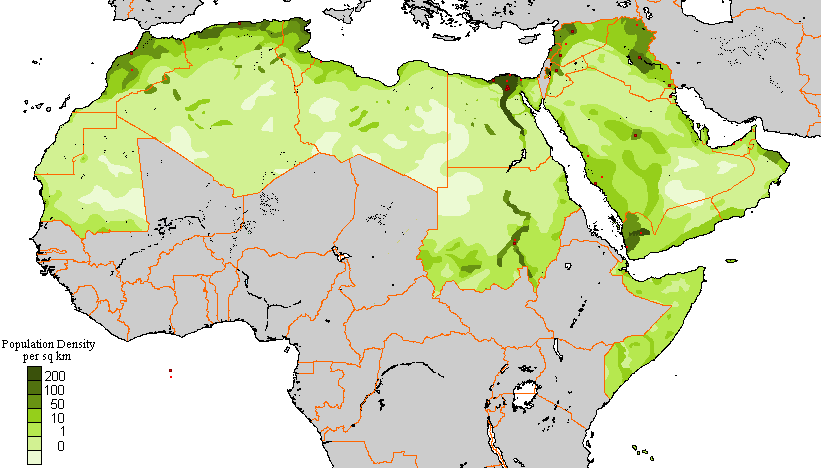
كثافة السكان في الوطن العربي

يتوزع السكان في الوطن العربي في ثلاث مناطق هي:
- السهول: يفضل السكان العيش في السهول بأنواعها الفيضية والساحلية، ومن أمثلة السهول الفيضية سهول وادي النيل وسهول دجلة والفرات، ومن أمثلة السهول الساحلية سهول البحر المتوسط وتهامة وسهول الخليج العربي وسهول والأطلسي في المغرب العربي.
- الجبال: تتصف المناطق الجبلية في الوطن العربي عمومًا بقلّة سكانها، غير أن هناك بعض الجبال التي تملك عوامل جذب للسكان للعيش فيها، مثل اعتدال المناخ وسقوط الأمطار، ومن أمثلة هذه الجبال جبال اليمن وجبال سوريا ولبنان و جبال الريف.
- الصحارى: يتوزع السكان في الصحارى إلى ثلاث مناطق هي:

1. الواحات: وهي مناطق منخفضة في الصحراء تتوافر فيها مياه جوفية، مثل واحة سيوة وتدمر.
2. مناطق استخراج النفط والغاز الطبيعي، مثل حاسي مسعود.
3. مناطق تم اكتشاف مخزونات مياه جوفية فيها.

### الهجرة
تنقسم الهجرة في الوطن العربي إلى نوعين هما:
1. هجرة داخلية بينية: وتعني هجرة سكان الريف إلى العواصم والمدن الكبرى
2. هجرة خارجية :وتعني الهجرة دول أخرى بحثا عن ظروف معيشية أفضل.

وبشكل عام يمكن القول أن هناك اتجاهين رئيسين لهجرة العمالة العربية، أولهما إلى الغرب (أوروبا والولايات المتحدة) وثانيهما هجرة إلى دول مجلس التعاون الخليجي.
بفعل النشاط التجاري والتأثير الاقتصادي في القرون الوسطى، هاجرت أعداد من العرب إلى بلدان ومناطق بعيدة مثل زنجبار وإندونسيا وماليزيا. وفي القرنين التاسع عشر والعشرين هاجرت أعداد كبيرة من العرب (وخصوصا من بلاد الشام والعراق واليمن) باتجاه الولايات المتحدة، بينما قصدت أعداد أخرى أوروبا (وخاصة من المغرب العربي وبلاد الشام ومصر).
يقدر عدد المُهاجرين العرب بنحو 18 مليونا حسب إحصائيات الجامعة العربية، وتأتي في مقدمها العمالة المغربية المهاجرة، التي تقدر بنحو 5 ملايين نسمة. انتشرت البطالة في أوساط المهاجرين أيضا، فأكثر من 43% من العمال المغاربة في إسبانيا عاطلون عن العمل في الوقت الحالي، مقابل 16% فقط قبل سنوات، ويعود السبب إلى حملات الإقصاء والتمييز الاقتصادي والسياسي والاجتماعي التي تحاصر العمالة. وأوضح تقرير لِلجامعة العربية أن نحو 50% من الأطباء العرب، و23% من المهندسين و15% من العلماء يهاجرون إلى الولايات المتحدة وكندا سنويا[بحاجة لمصدر] وأن 54% من الطلاب العرب الذين يدرسون في الخارج لا يعودون إلى بلادهم. ويهاجر نحو 20% من خريجي الجامعات العربية إلى الخارج بسبب القيود المفروضة على حرية البحث العلمي والتفكير الحر. ويستقر 75% من المهاجرين العرب من ذوي الشهادات العليا في الولايات المتحدة وكندا وبريطانيا. ويشير التقرير إلى أن 34% من الأطباء في بريطانيا هم من العرب.
وتتصدر تحويلات اللبنانيين قائمة تحويلات العرب تليها تحويلات العمالة المغربية ومن ثم المصرية.

### الدين
| نسبة الأديان المتبعة بين العرب | نسبة الأديان المتبعة بين العرب | نسبة الأديان المتبعة بين العرب | نسبة الأديان المتبعة بين العرب | نسبة الأديان المتبعة بين العرب |
| ------------------------------ | ------------------------------ | ------------------------------ | ------------------------------ | ------------------------------ |
|                                |                                |                                |                                |                                |
| الإسلام                        | الإسلام                        |                                | 90%                            | 90%                            |
| المسيحية                       | المسيحية                       |                                | 6%                             | 6%                             |
| ديانات أخرى                    | ديانات أخرى                    |                                | 4%                             | 4%                             |

اعتنق العرب في بداية عهدهم ديانات مختلفة قائمة على تعدد الآلهة، أو أرواحية، أما اليوم فيعتنق أغلب العرب الإسلام دينًا، على المذهبين السني والشيعي، وهناك قلة تتبع المذهبين الإسماعيلي والإباضي. تعتبر المسيحية ثاني أكثر الديانات انتشارًا بين العرب، ويتوزع أتباعها في بلاد الشام ومصر بشكل رئيسي، وفي العراق والمغرب العربي إلى حد أقل، وهم بأغلبيهم يتبعون الكنائس الشرقية، مثل الكنيسة القبطية الأرثوذكسية، وكنيسة الروم الأرثوذكس، وكنيسة الروم الكاثوليك، والكنائس السريانية المختلفة. بالإضافة إلى ذلك هناك ديانات أقل انتشارًا بين العرب يُشكل أتباعها أقلية قليلة العدد، من شاكلة: اليهودية، والصابئية المندائية، والبهائية.

### الديانات البائدة
- عبادة الأسلاف: إن المعلومات المتوافرة عن عبادة الأسلاف عند الجاهليين قليلة، وكل ما يُشير إلى وجودها هو عبارة «قبر ونفس» الواردة في بعض النصوص الجاهلية، فإن النفس هي الروح.[284] وقد أشار الإخباريون إلى قبور اتخذت مزارات كانت لرجال دين وسادات قبائل، يُقسم بها الناس، ويلوذون بصاحب القبر ويحتمون به، على نحو ما كان من أمر ضريح تميم بن مر، وكالذي ذكروه من أمر اللات من أنه كان رجلًا في الأصل اتُخذ قبره معبدًا ثم تحوّل الرجل إلى صنم.[285]
- الفيتشية: أي القوة المؤثرة الخفية، والغالب أنها تقديس أو عبادة الأشياء المادية الجامدة التي لا حياة فيها كالأحجار والأشجار، وهي أشياء حسيّة رأى العرب، وبخاصة البدو منهم، أنها تفيد في الحياة اليومية، فاعتقدوا بوجود قوة سحرية غير منظورة تلازمها، هي الروح، فالروح هي المعبود لا الحجر أو الشجر الذي هو المنزل الذي تحل فيه.[286] شاعت الفيتشية في شبه الجزيرة العربية قبل الإسلام، فالأحجار وبخاصة ما كان يختلف لونه عن اللون الرملي المعتاد في الصحراء، شكّلت من خلال مكان وجودها إشارة يستدل بها البدوي على طريقه في مناطق قد تتشابه فيها الرمال في كل الاتجاهات. وكان إذا سافر الرجل منهم فنزل منزلًا أخذ أربعة أحجار فنظر إلى أحسنها فاتخذه ربًا وجعل الثلاثة الباقية أثافي لقدره، وإذا ارتحل تركه، فإذا نزل منزلًا آخر فعل مثل ذلك، وكان ينحر ويذبح عندها كلها ويتقرب إليها.[287]

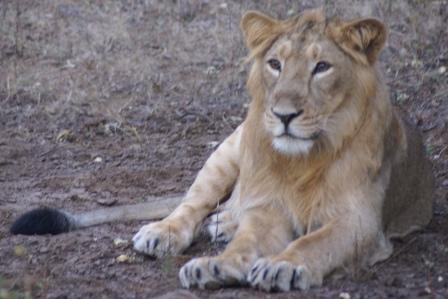
أسد آسيوي، كان شائع الوجود في شبه الجزيرة العربية أيام الجاهلية، واتخذته بعض القبائل طوطمًا لها، وأبرزها بنو أسد، كونه كان أقوى الضواري التي عرفتها وأكثرها إثارة للهيبة.

- الطوطمية: الطوطم كائن تحترمه بعض القبائل الموغلة في البدائية، ويعتقد أفرادها بوجود صلة نسب بينه وبينهم ويسمونه طوطمهم. كانت معتقدات الطوطمية أقل انتشارًا بين العرب الجاهليين على الرغم من بقاء آثارها في أسماء بعض القبائل وفي عبادة بعض النباتات، وتتمثل من حيث وجهتها الدينية في كثير من مظاهر حياة هؤلاء، فقد كان العرب يتسمون بأسماء حيوانات مثل: بنو أسد، بنو ليث، بنو فهد، بنو يربوع،[288] ومثل: ثور، عنز، نمر، ظبيان، وغيرها، وكانوا يقدسون بعض الحيوانات ويعبدونها ولكن بهدف تحصيل البركة وليس إجلال الآباء كما يعتقد أهل الطوطم الفعليين، وكانوا يحملون الطوطم معهم لحمايتهم عند حدوث خطر، كما في المعارك، ويحرمون لمسه والتلفظ باسمه، ويحتفلون بموته، وبعضهم كان يأكله لتنتقل له قواه.[289]
- الأرواحية: هي الاعتقاد بوجود أرواح تؤثر في الطبيعة. ولعالم الأرواح أثر كبير في عقائد الجاهليين، ويشغل حيزًا كبيرًا من فناء الدين عندهم، فمنهم من دان بعبادة الأرواح على اختلاف تصورهم لها، ومنهم من اعتقد بأن الروح هي الدم أو الهواء أو شكل طير. والحقيقة أن العرب الجاهليين كغيرهم من الشعوب البدائية اختلفوا في ذلك، فمنهم من زعم أن النفس هي الدم وأنها نسيم الهواء، وكذلك نسيم كل شيء، وإنها الروح القابعة في باطن الجسم الذي منه، لذلك سموا المرأة «نفساء».[290] والنفس طائر ينبسط في الجسم، فإذا مات الإنسان أو قُتل، لم يزل يطيف به متوحشًا يصدح على قبره، وكانوا يزعمون بأن النفس تبقى عند ولد الميت ومخلفه لتعلم ما يكون بعده فتخبره.[291]

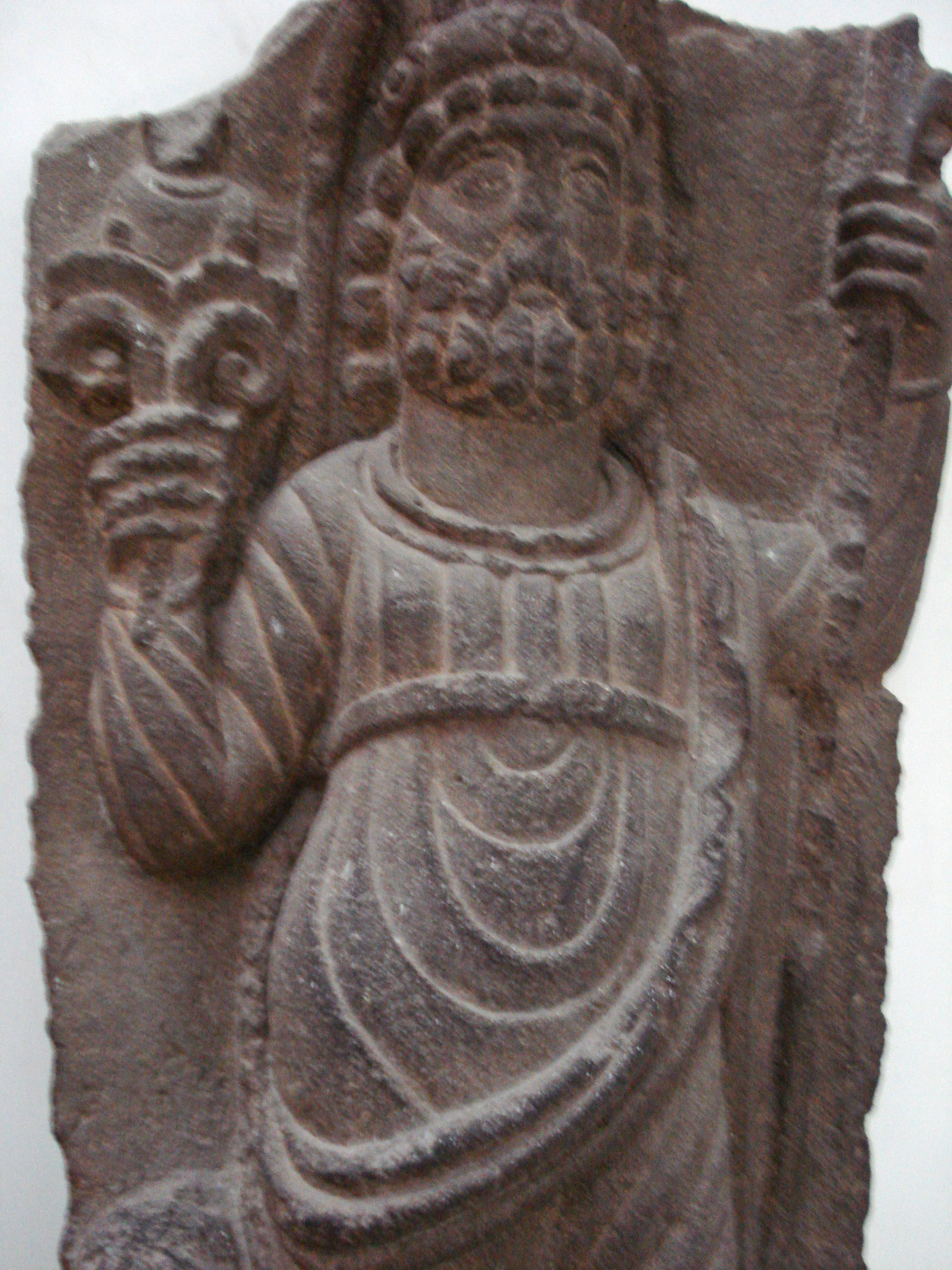
ذو الشرى، إله الجبال عند العرب الوثنيين.

- الوثنية: أدّى تطوّر القوى المنتجة وقيام صلات حضارية بين العرب وبين العالم الخارجي، إلى تطور في مستوى الوعي الديني عند هؤلاء تمثّل في تراجع الظاهرات الدينية البدائية من دون زوالها نهائيًا، وظهور الوثنية التي غدت أكثر الأشكال الدينية انتشارًا، وأقواها جذورًا في المجتمع العربي الجاهلي قبل ظهور الإسلام.[292] عبد عدد كبير من القبائل الأصنام إلى جانب الأوثان، والصنم تمثال منحوت على هيئة معينة، أما الوثن فحجر عادي، واتخذت بعض القبائل والمدن آلهة قبلية، فعبد عرب الجنوب ثالوثًا من الكواكب يمثله القمر والشمس والزهرة،[293] وعبدت قبائل أخرى أصنامًا شهيرة يُعتقد بأنها أحضرتها من بلاد الشام أو العراق في قديم الزمان، وكان بعضها على هيئة امرأة وبعضها على هيئة رجل، ومن أشهرها: هُبل،[294] ود، اللات،[295] مناة، والعزّى وتروي المصادر الإسلامية أن أول من أدخل عبادة الأصنام إلى جزيرة العرب هو عمرو بن لحي بن قمعة بن خندف بن مضر.[296]
- الدهرية: ظهر في مراحل الجاهلية الأخيرة اتجاه فكري متميز أسماه المسلمون «الدهريّة»، وأشير إليه في القرآن في سورة الجاثية: ﴿وَقَالُوا مَا هِيَ إِلَّا حَيَاتُنَا الدُّنْيَا نَمُوتُ وَنَحْيَا وَمَا يُهْلِكُنَا إِلَّا الدَّهْرُ وَمَا لَهُمْ بِذَلِكَ مِنْ عِلْمٍ إِنْ هُمْ إِلَّا يَظُنُّونَ﴾، والدهريون هم الذين يقولون بإسناد الحوادث إلى الدهر، فنسبوا كل شيء إلى فعل القوانين الطبيعية؛ أي الأبدية، مع التأثير في حياة الإنسان وفي العالم. والدهر بمفهومهم غير مخلوق ولا نهائي؛ أي القول بقدم الدهر وعدم فناء المادة، وهو حركات الفلك، وذهبوا إلى أن العالم يُدار بمقتضى تأثير هذه الحركات.[297] ونسب العرب الجاهليون النوازل التي تنزل بهم من موت أو هرم إلى الدهر، فكانوا يذمونه ويسبونه.[298] بقي انتشار هذا الفكر محدودًا للغاية، إذ لم تستطع الدهرية أن تقف في خط معارض للوثنية السائدة والديانتين اليهودية والمسيحية.[299]
- المجوسية: عرف بعض العرب عبادة النار أو المجوسية، وقد تسربت إليهم عن طريق الاتصال بالفرس في الحيرة واليمن وحضرموت والعربية الشرقية. وقد أشير إلى وجود المجوس في أخبار الفتوح.[300] وكانت المجوسية في بني تميم، وأشهر من اعتنقها منهم أسعد بن زرارة بن عدس وابنه حاجب، والأقرع بن حابس وأبو الأسود، جد وكيع بن حسان.[301]
- الحنيفية: نشأت في الجاهلية فئة من «الحنفاء» الذين لم يرضوا عن الحياة الدينية الوثنية، فانصرفوا إلى حياة فطرية، فتركوا عبادة الأوثان واعتزلوا المنازعات القبلية، وزهدوا في شؤون الدنيا، وأنكروا حال قومهم في الوثنية والشقاق الاجتماعي. ومن أشهر هؤلاء ورقة بن نوفل، الذي اعتنق المسيحية في وقت لاحق، وزهير بن أبي سلمى وقس بن ساعدة.[293]

### الديانات الباقية

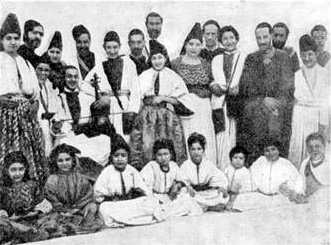
مغاربة يهود من مدينة فاس قرابة عام 1900.

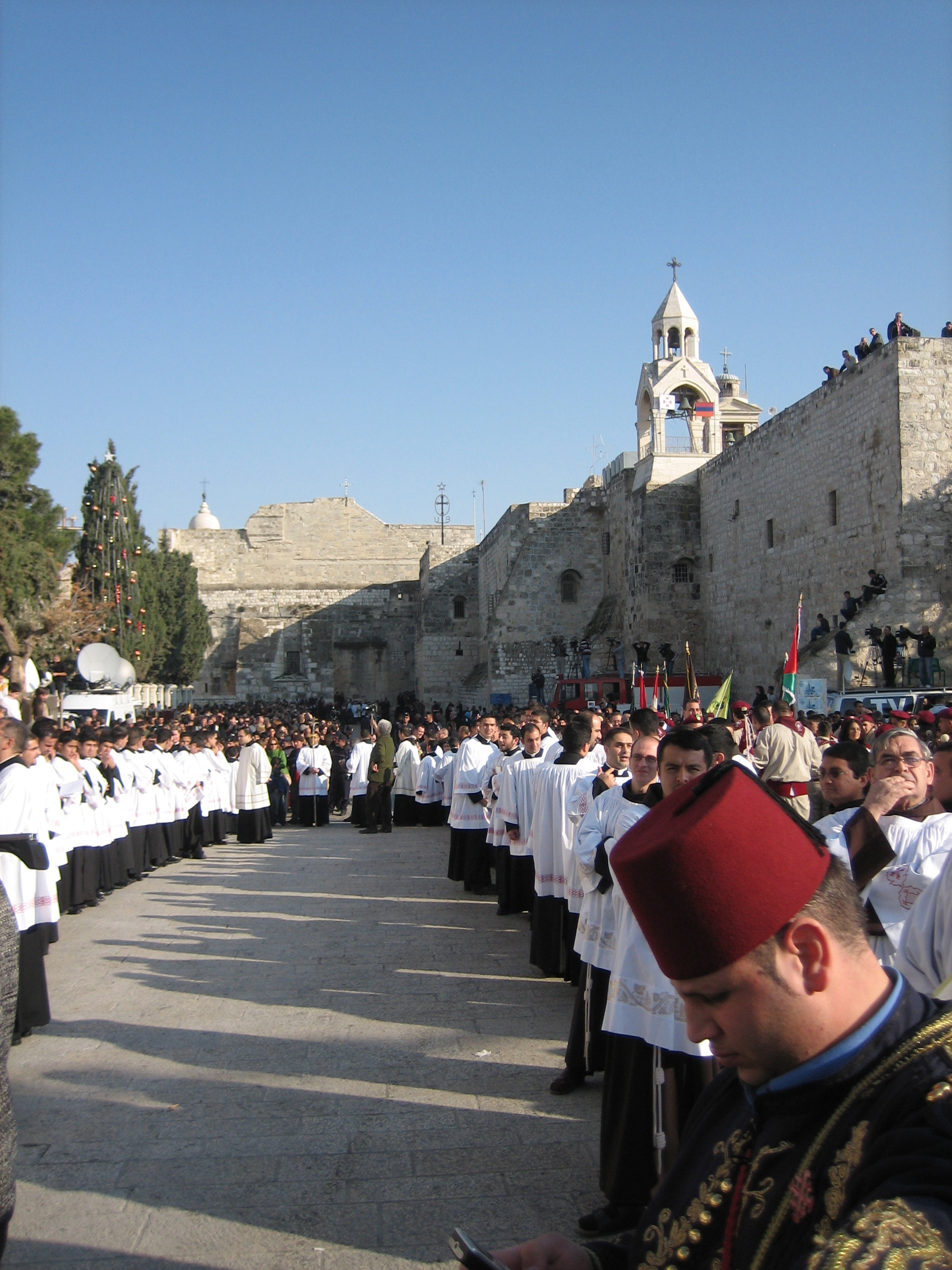
احتفالات فلسطينيين مسيحيين بساحة كنيسة المهد.

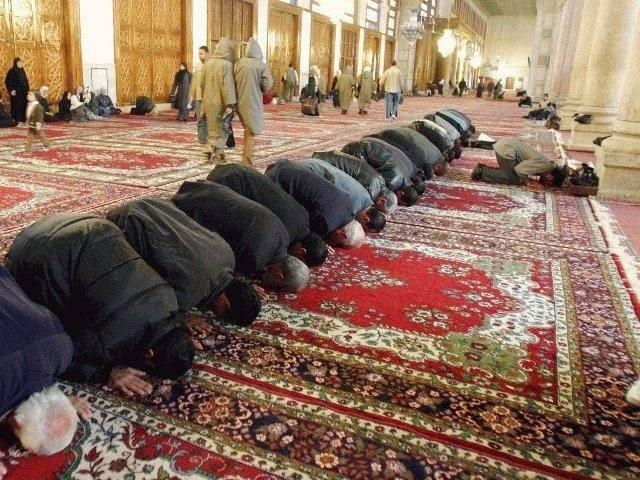
رجال مسلمون عرب يقيمون الصلاة في المسجد الأموي في دمشق، سوريا.

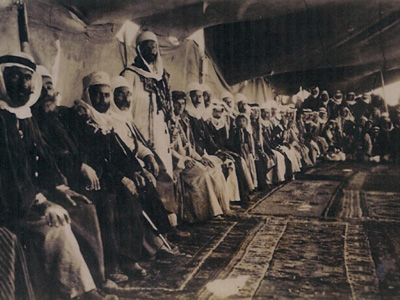
مشايخ دروز من جبل الدروز في سوريا، عام 1926.

- اليهودية: يختلف المؤرخون عن كيفية وصول اليهودية إلى العرب، فمنهم من يرجعها إلى عصور قديمة وبالتحديد إلى أيام النبي موسى وغزوه للعماليق، وبعضهم الآخر يرى أن اليهود نزحوا إلى الحجاز من فلسطين في أعقاب حملة الرومان الأخيرة على مملكة اليهودية وتدمير بيت المقدس وهيكل سليمان على يد القائد تيطوس في عام 70م. مهما يكن من أمر، فقد انتشرت اليهودية بين العرب في واحات الحجاز واليمن واليمامة والعروض وأشير إلى وجودهم في البحرين [302] وكان من القبائل العربية التي تهودت: بعض من بني كنانة وحمير وبني الحارث بن كعب وكندة، [303] وقد اختلط اليهود مع العرب في شبه الجزيرة لدرجة دفعت بعض المؤرخين العرب إلى القول بأن يهود شبه الجزيرة العربية هم عرب متهودون لا يهود مهاجرون، اعتنقوا اليهودية عن طريق التبشير بدليل أن أصل بني النضير، وهم طائفة من اليهود في يثرب، فخذ من جذام تهوّدوا ونزلوا بجبل يُقال له النضير فنسبوا إليه[304] إلا أن باقي القبائل اليهودية كمثل بني قينقاع وبني قريظة كانوا من أصول إسحاقية إسرائيلية. استمر اليهود يقطنون الدول العربية طيلة عهد الخلافات الإسلامية، وتبوأ بعضهم مراكز مهمة، مثل موسى بن ميمون، لكن الديانة اليهودية بقيت محدودة الانتشار بين العرب طيلة هذه المدة، ولم يعتنقها إلا قلة من الناس. كان اليهود المزراحيون واليمنيون والعراقيون يصنفون أنفسهم عربًا يعتنقون اليهودية،[305] حتى عقد الثلاثينيات والأربعينيات من القرن العشرين، عندما أخذ قسم كبير منهم ينتقل إلى فلسطين بعد تقديم الحكومة البريطانية والحركة الصهيونية تسهيلات لهم، بهدف إنشاء وطن قومي لليهود في تلك البلاد، فاعتبروا أنفسهم يهودي القومية. هاجر معظم يهود الشام ومصر والعراق الذين لم يرتحلوا إلى فلسطين، إلى فرنسا والولايات المتحدة بشكل رئيسي، خوفًا على حياتهم بعد قيام دولة إسرائيل، ومعاداة الشعوب العربية لها. ينتشر معظم اليهود في العالم العربي اليوم في تونس والمغرب واليمن، وما زال قسمًا قليلًا منهم يعتبر نفسه عربيًا، أما الباقين فيفضلون اعتبار أنفسهم من أبناء الأمة اليهودية.
- الصابئية المندائية: يرجع أصل الصابئة بحسب الرأي الراجح إلى فلسطين، ومنها هاجروا إلى بلاد ما بين النهرين خلال القرون الميلادية الأولى، وانتشروا في الأحواز وجنوب العراق وكانت مدينتي واسط وميسان عواصم لهم طيلة عهد الخلافات الإسلامية.[306] يُعتقد بأن عدد الصابئة حول العالم يتراوح بين 60,000 و 70,000 نسمة،[307] وقد كانت هذه الديانة من الأديان المميزة للعرب والعالم العربي حتى الغزو الأمريكي للعراق سنة 2003، إذ أنه حتى ذلك الوقت كان السواد الأعظم من أتباعها يقطن العراق،[308] أما اليوم فأغلبهم هاجر إلى الأردن وسوريا وأوروبا، والذين بقوا في العراق يصل عددهم لحوالي 5,000 شخص فقط.[308]
- المسيحية: من غير المعروف على وجه اليقين متى تسرّبت المسيحية إلى شبه الجزيرة العربية، لكن من الراجح أنه خلال القرون الثلاثة الأولى بعد الميلاد لم تكن المسيحية قد انتشرت إلا في المناطق التي عاش فيها العرب جنبًا إلى جنب مع السريان والإغريق والرومان. ويعود سبب انتشار المسيحية في شبه الجزيرة العربية إلى التأثير الذي مارسته ثلاثة مراكز مسيحية مجاورة هي الشام في الشمال الغربي، والعراق في الشمال الشرقي، والحبشة في الغرب عن طريق البحر الأحمر، والجنوب عن طريق اليمن.[309] وتسرّبت المسيحية إلى شبه الجزيرة العربية عبر ثلاثة روافد هي: التبشير والتجارة والرقيق الأبيض المجلوب من فارس وبيزنطة.[310] كان من أوّل القبائل العربية التي تنصّرت: بعض من قريش وبهراء وسليح من قضاعة وتغلب بن وائل وبكر بن وائل وعبد القيس وطيء ومذحج وتنوخ وغسان ولخم وعاملة وجذام وبني الحارث بن كعب وتميم.[311] وكان عرب العراق مسيحيون يتبعون المذهب النسطوري، بينما كان مسيحيو الشام يتبعون المذهب المونيفيزتي. اعتنق أغلب العرب المسيحيون الإسلام في وقت لاحق، وبقي قسم منهم على دينه، وأغلب هؤلاء انتقل شمالًا مع الجيوش الفاتحة إلى بلاد الشام والعراق حيث اختلطوا مع السريان بمرور الزمن. يُشكل النصارى حوالي 5.5% من سكان العالم العربي حاليًا، وتختلف نسبتهم باختلاف البلدان التي يقطنوها، ففي لبنان يشكلون حوالي 39% من الجمهرة،[312] بينما يشكلون في سوريا قرابة 16% من السكّان،[313] وكانوا يُشكلون 25% من السكّان في فلسطين، لكن هذه النسبة تراجعت حتى 3.8% حاليًا، بفعل تهجير العرب بعد قيام دولة إسرائيل. يعتنق معظم الأمريكيين والأوروبيين من أصل عربي المسيحية دينًا،[314] وأغلب هؤلاء يعودون بأصولهم إلى لبنان وسوريا وفلسطين. يتبع معظم المسيحيين العرب اليوم الكنيسة الأرثوذكسية الشرقية والمشرقية، وهناك قلّة تتبع المذهب الكاثوليكي والپروتستانتي.
- الإسلام: تعتنق الأغلبية الساحقة من العرب اليوم الإسلام دينًا على المذهب السني، وفق المدارس الأربعة: الحنفية والشافعية والمالكية والحنبلية. يُشكل أتباع المذهب الشيعي أقلية بين المسلمين العرب، ومعظمهم يتمركز في جنوب العراق وجنوب لبنان والقسم الشرقي من شبه الجزيرة العربية بما فيه الكويت وشرق السعودية، بالإضافة لشمال اليمن وبعض أنحاء سوريا، وهؤلاء يتبعون الطائفة الإثنا عشرية وأغلبهم يتبع المدرسة الجعفرية، أما شيعة اليمن فيتبعون المدرسة الزيدية.[315] من الطوائف الإسلامية الأخرى، هناك الإباضية، وأغلب الإباضيين يتمركزون اليوم في سلطنة عمان وتونس، كذلك هناك الإسماعيلية في بعض أنحاء الشام، والدروز المتمركزون في القسم الجنوبي من لبنان وشمال إسرائيل والمناطق المجاورة في سوريا، والعلويون قاطني الساحل السوري بشكل رئيسي، على أنَّهُ يرى أغلب رجال الدين المُسلمون من سُنَّة وشيعة، أنَّ الدروز ليسوا بمُسلمين وأنَّهم يُشكلون ديانةً مُنفصلةً عن الإسلام، على الرُغم من أنَّ رجال الدين الدروز يقولون بانتسابهم إلى الإسلام.
- البهائية: تعتبر البهائية من الأديان حديثة النشأة، إذ لم تظهر حتى وقت متأخر من القرن التاسع عشر، وما زالت لم تجد موطئ قدم ثابت لها في العالم العربي. أقدم البلدان العربية التي ظهرت فيها البهائية هي مصر، إذ يُعتقد أن أول العرب الذين اعتنقوها كانوا مصريين، في سنة 1896.[316] من الدول العربية الأخرى التي ظهرت فيها البهائية: المغرب في سنة 1946،[317][318] والإمارات العربية المتحدة سنة 1957.[319] من الأسباب التي لم تجعل للبهائية شعبية كبيرة في الأوساط العربية، أنها تقول بوجود رسول بعد النبي محمد، الأمر الذي يرفضه المسلمين الذين يشكلون أغلب العرب، وأيضًا لارتباطها المزعوم بإسرائيل، على الرغم من أن البهائيون ينكرون ذلك نكرانًا قاطعًا.[320]

### الرياضة
يوجد الاتحاد العربي لكرة القدم وهو مؤسسة رسمية تأسست عام 1974 وتشرف على الاتحادات القطرية العربية لكرة القدم، وترعى العديد من المباريات الودية والرسمية بين الأقطار الأعضاء، والأندية التابعة لاتحادات الدول الأعضاء. تتكون المنظمة من 22 دولة عربية، وهم جميعهم أعضاء رسميون في جامعة الدول العربية. وكان فيصل بن فهد بن عبد العزيز أول رئيس لها (1974-1999). توجد العديد من البطولات العربية لكرة القدم كان أهمها دوري أبطال العرب. ربحت الأندية السعودية هذه البطولة في ثماني مناسبات وكانت الوصيفة في أربع مناسبات، أما الأندية التونسية فربحتها خمس مرات وجاءت وصيفة خمس مرات أيضا، تلتها الأندية العراقية التي ربحت البطولة في أربع مناسبات ثم الأندية المصرية التي ربحت في مناسبتين وجاءت أربع مرات وصيفة. هناك أيضًا بطولة دوري أبطال العرب وفاز نادي الشرطة العراقي بأول نسخاتها عام 1982. هناك أيضًا كأس السوبر العربي أو (الكأس العربية الممتازة) وهي بطولة عربية تشارك فيها كل سنة الأندية البطلة والوصيفة في دوري أبطال العرب وفي البطولة العربية للأندية الفائزة بالكؤوس، وهي بطولة توقفت عام 2001. ومن أبرز الأندية العربية: الأهلي المصري، نادي الرجاء الرياضي، نادي الزمالك المصري، الترجي الرياضي التونسي، نادي الوداد الرياضي، وفاق سطيف، نادي الوحدات الأردني، اتحاد جدة، الهلال السعودي.
جرت أول دورة ألعاب عربية في 1953 في الإسكندرية، مصر من 26 يوليو إلى 10 أغسطس 1953، وشاركت فيها ثماني دول عربية. وكان مقررا أن تعقد كل أربع سنوات بعد أول دورة، غير أن الاضطراب السياسي والصعوبات المالية منعت تنفيذ ذلك. شاركت المرأة في منافسات الألعاب لأول مرة في عام 1985. ويوجد أيضا اتحادات لرياضات أخرى مثل كرة الطائرة واليد والسلة وغيرها.

#### الوطن العربي في الأدب
ذكر الوطن العربي في الأعمال الأدبية لأكثر الشعراء، منهم محمد فخري محمود والذي نظم قصيدة بلاد العرب أوطاني، وكذلك الشاعر الفلسطيني المعاصر رامي أبو صلاح الذي نظم قصيدته عربي في أعماقي وذكر فيها جميع الدول العربية، وغيرهما كثير من الشعراء وإن كانت هاتان القصيدتان أكثرها تميزًا وفيما.

### الموسيقى
تغنى كثير من الفنانين بالوطن العربي في أغانيهم. من هذه الأغاني:
- بلاد العرب أوطاني
- بساط الريح لفريد الأطرش
- وطني الأكبر لعبد الحليم حافظ
- أوبريت الحلم العربي
- أوبريت الضمير العربي

### المطبخ
المطبخ العربي متنوع وغني ويختلف من مكان إلى آخر تبعا لتوافر المنتجات الزراعية المحلية. يوجد هناك مطابخ عربية يقترن اسمها بمدن عريقة في مجال المأكولات مثل حلب (المطبخ الحلبي) وحضرموت (المطبخ الحضرمي) أو بأقاليم مثل المطبخ المغربي (الذي يمثل المغرب العربي) والمطبخ الخليجي والمطبخ الشامي. في المشرق العربي تنتشر مأكولات يستخدم فيها الأرز والبرغل ولحم الضأن والخضراوات وزيت الزيتون، في حين تشتهر الجزيرة العربية بمأكولات تعتمد على السمك كمكون رئيسي. في المغرب العربي يعتمد المطبخ على القمح والخضراوات وزيت الزيتون.
من أشهر الأكلات العربية التي انتشرت في أنحاء العالم التبولة والكسكسي والكبة والحمص والفلافل والشاورما والشاورما إماراتية.

## الاقتصاد
اعتبارا من أغسطس 2009، أفيد أن اقتصاد المملكة العربية السعودية هو أقوى اقتصاد عربي وفقا لتقرير البنك الدولي. لا يزال اقتصاد المملكة العربية السعودية الأعلى عربيا من حيث الناتج المحلي الإجمالي وفي المركز الحادي عشر آسيويا. تأتي بعد السعودية مصر ثم الجزائر، والتي كانت الاقتصادات الثانية والثالثة الأكبر في أفريقيا (بعد جنوب أفريقيا)، في عام 2006. من حيث نصيب الفرد من الناتج المحلي الإجمالي، تتصدر قطر قائمة أغنى دولة نامية في العالم.
بلغ الناتج المحلي الإجمالي لجميع الدول العربية في عام 1999 531,200,000,000 $ (531,2 مليار دولار أمريكي). على النقيض من ذلك، فإن الناتج المحلي الإجمالي لإسبانيا والولايات المتحدة في تلك السنة 595,500,000,000 $ (595,5 مليار دولار).
قرر القادة العرب في ختام أشغال القمة الاقتصادية العربية الثانية 19 يناير 2011 في شرم الشيخ تدعيم الربط البحري العربي من خلال قيام الدول العربية بتحديد موانئها الرئيسية وتطويرها ليتوافر فيها عوامل الأمن والسلامة والمعايير الدولية المعمول بها. وخاصة تشغيل الشباب أولوية لمواجهة تحدي البطالة وأخطارها على الأمن الوطني والقومي وتعزيز التعاون العربي في هذا المجال. وبمشروع ربط شبكات الإنترنت العربية ومخطط الربط البري العربي بالسكك الحديدية التي يتولاها الصندوق العربي للإنماء الاقتصادي والاجتماعي. أما بالنسبة لمشاريع الربط الكهربائي العربي فقد دعت القمة صناديق التمويل العربية والإقليمية والدولية للمساهمة في تهيئة الشبكات الكهربائية الداخلية لبعض الدول العربية الأقل نموًا.
أما بالنسبة لبرنامج الطارئ للأمن الغذائي العربي مع تحديد مرحلته الأولى خلال الفترة 2011-2016 علما أن المبلغ المطلوب لتنفيذ هذه المرحلة يقدر ب 27 مليار دولار والمرحلة الثانية ب 65.4 مليار دولار والمرحلة الثالثة 65.4 مليار دولار بنهاية البرنامج عام 2030.
وبشأن الاتحاد الجمركي العربي طالب القادة العرب ببذل مزيد من الجهود لاستكمال توحيد جداول التصنيفات للتعرفة الجمركية للدول العربية قبل نهاية عام 2012 تمهيدا للدخول في التفاوض على فئات التعرفة الجمركية والانتهاء منها ضمن الوقت المحدد للإعلان عن الاتحاد الجمركي العربي عام 2015. بلغت الصادرات العربية 1066 مليار دولار والواردات 653 مليار دولار عام 2008. ارتفعت الاستثمارات الأجنبية في الدول العربية عام 2008 إلى 99 مليار و797 مليون دولار مقارنة مع عام 2001 والتي بلغت 9 مليار و275 مليون دولار.

### الصناعة
تتنوع الصناعة وتختلف بين الدول العربية فهنالك المعادن، اللحوم والبيض، المواد الغذائية، مواد البناء، البتروكيماويات، النسيج، منتجات كهربائية وإلكترونية أخرى فالدول العربية غنية بالموارد حيث هنالك كميات هائلة من النفط والغاز الطبيعي إذ تعتبر السعودية أكبر منتج نفط في العالم وهنالك دول العربية نفطية أخرى منها العراق، الكويت، الإمارات العربية المتحدة، الجزائر، ليبيا ومصر وبلغ الإنتاج النفطي العربي في شهر مارس 2010 18 مليون و800 ألف برميل يوميًا ولقد شهدت المنطقة العربية خلال الربع الرابع من العام 2008 أكبر نسبة انخفاض في إنتاج الحديد والصلب الخام قدرت بمعدل 23.41? وبإنتاج بلغ 3.12 مليون طن مقارنة ب 4.173 مليون طن لنفس الفترة من العام الذي سبقه ويعود السبب في ذلك إلى تقليص الإنتاج لمواجهة انخفاض الطلب والأسعار نتيجة للأزمة المالية العالمية. ويعد المشروع القطري الجزائري للحديد والصلب الأكبر على المستوى العربي وسينتج المصنع في مرحلة أولى 2,5 مليون طن من الفولاذ الطويل وهو إنتاج مرشح للارتفاع إلى 5 ملايين طن في مرحلة ثانية بإنتاج الفولاذ المصفح وأنواع الفولاذ الخاصة المستخدمة في صناعة السكك الحديدية.، اما اللحوم فقد وافقت مصر والسودان على إقامة مشروع استثماري مشترك في السودان لإنتاج وتصنيع وتصدير اللحوم الحمراء علي مساحة 40 ألف فدان بولاية النيل الأبيض أما الصلب الخام فقد ارتفع الإنتاج العربي منه من 8 مليون و824 ألف طن إلى 16 مليون و400 ألف ما بين (2000-2008). في تونس ارتفعت قيمة الاستثمارات الصناعية الأجنبية بنسبة 27% منذ بداية عام 2011 مقارنة بالفترة نفسها من سنة 2010 لتصل إلى 868,5 مليون دينار (مليون دولار). في مجالات صناعة المواد الغذائية ومواد البناء والخزف والزجاج والصناعات الكيميائية.

### الزراعة

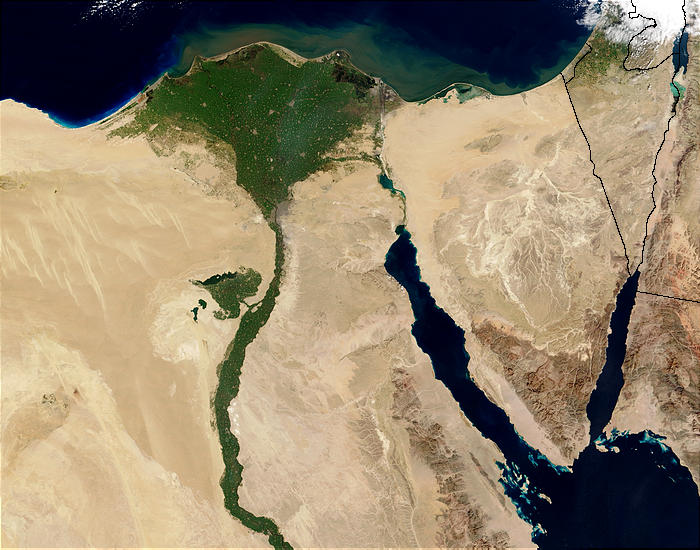
دلتا النيل من الفضاء.

واستقر متوسط نصيب الفرد من الأراضي الزراعية على مستوى الوطن العربي بين عامي 2009 و 2010 م، حيث بقى في حدود (0.20) هكتار، بينما تراجع قليلًا عن المستوى العالمي من (0.21) إلى (0.20) هكتار ويختلف هذا المتوسط من دولة عربية إلى أخرى.
تبلغ المساحات الزراعية المروية حوالي (13.8 مليون هكتار) وتشكل ما نسبته (24.3 %) و(19.3 %) من إجمالي المساحات المزروعة ومساحات الحيازات الزراعية في الوطن العربي على التوالي. 
وتعتمد دول مجلس التعاون على الزراعة المروية كليًا بينما تتفاوت نسب الزراعة المروية في الدول العربية الأخرى وتتراوح بين (94.1 %) و(5%)، حيث تتصدر الإمارات العربية المتحدة هذه القائمة بينما تعتبر جيبوتي من أضعف الدول العربية من حيث المساحات الزراعية المروية. وتنتشر الأراضي الزراعية في الوطن العربي حول الأنهار الداخلية الكبرى كالنيل والفرات ودجلة وأنهار بلاد المغرب العربي وبلاد الشام، وفي المناطق الساحلية المتوسطية والأطلسية، دول الهلال الخصيب وأراضي السودان. إلا أن الزراعة لم تصل إلى حد الوفرة لاحتياجات السكان. والزراعة تساهم بنحو 13% من الإنتاج المحلي للوطن العربي، تتوزع المساحة المحصولية على محاصيل عديدة تشكل مجموعة الحبوب حوالي (50.5 %) منها وتليها البذور الزيتية بحوالي (11.8 %)، أما مجموعة المحاصيل السكرية فتشكل ما نسبته (0.7 %)، من أهم المحاصيل: الحبوب (القمح، الأرز، الشعير، الذرة الرفيعة، الذرة الشامية)، والأشجار المثمرة (الموالح، العنب، التمر والتفاح، الخوخ والمشمش)، بالإضافة إلى المحاصيل الزراعية الصناعية: كالقطن والسكر والزيتون وقصب السكر.

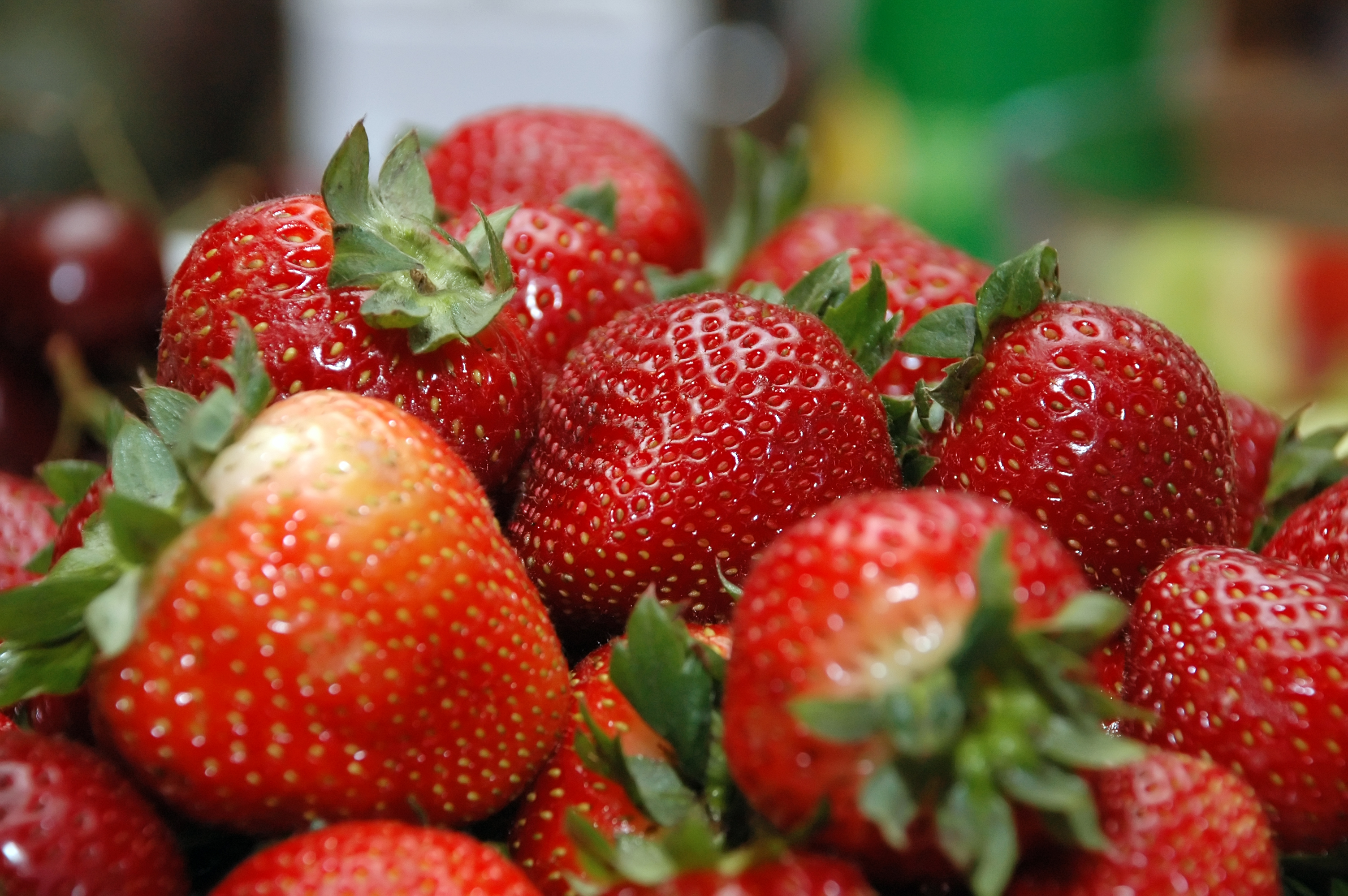
بلغت صادرات مصر من الفراولة 52 مليون دولار.

ارتفع إنتاج الحبوب في الوطن العربي عام 2008 مقارنة بعام 2010 من 46719 طن إلى 54107 طن. أما على المستوى القُطري فقد حققت مصر إنتاجية عالية من القمح تعادل أكثر من ضعفي متوسط الإنتاجية على المستوى العربي، الأمر الذي انعكس إيجابيًا على الإنتاج المصري من القمح بحيث بلغ نحو ثلث الإنتاج العربي مع أن المساحة المحصولية للقمح في مصر لا تزيد على (12.4 %) من المساحة الكلية المزروعة بهذا المحصول على مستوى الوطن العربي.
| اسم المحصول             | الوطن العربي | العالم | النسبة المئوية (%) |
| ----------------------- | ------------ | ------ | ------------------ |
| الحبوب                  | 1,81         | 3,7    | 51                 |
| الفول السوداني          | 0,96         | 1,52   | 63                 |
| السمسم                  | 0,29         | 0,52   | 56                 |
| زهرة الشمس (عباد الشمس) | 1,12         | 1,37   | 82                 |
| الزيتون                 | 1,03         | 2,10   | 49                 |
| الشمندر السكري          | 49,5         | 53,2   | 93                 |
| قصب السكر               | 103,7        | 69,9   | 148                |

المشكلات التي تواجه مصادر الري في الوطن العربي:
- قلة كميات المياه العذبة.
- طرق الري التقليدية وارتفاع نسبة الفاقد.
- وجود المياه الجوفية على أعماق بعيدة وصعوبة استغلالها في الزراعة.

لجأت بعض الدول العربية إلى تحلية مياه البحار مثل: السعودية للحصول علي مياه عذبة وبناء السدود لحجز مياه الأنهار.

### السياحة
| سياحة دينية في الوطن العربي | |                              |               |                                                                  |
| المكان                      | الوصف | الموقع                       | الصفة         | صورة                                                             |
| المسجد الحرام               | هو أعظم مسجد في الإسلام ويقع في قلب مدينة مكة في الحجاز غرب المملكة العربية السعودية، تتوسطه الكعبة المشرفة التي هي أول بيت للناس وضع على وجه الأرض ليعبدوا الله فيه تبعاً للعقيدة الإسلامية، وهذه هي أعظم وأقدس بقعة على وجه الأرض عند المسلمين. والمسجد الحرام هو قبلة المسلمين في صلاتهم. سمى بالمسجد الحرام لحرمه القتال فيه منذ دخول النبي المصطفى إلى مكة المكرمة منتصرا ويؤمن المسلمون أن الصلاة فيه تعادل مئة ألف صلاة. | مكة المكرمة، السعودية        | إسلامي        | المسجد الحرام                                                    |
| المسجد النبوي               | هو مسجد النبي محمد بن عبد الله رسول الإسلام وفيه يوجد قبره، ويعد المسجد النبوي ثاني أقدس دور العبادة بالنسبة للمسلمين بعد المسجد الحرام في مكة. يقع في المدينة المنورة في غرب المملكة العربية السعودية. والمسجد النبوي هو أحد ثلاث مساجد تشد لها الرحال في الدين الإسلامي؛ فقد قال النبي محمد: "لا تشد الرحال إلا إلى ثلاثة مساجد: مسجد الحرام، ومسجد الأقصى، ومسجدي هذا. يعتقد المسلمون أن الصلاة فيه تعدل ألف صلاة فيما دونه من المساجد إلا المسجد الحرام | المدينة المنورة، السعودية    | إسلامي        | المسجد النبوي                                                    |
| المسجد الأقصى               | هو واحد من أكثر المعالم قدسية عند المسلمين، حيث يعتبر أولى القبلتين في الإسلام. يقع المسجد الأقصى داخل البلدة القديمة لمدينة القدس في فلسطين. وهو اسم لكل ما دار حول السور الواقع في أقصى الزاوية الجنوبية الشرقية من المدينة القديمة المسورة، ويعد كل من مسجد قبة الصخرة والجامع القبلي من أشهر معالم المسجد الأقصى. | القدس الشريف، فلسطين         | إسلامي        | المسجد الأقصى                                                    |
| مسجد قباء                   | مَسْجِدُ قُبَاءٍ أول مسجد بني في الإسلام، وأول مسجد بني في المدينة النبوية، ومن حيث الأولية فإن المسجد الحرام أول بيت وضع للناس ومسجد قباء أول مسجد بناه المسلمون، يقع المسجد إلى الجنوب من المدينة المنورة، بني المسجد من قبل النبي محمد وذلك حينما هاجر من مكة متوجهاً إلى مدينة، وقد اهتم المسلمون من بعده بعمارة المسجد خلال العصور الماضية، فجدده عثمان بن عفان، ثم عمر بن عبد العزيز في عهد الوليد بن عبد الملك، وتتابع الخلفاء من بعدهم على توسيعه وتجديد بنائه؛ وقام السلطان قايتباي بتوسعته، ثم تبعه السلطان العثماني محمود الثاني وابنه السلطان عبد المجيد الأول، حتى كانت التوسعة الأخيرة في عهد الدولة السعودية. | المدينة المنورة، السعودية    | إسلامي        |                                                                  |
| قبة الصخرة                  | يقع في حرم المسجد الاقصى في القدس وتحديدا شمال المسجد. وقد أمر ببنائه الخليفة الأموي عبد الملك بن مروان خلال الفترة 688م - 692م فوق صخرة المعراج. ولا يزال حتى يومنا هذا رمزاً معماريا للمدينة و يذكر بعض العلماء أن الكنائس التي بناها فرسان الهيكل فيما بعد تأثرت بأسلوب العمارة الإسلامية وبنمط قبة الصخرة, ويظهر ذلك جليا في كاستل دل مونتي. | القدس الشريف، فلسطين         | إسلامي        | مسجد فبة الصخرة                                                  |
| الحرم الإبراهيمي            | هو أقدم مساجد مدينة الخليل في فلسطين وأبرز ما يميّزها، حيث يعتقد أتباع الديانات السماوية بأن جثمان النبي إبراهيم موجود فيه. يحيط به سور كبير يرجح أن أساساته بنيت في عصر هيرودوس الأدوي قبل حوالي الألفي عام، والشرفات الواقعة في الأعلى تعود للعصور الإسلامية. تم بناء سقف للحرم وقباب في العصر الأموي، وفي العصر العباسي فتح باب من الجهة الشرقية، كما عني الفاطميون به وفرشوه بالسجاد. وفي فترة الحملات الصليبية، تحول الحرم إلى كنيسة ثانية وذلك في حدود عام 1172، ولكنها عادت إلى جامع بعد دخول صلاح الدين بعد معركة حطين.                                                                                       | الخليل، فلسطين               | إسلامي        | الحرم الإبراهيمي                                                 |
| الجامع الأموي               | يعود تاريخ المسجد الأموي إلى 1200 سنة قبل الميلاد، حيث كان هذا المكان معبدا للإله "حدد الأراني"، إله الخصب والرعد والمطر، وعندما دخل الرومان إلى دمشق أقاموا فيه معبدا للإله جوبيتر، وعندما دخلت روما في المسيحية أقيم في المنطقة الغربية الشمالية من مكان المعبد كنيسة يوحنا المعمدان، ولما دخل المسلمون إلى دمشق، جرى اقتسام موقع الكنيسة إلى قسمين أحدهما للمسلمين والأخر للمسيحيين أشتراه منهم فيما بعد الوليد بن عبد الملك وبنى جامعا ليس له مثيل في الشرق. | دمشق، سوريا                  | إسلامي        | مسجد بني أمية                                                    |
| كنيسة المهد                 | هي الكنيسة التي ولد يسوع المسيح في موقعها، وهي تقع في بيت لحم جنوب الضفة الغربية . بناها الإمبراطور قسطنطين عام 335. تعتبر كنيسة المهد من أقدم كنائس فلسطين والعالم والأهم من هذا حقيقة أنَّ الطقوس الدينية تقام بانتظام حتّى الآن منذ مطلع القرن السادس الميلادي حين شيّد الإمبراطور الروماني يوستنيان الكنيسة بشكلها الحالي. كانت كنيسة المهد هي الأولى بين الكنائس الثلاث التي بناها الإمبراطور قسطنطين في مطلع القرن الرابع الميلادي حين أصبحت المسيحية ديانة الدولة الرسمية وكان ذلك استجابة لطلب الأسقف ماكاريوس في المجمع المسكوني الأول في نيقيه عام 325 للميلاد.                                                | بيت لحم، الضفة الغربية       | مسيحي         | كنيسة المهد                                                      |
| كنيسة القيامة               | هي كنيسة داخل أسوار البلدة القديمة في القدس. بنيت الكنيسة فوق الجلجلة أو الجلجثة وهي مكان الصخرة التي يعتقد ان المسيح صلب عليها. وتحتوي الكنيسة على المكان الذي دفن فيه المسيح واسمه القبر المقدس. سميت كنيسة القيامة بهذا الاسم نسبة إلى قيامة المسيح من بين الأموات في اليوم الثالث من الأحداث التي شبهه للبعض موتة على الصليب، بحسب العقيدة المسيحية. | القدس، فلسطين                | مسيحي         | كنيسة القيامة                                                    |
| المغطس                      | هو المكان الذي تعمد به السيد المسيح ( وفقا للديانة المسيحية ) على يد يوحنا المعمدان. بيت عنيا حيث كان يوحنا المعمدان يبشر ويعمد في الفترة الأولى من بشارته. وقد تم الكشف عن هذه المعلومات على اثر الحفريات الأثرية التي تمت على امتداد "وادي الخرار" منذ عام 1996. أن الأدلة الواردة في النص الإنجيلي، وكتابات المؤرخين البيزنطيين ومؤرخي العصور الوسطى، وكذلك الحفريات الأثرية التي أجريت مؤخراً، تبين أن الموقع الذي كان يوحنا المعمدان يبشر ويعمد فيه، بما في ذلك اعتماد السيد يسوع المسيح عليه السلام على يد يوحنا المعمدان، يقع شرقي نهر الأردن في الأرض المعروفة اليوم باسم المملكة الأردنية الهاشمية.          | بيت عنيا، نهر الأردن، الأردن | مسيحي         | المغطس                                                           |
| جبل نبو                     | هو جبل يرتفع 680 مترا عن سطح البحر. يعتقد أن على الجبل وجدت مدينة نبو. منطقة جبل نبو مطلة على البحر الميت ووادي الأردن، وهو من أفضل الأماكن للمراقبة في العالم وفي الأيام الصافية يستطيع المرء من على قمته أن يرى بالعين المجردة البحر الميت وجبال البلقاء وكل فلسطين بما فيها قبة مسجد الصخرة والمسجد الأقصى وأبراج الكنائس في مدينة القدس وشواطئ البحر الأبيض المتوسط وجنوب لبنان وجبل الشيخ شمالا حتى جبال سيناء جنوبا. وهو الوجهة المفضلة لدى الحجاج اليهود القادمين من حول العالم لإيمانهم أن قمة الجبل تضم رفات النبي موسى .                                                                                   | مادبا، الأردن                | مسيحي ويهودي  | جبل نبو                                                          |
| حائط البراق                 | هو الحائط الذي يحد الحرم القدسي من الجهة الغربية، أي يشكل قسما من الحائط الغربي للحرم المحيط بالمسجد الأقصى، ويمتد بين باب المغاربة جنوبا، والمدرسة التنكزية شمالا، طوله نحو 50م, وارتفاعه يقل عن 20م. يعتبر أشهر معالم مدينة القدس. ولهذا الحائط مكانة كبيرة عند أتباع الديانتين الإسلامية واليهودية. إذ يُذكر في بعض المصادر الإسلامية على أنه الحائط الذي قام رسول الله محمد بن عبد الله بربط البراق إليه في ليلة الإسراء والمعراج. ويعتبره اليهود الحائط الأثر الأخير الباقي من هيكل سليمان. | القدس                        | إسلامي ويهودي | احتشاد اليهود في الساحة قبال الحائط لأداء صلاة عيد الفصح اليهودي |
| الجامع الأزهر               | هو من أهم المساجد في مصر وأشهرها في العالم الإسلامي. وهو جامع وجامعة منذ أكثر من ألف عام، بالرغم من أنه أنشئ لغرض نشر المذهب الشيعي عندما تم فتح مصر على يد جوهر الصقلي قائد المعز لدين الله أول الخلفاء الفاطميين بمصر، إلا أنه حاليا يدرس الإسلام حسب المذهب السني. وبعدما أسس مدينة القاهرة شرع في إنشاء الجامع الأزهر وأتمه في شهر رمضان سنة 361 هجرية = 972م فهو بذلك أول جامع أنشى في مدينة القاهرة , لهذا كان يطلق عليه جامع القاهرة. | القاهرة، مصر                 | إسلامي        | الجامع الأزهر                                                    |
| غار حراء                    | هو الغار الذي كان يختلي فيه رسول الله محمد قبل نزول القرآن عليه بواسطة جبريل، وذلك في كل عام، وهو المكان الذي نزل الوحي فيه لأول مرة على النبي. وغار حراء يقع في شرق مكة المكرمة على يسار الذاهب إلى عرفات في أعلى "جبل النور" أو "جبل الإسلام"، على ارتفاع 634 متر، ويبعد تقريبًا مسافة 4 كم عن المسجد الحرام. وغار حراء هو عبارة عن فجوة في الجبل، بابها نحو الشمال، طولها أربعة أذرع وعرضها ذراع وثلاثة أرباع، ويمكن لخمسة أشخاص فقط الجلوس فيها في آن واحد. والداخل لغار حراء يكون متجهًا نحو الكعبة كما ويمكن للواقف على الجبل أن يرى مكة وأبنيتها.                                                               | مكة المكرمة، السعودية        | إسلامي        | غار حراء                                                         |
| جامع كتشاوة                 | من أشهر المساجد التاريخية بالعاصمة الجزائرية. بني في العهد العثماني، بناه حسن باشا سنة 1794م. لكنه حول إلى كنيسة بعد أن قام الجنرال الدوق دو روفيغو القائد الأعلى للقوات الفرنسية بإخراج جميع المصاحف الموجودة فيه إلى ساحة الماعز المجاورة التي صارت تحمل فيما بعد اسم ساحة الشهداء، وأحرقها عن آخرها وأقيم مكانه كاتدرائية، حملـت اسم "سانت فيليب"، لكن بعد استقلال الجزائر سنة 1962 تم استرجاعه وتحويله إلى مسجد. | الجزائر العاصمة الجزائر      | إسلامي        | جامع كتشاوة                                                      |
| اعرض ناقش عدل               | قائمة المواقع الدينية في الوطن العربي |                              | بالوطن العربي | اعرض ناقش عدل                                                    |

| مواقع التراث العالمي في الوطن العربي | |                             |                   |                                             |
| المكان                               | الوصف | الموقع                      | الصفة             | صورة                                        |
| تيبازة                               | مدينة جزائرية تقع على ساحل البحر الأبيض المتوسط وتبعد عن اللجزائر العاصمة ب 75 كم غربا.أسسها الفينيقيون كإحدى مستعمراتهم التجارية العديدة حيث كانت لها مكانة مرموقة.معنى تيبازة في اللغة الفينيقية (الممر) لأنها كانت معبرا وممرا للناس بين مدينتي إيكوزيم (الجزائر العاصمة) وإيول (شرشال). ثم أصبحت تعرف بقرطاجية. وقد اكتشف بتيباسا مستعمرة فينيقية تعود للقرن الـ 5 ق.م. وعندما جاء الرومان حولوها إلى مستعمرة تتبع لاتيوم، ثم تحولت إلى مستعمرة تتبع روما في عهد الإمبراطور كلاوديوس (41-54م). وهي مركز تجاري قديم تشمل عدداً من الآثار الفينيقية والرومانية والبيزنطية والمسيحية القديمة. | ولاية تيبازة، الجزائر       | موقع ثقافي        | تيبازة                                      |
| طاسيلي ناجر                          | تتكون كهوف طاسيلي من صخور بركانية ورملية تعرف بـ "الغابات الحجرية". وتوجد الكهوف فوق هضبة مرتفعة يجاورها جرف عميق، وتحتوي جدران الكهوف على مجموعة من النقوش التي تعود لحضارة قديمة. وهي سلسلة جبلية تقع بولايتي إليزي وتمنراست في الجنوب الشرقي للجزائر. وهي هضبة قاحلة حصوية ترتفع بأكثر من 2000 م عن سطح البحر عرضها من 50 إلى 60 كم وطولها 800 كم مشكلة مساحة تقدر ب12000 كم2، أعلى قمة جبلية وهي أدرار أفاو ترتفع ب 2,158 م على كل مساحتها ترتفع من على الرمال قمم صخرية متآكلة جدا تعرف بالغابات الصخرية وكأنها أطلال مدن قديمة مهجورة بفعل الزمن والعواصف الرملية. | إليزي وتمنراست، الجزائر     | موقع ثقافي وطبيعي | طاسيلي ناجر                                 |
| الغيشة                               | تقع في سلسلسة الأطلس الصحراوي وتبعد عن الجزائر العاصمة ب 400 كم جنوبا.موقع لرسومات الحجرية لفترة ما قبل التاريخ من العصر الحجري الحديث تم الإبلاغ عنها في وقت مبكر من عام 1914. على طول الأطلس الصحراوي . ينتشر هذا الفن القديم من الحدود الغربية للجزائر و حتى جبال الأوراس شرقا. | ولاية الأغواط، الجزائر      | موقع ثقافي اثري   | الغيشة                                      |
| البتراء                              | تعتبر من أهم المواقع الأثرية في الأردن وفي العالم لعدم وجود مثيل لها في العالم مؤخرا فازت بالمركز الثاني في المسابقة العالمية لعجائب الدنيا السبع وهي عبارة عن مدينة كاملة منحوته في الصخر الوردي اللون ( ومن هنا جاء اسم بترا وتعني باللغه اليونانية الصخر )(يقابلة باللغة النبطية رقيمو) والبتراء تعرف أيضا باسم المدينة الوردية نسبة إلى لون الصخور التي شكلت بناءها، وهي مدينة أشبة ماتكون بالقلعة. * بناها الأنباط في العام 400 قبل الميلاد وجعلوا منها عاصمة لهم. وعلى مقربة من المدينة يوجد جبل هارون الذي يعتقد أنه يضم قبر النبي هارون عليه السلام والينابيع السبعة التي ضرب موسى بعصاه الصخر فتفجرت. واختيرت البتراء بتاريخ7/7/2007 كواحدة من عجائب الدنيا السبع الجديدة. | معان، الأردن                | موقع أثري         | الخزنة في البتراء                           |
| قصر عمرة                             | هو قصر صحراوي أموي يقع في شمال الصحراء الأردنية بناؤه صغير نسبياً لذلك يُسمّيه البعض بالقصير. شيد القصر في عهد الخليفة الوليد بن عبد الملك سادس الخلفاء الأمويين 705 – 715 م. ويعتقد أن القصر كان يستخدم لرحلات الصيد التي يقوم بها الخلفاء وأمراء بني أمية. يتكون القصر من قاعة استقبال مستطيلة الشكل ذات عقدين يقسمانها إلى ثلاثة أروقة لكل رواق قبو نصف دائري ويتصل الرواق الأوسط في الجهة الجنوبية بحنية كبيرة على جانبيها غرفتان صغيرتان تطلاّن على حديقتين كانتا تستخدمان للقيلولة. تزدان أرضية الغرف والقاعة بالفسيفساء التي تمثّل زخارف نباتية. أما الغُرَف الأخرى فمكسوة بالرخام. | الأزرق الأردن               | قلعة صحراوية      | صورة خلفية للقصر وتتضح الأقواس الثلاثة.     |
| أم الرصاص                            | قرية أردنية تقع 5 كم شرق ذيبان وتبعد 26 كم جنوب شرقي مدينة مادبا و 60 جنوب عمان. تقع على هضبة مادبا الخصبة على ارتفاع 760 متر عن سطح البحر بين وادي الولاء ووادي الموجب. وهي ضمن قضاء مستقل قضاء ام الرصاص ومركزه ام الرصاص وقضاء أم الرصاص جزء من لواء الجيزة التابع محافظة العاصمة في الأردن يبلغ عدد سكانها 4200 نسمة. | ذيبان، الأردن               | موقع أثري         | أم الرصاص                                   |
| مدائن صالح                           | مدائن صالح وكانت تعرف قديماً بمدينة الحِجْر، عبارة عن موقع أثري يقع في شمال غرب المملكة العربية السعودية وتحديداً في محافظة العُلا التابعة لمنطقة المدينة المنورة. يحتل المكان موقعاً إستراتيجياً على الطريق الذي يربط جنوب شبه الجزيرة العربية ببلاد الرافدين وبلاد الشام ومصر، كما أن للمكان شهرته التاريخية التي استمدّها من موقعه على طريق التجارة القديم الذي يربط جنوب شبه الجزيرة العربية والشام، والحجر اسم ديار ثمود بوادي القرى بين المدينة المنورة وتبوك. ورد ذكر الحجر في القرآن على أنها موطن قوم ثمود، اللذين استجابوا لدعوة نبي الله صالح، ثم ارتدوا عن دينهم وعقروا الناقة التي أرسلها الله لهم آية فأهلكهم بالصيحة. تعد مدائن صالح من أهم حواضر الأنباط بعد عاصمتهم البتراء، إذ تحتوي على أكبر مستوطنة جنوبية لمملكة الأنباط بعد البتراء في الأردن، والتي تفصلها عنها مسافة 500 كم، ويعود أبرز أدوارها الحضارية إلى القرنين الأول قبل الميلاد والأول الميلادي، وذلك خلال فترة ازدهار الدولة النبطية وقبل سقوطها على يد الإمبراطورية الرومانية عام 106م، ويُعتقد أن الحِجْر استمرت في حضارتها حتى القرن الرابع الميلادي، وكانت عاصمة مملكة لحيان في شمال شبه الجزيرة العربية. | المدينة، السعودية           | موقع أثري         |                                             |
| دمشق القديمة                         | هو اسم الجزء القديم من مدينة دمشق والتي تعد أقدم مدينة مأهولة في العالم وأقدم عاصمة في التاريخ وتقع داخل أسوار مدينة دمشق التاريخية، وتمتاز بأبنيتها وأوابدها التي تعود لعدة عصور وأماكنها المقدسة من جوامع و كنائس تعد رمز للديانات، وبشوارعها وطرقاتها التي مشى عليها اصحاب رسول الله صلى الله عليه و سلم والقديسين والملوك والقادة والعلماء والعظماء من صناع التاريخ. في عام 1979 مـ سجلت مدينة دمشق القديمة على لائحة التراث العالمي لمنظمة اليونيسكو. | دمشق، سوريا                 | موقع أثري         | الجامع الأموي أحد معالم دمشق القديمة        |
| قلعة بني حماد                        | تعد قلعة بني حماد بالمعاضيـد التابعة لولاية المسيلة من أحد رموز الدولة الإسلامية بالجزائر وتعتبر امتدادا لدولة حماد بن بلكين الذي حاول صقل وتثبيت الهوية الإسلامية، ورغم أهمية هذا الصرح التاريخي والإسلامي الكبير إلا أن القلعة باتت في طريقها إلى الزوال. يعود تاريخ إنجاز وبناء قلعة بني حماد إلى سنة1007 إلى 1008 م على يد حماد بن بلكين الذي اختار مكانا محصنا لقلعته وإستراتيجيا فوق سفح جبل تيقريست وعلى ارتفاع 1000 متر فوق سطح البحر وذلك بغية عمليات المراقبة العسكرية للأماكن المجاورة، وقد دامت مدة بناء هذا الصرح الإسلامي العظيم 30 سنة أستخدمت فيها الهندسة المعمارية الإسلامية الأصيلة بزخارف وتصميمات تعكس التراث الإسلامي الممتد عبر القرون الغابرة في أي بقعة يوجد بها الإسلام. | ولاية المسيلة، الجزائر      | موقع ثقافي        | قلعة بني حماد                               |
| تدمر                                 | إحدى أهم المدن الأثرية عالميآ لها شهرتها ومكانتها، تقع في وسط سوريا وتتبع لمحافظة حمص، هي مدينة ذات أهمية تاريخية حيث كانت عاصمة مملكة تدمر. ارتفع شأن المدينة بعد أن أصبحت عاصمة لمملكة من أهم ممالك الشرق مملكة تدمر ونافست روما وبسطت نفوذها على مناطق واسعة واتصفت تدمر بغناها الكبير وكانت مركزآ تجاريآ، | حمص، سوريا                  | موقع أثري         | تدمر                                        |
| قلعة الحصن                           | هي قلعة تقع ضمن سلاسل جبال الساحل السوري ضمن محافظة حمص وتبعد عن مدينة حمص 60 كم، ونظرًا للأهمية التاريخية والعمرانية للحصن فقد اعتبرتها منظمة اليونسكو قلعة تاريخية هامة لاحتوائها على تراثٍ إنساني عظيم، وفي عام 2006 مـ سجلت القلعة على لائحة التراث العالمي إلى جانب قلعة صلاح الدين الأيوبي. | حمص، سوريا                  | قلعة تاريخية      | قلعة الحصن                                  |
| آشور (القلعة الشرقية)                | هي المدينة-الدولة التي أصبحت عاصمة المملكة الآشورية القديمة، اسمها القديم (بال تـِل) وشكلت مع نينوى وأربيل المنطقة النواة للمماك الآشورية المتعاقبة. كانت تقع علي بعد 60 ميل جنوب مدينة الموصل حاليا بشمال العراق على ضفاف نهر الدجلة وسـقطت المدينة عام 612ق.م تحت ضربات البابليين والميديين. | الموصل، العراق              | موقع أثري         | الأسد البابلي                               |
| سامراء                               | تقع مدينة سامراء الأثرية على ضفاف نهر دجلة وعلى مسافة 130 كيلومترا شمال بغداد، وكانت مقر عاصمة إسلامية جبارة بسطت نفوذها على أقاليم الدولة العباسية التي امتدت خلال قرن من الزمن من تونس إلى وسط آسيا. تمتد المدينة بطول 41 كيلومترا ونصف الكيلومتر من الشمال إلى الجنوب، أما عرضها فيتراوح بين 4 و8 كيلومترات. وتحتوي على ابتكارات هندسية وفنية طوّرت محلياً قبل أن تنقل إلى أقاليم العالم الإسلامي وأبعد من ذلك. | صلاح الدين (العراق)، العراق | موقع أثري         | سامراء                                      |
| بلدة القدس القديمة                   | هي 0.9 كيلومتر مربع داخل مدينة القدس الحديثة. وحتى ستينيات القرن التاسع عشر، كانت هذه المساحة فقط هي المشكلة لمدينة القدس. البلدة القديمة موطن لعدد من الرموز الدينية، مثل حائط البراق لليهود وكنيسة القيامة للمسيحيين والمسجد الأقصى وقبة الصخرة للمسلمين. تقليديا، البلدة مقسمة إلى أربعة أقسام، بالرغم من أن التسمية الحالية لم تستخدم إلا في القرن التاسع عشر. اليوم، في المدينة القديمة الحي اليهودي والحي المسيحي والحي المسلم والحي الأرمني. | القدس، فلسطين               | موقع ديني وأثري   | البلدة القديمة في القدس                     |
| جبل نبو                              | هو جبل يرتفع 680 مترا عن سطح البحر. يعتقد أن على الجبل وجدت مدينة نبو. منطقة جبل نبو مطلة على البحر الميت ووادي الأردن، وهو من أفضل الأماكن للمراقبة في العالم وفي الأيام الصافية يستطيع المرء من على قمته أن يرى بالعين المجردة البحر الميت وجبال البلقاء وكل فلسطين بما فيها قبة مسجد الصخرة والمسجد الأقصى وأبراج الكنائس في مدينة القدس وشواطئ البحر الأبيض المتوسط وجنوب لبنان وجبل الشيخ شمالا حتى جبال سيناء جنوبا. وهو الوجهة المفضلة لدى الحجاج اليهود القادمين من حول العالم لإيمانهم أن قمة الجبل تضم رفات النبي موسى . | مادبا، الأردن               | مسيحي ويهودي      | جبل نبو                                     |
| وادي قاديشا                          | هو من أعمق وديان لبنان. يقع الوادي في قضاء بشري في شمال لبنان ويبعد عن العاصمة بيروت 121 كلم ويرتفع عن سطح البحر 1500م. يحري في عمقه نهر قاديشا الذي ينبع من مغارة تقع عند أقدام "أرز الرب" التي تُشرف عليها "القرنة السوداء"، أعلى قمم جبال لبنان. | قضاء بشري لبنان             | موقع ديني         | وادي قاديشا                                 |
| شحات                                 | مدينة تاريخية أسسها الإغريق في الجبل الأخضر في أقصى شمال شرق ليبيا وتبعد عن مدينة البيضاء بحوالي بـ10كم، وتعتبر شحات ثاني كبرى مدن شعبية الجبل الأخضر بعد مدينة البيضاء. واسمها التاريخي هو الذي منح منطقة شرق ليبيا اسم قورينائية أو "سيرينايكا". تتبع المدينة حاليا محافظة الجبل الأخضر. | الجبل الأخضر، ليبيا         | موقع أثري         | اثار شحات                                   |
| غدامس                                | مدينة ليبية تقع في الجزء الغربي من البلاد وتبعد 543 كيلومترً جنوب غرب العاصمة طرابلس. خضعت المدينة قديماً لسيطرة الاغريق ثم الرومان، إلى أن دخلها العرب لاول مرة بقيادة عقبة بن نافع، وبلغت ذروة مجدها في القرن الثامن عشر عندما خضعت للحكم العثماني الموجود آنذاك في ليبيا، وأصبحت مركزاً مهماً للقوافل ونقطة للتجارة بين حواضر القارة الإفريقية، واحتلها الإيطاليون عام 1924 م، واخضعوها لسلطتهم حتى اندحارهم منها ودخول القوات الفرنسية إليها سنة 1940م وظل الفرنسيون في غدامس حتى 1955. تقسم ثلاثة أقسام: المدينة العتيقة حيث السور والجامع، وغابة النخيل، والمدينة الحديثة حيث المباني المستحدثة. وفي وسط المدينة عين الفرس. | نالوت، ليبيا                | موقع ثقافي        | المدينة القديمة في غدماس                    |
| تيمقاد                               | مدينة أثرية رومانية توجد بولاية باتنة بالجزائر، كانت تسمّى تاموقادي، بُنيت سنة 100 ميلادي في عهد تراجان، وكانت في بداية الأمر تلعب دورًا دفاعيًا لتصبح فيما بعد مركزًا حضاريًا.وهي المدينة الوحيدة من مدن الرومان المحافظة على هيئتها النموذجي في أفريقيا.تقع تيمقاد على بعد 36 كلم شرق ولاية باتنة، عاصمة الآوراس، أكثر من 418 كلم شرق الجزائر العاصمة، وقد بناها الرومان في سنة 100 ميلادية في عهد الإمبراطور تراجان الذي أمر ببنائها لأغراض إستراتيجية لكنها تحولت إلى مركز سكاني، وقد شُيدت على مساحة 11 هكتاراً في البداية، وسماها الرومان تاموقادي، وتحظى المدينة الأصلية بتصميم جميل؛ إذ يشقها طريقان كبيران متقاطعان من الشرق إلى الغرب ومن الشمال إلى الجنوب ينتهي كل شارع ببابين كبيرين في طرفيه يزينهما قوسان ضخمان لكنهما مزينان بحجارة وأعمدة منحوتة بإتقان، ثم بنى الرومان مجموعة من السكنات والمرافق التي عادة ما يحرصون على تشييدها في مدنهم، وأحاطوا المدينة بجدار كبير لحمايتها. | ولاية باتنة، الجزائر        | موقع ثقافي        | تيمقاد                                      |
| أبو مينا                             | منطقة أثرية تقع المنطقة عند الحافة الشمالية للصحراء الغربية التي يطلق عليها بدو المنطقة اسم (أبو مينا) والتي كانت فيما مضي قرية صغيرة حيث كان مدفن القديس مينا وكانت المنطقة حتي العصور الوسطي المبكرة أهم مركز مسيحي للحج في مصر والمنطقة تقع غربي الإسكندرية في محاذاة محطة بهيج تقريبا حيث يوجد مدق صحراوي واضح المعالم يمتد لمسافة 12 كيلو مترا في اتجاه الجنوب حتي يصل الي منطقة الاثار وقد اكتشف هذا المكان في عام 1905 علي يد عالم الاثار الألماني (كوفمان) حيث تمكن في صيف عام 1907 من الكشف عن اجزاء كبيرة منه وفي عام 1979. | الإسكندرية، مصر             | موقع ديني         | أبو مينا                                    |
| وادي الحيتان                         | يقع الوادي داخل محمية وادي الريان والتي تغطي مساحة 1759 كيلومتر بمحافظة الفيوم على بعد 150 كيلومتر من القاهرة بمصر، وفى العام 2005م تم تصنيف منطقة وادي الحيتان كمنطقة تراث عالمي واختارتها اليونسكو كأفضل مناطق التراث العالمي للهياكل العظمية للحيتان. يشتهر وادى الحيتان بوجود بحفريات حيتان كاملة كانت تعج بها المنطقة قبل 40 مليون سنة عندما كان الوادي يقع تحت محيط ضخم (بحر تيث) بالإضافة إلى حفريات بحرية عديدة يمكن رؤيتها في المتحف المفتوح الذي يتيح للزائرين إمكانية رؤية الحيتان وعدم المساس بها لحمايتها. | الفيوم، مصر                 |                   | حفريات بحرية في وادي الحيتان                |
| منف                                  | مدينة مصرية قديمة أسسها عام 3200 قبل الميلاد الملك نارمر وكانت عاصمة لمصر في عصر الدولة القديمة (الأسرات 3-6) وكانت فيها عبادة الأله بتاح، ومكانها الحالي بالقرب منطقة سقارة على بعد 19 كم جنوب القاهرة بقرية ميت رهينة وكانت منف معروفة باسم "الجدار الأبيض" حتي القرن السادس والعشرين قبل الميلاد إلي أن أطلق عليها المصريون اسم " من نفر " وهو الاسم الذي حرفه الاغريق فصار "ممفيس" ثم اطلق العرب عليها "منف". | مصر                         | موقع ديني         | هرم الملك جوسر ويسمى أحيانا هرم سقارة.      |
| مكناس                                | تقع في شمال المغرب على بعد 140 كلم شرق العاصمة المغربية الرباط، وهي العاصمة لجهة مكناس ـ تافيلالت التي تضم ولاية مكناس وعمالة إقليم الحاجب وعمالة أقاليم ايفران وخنيفرة والرشيدية. عدد سكانها نحو المليون نسمة. هذه المنطقة التي تمتد على مساحة 79210 كلمتر مربع أي تحتل حوالي 11% من مجموع التراب المغربي. وهي متنوعة التضاريس والمناخ، وتأوي هذه المنطقة حسب إحصائيات 1994: 73 % من مجموع سكان المغرب. أما مدينة مكناس فهي مقسمة إلى جزءين المدينة الجديدة والمدينة القديمة. | مكناس ـ تافيلالت، المغرب    | موقع أثري         | باب منصور العلج بمكناس أحد الأبواب العالمية |
| سقطرى                                | هي أرخبيل يمني مكون من أربع جزر على المحيط الهندي قبالة سواحل القرن الأفريقي 350كم جنوب شبه الجزيرة العربية. إن انعزال الجزيرة الطويل عن أفريقيا وشبه الجزيرة العربية قد خلّف مستوى فريد وغير مألوف من الاستيطان الحيوي على الجزيرة، وكذلك في المستوى الاجتماعي لسكان الجزيرةتم تصنيف الجزيرة كأحد مواقع التراث العالمي في عام 2008 ولقبت بأكثر المناطق غرابة في العالم نظراً للتنوع الحيوي الفريد والأهمية البيئية لهذه الجزيرة وانعكاسها على العالم. | محافظة حضرموت، اليمن        | موقع طبيعي        | سقطرى                                       |
| مروي                                 | هي مدينة اثرية في شمال السودان تقع علي الضفة الشرقية لنهر النيل ، تبعد حوالي حوالي 6 كيلومترات الي اتجاه الشمال الشرقي من محطة كبوشية بالقرب من مدينة شندي ، كما تبعد حوالي 200 كيلو متر من العاصمة السودانية الخرطوم. ويوجد بالقرب من الموقع مجموعة من القري تسمي البجراوية.كانت هذه المدينة عاصمة للملكة الكوشية لعدة قرون ، وقد أطلق الكوشيون هذا الاسم لكل الجزيرة أو شبه الجزيرة الواقعة بين نهر عطبرة في الشمال و النيل الأزرق في الجنوب و نهر النيل في الشرق ويطلق علي هذه المنطقة جغرافياً اسم أقليم البطانة. | السودان                     |                   | سقطرى                                       |
| اعرض ناقش عدل                        | القائمة الكاملة |                             | بالوطن العربي     | اعرض ناقش عدل                               |

سجلت الدول العربية خسائر بقيمة 2.2 مليار دولار خلال عام 2011، وذلك بسبب ما مرت به دول عربية من ثورات. وبلغ حجم خسائر تونس، والتي تملك نحو 15 في المائة من حصة السياحة في أفريقيا خلال الفترة الماضية بنحو 450 مليون دولار، بمعدل خسائر شهري بلغ 231 مليون دولار، في حين بلغ حجم الخسائر عن الفترة الماضية في مصر، والتي تملك نحو 23 في المائة من حصة السياحة في الشرق الأوسط بنحو 1.160 مليار دولار، و862 مليون دولار خسائر شهرية.